# Liste der Hallenkirchen in Spanien
▶ Liste(n) der Hallenkirchen – Übersicht
– Siehe auch: Pseudobasiliken in Spanien (bisher 51 erfasst) –
Anzahl: 904
In Spanien gibt es eine große Anzahl von Hallenkirchen, aber nicht in allen Regionen gleich häufig.
Da die meisten Hallenkirchen in der Gotik gebaut oder zur Hallenkirche umgestaltet wurden, ist in der Liste nur erwähnt, wenn eine Kirche einem anderen Baustil angehört.

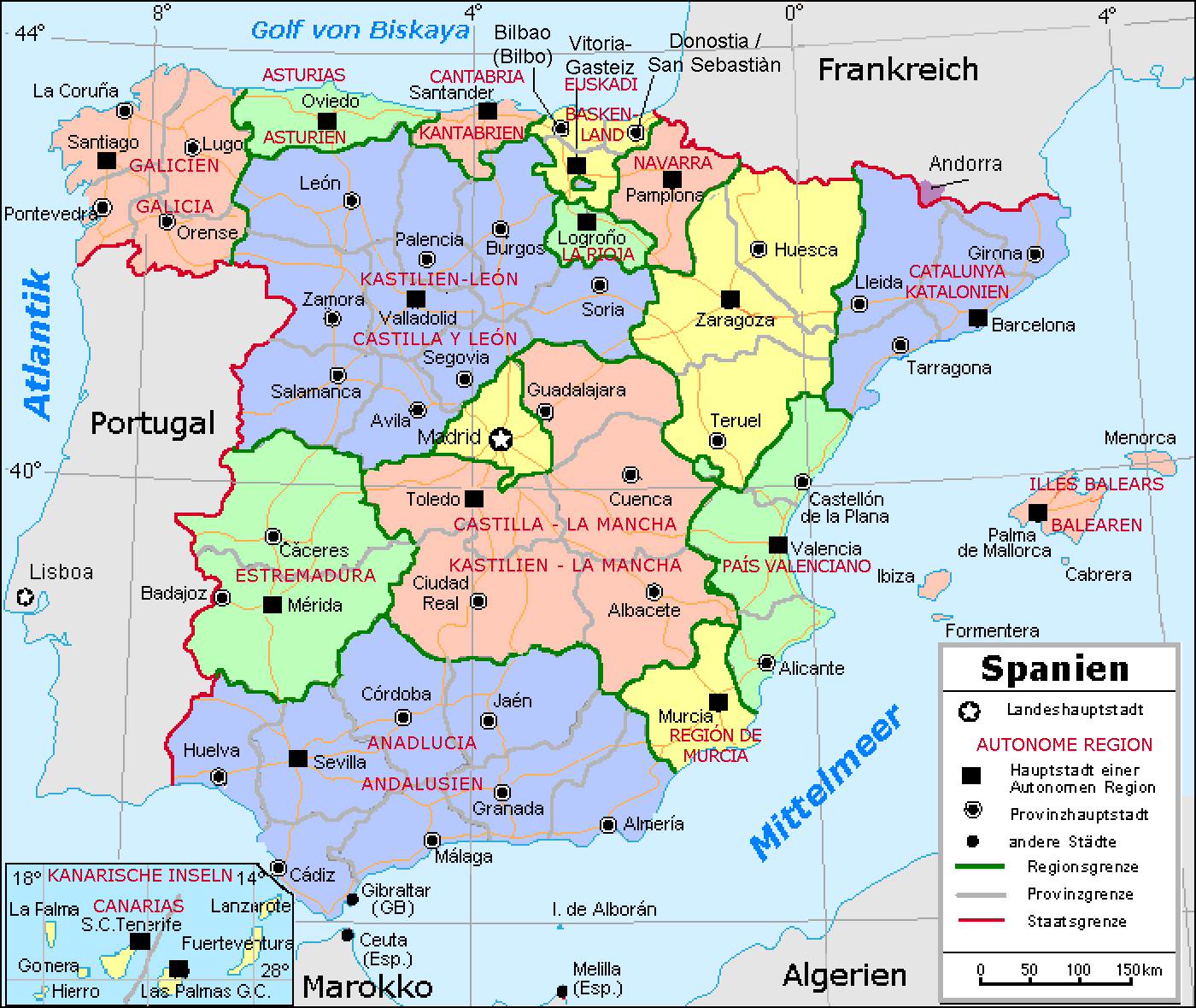
Spanien: Regionen („Autonome Gemeinschaften“) und Provinzen

## Galicien
Anzahl: 21

### Provinz A Coruña
Anzahl: 9

Cambre, Santa Maria
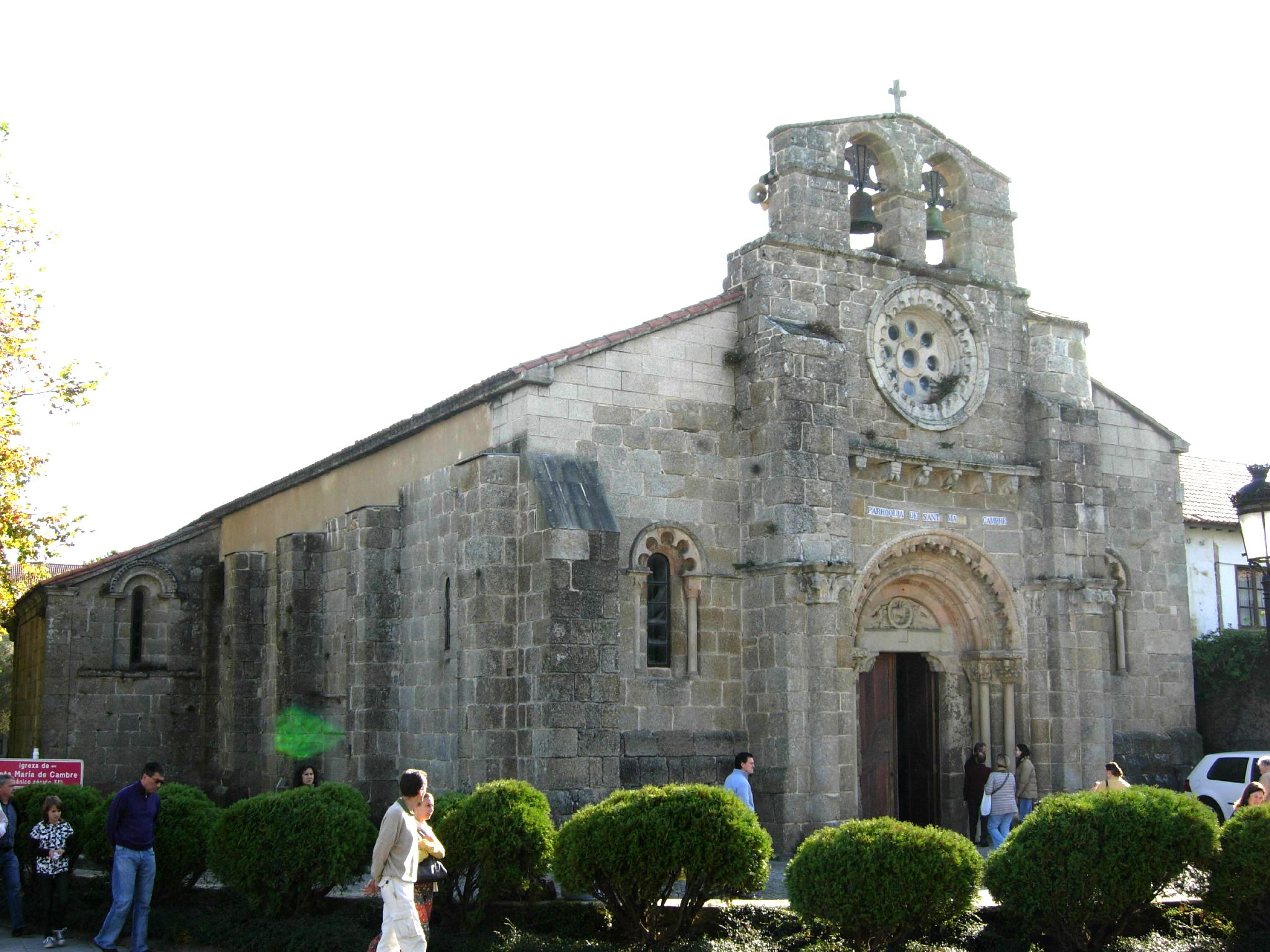
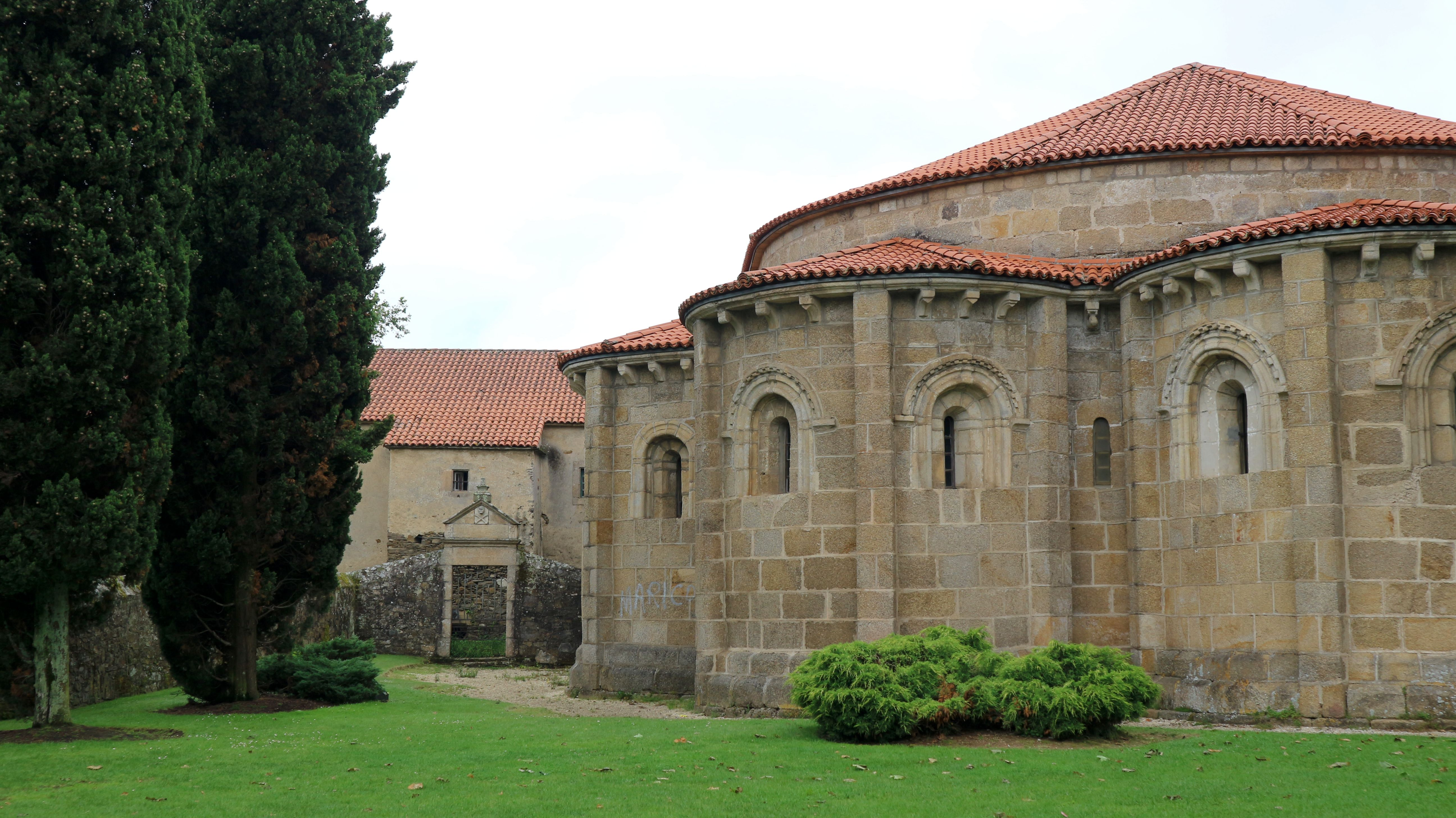
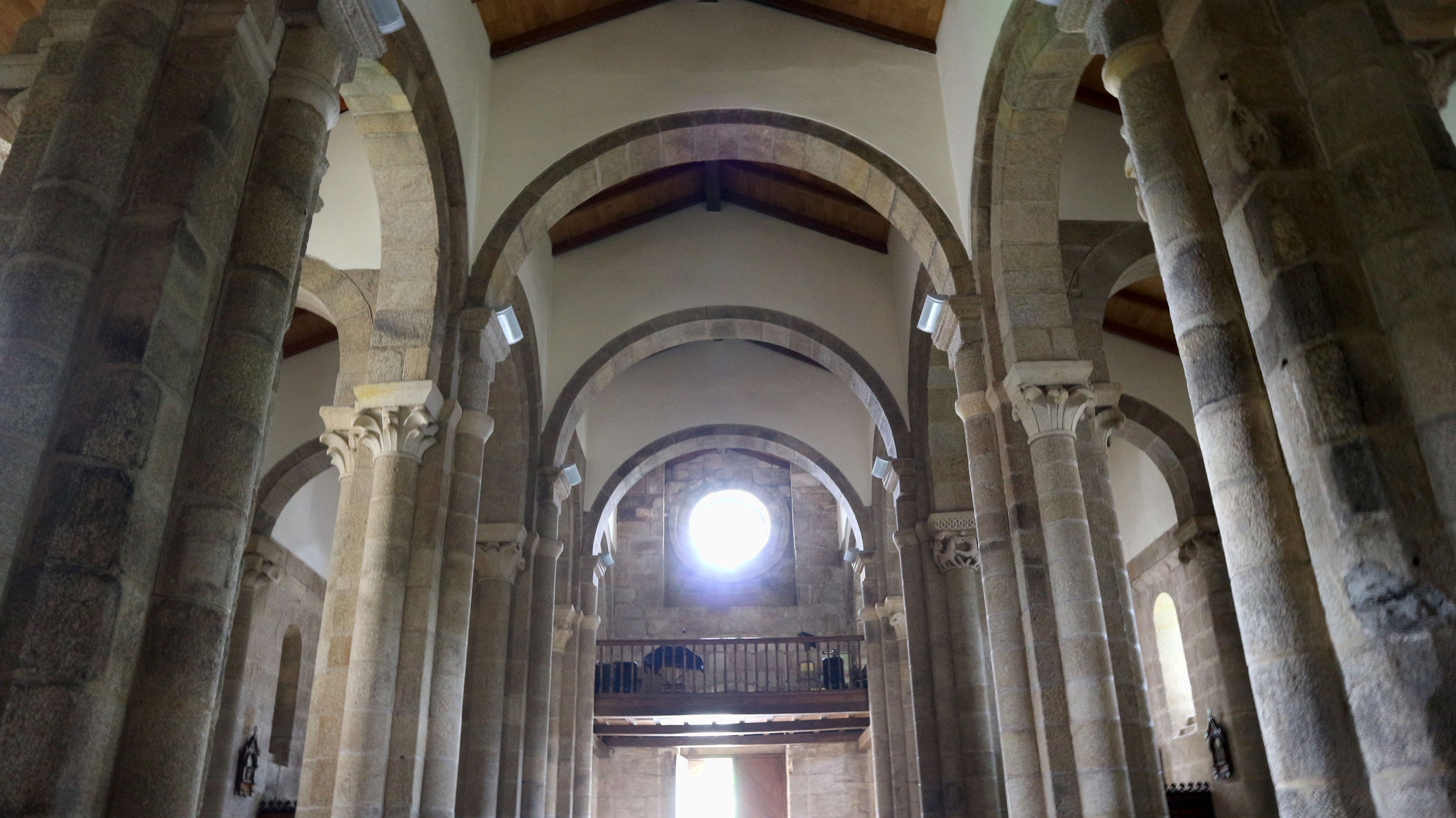
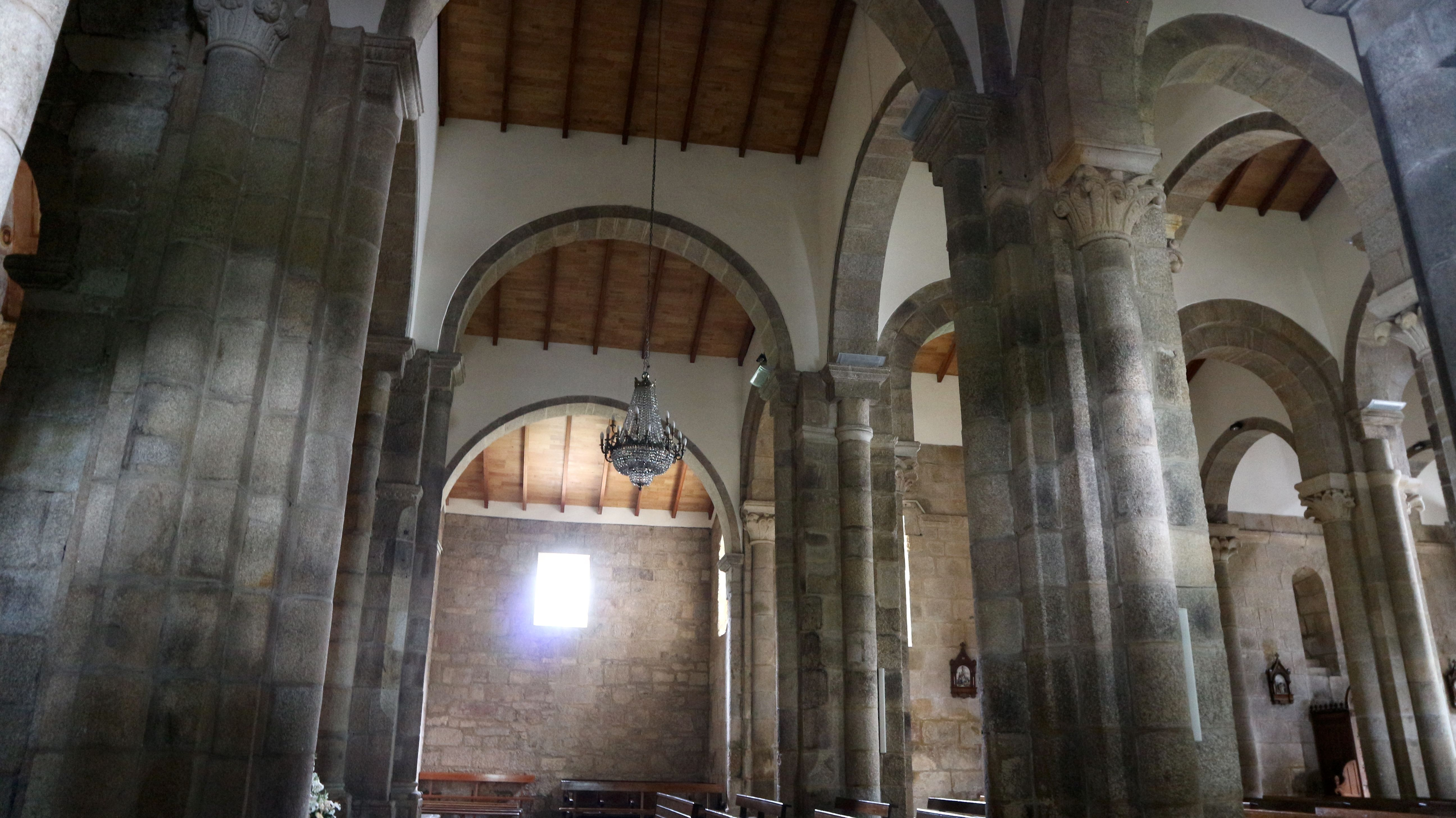

| Ort                    | Name/Patrozinium                             | Anmerkungen |
| ---------------------- | -------------------------------------------- | --- |
| Arteixo                | Santo Tome de Monteagudo (CC)                | romanisch |
| Bergondo               | Klosterkirche San Salvador (CC)              | romanisch |
| Betanzos               | Santa María do Azogue (CC)                   | |
| Cambre                 | Santa María (CC)                             | romanisch, Schiff mit Holzdecken auf Raster aus Arkaden und Gurtbögen, Chorapsis rundbogiges Rippengewölbe mit Schlussstein |
| A Laracha              | Monasterio de San Pedro de Soandres (CC)     | Hallenschiff mit Holzdecken, Chor und Nebenkapellen mit Rippengewölben                                                      |
| Muxía                  | San Xulián de Moraime (CC)                   | romanisch, trotz geringer Höhenunterschiede zw. Mittel- und Seitenschiffen fensterlose Hochschiffswände beachtlicher Höhe   |
| Santiago de Compostela | San Domingos de Bonaval (CC)                 | |
| Santiago de Compostela | Colegiata de Santa María la Real de Sar (CC) | romanisch |
| Vilasantar             | Kloster Santa María de Mezonzo (CC)          | romanisch |

### Provinz Lugo
| Ort                                 | Name/Patrozinium              | Anmerkungen                          |
| ----------------------------------- | ----------------------------- | ------------------------------------ |
| Becerreá                            | Santa María de Penamaior (CC) | romanisch                            |
| Pombeiro Pantón                     | San Vicente (CC)              | romanisch                            |
| Santa Cruz do Valadouro O Valadouro | Santa Cruz                    | 1667 anstelle viel älterer Vorgänger |

### Provinz Ourense

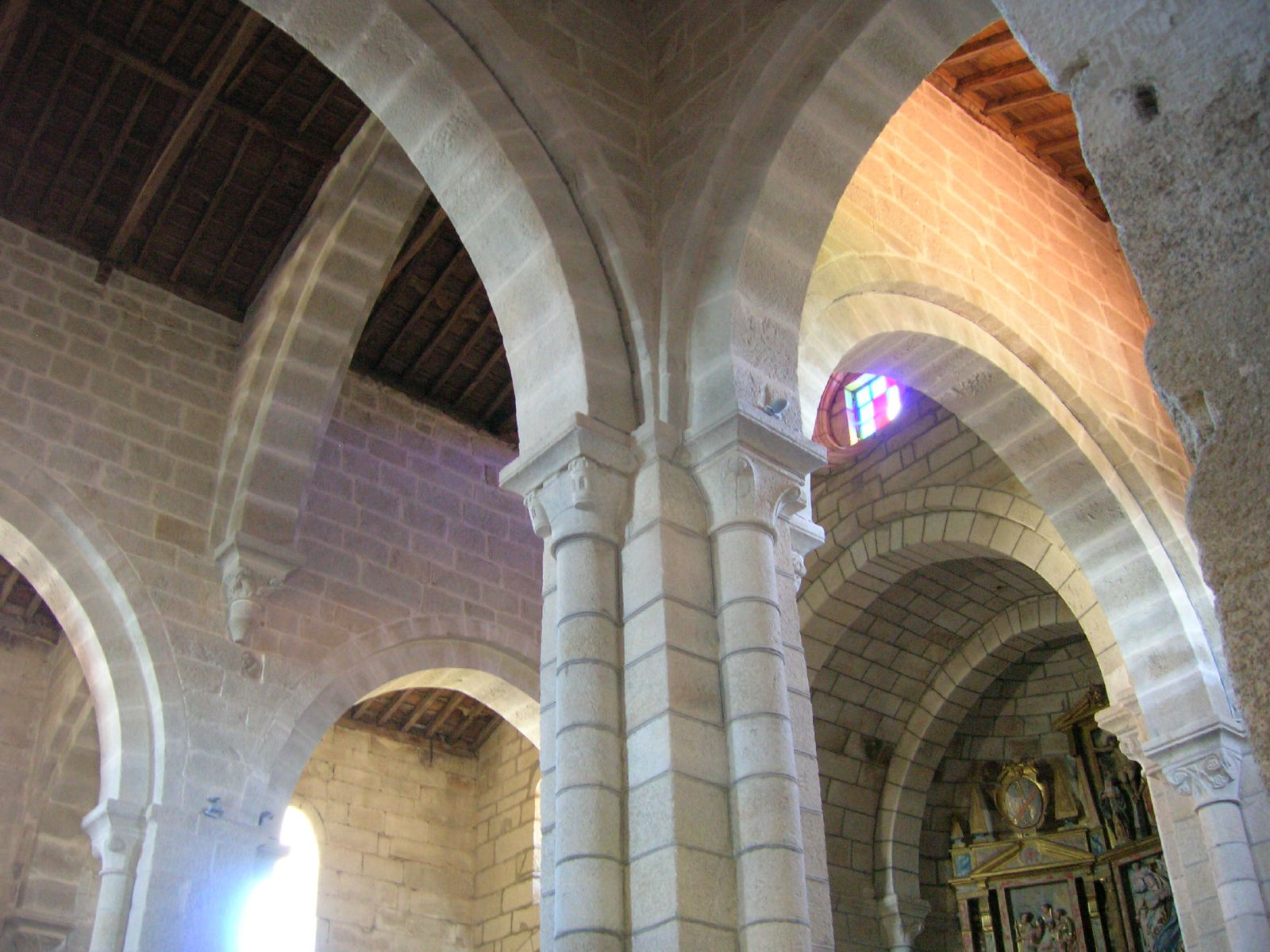
Xunqueira de Espadañedo: Santa María

Anzahl: 4
| Ort                     | Name/Patrozinium                  | Anmerkungen |
| ----------------------- | --------------------------------- | --- |
| Allariz                 | Santa Mariña de Augas Santas (CC) | |
| Nogueira de Ramuín      | Santo Estevo de Ribas de Sil (CC) | „Ribas de Sil“ bedeutet „(die) Ufer des (Flusses) Sil“. Eine Gemeinde dieses Namens liegt am anderen Flussufer in der Provinz Lugo |
| Xunqueira de Ambía      | Kloster Santa María (CC)          | romanisch |
| Xunqueira de Espadañedo | Kloster Santa María (CC)          | romanisch |

### Provinz Pontevedra

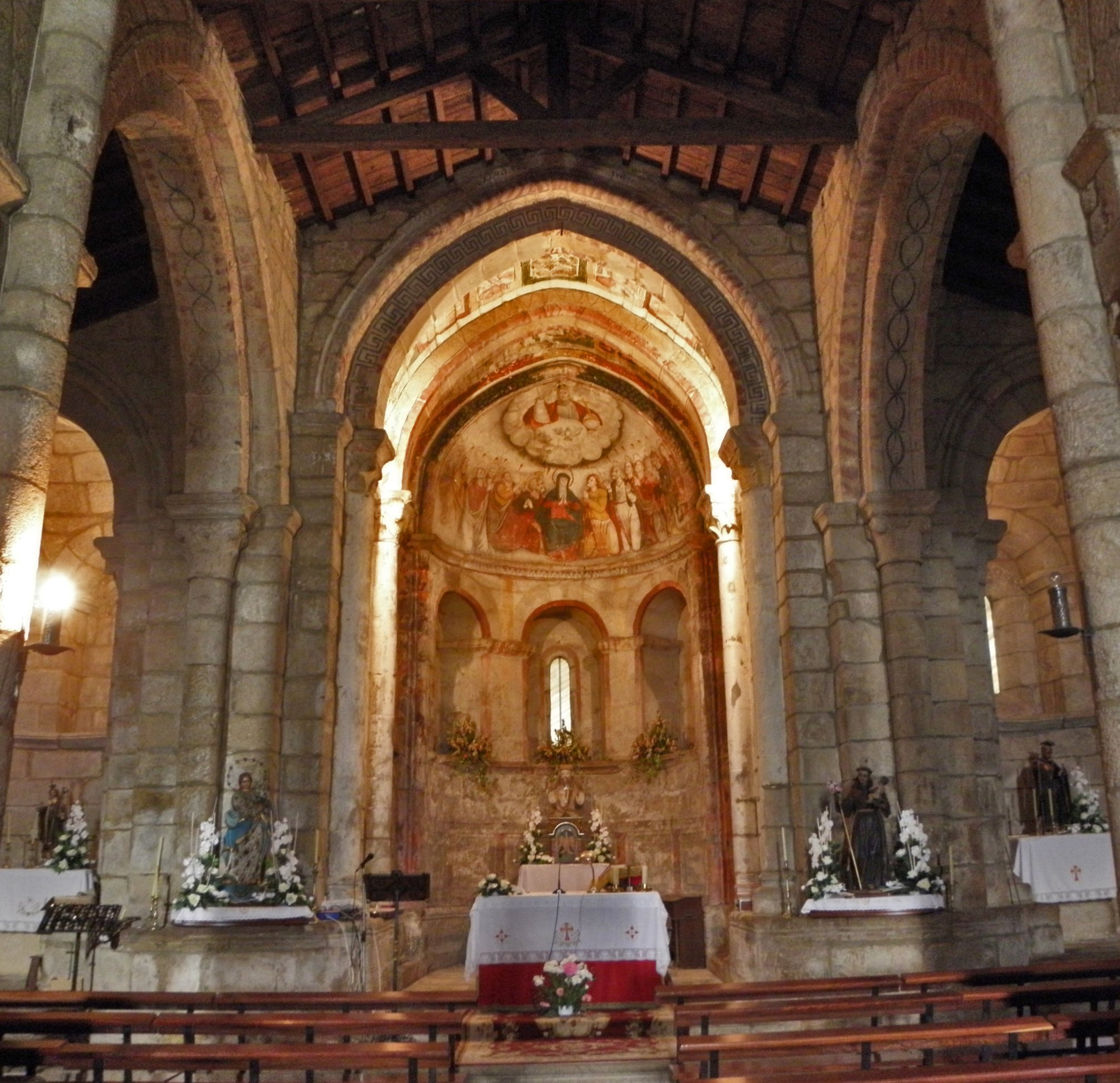
Camanzo, Vila de Cruces: San Salvador

Anzahl: 5
| Ort                     | Name/Patrozinium                  | Anmerkungen                    |
| ----------------------- | --------------------------------- | ------------------------------ |
| Baiona                  | Colegiata de Santa María (CC)     |                                |
| Camanzo, Vila de Cruces | San Salvador (CC)                 | romanisch                      |
| Forcarei                | Kloster Santa Maria Aciveiro (CC) |                                |
| Rebordáns, Tui          | San Bartolomé (CC)                | romanisch                      |
| Ansemil, Silleda        | Kloster San Pedro (CC)            | ehem. Klosterkirche, romanisch |

## Asturien
| Ort     | Name/Patrozinium | Anmerkungen |
| ------- | ---------------- | ----------- |
| Alles   | San Pedro (CC)   |             |
| Ḷḷuarca | Santa Eulalia    |             |

## Kantabrien

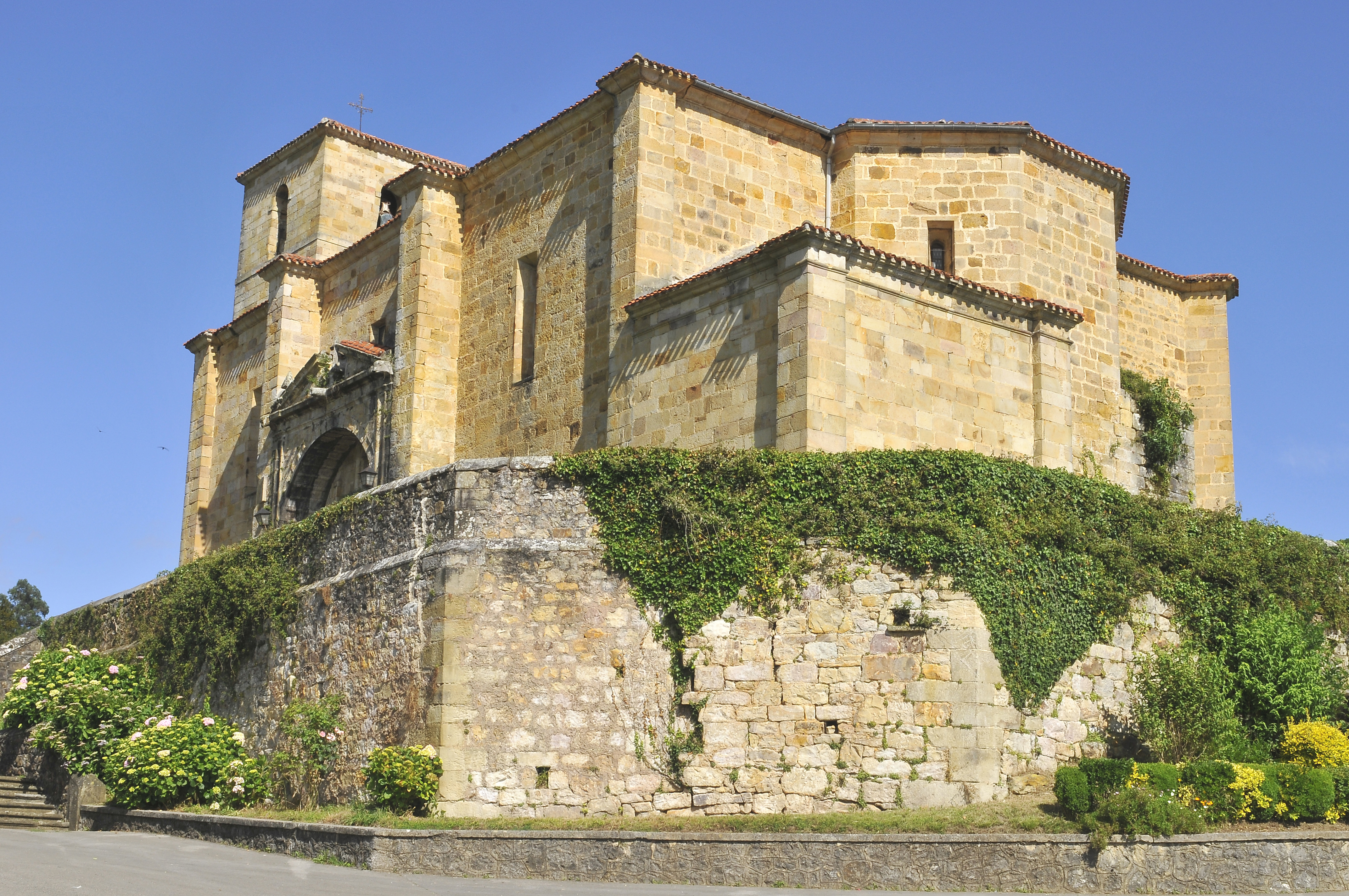
San Pedro ad Víncula, Liérganes

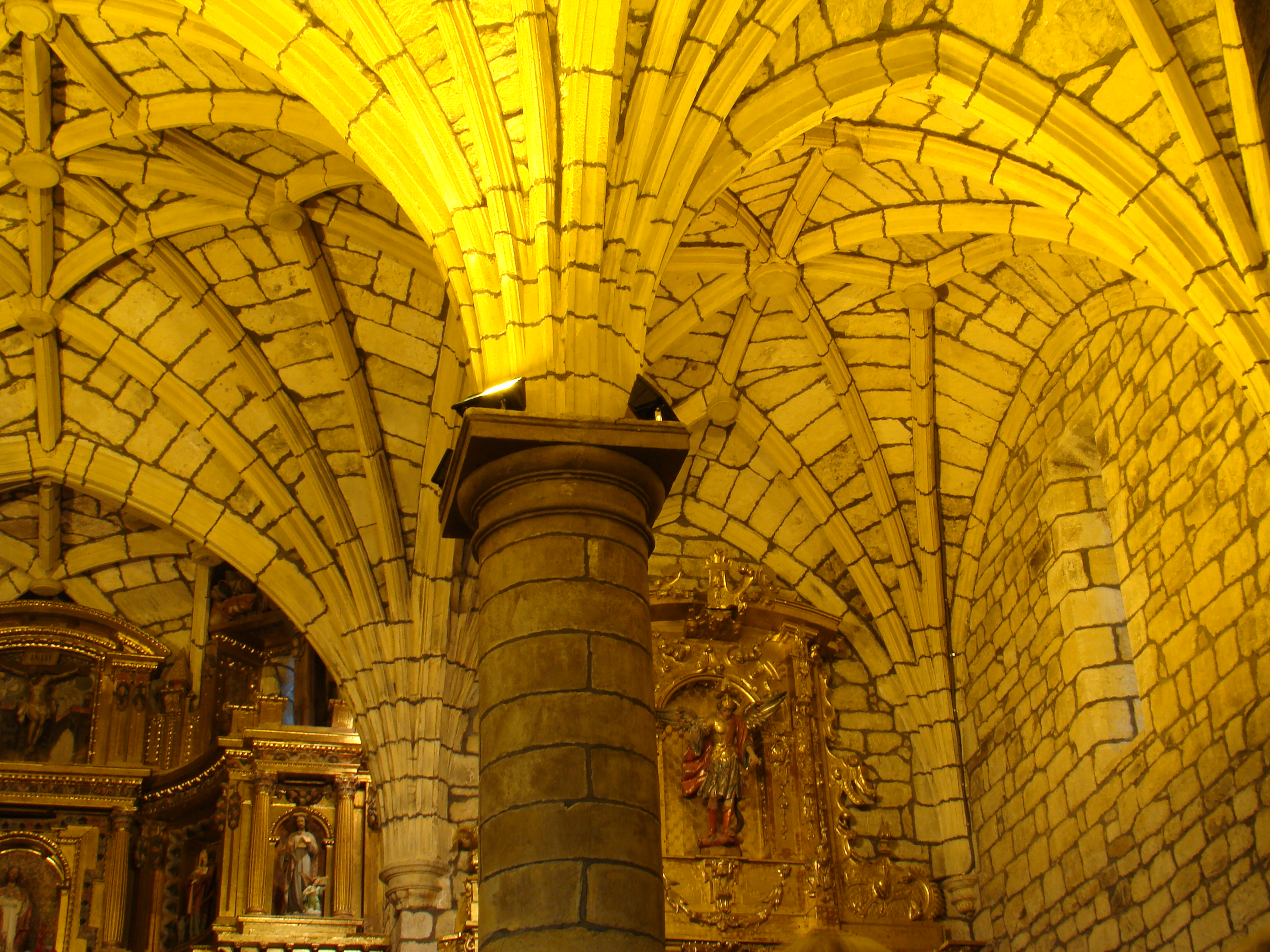
San Pedro ad Víncula, Liérganes

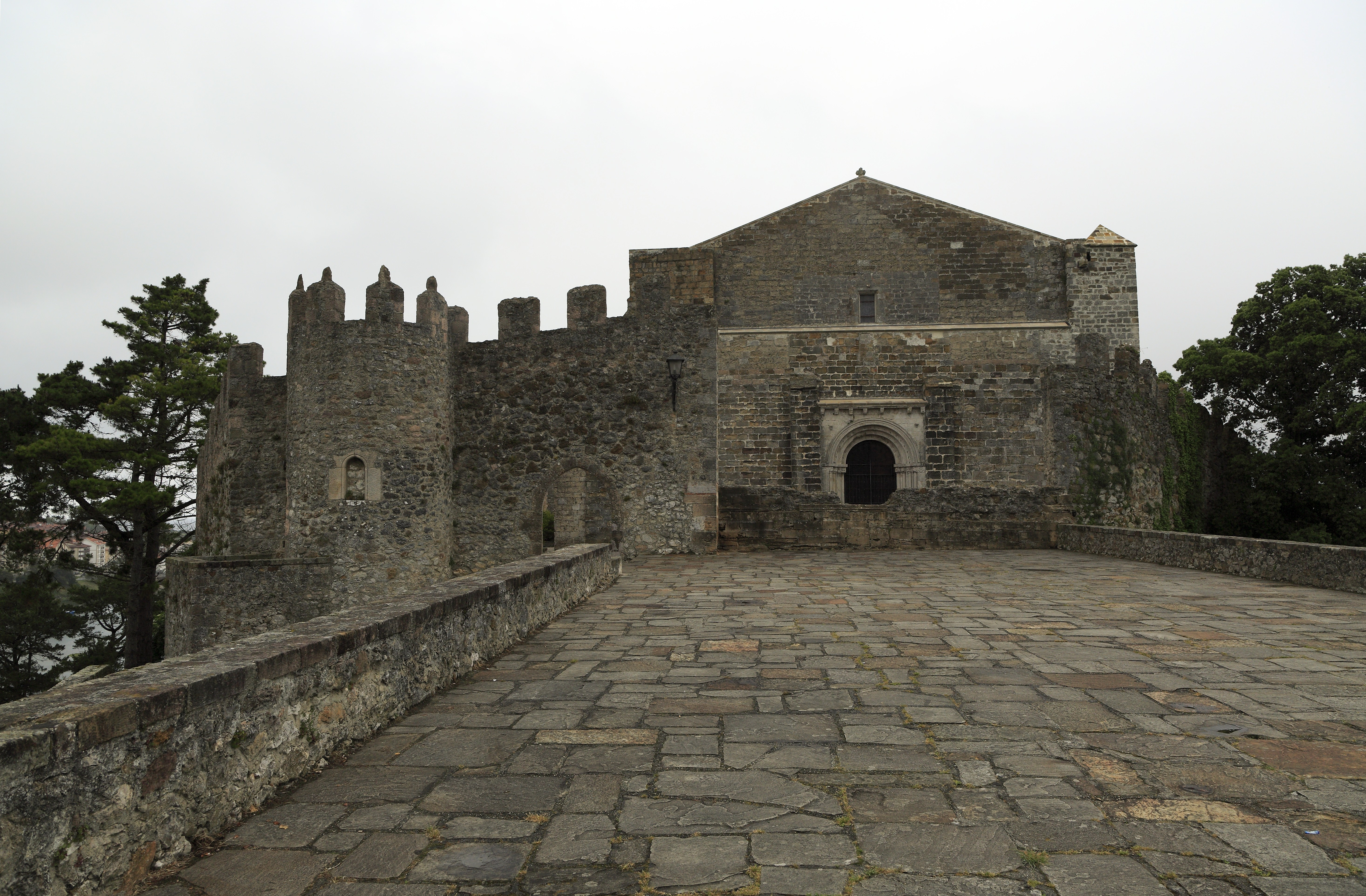
San Vicente de la Barquera: Kirche Santa María de los Ángeles

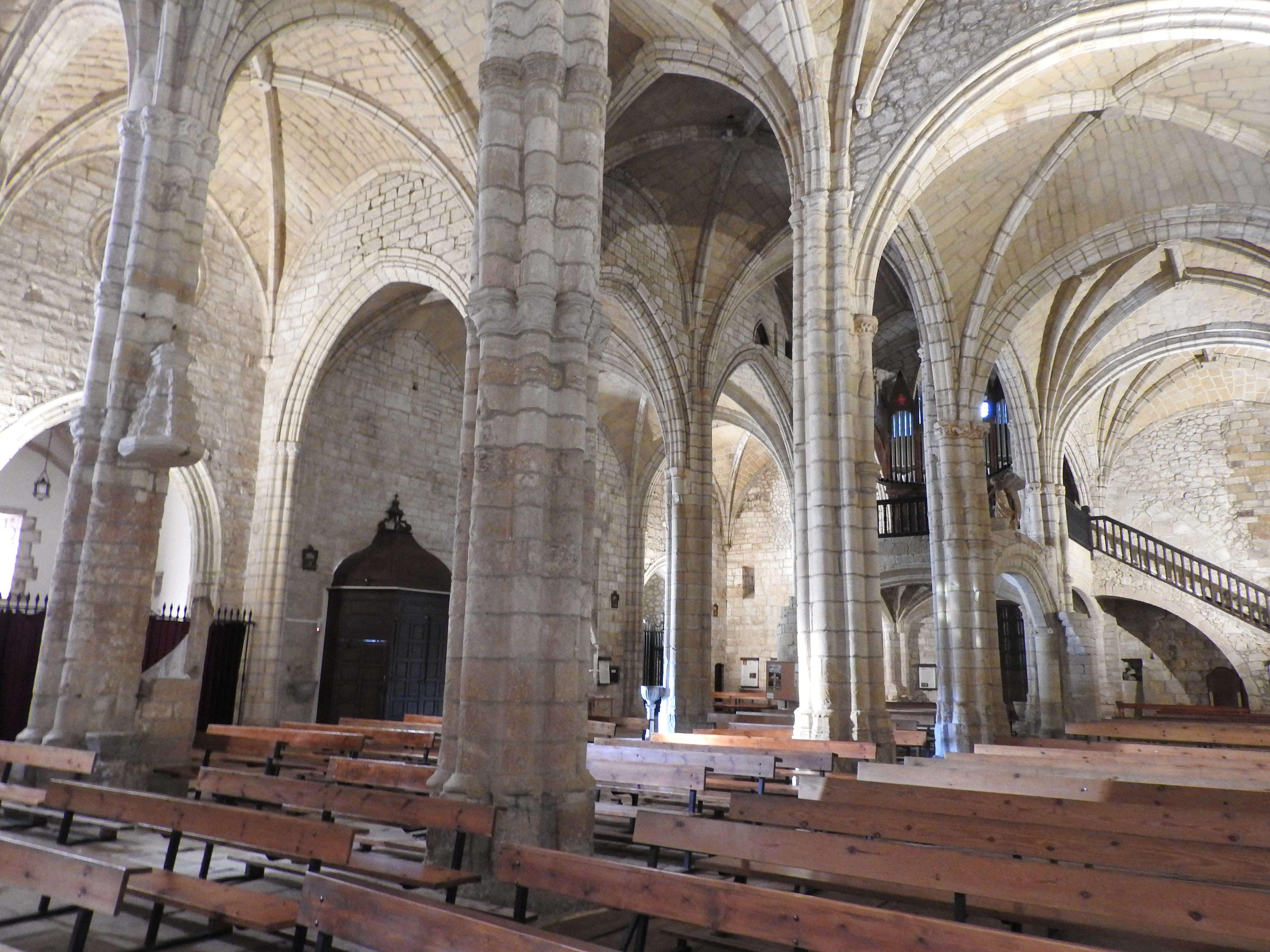
San Vicente de la Barquera: Kirche Santa María de los Ángeles

Anzahl: 35
| Ort                                            | Name/Patrozinium                 | Anmerkungen                                                                                      |
| ---------------------------------------------- | -------------------------------- | ------------------------------------------------------------------------------------------------ |
| Ajo                                            | San Martin de Tours              |                                                                                                  |
| Ampuero                                        | Santa Maria (CC)                 |                                                                                                  |
| Bárcena de Carriedo, Villacarriedo             | San Pedro                        |                                                                                                  |
| Cabezón de la Sal                              | San Martín (CC)                  |                                                                                                  |
| Cabuérniga                                     | Santa Eulalia de Terán           |                                                                                                  |
| La Cárcoba                                     | Santa María de Miera CanCu (CC)  |                                                                                                  |
| Comillas                                       | San Cristóbal (CC)               |                                                                                                  |
| Entreambasmestas, Luena                        | Santiago                         | zweischiffig                                                                                     |
| Escalante                                      | Santa Cruz                       |                                                                                                  |
| Escobedo de Camargo, Camargo                   | San Pedro                        |                                                                                                  |
| Guriezo                                        | San Vicente de la Maza (CC)      |                                                                                                  |
| Hazas, Liendo                                  | Nuestra Señora (CC)              |                                                                                                  |
| Isla, Arnuero                                  | San Julián y Santa Basilisa (CC) |                                                                                                  |
| Laredo                                         | Santa María de la Asunción (CC)  |                                                                                                  |
| Las Henestrosas de las Quintanillas, Valdeolea | Santa María la Real              |                                                                                                  |
| Liérganes                                      | San Pedro ad Víncula (CC)        |                                                                                                  |
| Liérganes                                      | San Sebastian y Pantaleón (CC)   |                                                                                                  |
| Limpias                                        | San Pedro (CC)                   |                                                                                                  |
| Navajeda                                       | San Mames                        |                                                                                                  |
| Novales, Alfoz de Lloredo                      | Santa María de la Asunción (CC)  | außen Platero, innen Spätgotik                                                                   |
| Pámanes                                        | San Lorenzo                      | 16./17. Jh., Gotik – Renaissance – Klassizismus                                                  |
| Penagos                                        | San Jorge (CC)                   | dreischiffig, noch gotisch; Turm Mitte 17. Jh.                                                   |
| Rivero, San Felices de Buelna                  | San Felix                        |                                                                                                  |
| Roiz                                           | El Salvador (CC)                 |                                                                                                  |
| Rucandio, Valderredible                        | Santa Cecilia                    |                                                                                                  |
| Camaleño                                       | Kloster Santo Toribio de Liébana |                                                                                                  |
| San Andrés de Luena, Luena                     | San Andres                       |                                                                                                  |
| San Vicente de la Barquera                     | Santa María de los Angeles (CC)  | ab 1210, gotisch mit romanischen Portalen, Rippengewölbe, Staffelkirche                          |
| Solórzano                                      | San Pedro (CC)                   | Halle drei Schiffe drei Joche, 1590–1630; Chor 1746                                              |
| Susilla, Valderredible                         | San Miguel (CC)                  | 16. Jh., gotisch, zweischiffig (Hauptschiff und Nordseitenschiff), alle Teile mit Rippengewölben |
| Udalla                                         | Santa Marina (CC)                | zweischiffig, gotische Gewölbe                                                                   |
| Vejoris, Santiurde de Toranzo                  | Santo Tomás                      |                                                                                                  |
| Villacantid, Hermandad de Campoo de Suso       | Santa Maria la Mayor             | romanisch                                                                                        |
| Villanueva de la Nía, Valderredible            | San Juan Bautista (CC)           | romanisch                                                                                        |
| Villasevil, Santiurde de Toranzo               | Santa Cecilia LINK               |                                                                                                  |

## Baskenland

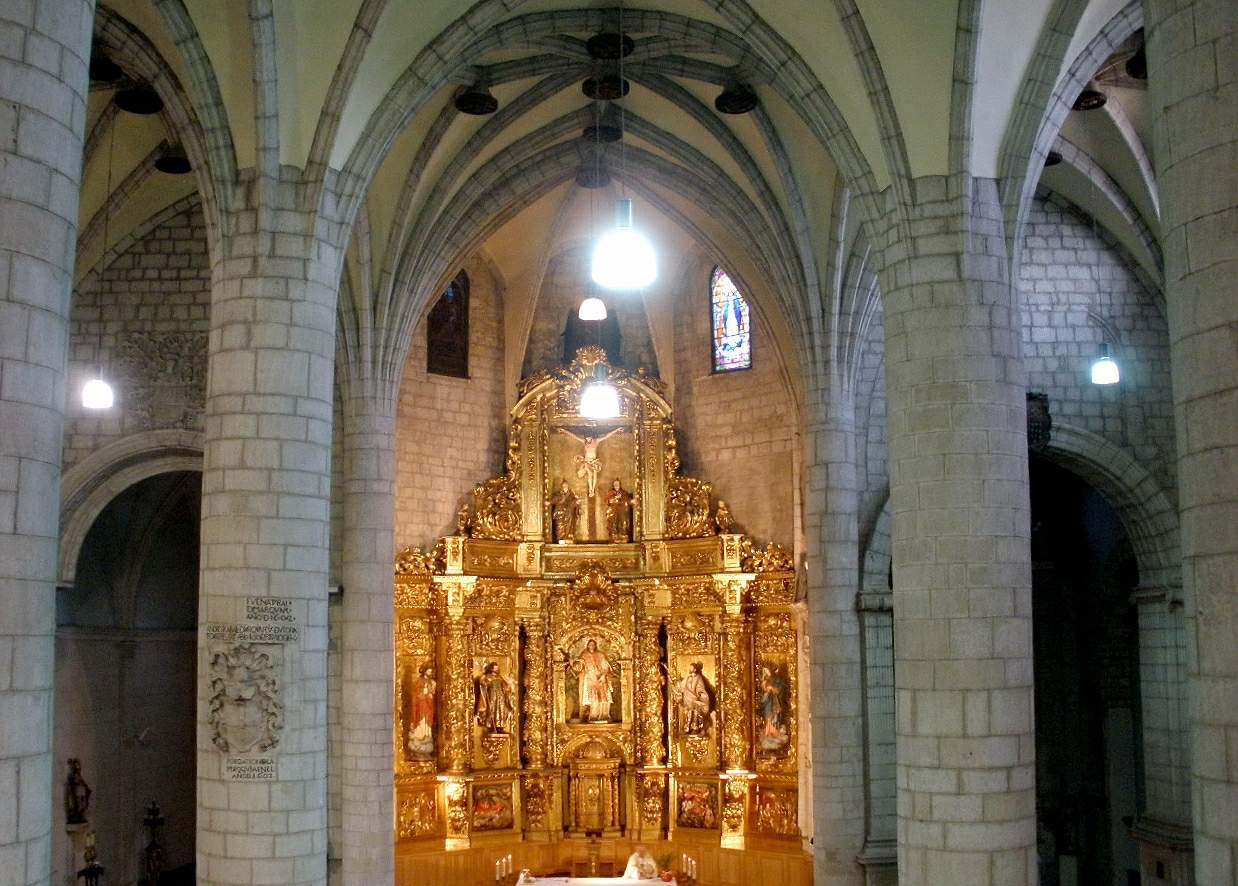
Vitoria-Gasteiz, San Vicente Mártir

Anzahl: 51

### Araba/Álava
Bisher erfasst: 9
| Ort                       | Name/Patrozinium                           | Anmerkungen  |
| ------------------------- | ------------------------------------------ | ------------ |
| Artziniega                | Santuario Nuestra Señora de la Encina (CC) | Staffelhalle |
| Berantevilla              | Ermita Nuestra Señora                      |              |
| Etxabarri Ibiña, Zigoitia | De la Asunción                             |              |
| Laguardia                 | Santa Maria (CC)                           |              |
| Legutio                   | San Blas                                   |              |
| Salinas de Añana          | Santa María de Villacones (CC)             |              |
| Villamaderne, Valdegovía  | San Millan                                 |              |
| Vitoria-Gasteiz           | San Cristobal (CC)                         |              |
| Vitoria-Gasteiz           | San Vicente Mártir (CC)                    |              |

### Bizkaia

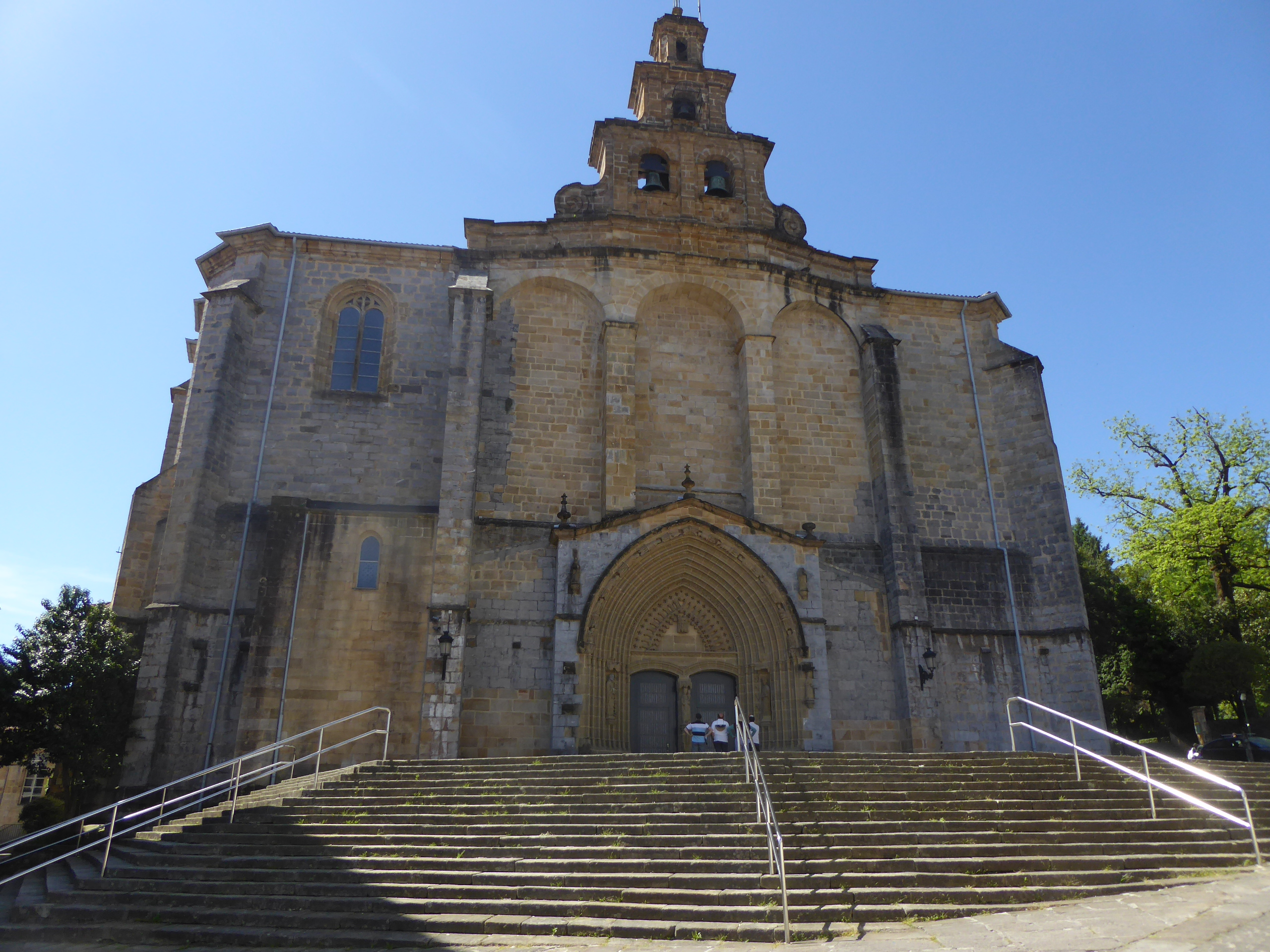
Gernika: Santa Maria

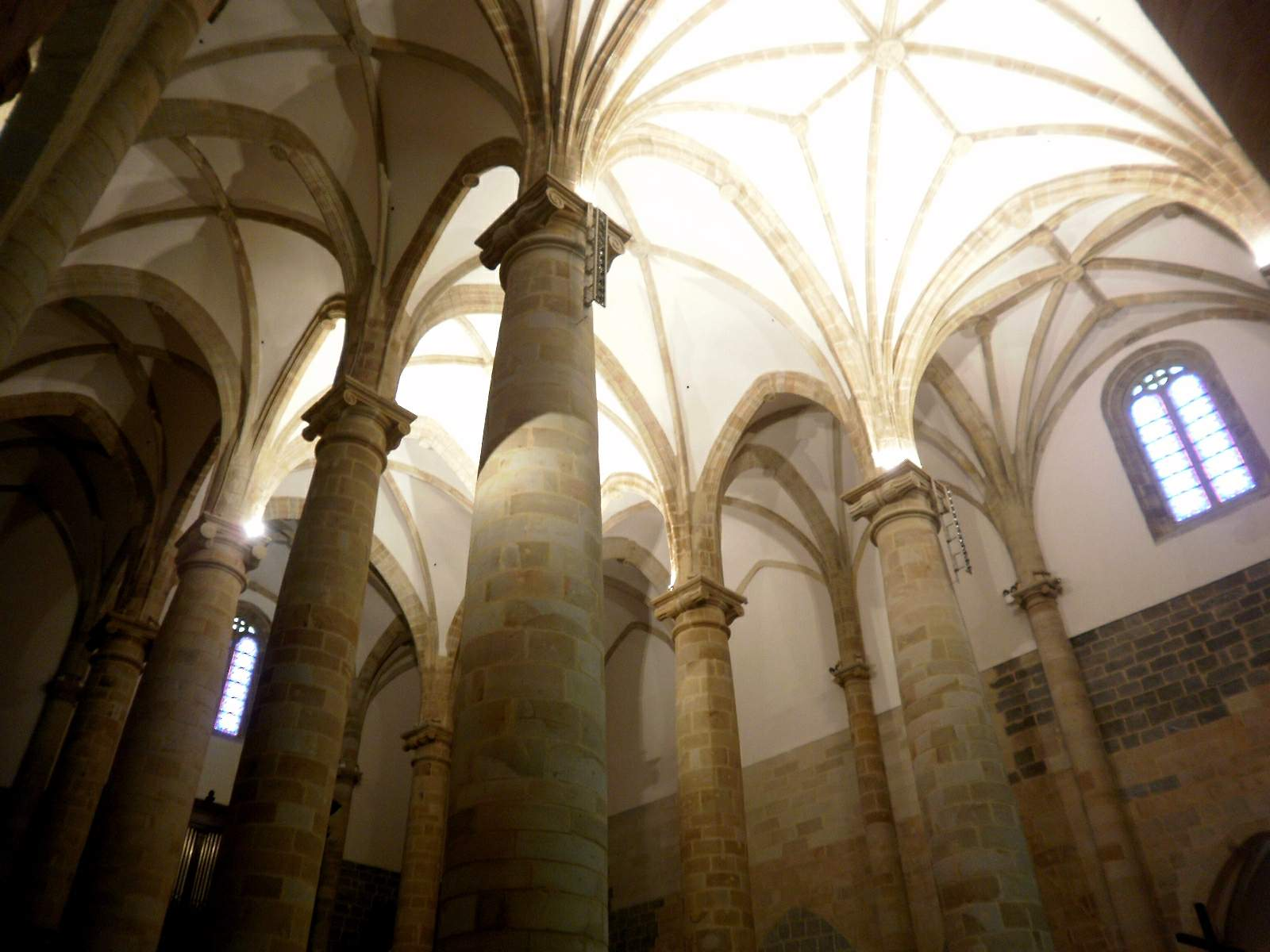
Gernika: Santa Maria

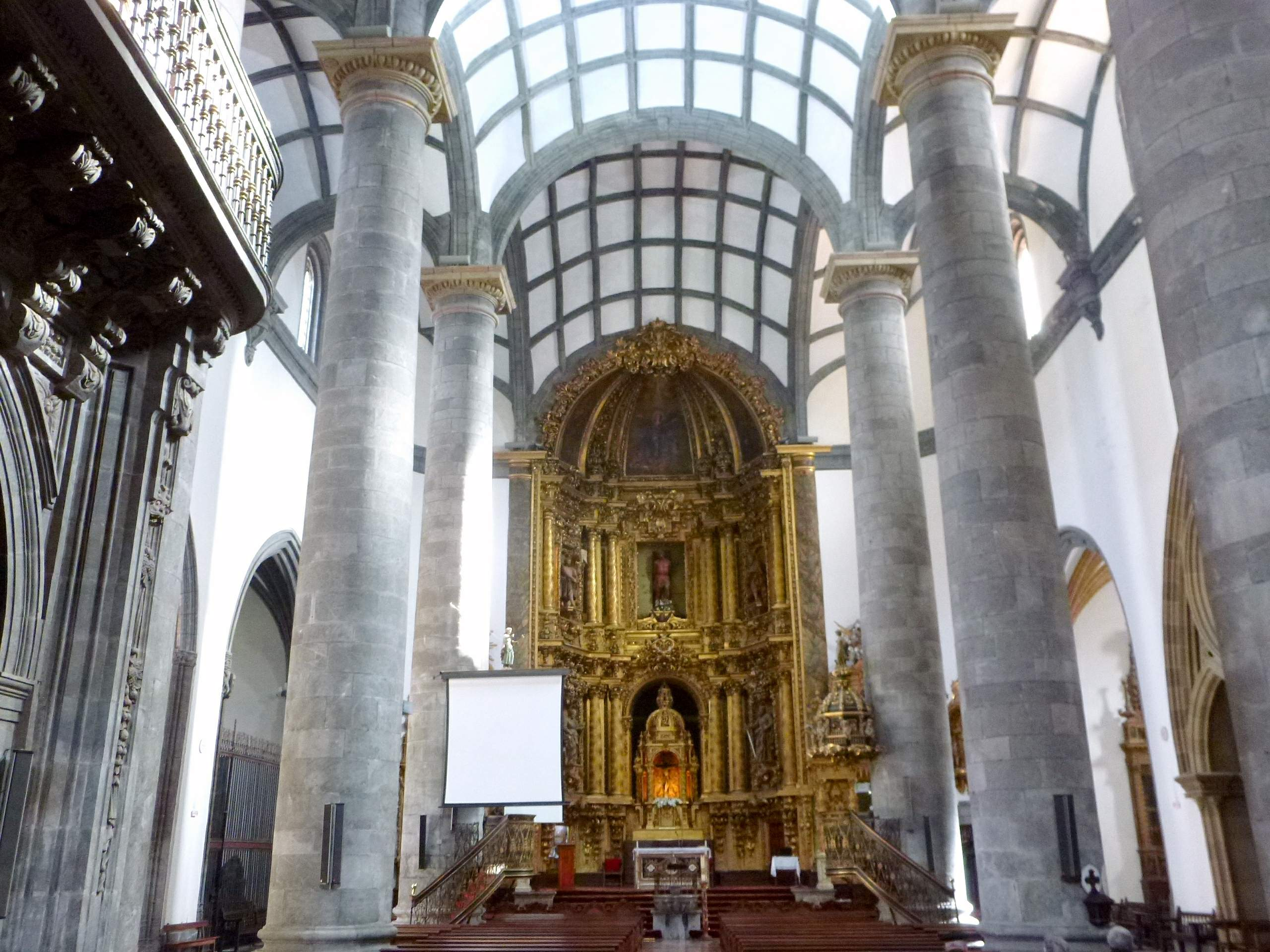
Azpeitia: San Sebastián de Soreasu

Anzahl: 22
| Ort                 | Name/Patrozinium                                   | Anmerkungen                                                        |
| ------------------- | -------------------------------------------------- | ------------------------------------------------------------------ |
| Abadiño             | San Trokaz (CC)                                    | Wiederaufbau zwischen 1762 und 1783                                |
| Abando, Bilbao      | San Vicente Mártir (CC)                            | 16. Jh.                                                            |
| Arratzu             | Santo Tomas                                        | erstes Drittel des 16. Jahrhunderts, 17. Jahrhundert reformiert    |
| Aulesti(a)          | San Joan Bataiatzai… (CC)                          | 16. Jh.                                                            |
| Begoña, Bilbao      | Carmel (CC)                                        | 1887, Neo-Renaissance, Grenzfall Stufenhalle-Pseudobasilika        |
| Elexalde, Amoroto   | San Martin de Forua                                | 16. Jh., reformiert, Anfang 19. Jh.                                |
| Elorrio             | Basilica de la Purísima Concepcion (CC)            |                                                                    |
| Errigoiti           | Santa María de Idibalzaga                          | Hallenkirche im Jahr 1816                                          |
| Forua               | San Martín de Tours (CC)                           | Gebäude heute i. Wes. neuzeitlich                                  |
| Galdakao (Elexalde) | Andra Mari                                         |                                                                    |
| Gautegiz Arteaga    | Marienkirche (CC)                                  | Kern romanisch (12. Jahrhundert), erweiterte Hallenkirche vor 1620 |
| Gernika (Guernica)  | Santa Maria (CC)                                   | Mitte des 15. Jahrhunderts begonnen, 1660 fertiggestellt           |
| Güeñes              | Santa Maria (CC)                                   | 16. Jh., Übergang Gotik-Renaissance                                |
| Lezama              | Santa Maria (CC)                                   | Staffelhalle (1500–1520) – XVIII (1739)                            |
| Ondarroa            | Santa Maria (CC)                                   | 1480                                                               |
| Plentzia            | Santa Maria Magdalena (CC)                         |                                                                    |
| Santurtzi           | San Jorge (CC)                                     | Barock, 1636–1706, reformiert 1885–1895, 1932 verbrannt            |
| Sodupe, Güeñes      | San Vicente Martir (CC)                            |                                                                    |
| Turtzioz            | San Pedro de Romaña, Romañako San Pedro Eliza (CC) | dreischiffig                                                       |
| Uribarri, Bilbao    | El Salvador (CC)                                   | neugotisch                                                         |
| Markina-Xemein      | Santa Maria (CC)                                   |                                                                    |
| Zamudio             | San Martín Obispo/ … de Arteaga (CC)               |                                                                    |

### Gipuzkoa

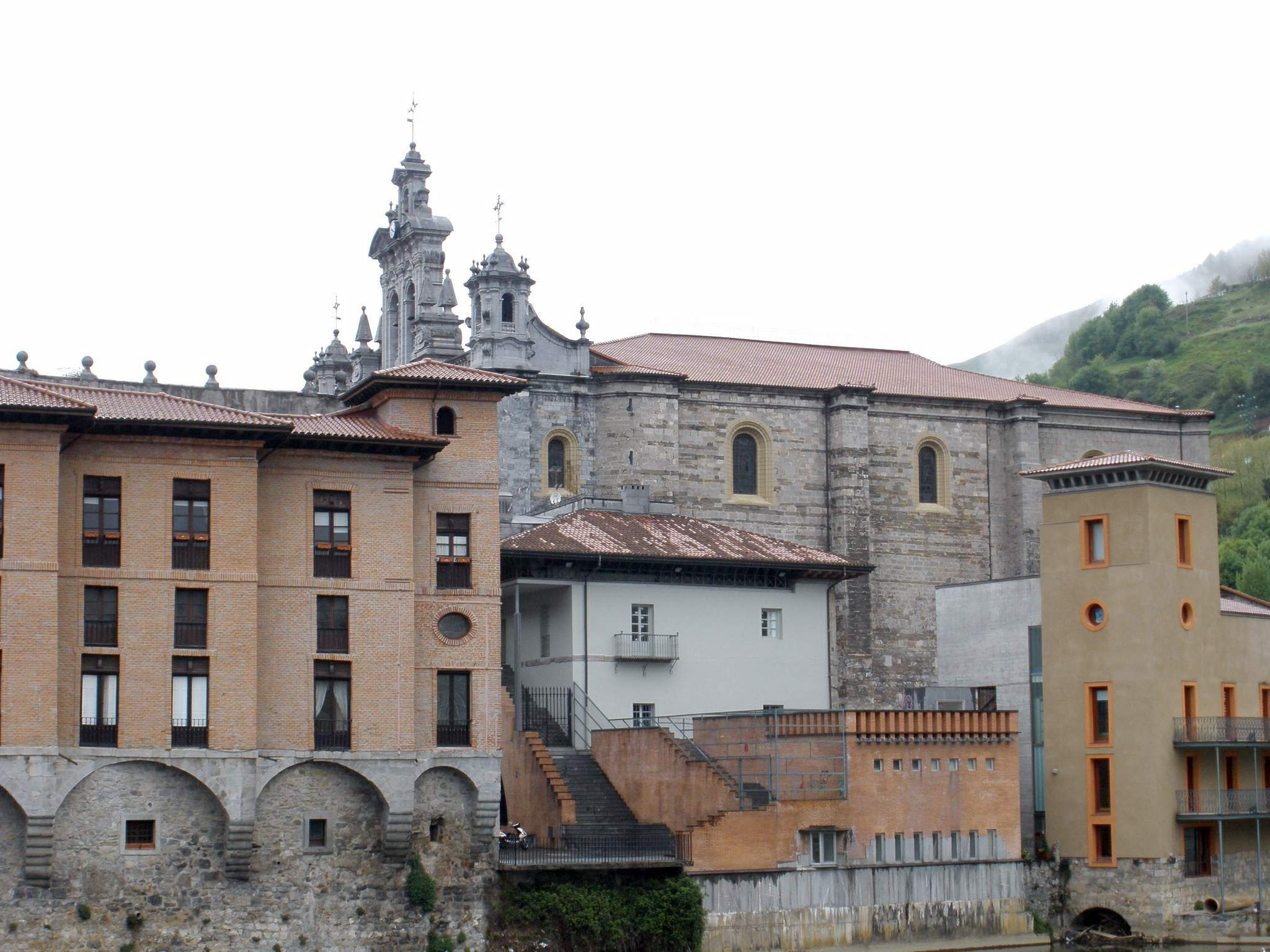
Tolosa: Santa María

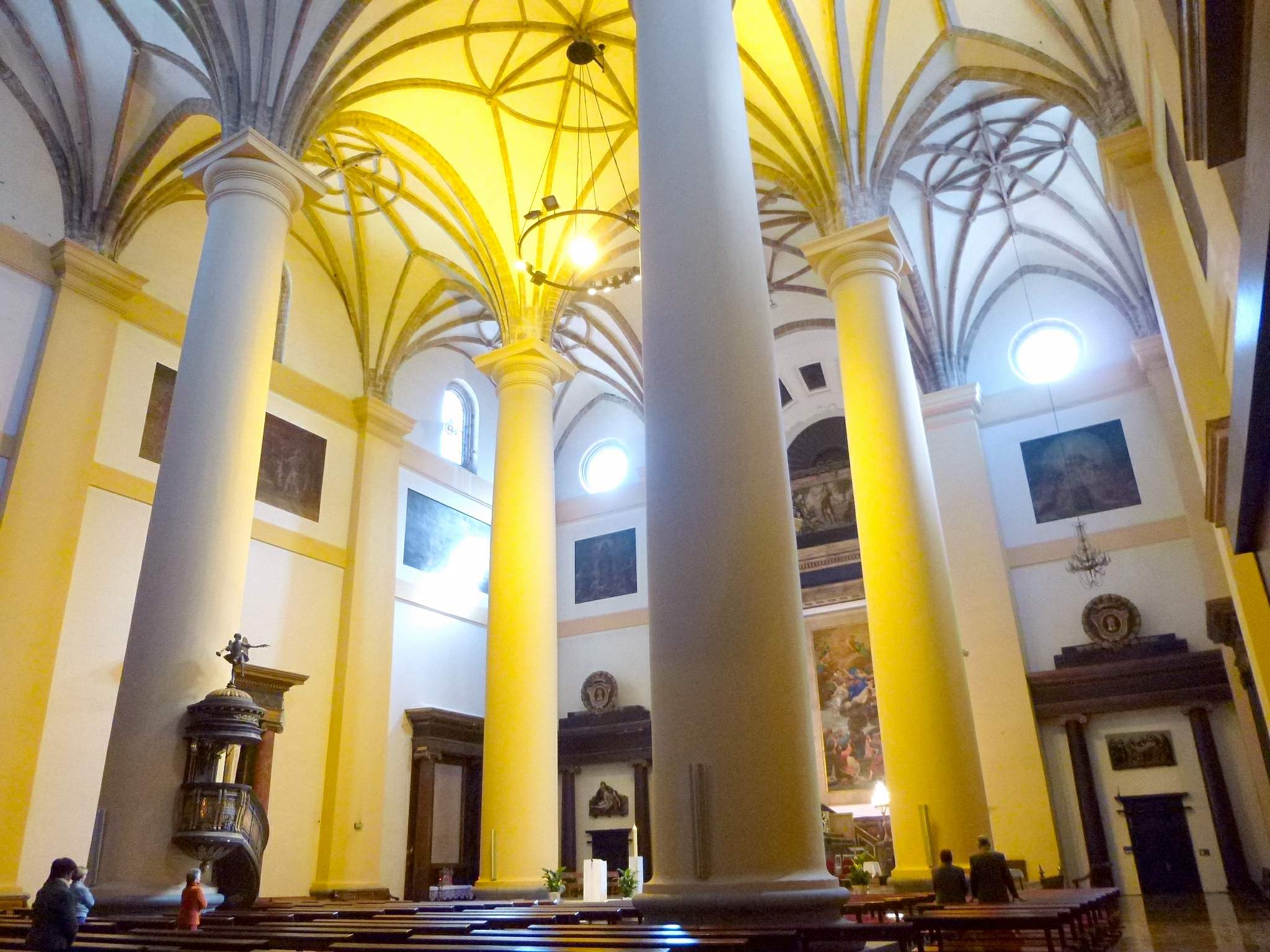
Tolosa: Santa María

Anzahl: 20
| Ort           | Name/Patrozinium                   | Anmerkungen  |
| ------------- | ---------------------------------- | ------------ |
| Araotz, Oñati | San Miguel                         |              |
| Azkoitia      | Santa Maria la Real (CC)           |              |
| Azpeitia      | San Sebastian de Soreasu (CC)      |              |
| Bergara       | San Pedro de Arizona (CC)          |              |
| Bergara       | Santa Marina de Oxidondo (CC)      |              |
| Deba          | Santa Maria (CC)                   |              |
| Donostia      | Santa Maria del Coro (CC)          |              |
| Donostia      | Sagrado Corazon                    |              |
| Eibar         | San Andres (CC)                    |              |
| Errenteria    | Nuestra Señora de la Asuncion (CC) |              |
| Gabiria       | De la Asunción                     |              |
| Itsaso        | San Bartolomé                      |              |
| Idiazabal     | San Miguel (CC)                    |              |
| Irun          | Santa María del Juncal (CC)        | dreischiffig |
| Pasaia        | San Pedro                          |              |
| Segura        | Santa María de la Asuncion (CC)    |              |
| Tolosa        | Santa Maria (CC)                   |              |
| Urretxu       | San Martin de Tours (CC)           |              |
| Zerain        | De la Asunción                     |              |
| Zumarraga     | Santa María de la Asunción (CC)    |              |

## Navarra
Anzahl: 13
| Ort                   | Name/Patrozinium                       | Anmerkungen           |
| --------------------- | -------------------------------------- | --------------------- |
| Alsasua               | Nuestra Señora de la Asunción (CC)     |                       |
| Cascante              | Iglesia de la Asunción (CC)            |                       |
| Cascante              | Basilika Nuestra Señora de Romero (CC) | Barock (1684–1693)    |
| Cintruénigo           | Kirche San Juan Bautista (CC)          |                       |
| Corella               | Nuestra Señor del Rosario              | Barock                |
| Doneztebe/Santesteban | San Pedro                              |                       |
| Estella-Lizarra       | San Pedro de la Rua (CC)               |                       |
| Larraga               | San Miguel                             |                       |
| Lodosa                | San Miguel                             |                       |
| Murchante             | Nuestra Señora de la Asunción          | 1952 wieder aufgebaut |
| Olite                 | San Pedro                              |                       |
| Pamplona              | Santo Domingo                          |                       |
| Puente la Reina       | Iglesia del Crucifijo                  |                       |

## La Rioja

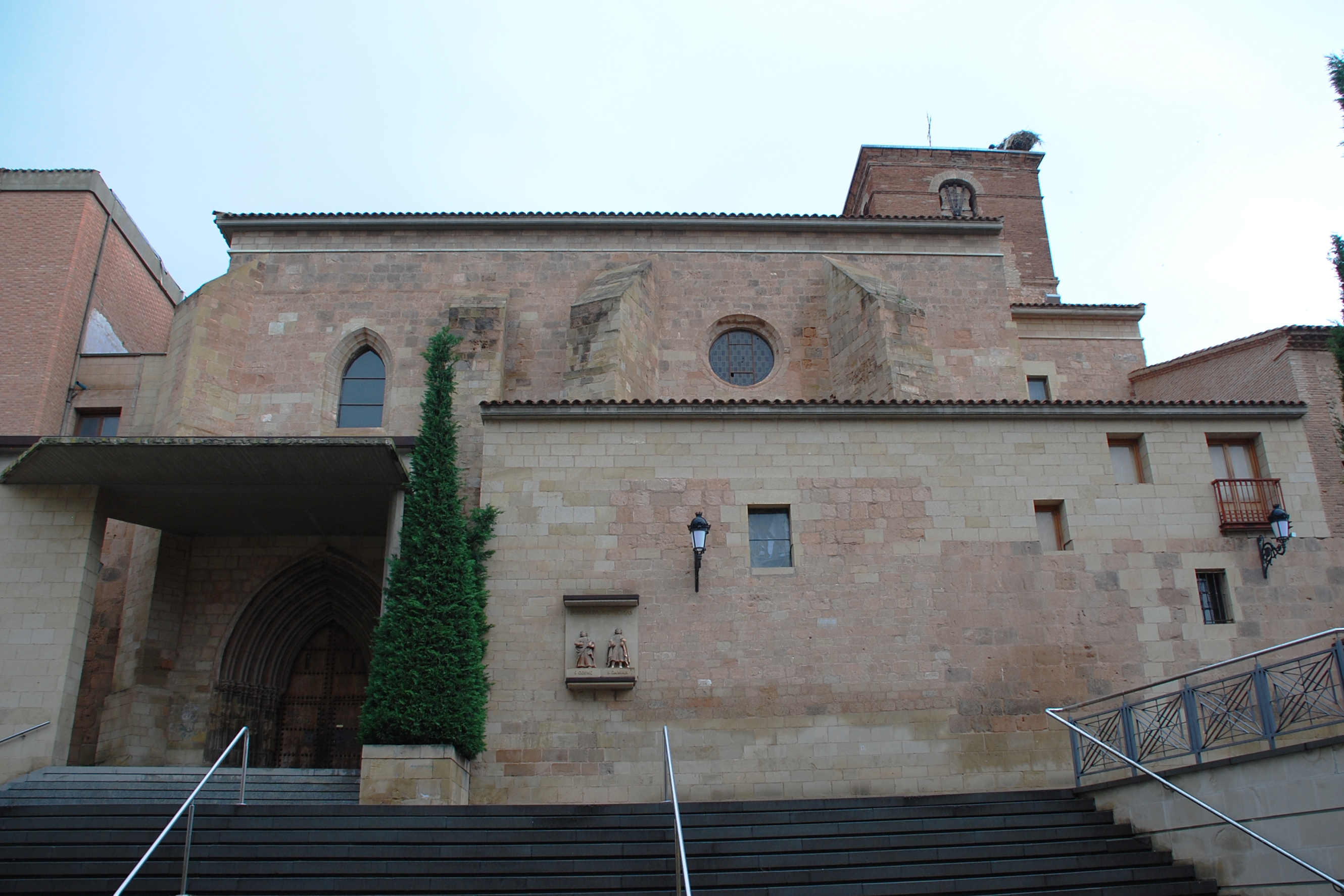
Arnedo: Santo Tomás

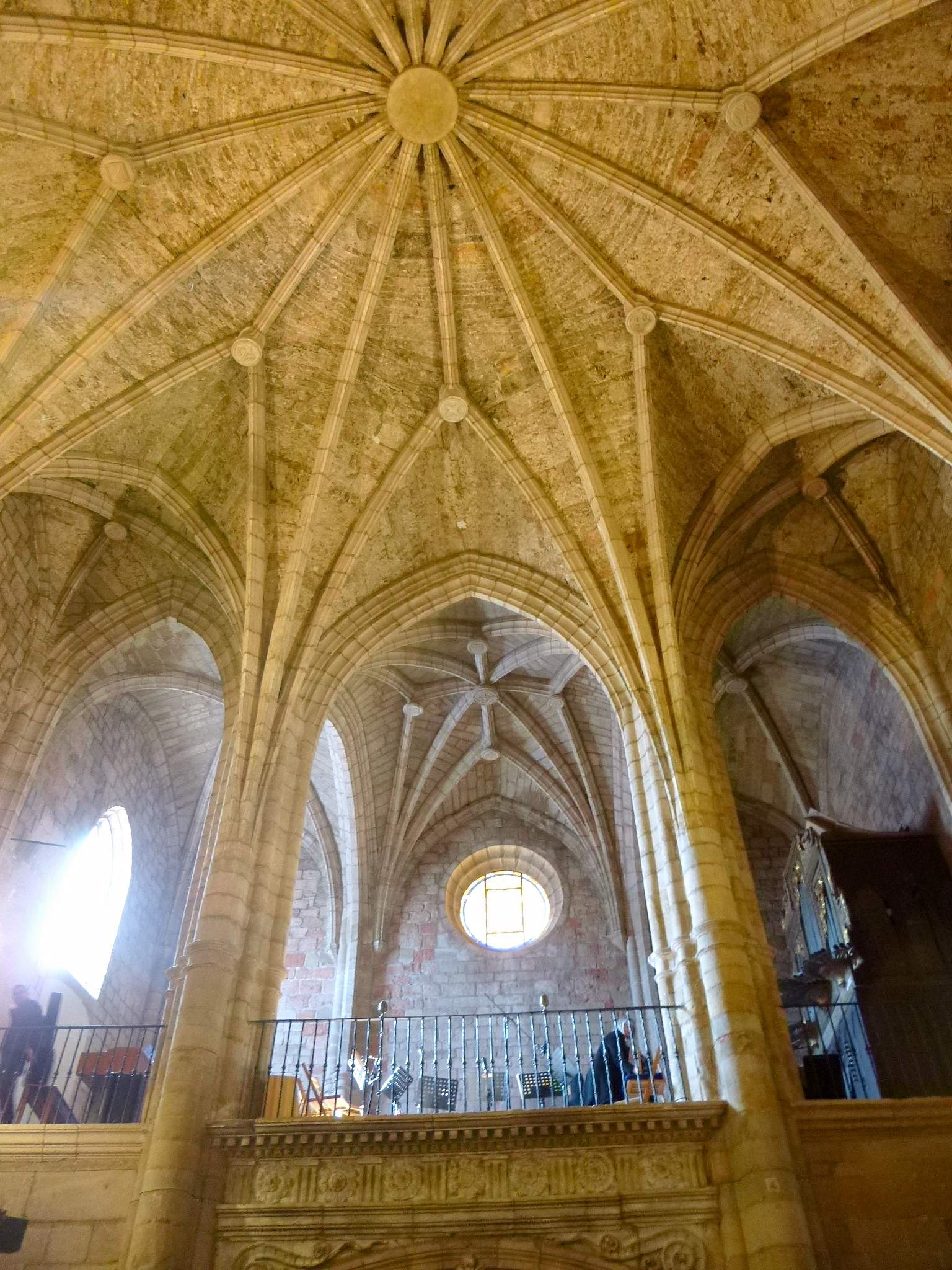
Arnedo: Santo Tomás

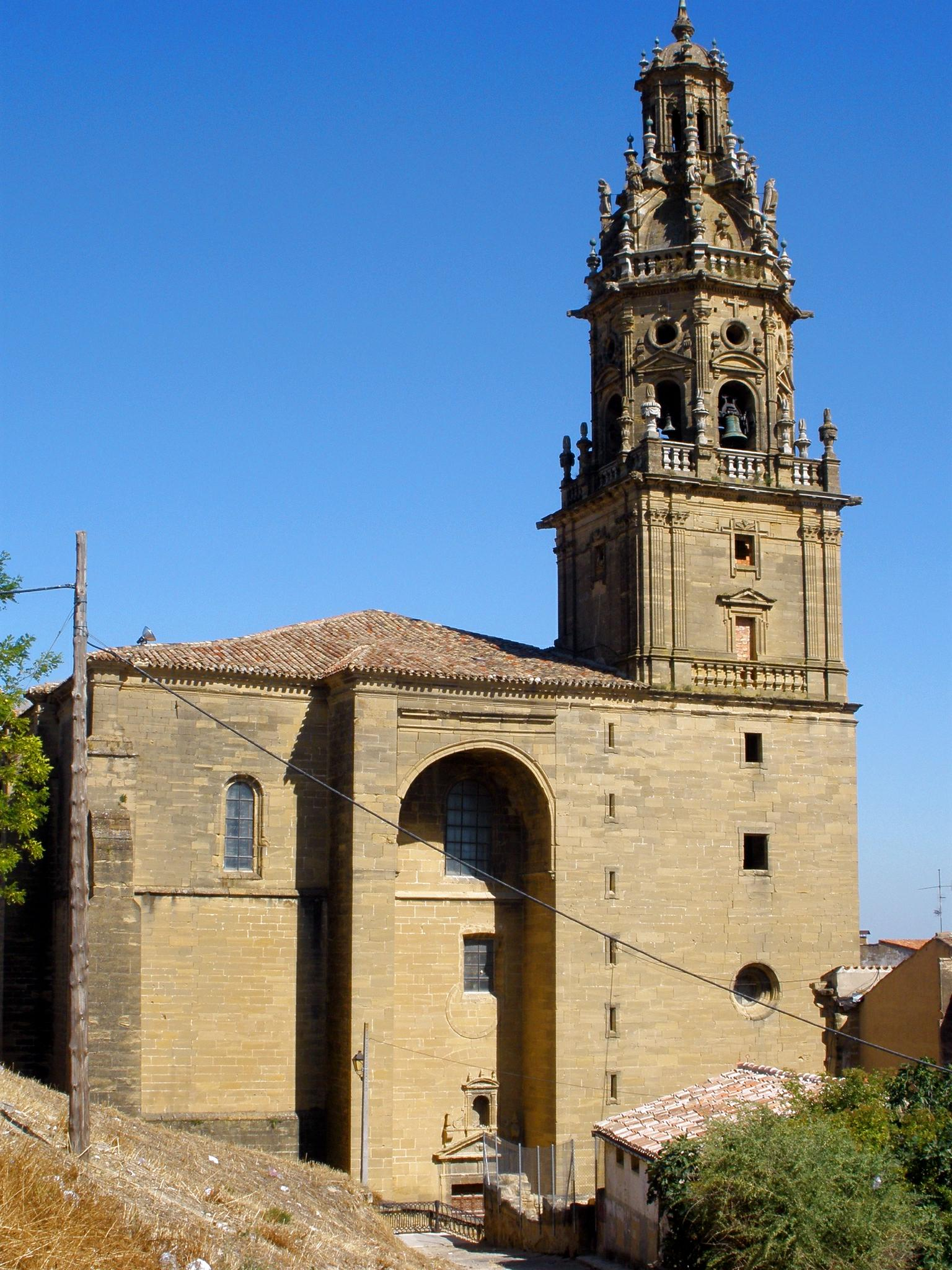
Haro: Santo Tomas Apostol

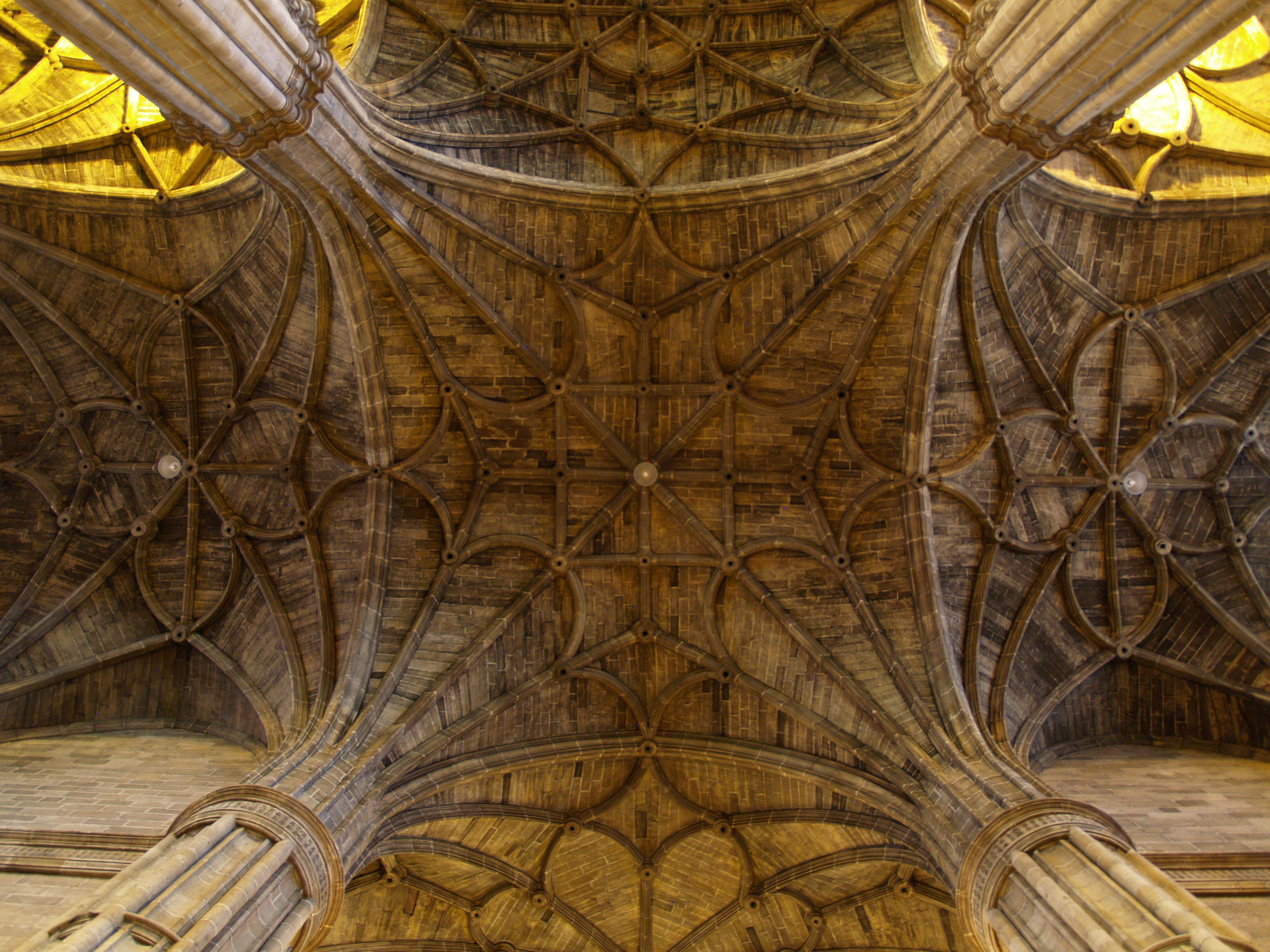
Haro: Santo Tomas Apostol

Anzahl: 37
| Ort                      | Name/Patrozinium                          | Anmerkungen |
| ------------------------ | ----------------------------------------- | --- |
| Aldeanueva de Ebro       | San Bartolomé (CC)                        | schmale Seitenschiffe |
| Alfaro                   | Colegiata de San Miguel (CC)              | 16./17. Jh., Renaissance bis Barock, rundbogige schlichte Kreuzgratgewölbe |
| Anguiano                 | San Andres (CC)                           | 16./17. Jh., sehr späte GOTIK und moderate Renaissance |
| Arenzana de Abajo        | Igl. de la Natividad (CC)                 | |
| Arnedillo                | San Servando y San German (CC)            | |
| Arnedo                   | San Cosme y Damian (CC)                   | Mitte 16. Jh., Rippengewölbe, überw. Renaissance |
| Arnedo                   | Santo Tomás (CC)                          | gotisch, feine Rippengewölbe |
| Baños de Río Tobía       | San Pelayo (CC)                           | 16. einschiffig und Turm mit Spitzbogenportal, 17. Jh. dreischiffig, äußerlich Hochschiffswände zw. Mittel- und Seitenschiffsdächern, innen gleich hohe gotische Rippengewölbe |
| Bezares                  | San Martin                                | |
| Briones                  | N. Señora de la Asunción (CC)             | 16. Jh., gotisch; Turmobergeschosse 18. Jh. |
| Calahorra                | Santiago                                  | |
| Calahorra                | San Andres                                | |
| Camprovín                | San Martín (CC)                           | gotische Rippengewölbe auf vier zylindrischen Säulen |
| Cuzcurrita del Rio Tirón | San Miguel LINK                           | |
| Enciso                   | Santa Maria de la Estrella                | |
| Fuenmayor                | Santa Maria (CC)                          | Rippengewölbe 15. Jh. |
| Haro                     | Santo Tomas Apostol (CC)                  | 16./17. Jh., Rippengewölbe mit spitzbogigen Grenzbögen aber nicht mehr gotischen Rippenmustern; obere Turmgeschosse barock                                                     |
| Haro                     | Basilika Nuestra Señora de la Vega        | |
| Hormilla                 | San Martin de Tours                       | Zweischiffig, erste Hälfte des 16. Jh., 17. und 18. Jh. erweitert |
| Igea                     | N. Señora de la Asuncion (CC)             | schlichte rundbogige Kreuzgratgewölbe |
| Lardero                  | San Pedro                                 | erste Hälfte des 16. Jh., 1936 abgebrannt |
| Logroño                  | Santa Maria de Palacio (CC)               | |
| Logroño                  | Kathedrale Santa Maria de la Redonda (CC) | 1516–1538 Halle aus doppeltem Querschiff |
| Matute                   | San Roman                                 | Ende 15. Jh., erste Hälfte des 16. Jh. |
| Medrano                  | Nuestra Señora de la Natividad            | |
| Nájera                   | Santa Cruz (CC)                           | Mitte 16.–Anfang 17. Jh. (1611), 1940 stark umgebaut |
| Ortigosa de Cameros      | San Martin                                | 16. Jh., zweischiffig (1551–1580) |
| Pedroso                  | Iglesia del Salvador                      | 16. Jh. drei Schiffe zu je vier Jochen, Sterngewölbe |
| Pradillo                 | San Martin                                | spätes 18. Jahrhundert |
| Préjano                  | San Miguel                                | 16. Jh., zweischiffig |
| Sajazarra                | Santa Maria de la Asunción (CC)           | |
| San Millán de la Cogolla | Klosterkirche                             | echte Halle trotz Stufe zwischen Mittelschiffsdach und Seitenschiffsdächern |
| Santurdejo               | San Jorge                                 | 1772–1785, Neoklassizismus |
| Torrecilla en Cameros    | San Martín (CC)                           | ab Anfang 16, Jh., Planänderungen während der Bauzeit; gering geneigtes Zeltdach mit erhöhtem Mittelteil über fensterloser Stufe                                               |
| Tudelilla                | Santa Maria                               | 18. Jh. |
| Uruñuela                 | San Servando y San German (CC)            | 16. Jh., gotische Rippengewölbe |
| Valgañon                 | San Andres                                | schmale Seitenschiffe |

## Kastilien und León
– Siehe auch Pseudobasiliken in Castilla y León (7, aber wahrsch. mehr) –
Anzahl: 332, davon 1 auch Pseudobasilika
Hintergrundinformationen:
- PW = Patrimonio Web (aus Webarchiv verfügbar)

### Provinz Ávila

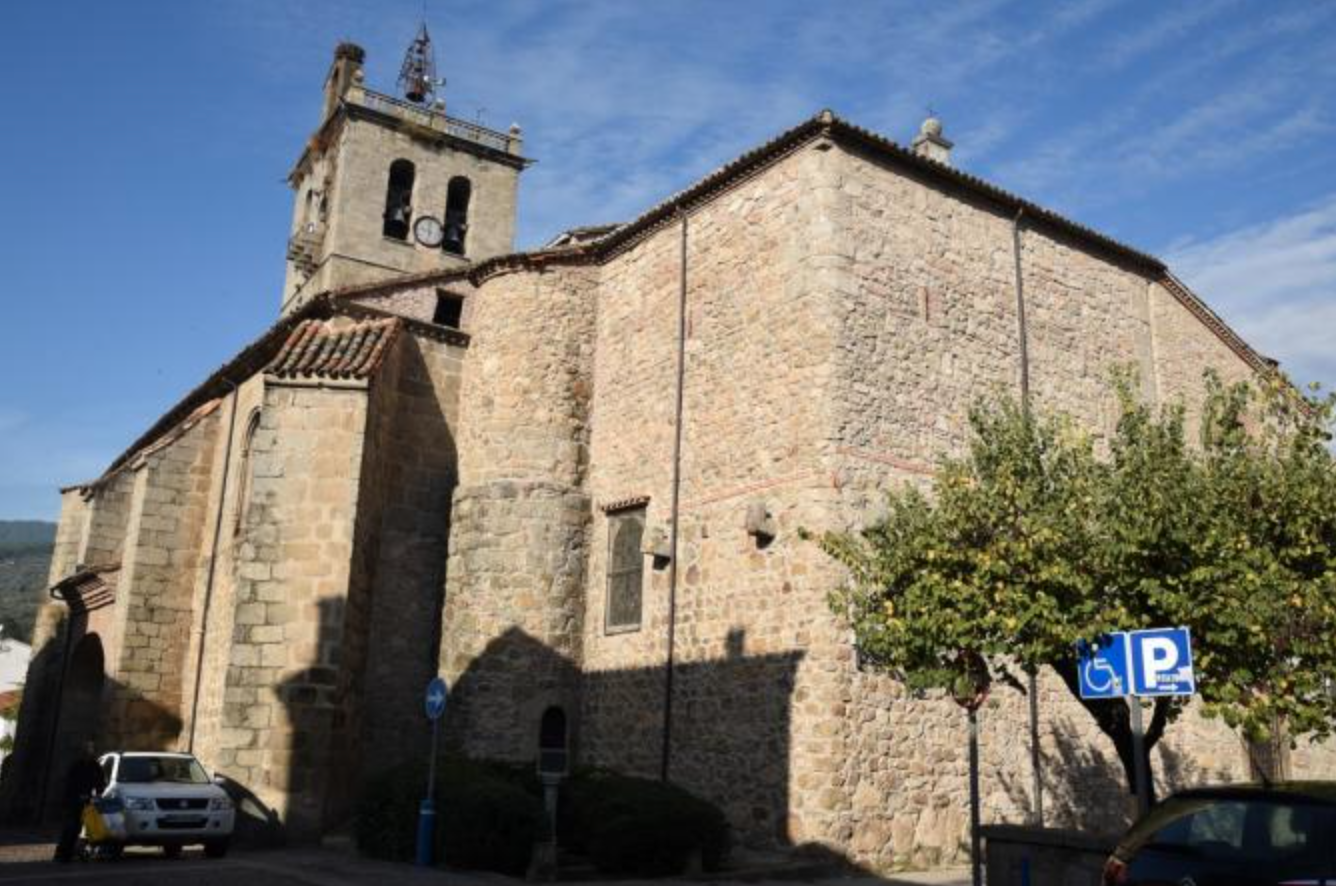
Arenas de San Pedro, N. Señora de la Asunción

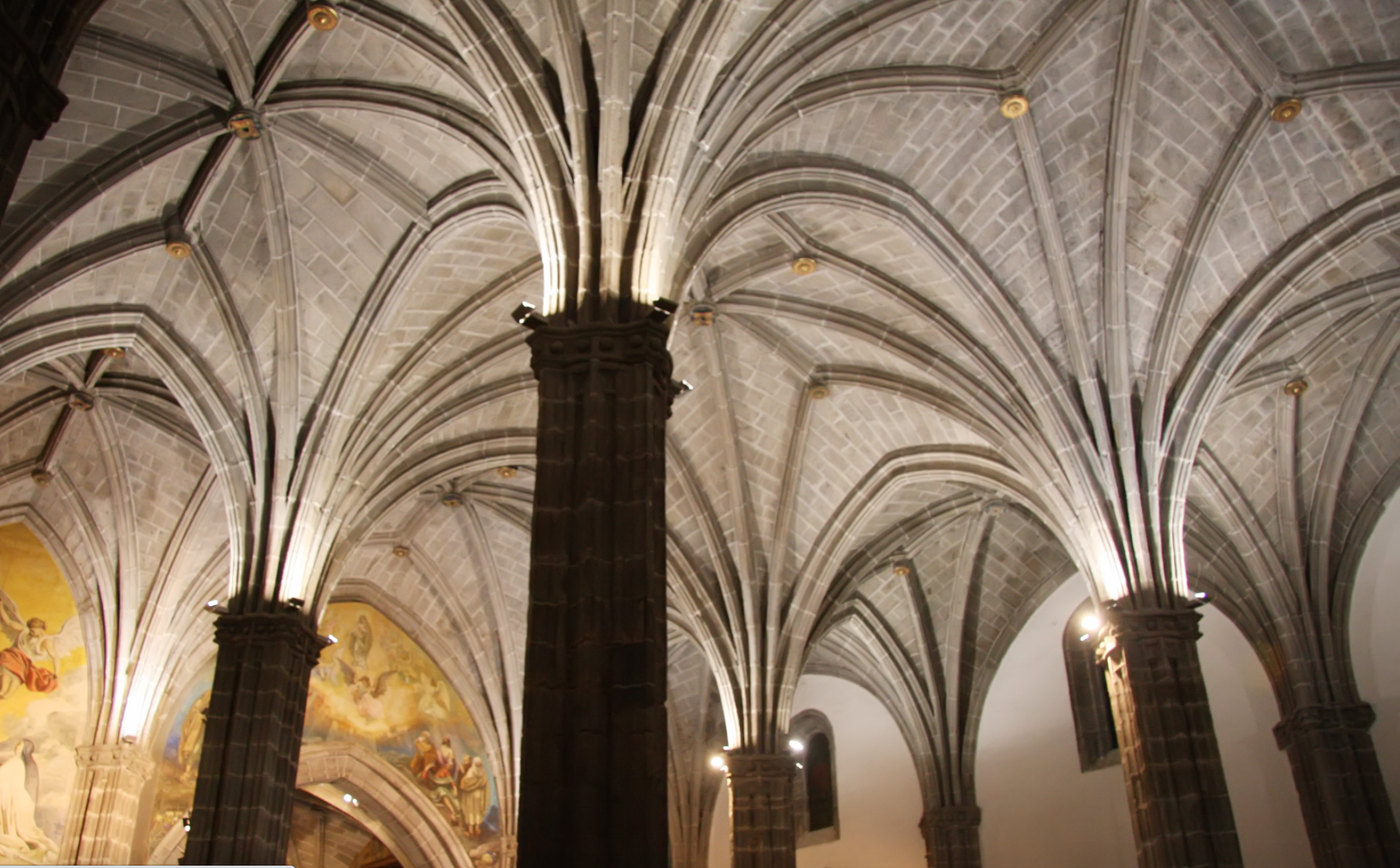
Arenas de San Pedro, N. Señora de la Asunción

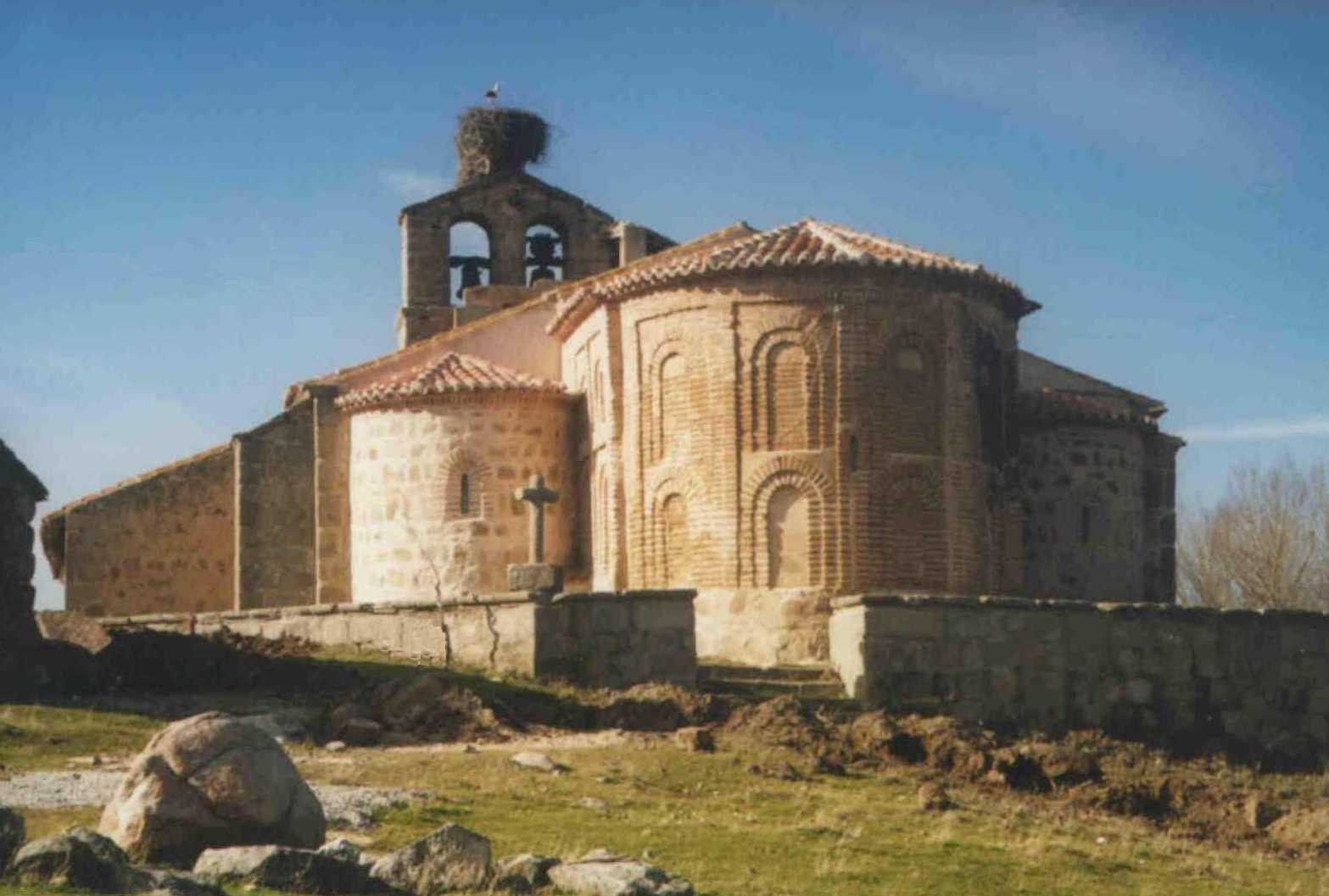
Narros del Puerto, Nuestra Señora

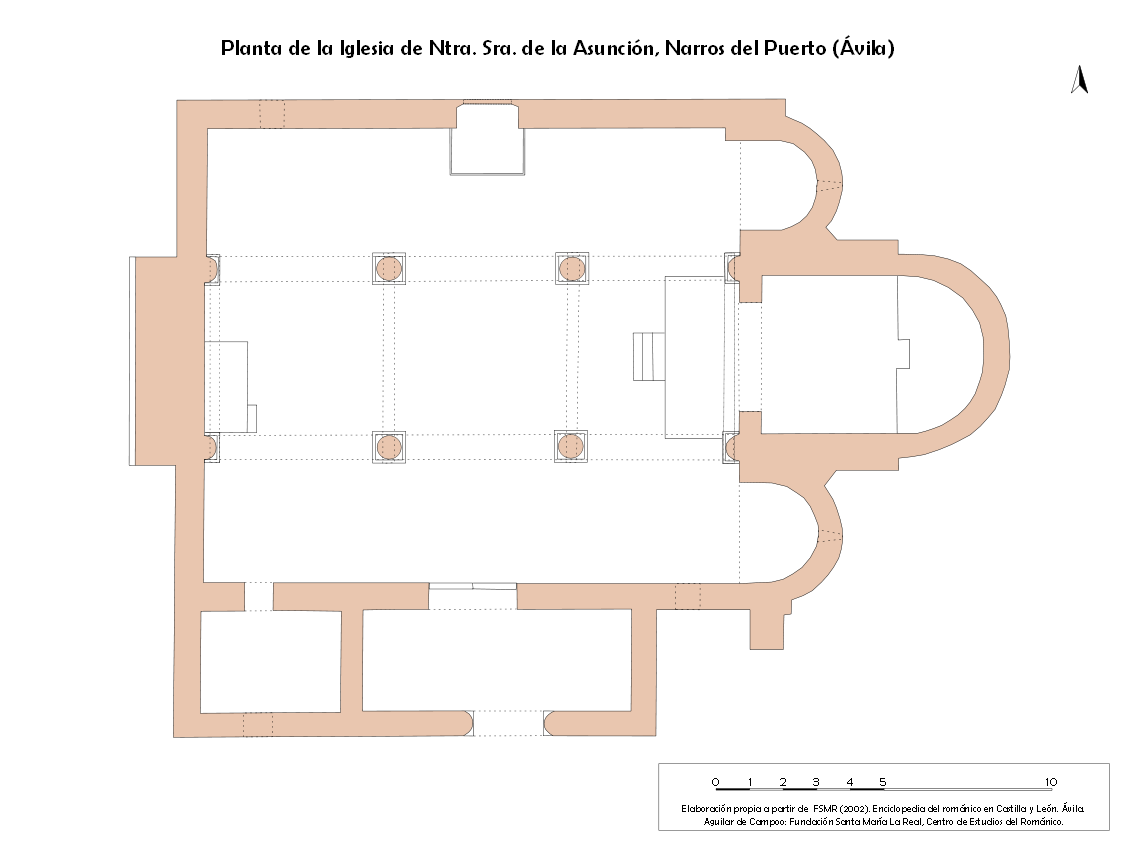
Narros del Puerto, Nuestra Señora

Anzahl: 36
| Ort                           | Name/Patrozinium                                  | Anmerkungen                                                                          |
| ----------------------------- | ------------------------------------------------- | ------------------------------------------------------------------------------------ |
| Adanero                       | Nuestra Señora de la Asunción                     |                                                                                      |
| Aldeaseca                     | San Miguel                                        |                                                                                      |
| Arévalo                       | Santo Domingo de Silos                            |                                                                                      |
| Arenas de San Pedro           | Nuestra Señora de la Asunción                     |                                                                                      |
| Ávila                         | San Andrés Arteguias INNEN                        | romanisch                                                                            |
| Ávila                         | Ermita San Segundo PW                             | Mitte 12. Jh. und 1519                                                               |
| Ávila                         | San Nicolas                                       |                                                                                      |
| El Barco de Avila             | Iglesia Mayor de La Asunción (CC)                 | Staffelkirche                                                                        |
| El Barraco                    | De la Asunción                                    |                                                                                      |
| Barromán                      | de la Asunción                                    |                                                                                      |
| Bernuy de Zapardiel           | San Martin                                        |                                                                                      |
| Blasconuño de Matacabras      | San Martín Obispo (CC)                            | außen sichtbare „Hochschiffswände“, aber innen gleich hohe Gewölbebasen, MUDÉJARSTIL |
| Burgohondo                    | Abadia Santa Maria                                |                                                                                      |
| Cabezas del Pozo              | Nuestra Señora de la Asuncion                     |                                                                                      |
| Cebreros                      | Santiago Apóstol (CC)                             |                                                                                      |
| Collado de Contreras          | Dolores de N. Señora (Mariä Schmerzen) (CC) INNEN | (wahrsch.) Staffelhalle, mit Querhaus                                                |
| Fontiveros                    | San Cipriano (CC)                                 | 16. Jh., Arkaden, Holzdecke an den Dachschrägen                                      |
| Fuente el Sauz                | La Asunción de Nuestra Señora (CC) PW             | MUDÉJARSTIL                                                                          |
| Herreros de Suso              | San Juan Evangelista                              |                                                                                      |
| La Horcajada                  | Nuestra Señora de la Asunción                     |                                                                                      |
| Horcajo de las Torres         | San Julian y Santa Basilisa CC                    |                                                                                      |
| El Hoyo de Pinares            | San Miguel Arcángel (CC)                          |                                                                                      |
| Mingorría                     | San Pedro Apóstol                                 |                                                                                      |
| Muñana                        | San Esteban Protomártir                           |                                                                                      |
| Narros del Puerto             | N. Señora de la Asunció (CC)                      | 12./1. Jh. MUDÉJAR-ROMANISCH, 3 schiffe, drei Joche, geringe Dachneigung             |
| Navalmoral de la Sierra       | San Pedro Apóstol                                 |                                                                                      |
| Navarredonda de Gredos        | De la Asunción                                    |                                                                                      |
| Las Navas del Marques         | San Juan Bautista (CC)                            |                                                                                      |
| Palacios de Goda              | (CC)                                              | MUDÉJAR-RENAISSANCE, zweischiffig: Hauptschiff und Südseitenschiff                   |
| Poyales del Hoyo              | Santa María de Gracia                             |                                                                                      |
| Riocabado                     | Natividad de Nuestra Señora                       |                                                                                      |
| San Juan de la Encinilla      | San Juan Evangelista                              | 16. Jh.,MUDÉJAR-RENAISSANCE, dreischiffig                                            |
| Santa Maria de los Caballeros | de la Asunción                                    |                                                                                      |
| San Vicente de Arévalo        | Virgen del Rosario                                |                                                                                      |
| El Tiemblo                    | Nuestra Señora de la Asunción                     |                                                                                      |
| Villatoro                     | San MiguelINNEN                                   |                                                                                      |

### Provinz Burgos

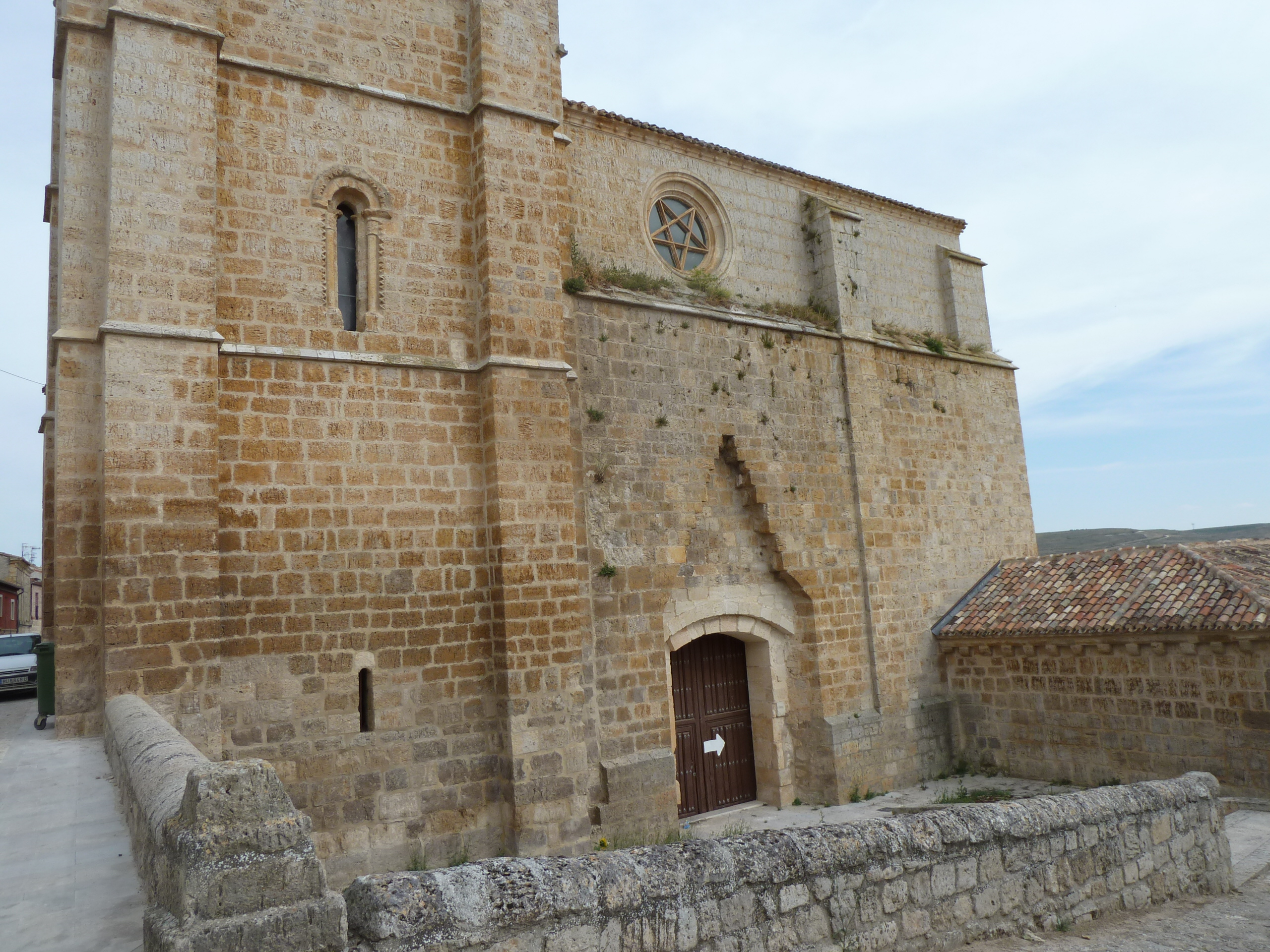
Castrojeriz: San Juan

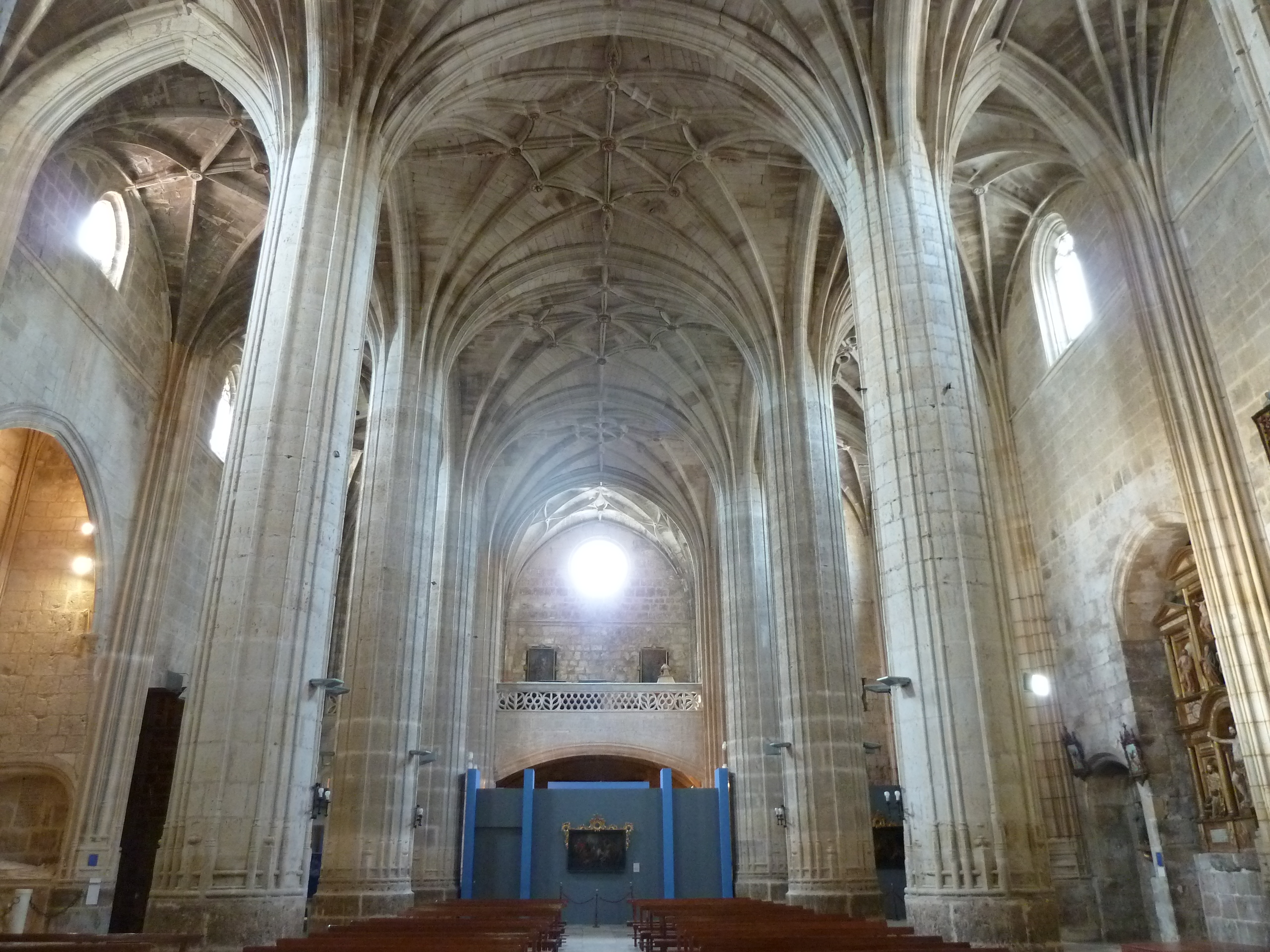
Castrojeriz: San Juan

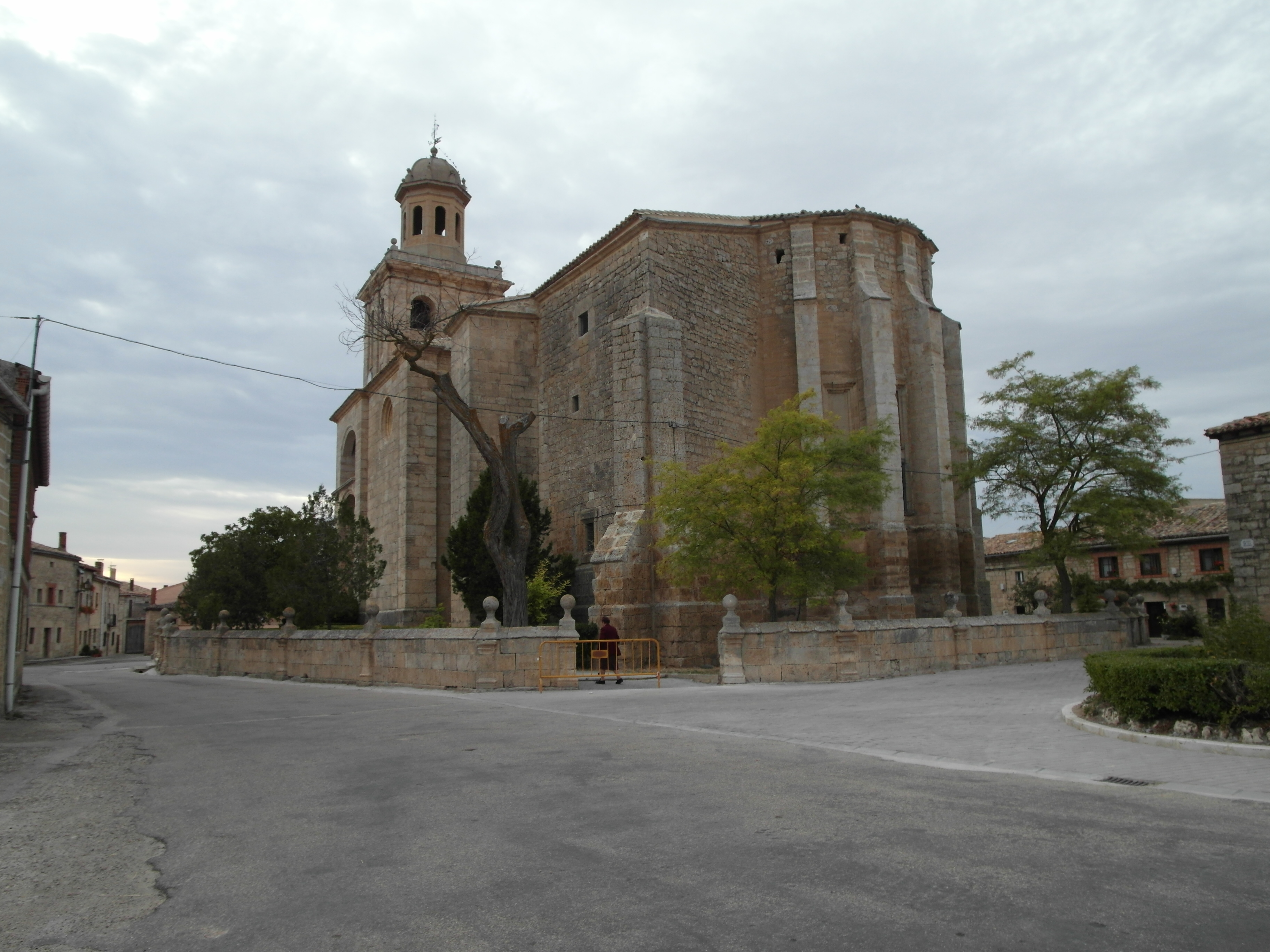
Olmillos de Sasamón: Asunción

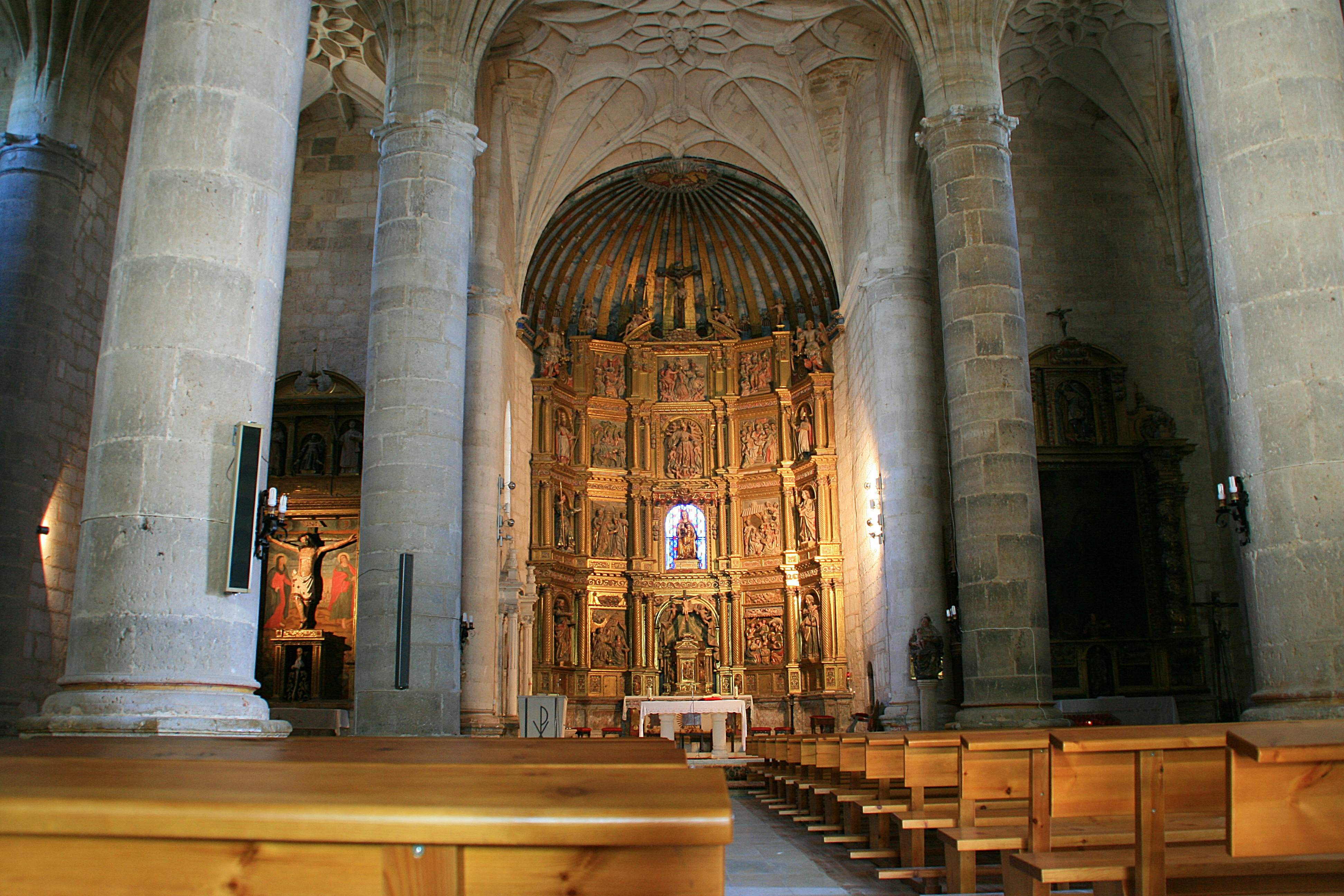
Olmillos de Sasamón: Asunción

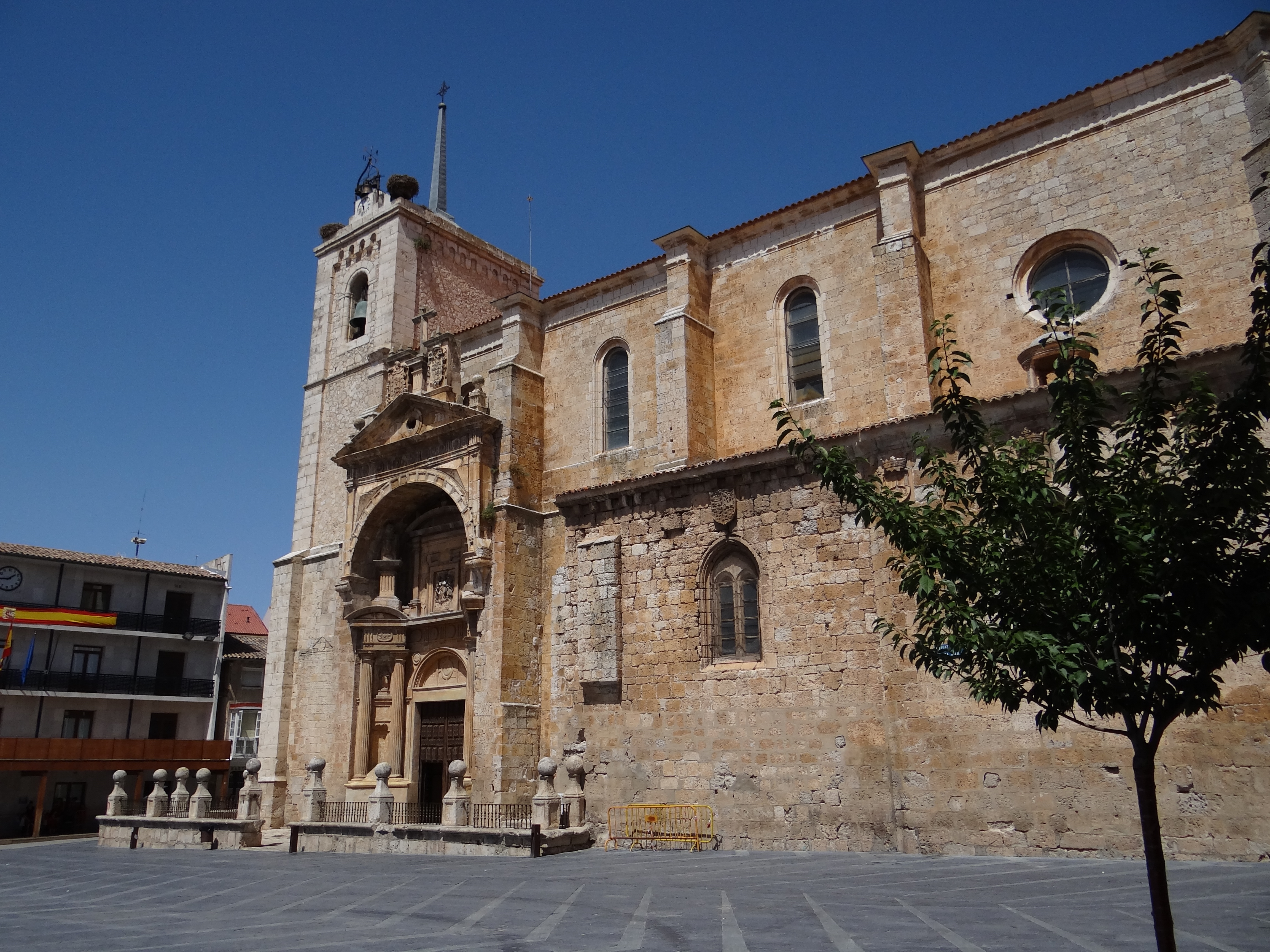
Roa: Santa Maria

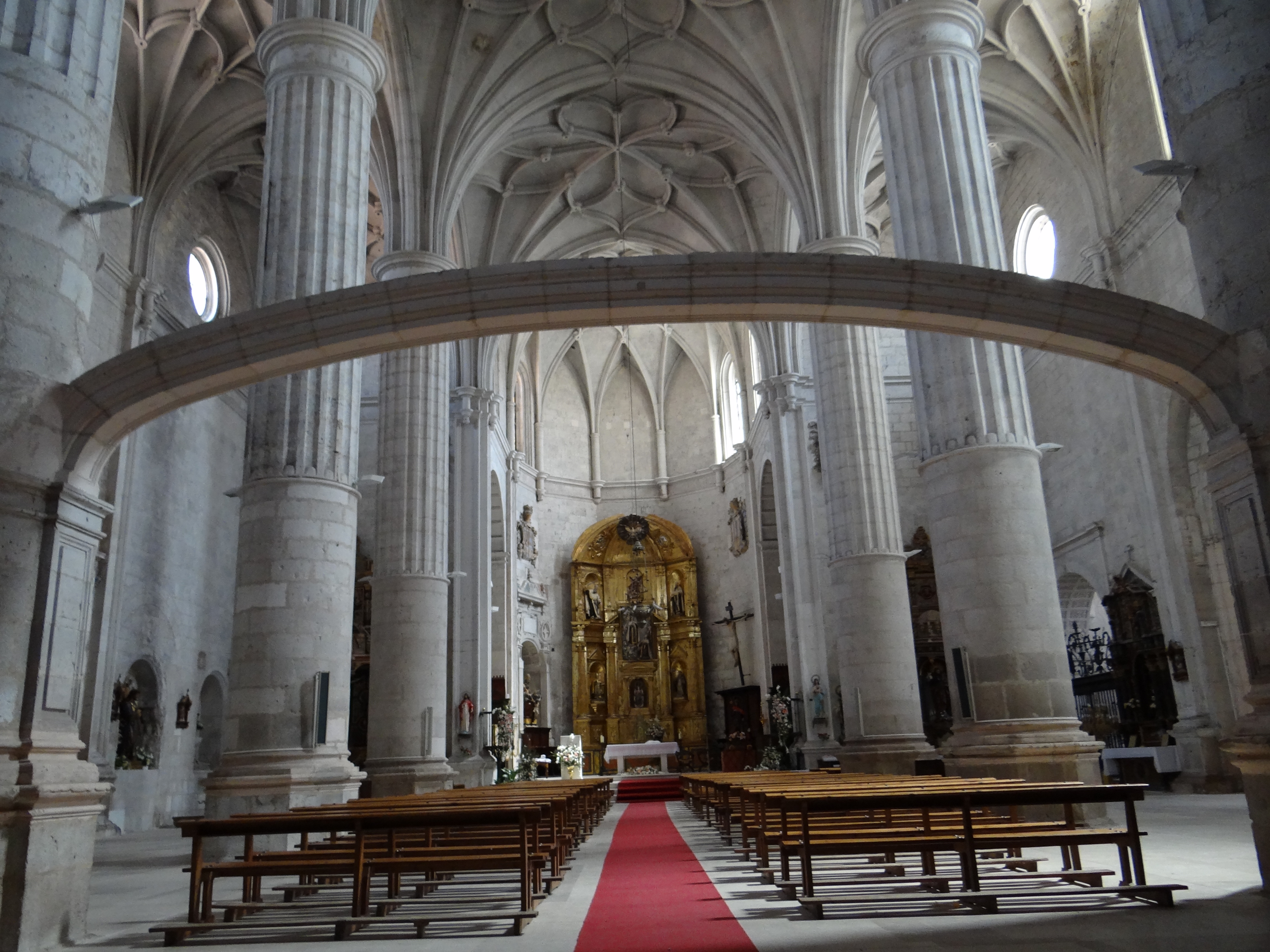
Roa: Santa Maria

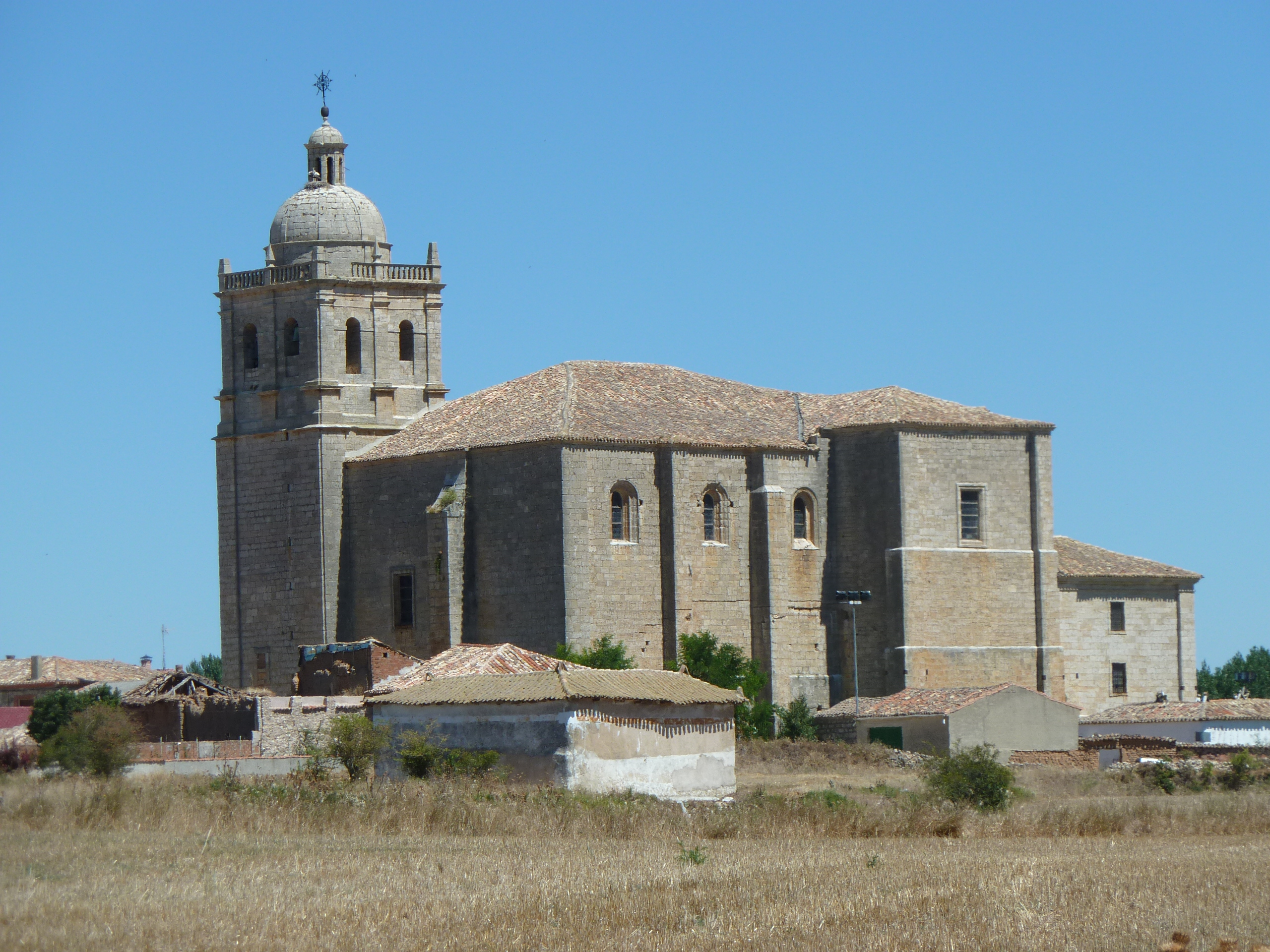
Villasandino: Iglesia de la Asunción

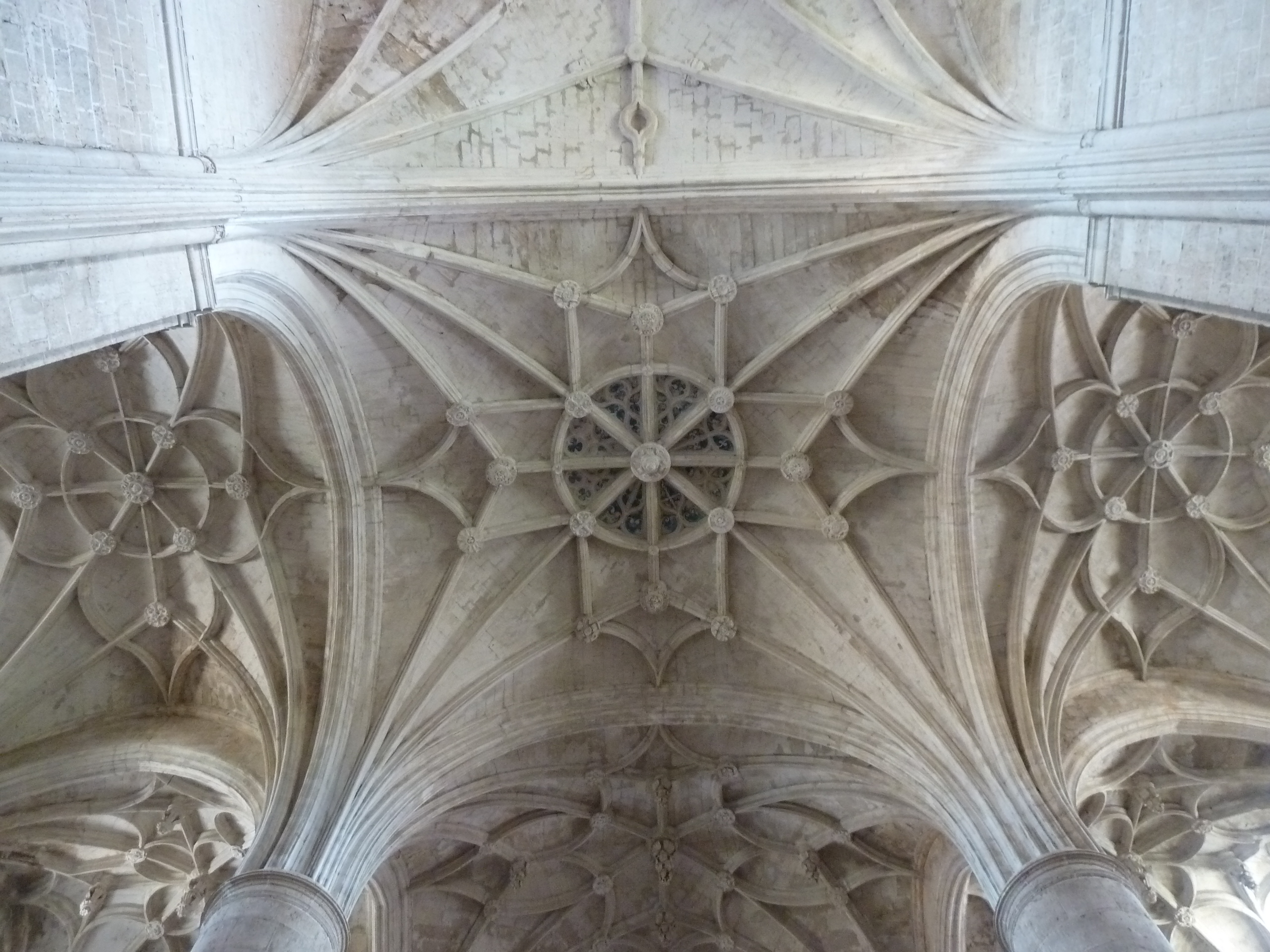
Villasandino: Iglesia de la Asunción

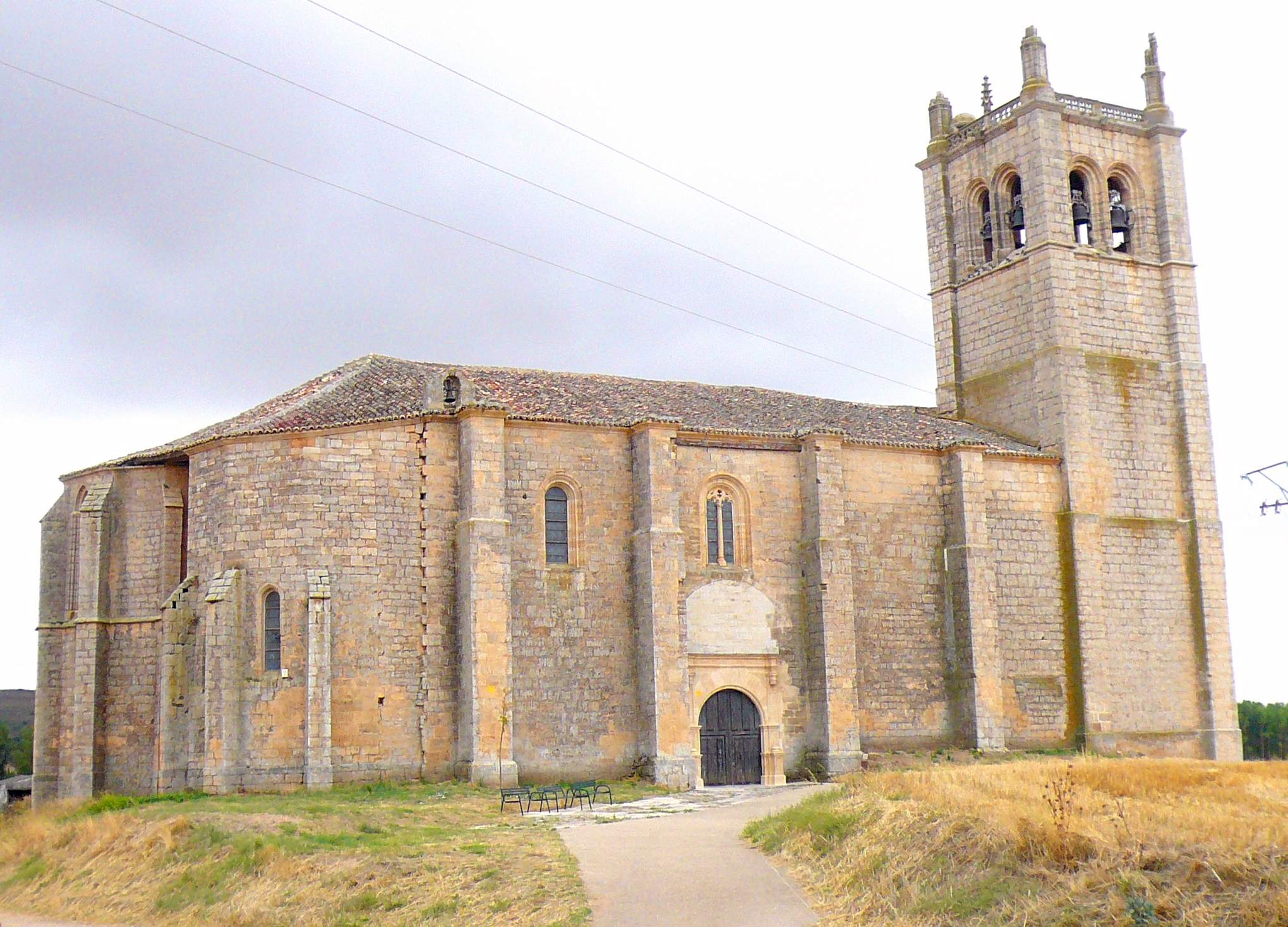
Villasandino: Iglesia de la Natividad

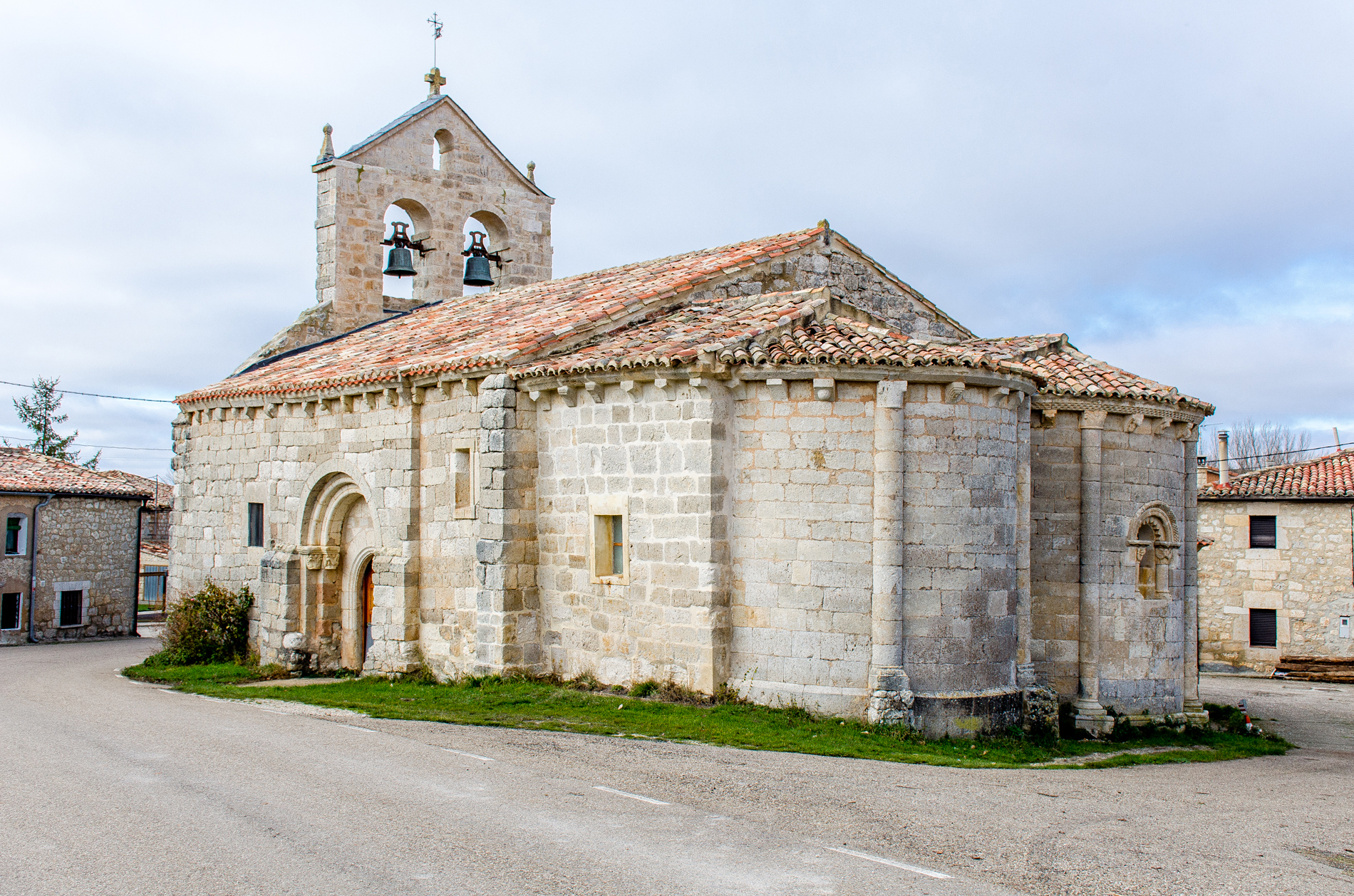
Villaute: San Martín Obispo

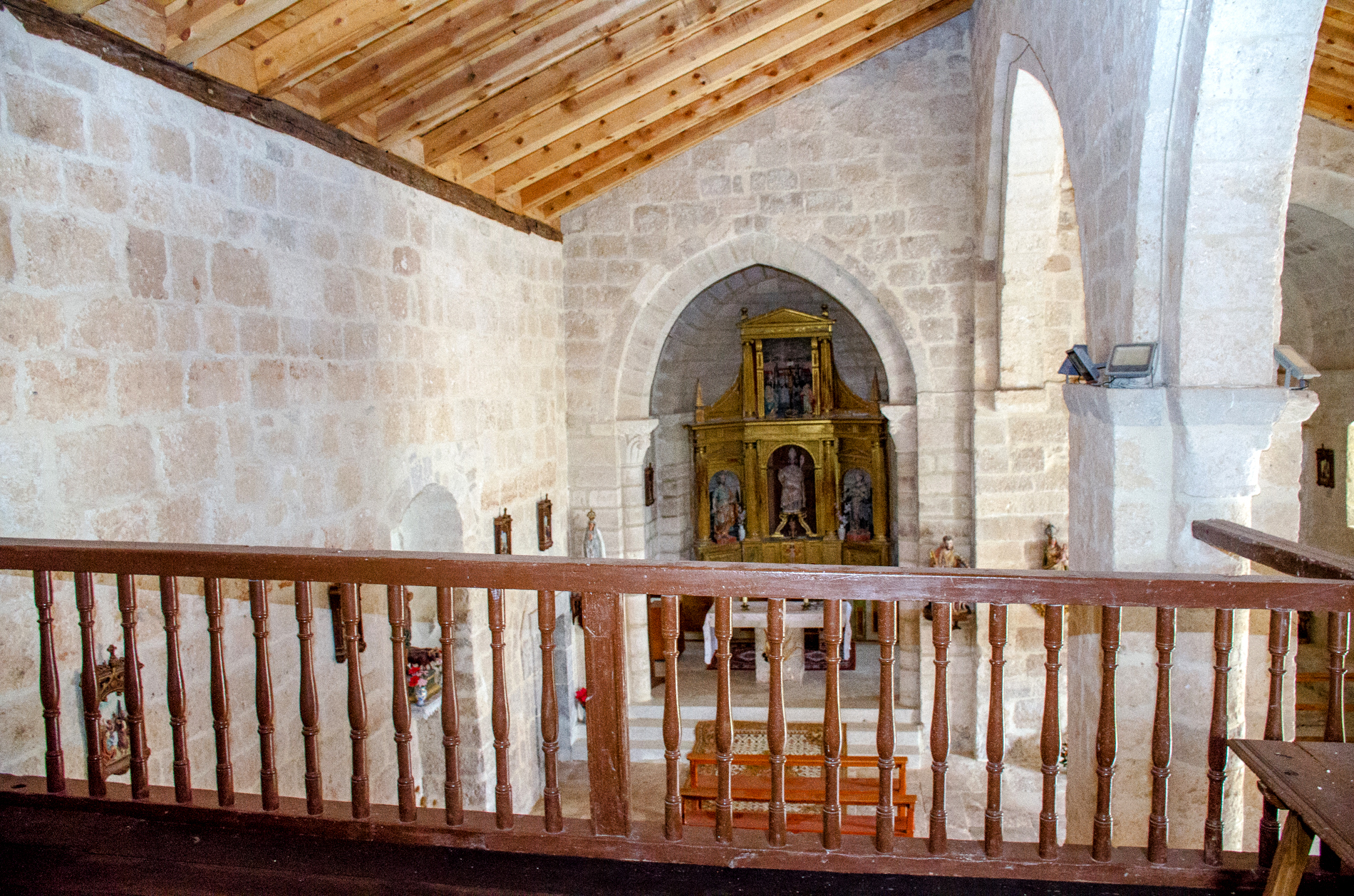
Villaute: San Martín Obispo

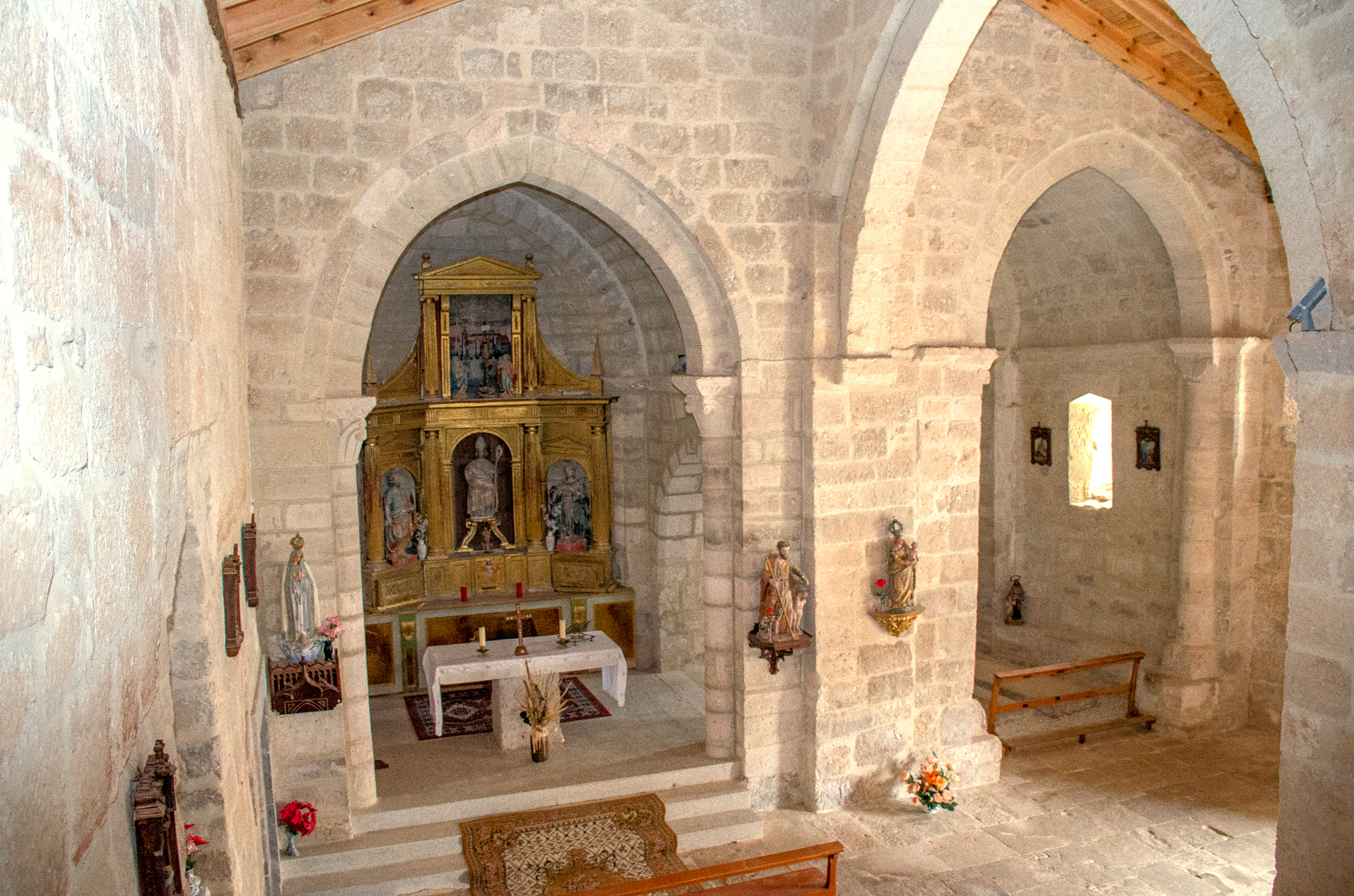
Villaute: San Martín Obispo

Anzahl: 117
| Ort                                         | Name/Patrozinium                                  | Anmerkungen |
| ------------------------------------------- | ------------------------------------------------- | --- |
| Amaya                                       | San Juan (CC) 2022                                | Renaissance |
| Arraya de Oca                               | Iglesia de la Asunción (CC)                       | um 1600, außen Renaissance, innen Übergangsstil Gotik-Renaissance, dreischiffig, Kreuzgewölbe |
| Los Balbases                                | San Esteban (CC)                                  | |
| Bahabón de Esgueva                          | Nuestra señora de la Asunción                     | |
| Baños de Valdearados                        | Iglesia de la Asunción (CC)                       | Kern um 1570 Renaissance, dreischiffig erst seit 1791 |
| Barbadillo del Pez                          | San Salvador (CC)                                 | Renaissance mit romanischen Resten |
| Barbadillo del Mercado                      | San Pedro                                         | |
| Belbimbre                                   | Natividad de la Virgen (CC)                       | 16. Jh., Schiff mit gering geneigtem Halbwalmdach breiter als lang, östlich mittig ein Rechteckchor |
| Belorado                                    | Santa Maria (CC)                                  | 1910, neugotisch, dreischiffig, Kreuzrippengewölbe |
| Briviesca                                   | Santa Maria la Mayor (CC)                         | 17. und 18. Jh., dreischiffig Kreuzgratgewölbe der Renaissance, Fassade klassizistisch |
| Burgos                                      | San Lorenzo la Real (CC)                          | 1694, Barock |
| Busto de Bureba                             | San Martín (CC)                                   | typische Proportionen einer spanischen Hallenkirche, Bestätigung fehlt |
| Cañizar de Amaya (Sotresgudo)               | N. Señora de la Asunción (CC)                     | dreischiffig, 16. Jh., Spätgotik und Renaissance |
| Cañizar de Argaño, Isar                     | San Caprasio (CC)                                 | um 1600, „zweischiffig“, Gewölbe mit zahlreichen Rippen, nach Orthofoto ein langes und ein kurzes Seitenschiff |
| Castrecias, Rebolledo de la Torre           | Santa María la Mayor (CC)                         | romanischer Kern (12. Jh.) einschiffig; Erweiterung zur Hallenkirche in gotischer Zeit |
| Castrillo de la Reina                       | San Esteban (CC)                                  | spätes 15. und spätes 16. Jh., Spätgotik und Renaissance, dreischiffig, Rippengewölbe |
| Castrillo de Murcia, Sasamon                | Santiago Apóstol (CC)                             | 14. Jh. |
| Castrojeriz                                 | San Juan (CC)                                     | Anf. 16. Jh., gotisch, dreischiffig, Sterngewölbe |
| Castrojeriz                                 | Santo Domingo (CC)                                | 16. und 18. Jh., gotisch, plateresk, klassizistisch |
| Cavia                                       | San Pedro (CC)                                    | 15. Jh., Turm 18. Jh. |
| Cerezo de Río Tirón                         | San Nicolas de Bari (CC)                          | spätes 18. Jh., klassizistisch; Portal des romanischen Vorgängerbaus geborgen und angefügt |
| Cilleruelo de Abajo                         | Kirche San Juan de Abajo (CC)                     | gotisch mit Renaissancechor; Außengestalt deutet auf Hallenkirche, Bestätigung fehlt |
| Ciruelos de Cervera                         | San Sebastian (CC)                                | 15. bis frühes 16. Jh., gotisch mit Übergang zur Renaissance, Sterngewölbe |
| Coculina, Villadiego                        | San Millán Abad (CC)                              | zweischiffig |
| Coruña del Conde                            | San Martin (CC)                                   | |
| Covarrubias                                 | Santo Tomas (CC)                                  | gotische Sterngewölbe |
| Cubo de Bureba                              | San Millan Abad (CC)                              | Renaissance |
| Espinosa de Cervera                         | San Millán                                        | |
| Espinosa de los Monteros, Las Merindades    | Santa Cecilia (CC)                                | Baubeginn 1510, dreischiffige Halle mit zwei schmalen Seitenschiffen |
| Frandovinez                                 | San Miguel Arcángel (CC)                          | |
| Frías                                       | San Vicente (CC)                                  | gotischer Hallenchor von trapezförm. Grundriss an kurzem pseudobasilikalen Schiff mit romanischen Arkaden; Turm neoromanisch                                                                                                  |
| Fuencivil, Villadiego                       | Nuestra Señora de la Natividad (CC)               | zweischiffig |
| Fuentebureba                                | San Miguel Arcángel (CC)                          | |
| Fuentecen                                   | San Mamés Mártir (CC)                             | 15. und 17. Jh., Gotik und Renaissance |
| Fuentelcésped                               | San Miguel Arcángel (CC)                          | |
| Guadilla de Villamar, Sotresgudo            | Santa Cruz (CC)                                   | gotischer Polygonalchor mit Rippengewölben, 13./1. Hälfte 14. Jh., Halle innen Barock, außen Renaissance |
| Gumiel de Mercado                           | San Pedro (CC)                                    | 15. Jh. zweischiffig, gotisch; Renaissanceportal |
| Guzmán                                      | San Juan Bautista (CC)                            | |
| Hontoria de Valdearados                     | San Esteban Promártir (CC)                        | Übergang von der Gotik zur Renaissance |
| Hontoria de la Cantera                      | Arcangel Miguel (CC)                              | außen Renaissance, innen spätgotische Rippengewölbe mit Renaissancedetails |
| Hornillos del Camino                        | San Román (CC)                                    | Renaissance, aber noch Rippengewölbe |
| La Horra                                    | Kirche de la Asunción (CC)                        | 17. Jh. anstelle eines Vorgängerbaus, dreischiffige Halle; Portal 1780 |
| Iglesias                                    | San Martín (CC)                                   | Kernbau vor 1602 |
| Itero del Castillo                          | San Cristóbal (CC)                                | 18. Jh., Stufenhalle mit spitzbogigen aber barocken Kreuzgewölben, knapp vor Pseudobasilika |
| Jaramillo Quemado                           | San Martín (CC)                                   | dreischiffig, 15. Jh., gotisch, Renaissance-Elemente |
| Lerma                                       | Colegiata San Pedro                               | spätes 16./frühes 17. Jh., Herrera-Renaissance, Sterngewölbe mit stark von der Spätgotik abweichenden Rippenmustern |
| Lodoso, Pedrosa de Rio Urbel                | San Cristóbal (CC)                                | zweischiffig, Renaissance |
| Lomas de Villamediana                       | San Andrés Apóstol (CC)                           | Kern 12. Jh., romanisch; im 16. Jh. im Übergang von der Gotik zur Renaissance um zweites Schiff erweitert, zwei Säulen, Rippengewölbe                                                                                         |
| Medina de Pomar                             | Santa Cruz (CC)                                   | |
| Medina de Pomar                             | N. Señora del Salcinar y del Rosario (CC)         | |
| Melgar de Fernamental                       | Santa Maria de la Asunción (CC)                   | |
| Miranda de Ebro                             | Santa Maria (CC)                                  | Renaissance, aber Rippengewölbe noch etas gotisch |
| Moneo                                       | San Saturnino (CC)                                | dreischiffig, 16. Jh., Renaissance aber Rippengewölbe |
| Montorio                                    | San Juan Bautista (CC)                            | zweischiffig |
| Nebreda                                     | Natividad de N. Señora (CC)                       | Gotik und (Portal) Renaissance |
| Nidáguila                                   | Santa Maria Link                                  | |
| La Nuez de Abajo                            | San Vicente Martir (CC)                           | Renaissance und Gotik, Außengestalt deutet auf zweischiffige Halle, Bestätigung fehlt |
| Olmedillo de Roa                            | N. Señora de la Asunción (CC)                     | 16./frühes 17. Jh., Renaissance |
| Olmillos de Sasamón                         | Asunción de N. Señora (CC)                        | |
| Olmos de la Picaza                          | Nuestra Señora de la Asuncion Link                | |
| Padilla de Abajo                            | Santos Juanes (CC)                                | |
| Palacios de la Sierra                       | Santa Eulalia (CC)                                | 16. Jh., dreischiffige Stufenhalle;Turm teilw. vom Vorgänger (Anf. 13. Jh.) |
| Palazuelos de Muñó                          | San Juan Bautista (CC)                            | |
| Palazuelos de Villadiego (Villadiego)       | Santa Eulalia de Mérida (CC)                      | zweischiffig |
| Pancorbo                                    | Iglesia de Santiago (CC)                          | |
| Pancorbo                                    | Iglesia de San Nicolás (CC)                       | ab 1714, Klassizismus und etwas Barock, dreischiffig, Kreuzgratgewölbe |
| Pedrosa de Río Úrbel                        | Santa Juliana (CC)                                | |
| Peral de Arlanza                            | San Juan Bautista (CC)                            | 1630 zweischiffig, 1730 dreischiffig, schlichter Barock |
| Pinilla de los Barruecos                    | San Cristobal (CC)                                | |
| Pradoluengo                                 | N. Señors de la Asunción (CC)                     | Anfang 19. Jh., schmale Seitenschiffe, spitzbogige Kreuzgratgewölbe |
| Puentedura                                  | Nuestra Señora de la Asunción                     | |
| Quintanar de la Sierra                      | San Cristobal(CC)                                 | 16. Jh., dreischiffig, rundbogige Rippengewölbe |
| Quintanilla del agua                        | Santa María                                       | |
| Quintanilla Somuñó                          | San Andrés                                        | |
| Roa                                         | Colegiata de Santa Maria (CC)                     | dreischiffig, ab 1530, Isabellinische Gotik |
| Royuela de Río Franco                       | San Pedro (CC)                                    | zweischiffig |
| Rublacedo de Abajo                          | San Andrés (CC) 2022-08 ohne Foto                 | dreischiffig, gotische Rippengewölbe |
| Rupelo                                      | San Esteban (CC) 2022-08 ohne Foto                | nach Orthofotos dreischiffig mit gering geneigtem Satteldach |
| Salas de los Infantes                       | Santa Cecilia (CC)                                | dreischiffig, gotisch |
| Salas de los Infantes                       | Santa Maria (CC)                                  | dreischiffig, 1492 geweiht, gotisch mit teils romanischen Resten von Vorgängern |
| Salazar de Amaya, Sotresgudo                | Santa Columba (CC)                                | |
| Sandoval de la Reina                        | San Pedro (CC)                                    | Kern 12. Jh., Ausbau 13. Jh., stark erneuert im 16. Jh., zweischiffig |
| San Martín de Rubiales                      | San Martin Obispo (CC)                            | Kern 16. Jh., dreischiffig seit 17. Jh. |
| San Millán de Lara                          | San Millan (CC)                                   | Inschrift 1165, schmale Seitenschiffe, Spitzbogenarkaden ohne Gewölbe, aber Rundbogenfenster, also spätromanisch |
| Santa Gadea del Cid                         | Santa Gadea del Cid (CC)                          | dreischiffig gotisch |
| Santa María Ananúñez, Melgar de Fernamental | Nuestra Señora de la Asunción (CC)                | zweischiffig |
| Santa María Ribarredonda                    | Santa Maria (CC)                                  | |
| Santibañez-Zarzaguda                        | San Nicolas de Bari (CC)                          | Chor um 1500, danach die dreischiffige Halle, Rippengewölbe; Turm 1692–1698 |
| Santo Domingo de Silos                      | San Pedro (CC)                                    | Halle im 18. Jh. auf romanischen Grundmauern |
| Sotillo de la Ribera                        | Santa Águeda (CC)                                 | 17./18. Jh., Barock |
| Susinos del Páramo                          | San Vicente (CC)                                  | zweischiffig, spitzbogige Rippengewölbe |
| Tapia, Villadiego                           | Iglesia de la Asuncion (CC)                       | |
| Tardajos                                    | Iglesia de la Asunción (CC)                       | |
| Tordómar                                    | Iglesia de la Santa Cruz (CC)                     | 13./14. Jh., gotisch |
| Torrepadre                                  | San Esteban Protomártir (CC)                      | |
| Torresandino                                | San Martín Obispo (CC)                            | |
| Valdorros                                   | San Esteban (CC) 2022-08 ohne Foto                | zweischiffig aus Erweiterung einer einschiffigen Kirche |
| Villadiego                                  | Santa María (CC)                                  | |
| Villadiego                                  | San Lorenzo (CC)                                  | |
| Villafruela                                 | San Lorenzo (CC)                                  | 1492–1520 |
| Villagonzalo Pedernales                     | San Vicente (CC)                                  | 1566–1580, Renaissance |
| Villahizán de Treviño, Odra-Pisuerga        | San Martín (CC)                                   | Kern 12. Jh., Hallenkirche seit 16. Jh. |
| Villahoz                                    | N. Señora de la Asunción (CC)                     | |
| Villaldemiro                                | Santiago Apóstol (CC)                             | !. Phase frühes 13. Jh., zweite folgendes Jh.; zweischiffig, Schiff fast breiter als lang, daran östlich ein romanischer Chor mit Apsis im Süden und ein gotischer Rechteckchor; gotisches Portal, komplizierte Rippengewölbe |
| Villalmanzo                                 | Iglesia de la Asunción (CC)                       | 14. Jh. einschiffig, 2. Schiff 17. Jh., Sakristei 18. Jh. |
| Villamayor de Treviño                       | Iglesia de la Natividad (CC)                      | etwas Gotik, viel Renaissance |
| Villanueva de Odra                          | San Pedro Apostol (CC)                            | |
| Villasandino                                | N. Señora de la Asunción (Mariä Himmelfahrt) (CC) | dreischiffig, 1548–1551, gotische Rippengewölbe mit Renaissance-Elementen |
| Villasandino                                | Iglesia „de Barriuso“/ de la Navidad (CC)         | dreischiffig, 15. Jh., besonders feine Rippengewölbe |
| Villasidro                                  | Santa Maria Magdalena (CC)                        | |
| Villasilos                                  | San Andrés Apóstol (CC) 2022-08 ohne Fotos        | 16. Jh., Gotik mit Renaissance-Elementen, dreischiffig, Rippengewölbe |
| Villaute, Villadiego                        | San Martín Obispo (CC)                            | zwei Schiffe unter einem Dach, zwei gleichwertige Apsiden, spätromanisch: rundbogige Fenster und Portale, aber spitzbogige Mittelalkade und Apsisbögen                                                                        |
| Villaverde-Mogina                           | San Adrián und Santa Natalia (CC)                 | |
| Villaveta (Castrojeriz)                     | Inmaculada Concepción de N. Señora (CC)           | 1529–1538 |
| Villegas                                    | Santa Eugenia                                     | 15. Jh. |
| Zarzosa de Río Pisuerga                     | Inmaculada Concepción (CC) 2022-08 ohne Fotos     | spätgotisch, dreischiffig |
| Zazuar                                      | San Andrés (CC)                                   | 16. Jh., dreischiffig, Rippengewölbe mit Renaissance-Elementen |

### Provinz León

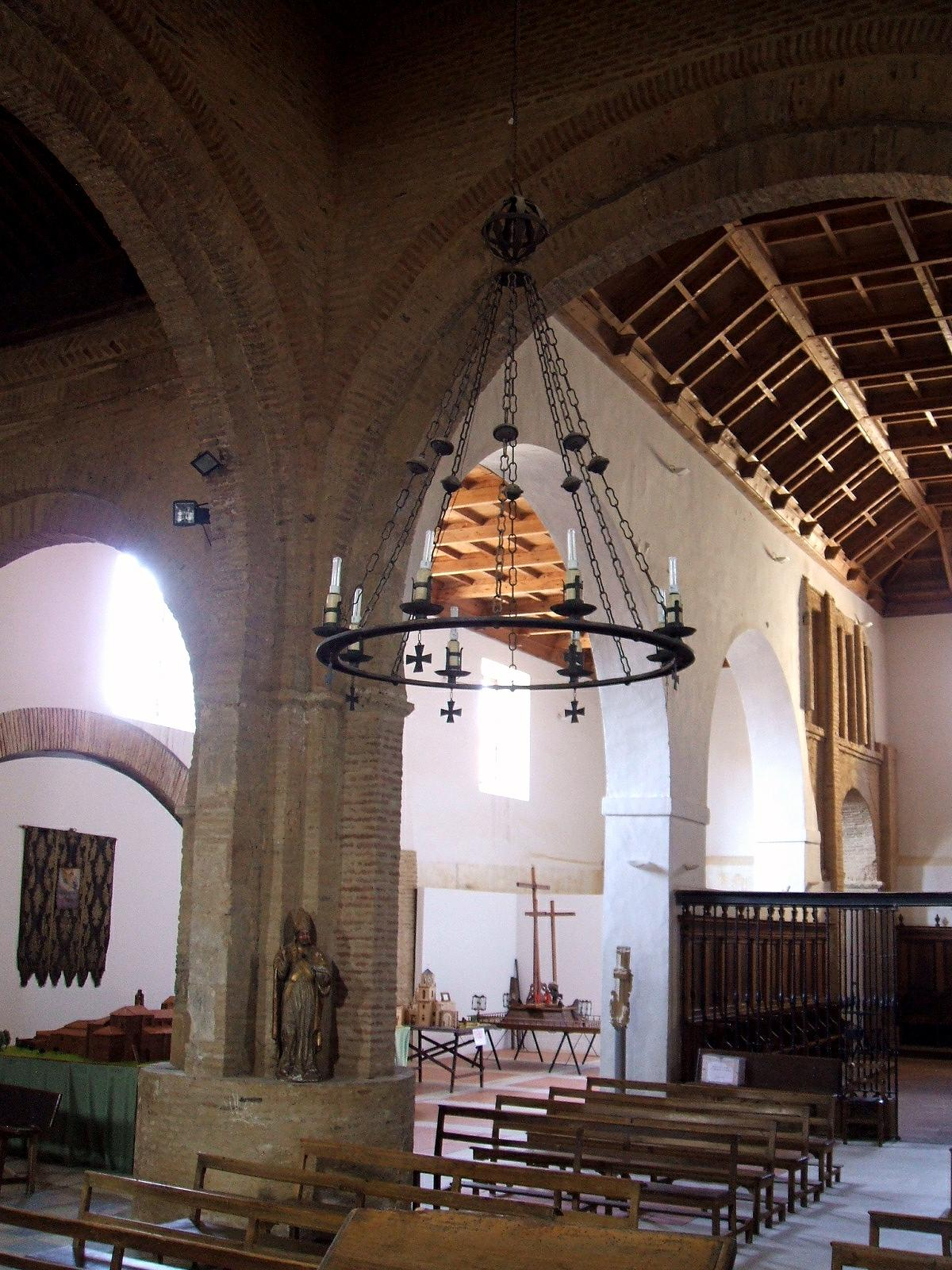
San Tirso, Sahagún

Anzahl: 9
| Ort                    | Name/Patrozinium         | Anmerkungen                                               |
| ---------------------- | ------------------------ | --------------------------------------------------------- |
| Escobar de Campos      | San Clemente             |                                                           |
| Gordaliza del Pino     | Nuestra señora de Arbas  | Staffelhalle                                              |
| Gordoncillo            | San Juan Degollado       |                                                           |
| Grajal de Campos       | San Miguel (CC)          |                                                           |
| Molinaseca             | San Nicolas de Bari      |                                                           |
| Sahagún                | San Lorenzo              | Staffelhalle, MUDÉJARSTIL                                 |
| Sahagún                | San Tirso                | 12. Jh., Staffelhalle mit flachen Holzdecken, MUDÉJARSTIL |
| Valderas               | San Juan (CC)            |                                                           |
| Valdesaz de los Oteros | Igl. de la Asunción (CC) |                                                           |

### Provinz Palencia

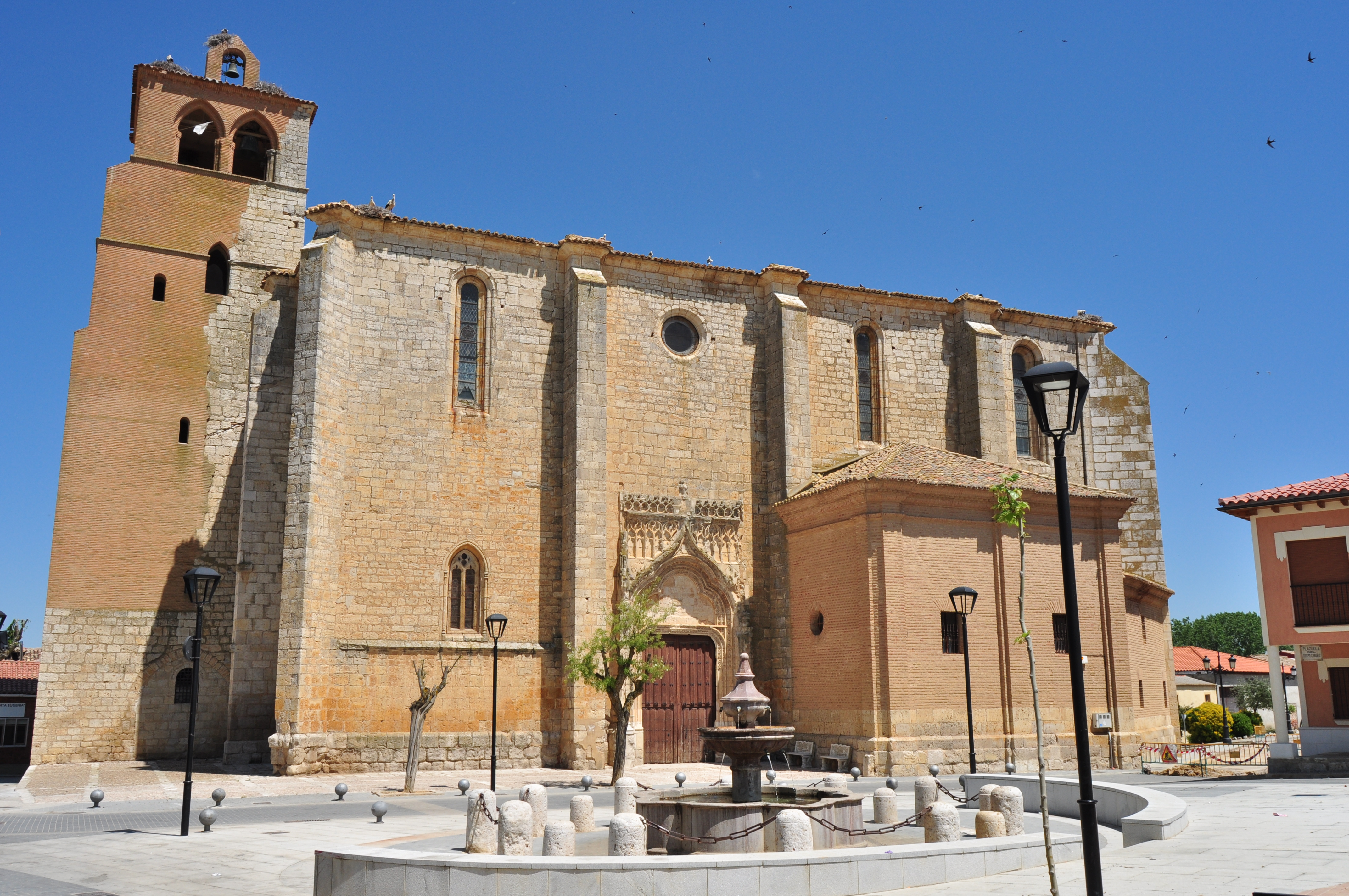
Becerril de Campos: Sta. Eugenia

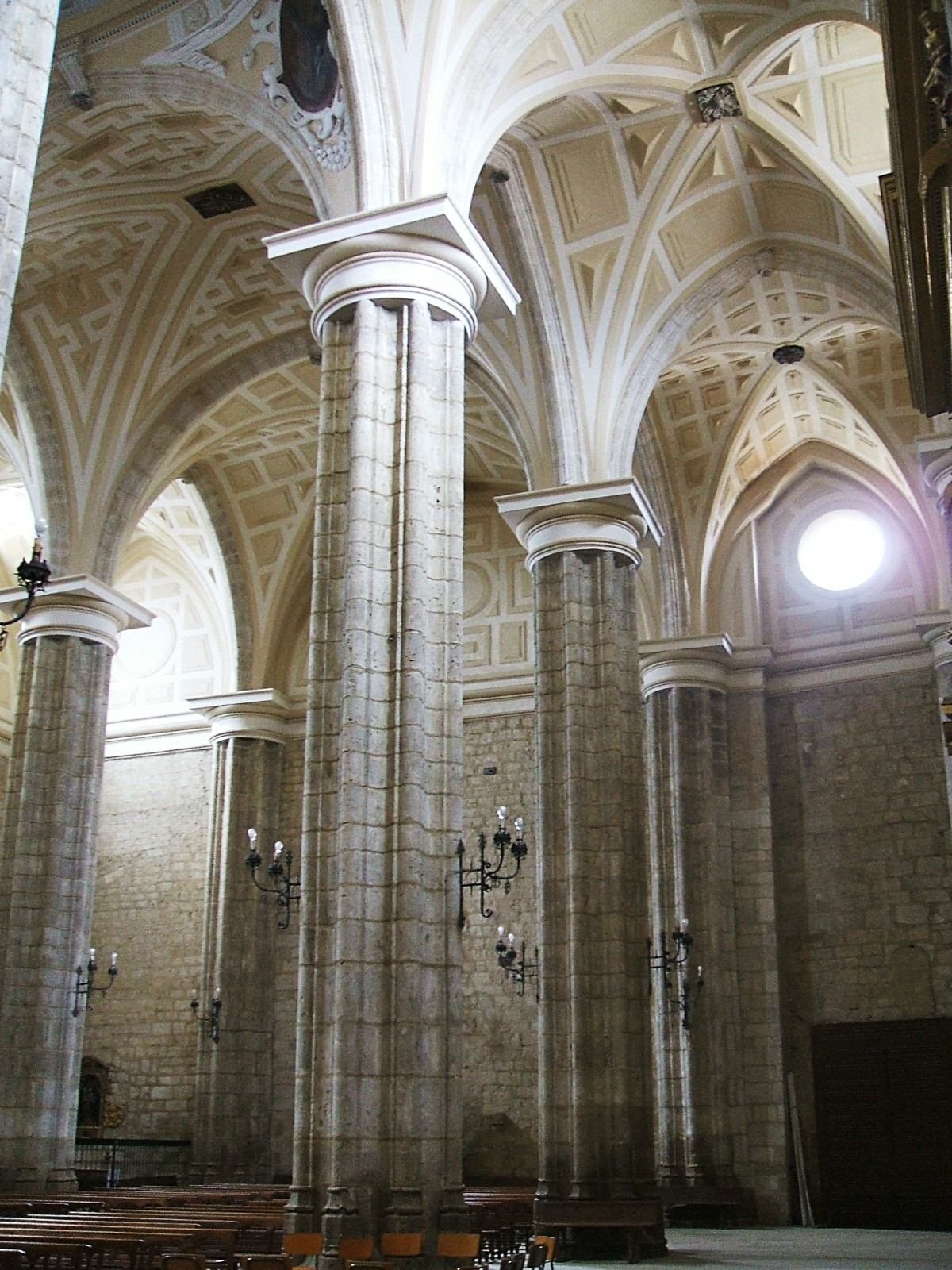
Becerril de Campos: Sta. Eugenia

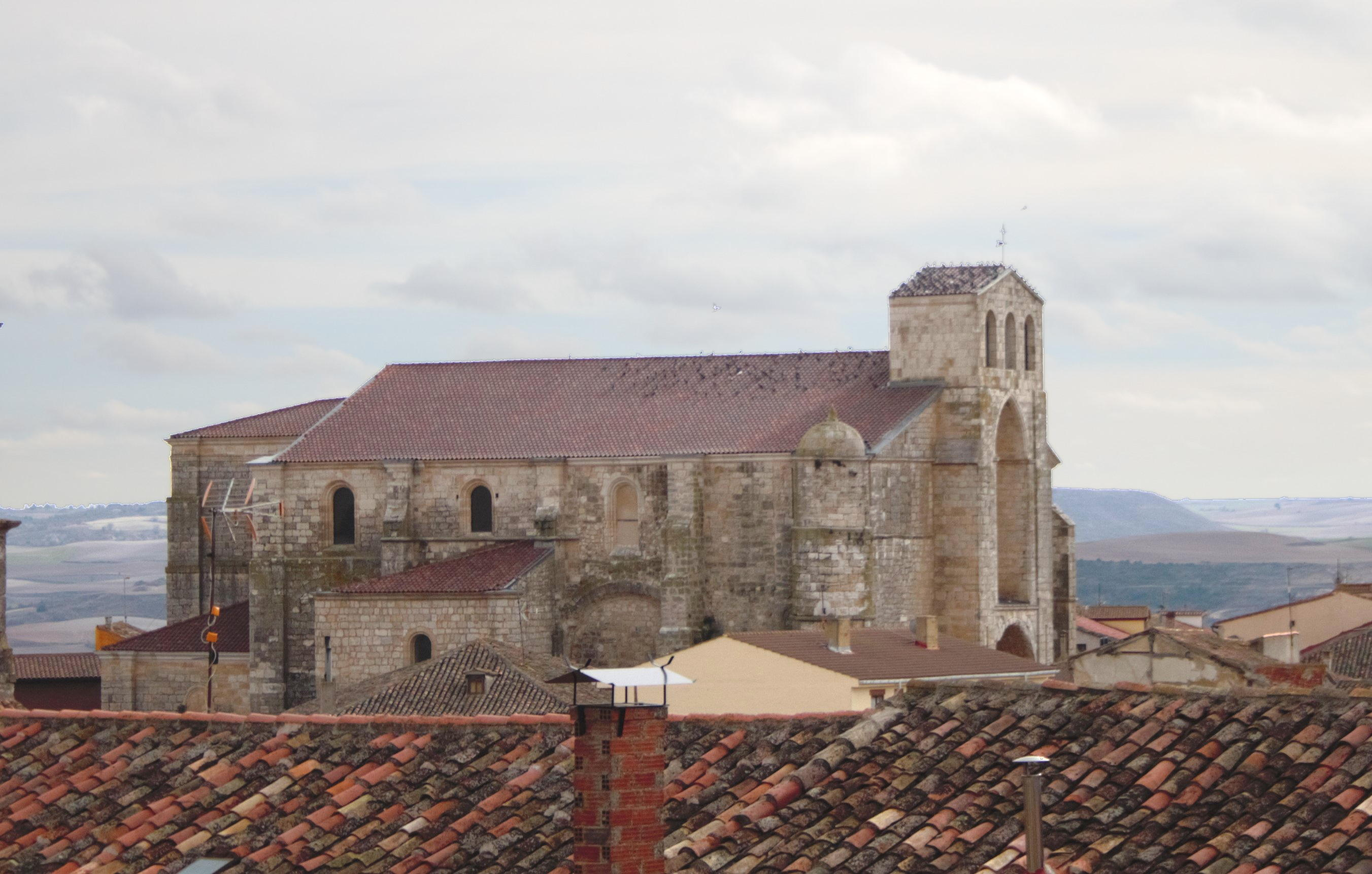
San Juan Bautista in Palenzuela

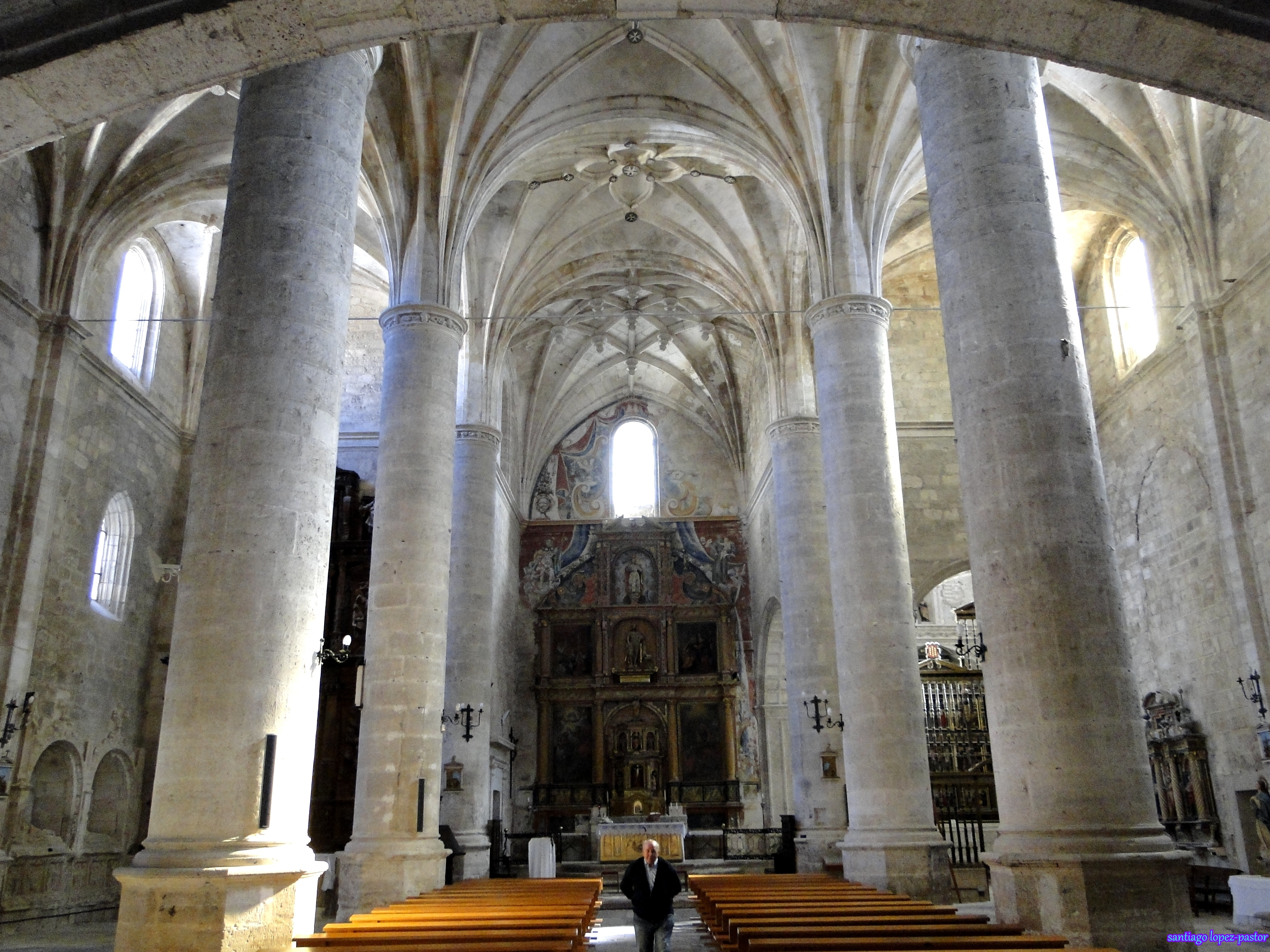
San Juan Bautista in Palenzuela

Anzahl: 52
| Ort                                  | Name/Patrozinium                                    | Anmerkungen                                                                           |
| ------------------------------------ | --------------------------------------------------- | ------------------------------------------------------------------------------------- |
| Abarca de Campos                     | San Sebastian                                       |                                                                                       |
| Aguilar de Campoo                    | Ermita Santa Cecilia                                | 12./13. Jahrhundert romanisch                                                         |
| Aguilar de Campoo                    | Kloster Santa Maria la Real                         | spätes 12.–frühes 13. Jahrhundert, Chor Mitte 14. Jh.                                 |
| Arenillas de San Pelayo              | San Pelayo (CC)                                     |                                                                                       |
| Autilla del Pino                     | N. Señora de la Asunción (CC)                       | 16. Jh.                                                                               |
| Baltanás                             | San Millan (CC)                                     |                                                                                       |
| Becerril de Campos                   | Iglesia de Santa Eugenia (CC)                       | ab 1536, spitzbogige Kreuzgratgewölbe                                                 |
| Boadilla de Rioseco                  | San Salvador                                        | 1581–1654                                                                             |
| Boadilla de Rioseco                  | Santa María                                         |                                                                                       |
| Bustillo del Páramo de Carrión       | San Andres                                          | Staffenhalle, Barock                                                                  |
| Cabria, Aguilar de Campoo            | San Andrés                                          |                                                                                       |
| Capillas                             | San Agustín                                         |                                                                                       |
| Calahorra de Boedo                   | Nuestra Señora de las Candelas (CC)                 | 17. Jh., RENAISSANCE/BAROCK, Kreuzgratgewölbe, schmale Seitenschiffe                  |
| Carrión de los Condes                | San Andrés (CC)                                     | 1562                                                                                  |
| Cevico de la Torre                   | San Martín (CC)                                     |                                                                                       |
| Cezura                               | Santiago Apostol                                    |                                                                                       |
| Cisneros                             | San Facundo y San Primitivo (CC)                    |                                                                                       |
| Cisneros                             | San Pedro                                           |                                                                                       |
| Colmenares de Ojeda                  | San Fructuoso (CC)                                  |                                                                                       |
| Cozuelos de Ojeda, Aguilar de Campoo | San Juan Bautista                                   |                                                                                       |
| Dueñas                               | Kirche des Hospital de Santiago (CC)                | Ende 15. Jh., zweischiffig                                                            |
| Espinosa de Villagonzalo             | Santa Cecilia (CC)                                  | dreischiffig, Vierungskuppel, keine Obergaden                                         |
| Fuentes de Nava                      | Santa María (CC)                                    |                                                                                       |
| Fuentes de Nava                      | San Pedro (CC)                                      | 15./16. Jh., fertig 1565, spätgotisch; Turm Renaissance                               |
| Guardo                               | San Juan Bautista                                   |                                                                                       |
| Guaza de Campos                      | De la Asunción                                      |                                                                                       |
| Herrera de Pisuerga                  | Santa Ana(CC)                                       | Staffelhalle, ab 1425 (ein Seitenschiff erhalten), übrige Gewölbe 16. Jh.,Renaissance |
| Itero de la Vega                     | San Pedro Apostol                                   | aus dem 13. Jahrhundert (barockisiert)                                                |
| Magaz de Pisuerga                    | San Mamés (CC)                                      |                                                                                       |
| Marcilla de Campos                   | de la Asunción                                      |                                                                                       |
| Matamorisca, Aguilar de Campoo       | San Juan Bautista                                   | Romanisch, zweischiffig                                                               |
| Melgar de Yuso                       | Asunción de Nuestra Señora (Mariä Himmelfahrt) (CC) |                                                                                       |
| Miciedes de Ojeda                    | San Julián y Santa Basilisa                         |                                                                                       |
| Palenzuela                           | San Juan Bautista (Johannes der Täufer) (CC)        |                                                                                       |
| Paredes de Nava                      | Santa Eulalia (CC)                                  |                                                                                       |
| Paredes de Nava                      | San Martín (CC)                                     | gotisch                                                                               |
| Perazancas, Cervera de Pisuerga      | Nuestra Señora de la Asunción                       | Romanisch, zweischiffig                                                               |
| Población de Campos                  | Santa María Magdalena (CC)                          |                                                                                       |
| Pradanos de Ojeda                    | San Cristóbal                                       | Staffelhalle                                                                          |
| Quintana del Puente                  | San Esteban                                         | Staffelhalle                                                                          |
| Saldaña                              | San Pedro                                           |                                                                                       |
| Saldaña                              | San Miguel                                          | Staffelhalle, Pseudobasilika?                                                         |
| Salinas de Pisuerga                  | San Pelayo                                          |                                                                                       |
| Tabanera de Cerrato                  | San Esteban (CC)                                    |                                                                                       |
| Torquemada                           | Santa Eulalia (CC)                                  |                                                                                       |
| Velilla del Rio Carrión              | El Salvador                                         |                                                                                       |
| Villada                              | San Fructuoso                                       |                                                                                       |
| Villada                              | Santa María                                         |                                                                                       |
| Villaeles de Valdavia                | San Martin de Tours INNEN                           |                                                                                       |
| Villahan                             | San Andres                                          |                                                                                       |
| Villalumbroso                        | San Miguel                                          |                                                                                       |
| Villasarracino                       | Nuestra Señora de la Asunción (CC)                  |                                                                                       |

### Provinz Salamanca
Anzahl: 19

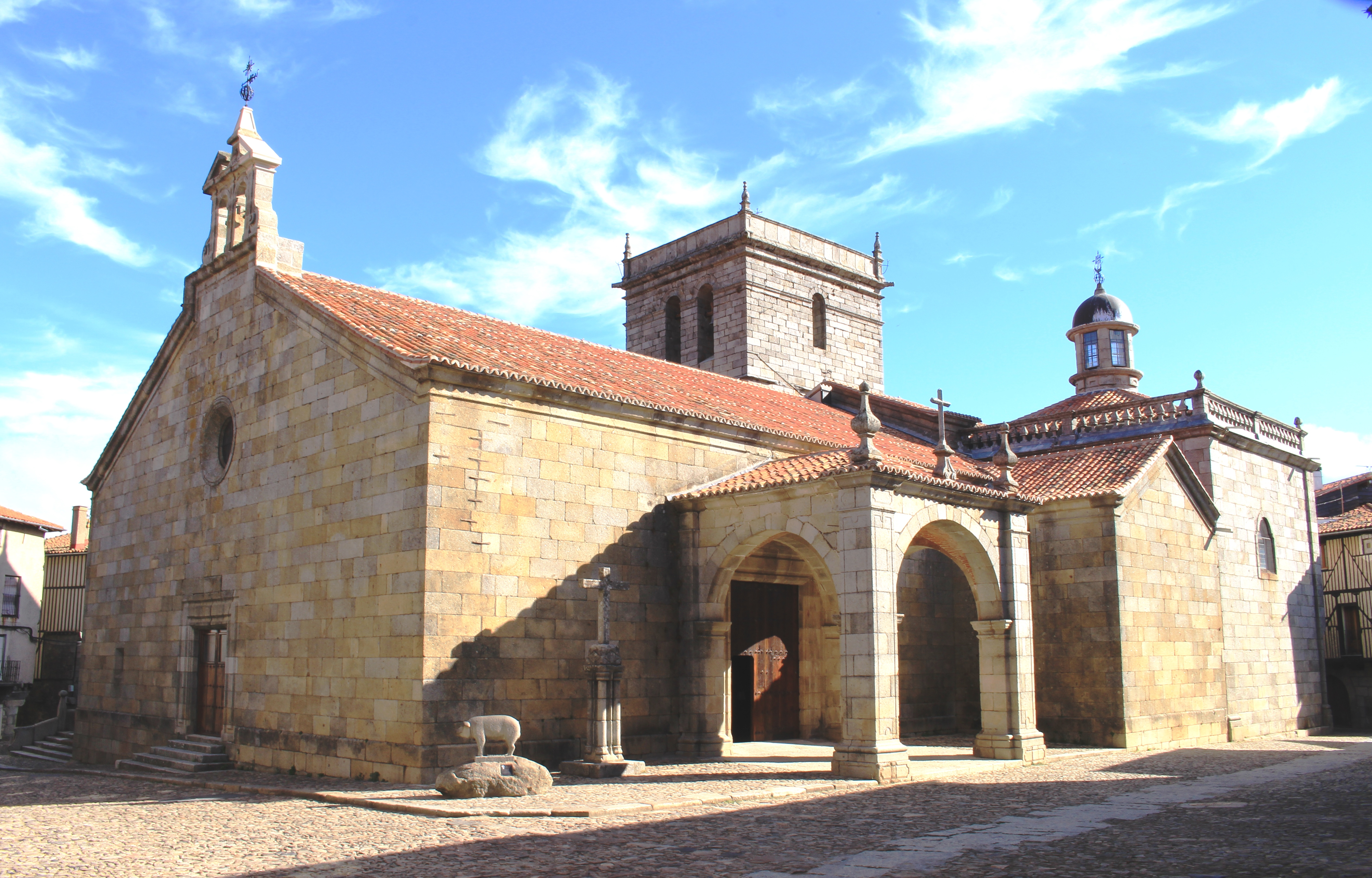
La Alberca: N. Señora de la Asunción
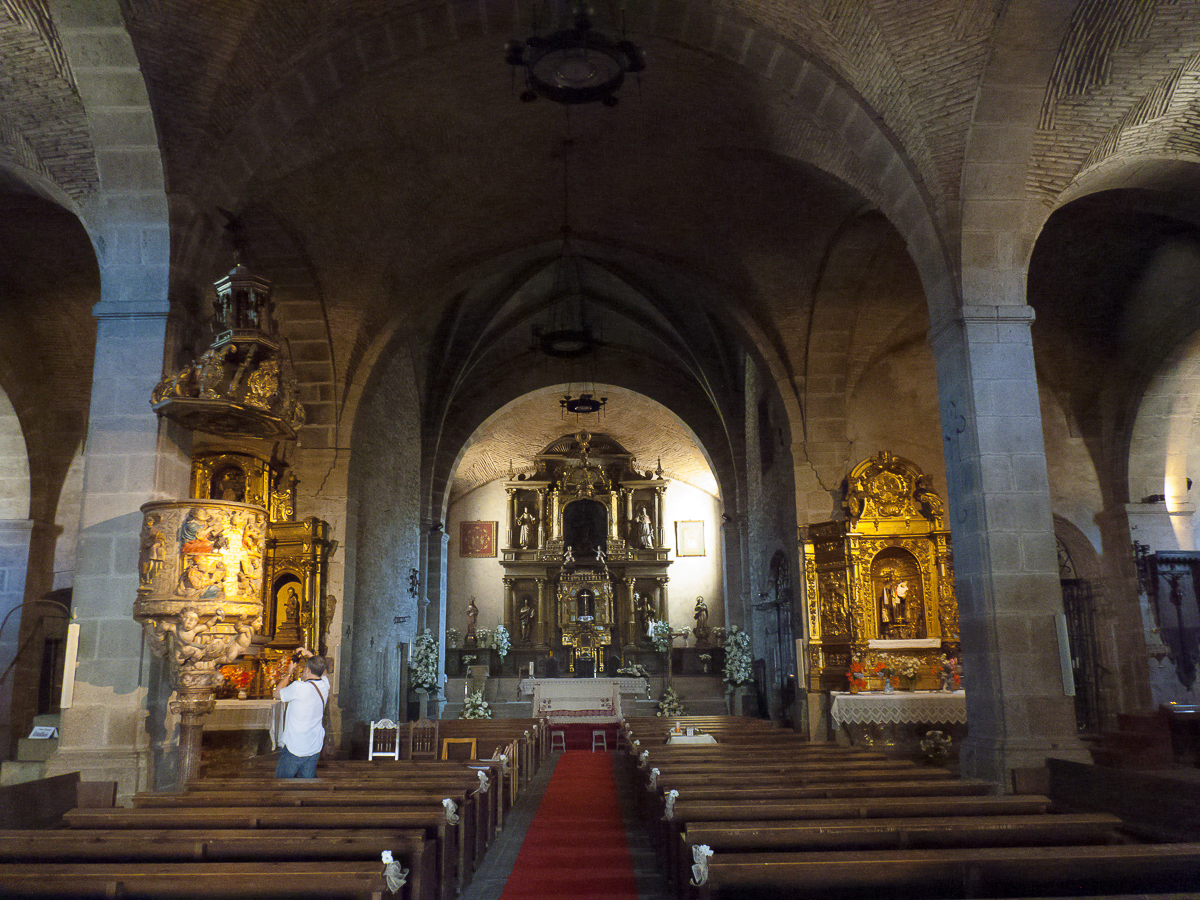
La Alberca: N. Señora de la Asunción
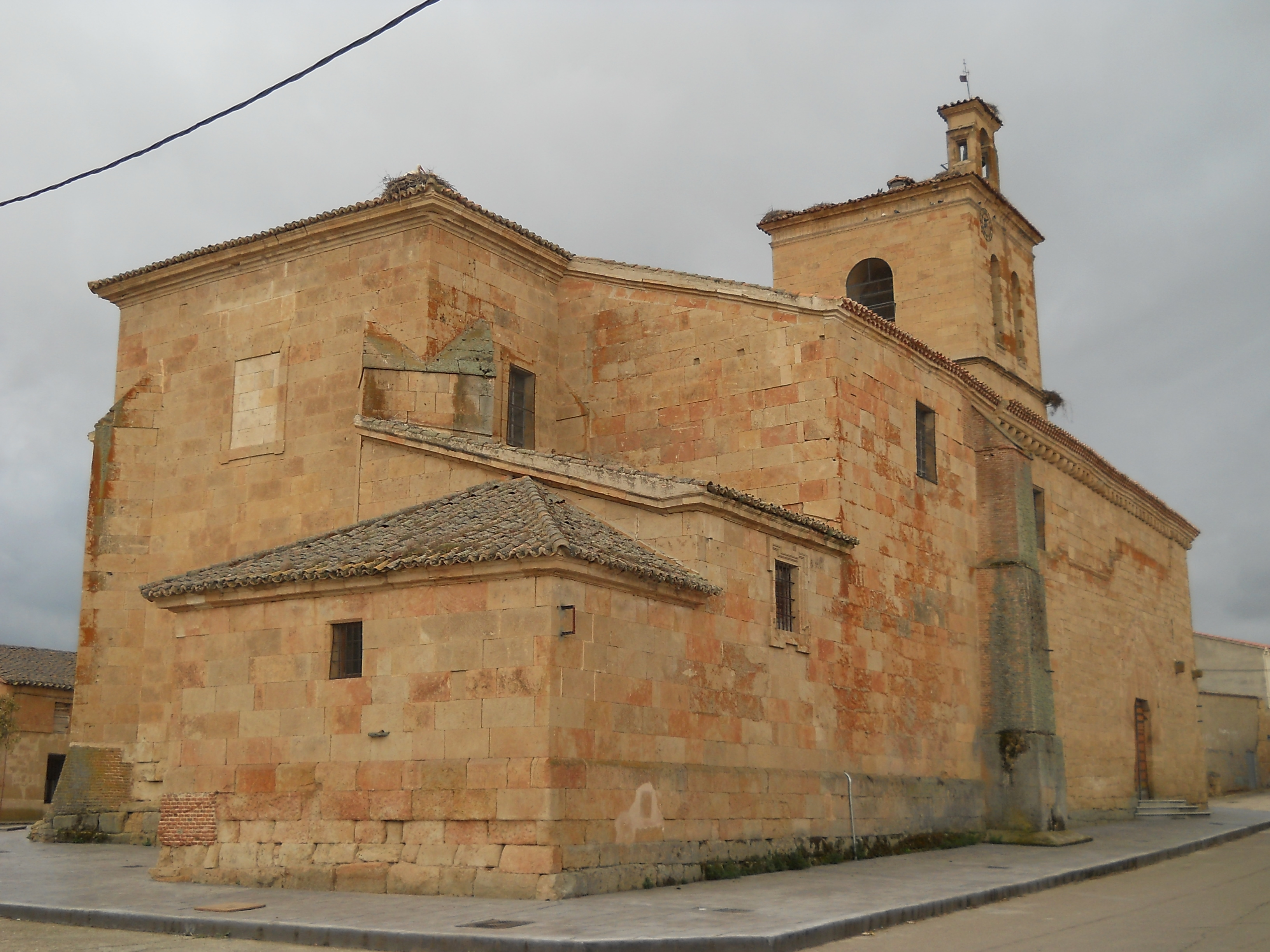
Cantalpino: S. Pedro Apóstol
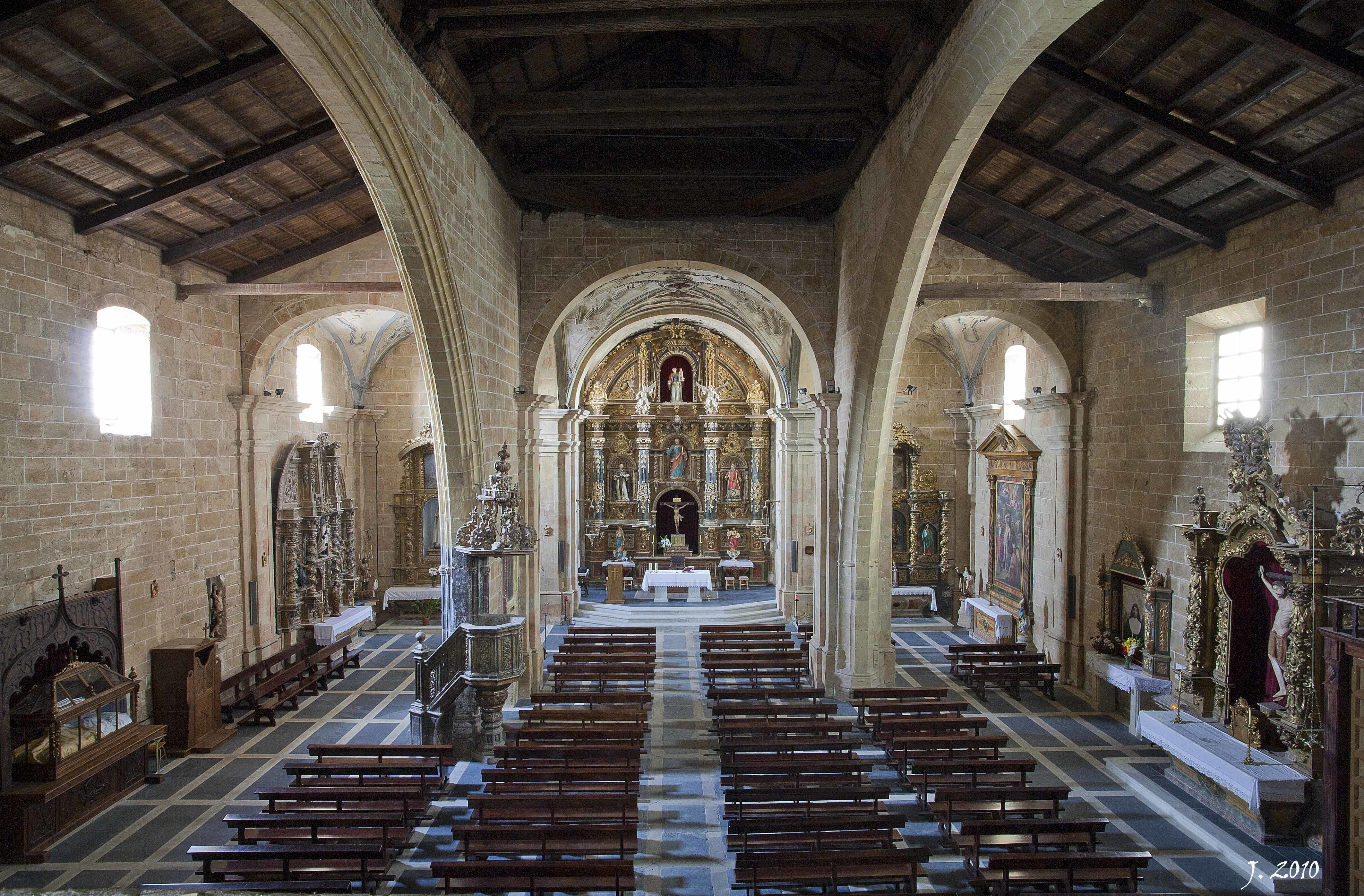
Cantalpino: S. Pedro Apóstol

| Ort                         | Name/Patrozinium                     | Anmerkungen  |
| --------------------------- | ------------------------------------ | ------------ |
| Alba de Tormes              | San Juan y San Pedro                 |              |
| La Alberca                  | Nuestra Señora de la Asunción (CC)   |              |
| Alconada                    | San Pablo                            |              |
| Aldeaseca de la Frontera    | Nuestra Señora de la Asunción        |              |
| Arabayona de Mógica         | Nuestra Señora de la Zarza           |              |
| El Campo de Peñaranda       | De la Asunción                       |              |
| Candelario                  | Nuestra Señora de la Asunción (CC)   |              |
| Cantalpino                  | San Pedro Apóstol (CC)               |              |
| Cantaracillo                | La Asunción (CC)                     | MUDÉJARSTIL  |
| Galleguillos de Alba        | De la Asunción                       | zweischiffig |
| Lumbrales                   | De la Asunción                       |              |
| Macotera                    | Nuestra Señora del Castillo (CC)     |              |
| Mancera de Abajo            | Nuestra Señora del Rosario           |              |
| Miranda del Castañar        | San Ginés y Santiago                 |              |
| Peñaranda de Bracamonte     | San Miguel (CC)                      |              |
| Salmoral                    | Nuestra Señora de la Asunción        |              |
| San Felices de los Gallegos | Nuestra Señora entre Dos Álamos (CC) |              |
| Topas                       | De la Asunción                       |              |
| Villoria                    | San Pedro                            |              |

### Provinz Segovia
Anzahl: 5
| Ort             | Name/Patrozinium                         | Anmerkungen                                                                                      | Fotos            | Fotos            |
| --------------- | ---------------------------------------- | ------------------------------------------------------------------------------------------------ | ---------------- | ---------------- |
| Aguilafuente    | Santa María (CC)                         | MUDÉJARSTIL                                                                                      |                  |                  |
| Estebanvela     | Kirche San Pedro (CC) 2022-08 ohne Fotos | Mitte 16.–Anfang 17. Jh., Renaissance, dreischiffig, runde Kreuzgratgewölbe auf schlanken Säulen | Fotos siehe Link | Fotos siehe Link |
| Paradinas       | Nuestra Señora de la Asunción (CC)       | dreischiffig, Sterngewölbe                                                                       |                  |                  |
| Vegas de Matute | Santo Tomas de Canterbury (CC)           | nach Orthofotos zweischiffig: Hauptschiff zur polygonalen Apsis und Südseitenschiff              |                  | Innenfoto fehlt  |
| Villacastín     | San Sebastián (CC) Villacastín           | 1529–1552                                                                                        |                  |                  |

Hinweis auf aussortierte:
- Coca, Santa María la Mayor (CC), zweischiffige Basilika mit Dreikonchenchor

- Die Hauptkapelle des Klosters Santa María del Parral (CC), 1472–1485, hat zwar die Außenproportionen einer Stufenhalle, aber statt Seitenschiffen Zeilen durch Wände abgetrennter Kapellen.

### Provinz Soria
Anzahl: 12
| Ort                 | Name/Patrozinium                     | Anmerkungen | Fotos | Fotos |
| ------------------- | ------------------------------------ | --- | ----- | ----- |
| Abéjar              | San Juan Bautista                    | dreischiffig unter flachem Walmdach                                                                             |       |       |
| Almazán             | San Pedro (CC)                       | dreischiffiges Hallenlanghaus mit Pfeilern und runden Kreuzgratgewölben, Querhaus mit Vierungskuppel, Chorapsis |       |       |
| Berlanga de Duero   | Colegiata de Santa María del Mercado | ab 1529, dreischiffige Halle mit Querhaus und niedrigen Seitenkapellen, gotisch mit Anklängen von Renaissance   |       |       |
| Ciria               | Santa Maria la Mayor (CC)            | |       |       |
| Deza                | Nuestra Señora de la Asunción (CC)   | |       |       |
| Estebanvela         | San Pedro Apostol                    | |       |       |
| Soria               | Concatedral de San Pedro (CC)        | |       |       |
| Soria               | Santo Domingo (CC)                   | 1170–ca. 1200, romanisch mit Spitztonne als Mittelschiff                                                        |       |       |
| Soria               | Santa Maria la Mayor (CC)            | dreischiffige romanische Halle, Mittelschiff mit Spitztonne, Chorgewölbe gotisch                                |       |       |
| Retortillo de Soria | San Pedro (CC)                       | |       |       |
| San Pedro Manrique  | Kirchenruine San Miguel (CC)         | zweischiffig, 13. Jh.                                                                                           |       |       |
| Yanguas             | Santa Maria (CC)                     | 16. Jh., dreischiffig, nördlich angebaute Kapelle mit Kuppelturm                                                |       |       |

### Provinz Valladolid

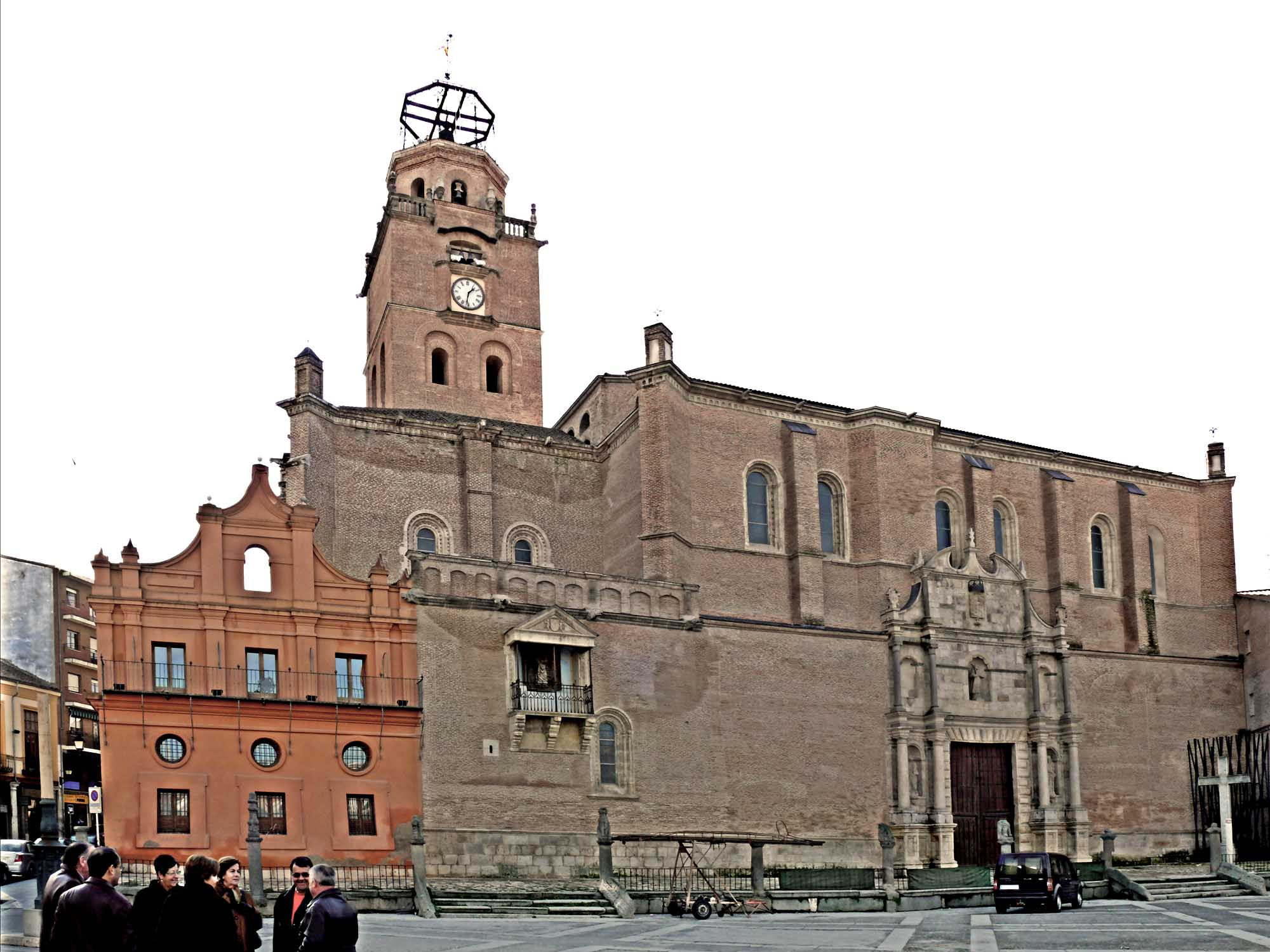
Medina del Campo: San Antolín

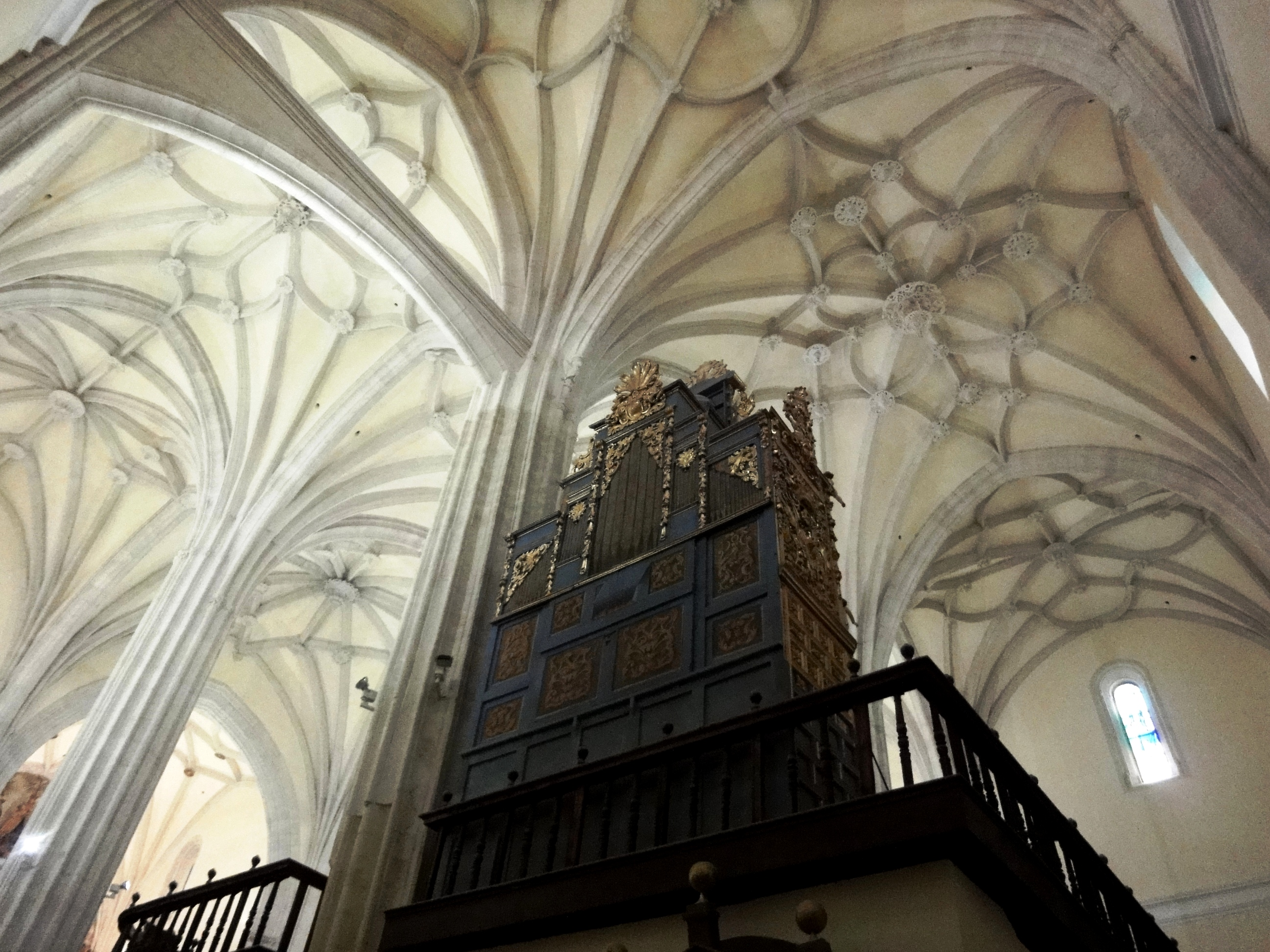
Medina del Campo: San Antolín

Anzahl: 70
| Ort                             | Name/Patrozinium                                                 | Anmerkungen |
| ------------------------------- | ---------------------------------------------------------------- | --- |
| Aguilar de Campos               | Santa Maria                                                      | |
| Alaejos                         | San Pedro (CC)                                                   | |
| Alaejos                         | Santa María (CC)                                                 | |
| Berrueces                       | San Pedro (CC)                                                   | |
| Bobadilla del Campo             | San Matías (CC) AM CL                                            | 15. und 16. Jh., GÓTICO-MUDÉJAR, typische Blendarkaden am Chor                                                                                            |
| Bolaños de Campos               | Santa Maria                                                      | |
| Brahojos de Medina              | Santa Maria Magdalena                                            | |
| Castrillo de Duero              | De la Asunción                                                   | |
| Castromonte                     | Inmaculada Concepcion (CC)                                       | |
| Castronuevo de Esgueva          | De la Concepción                                                 | |
| Ceinos de Campos                | San Pelayo                                                       | |
| Cigales                         | Santiago Apostól (CC)                                            | 1533–1565 (–1772) |
| Cogeces del Monte               | N. Señora de la Asunción (CC)                                    | |
| Cuenca de Campos                | Santos Justo y Pastor (CC) AM CL                                 | MUDÉJARSTIL |
| Curiel de Duero                 | Santa Maria (CC)                                                 | |
| Fompedraza                      | San Bartolome                                                    | |
| Herrín de Campos                | El Salvador (CC) ‎                                                | |
| Íscar                           | Santa María de los Mártires                                      | Staffelhalle |
| Íscar                           | San Miguel                                                       | |
| Laguna de Duero                 | N. Señora de la Asunción (CC)                                    | |
| La Predaja de Portillo          | N. Señora de la Asunción (CC)                                    | |
| La Seca                         | N. Señora de la Asuncion (CC)                                    | |
| Matapozuelos                    | Santa María Magdalena (CC)                                       | Chorgewölbe gotisch, dreischiffige Halle Renaissance |
| Matilla de los Caños            | Santa Eulalia                                                    | |
| Medina del Campo                | Colegiata (Stiftskirche) San Antolín (CC)                        | |
| Medina de Rioseco               | Santiago Apóstol/ Santiago de los Caballeros (… der Ritter) (CC) | 1533–1577 |
| Medina de Rioseco               | Santa María de Mediavilla (… der Stadtmitte) (CC)                | |
| Melgar de Abajo                 | San Salvador                                                     | |
| Melgar de Abajo                 | San Juan                                                         | |
| Melgar de Arriba                | San Miguel                                                       | |
| Mojados                         | Santa María                                                      | |
| Montealegre de Campos           | San Pedro                                                        | |
| Moral de la Reina               | Santa María de la Asunción                                       | |
| Mota del Marqués                | San Martín (CC)                                                  | 1524–1534 |
| Mucientes                       | San Pedro Apóstol (CC)                                           | |
| Muriel de Zapardiel             | N. Señora de la Asunción (CC)                                    | (12. und) 16. Jh., Mudéjar, Chorfenster und einige Blendarkaden etwas spitzbogig                                                                          |
| Nava del Rey                    | los Santos Juanes (CC)                                           | 1560–1577 |
| Olmos de Esgueva                | San Pedro (CC)                                                   | |
| Palazuelo de Vedija             | Nuestra Señora del Barruelo                                      | |
| La Pedraja de Portillo          | De la Asunción (CC)                                              | |
| Pedrosa del Rey                 | San Miguel Arcángel (CC)                                         | 16. Jh., Renaissance |
| Peñafiel                        | San Miguel de Reoyo (CC)                                         | 16. Jh., Renaissance |
| Piñel de Abajo                  | San Pelayo                                                       | |
| Pollos                          | San Nicolas de Bari                                              | |
| Portillo                        | San Juan Evangelista (CC)                                        | |
| Quintanilla de Trigueros        | Nuestra Señora de la Asunción LINK                               | |
| Rodilana                        | San Juan Bautista (CC)                                           | |
| Rubi de Bracamonte              | Santa Maria del Castillo                                         | |
| Rueda                           | Nuestra Señora de la Asunción                                    | |
| San Llorente                    | San Pedro                                                        | |
| San Miguel del Pino             | San Miguel                                                       | |
| San Pedro de Latarce            | N. Señora de la Concepción                                       | |
| Santibáñez de Valcorba          | San Juan Evangelista(CC)                                         | um 1200 romanisch, einschiffig; 16. Jh. schmales gotisches Seitenschiff angefügt                                                                          |
| Simancas                        | Santisimo Salvador (CC)                                          | Renaissance, Teile des Turms romanisch |
| Tamariz de Campos               | San Pedro                                                        | |
| Torrecilla de la Abadesa        | San Esteban                                                      | |
| Torrelobatón                    | Santa Maria                                                      | |
| Tudela de Duero                 | N. Señora de la Asunción (CC)                                    | |
| Vega de Ruiponce                | San Salvador                                                     | |
| Villabáñez                      | N. Señora de la Asunción (CC)‎                                    | |
| Villabrágina, Medina del Campo  | Santa María (CC)                                                 | |
| Villabrágina, Medina del Campo  | San Gines (CC)                                                   | |
| Villacid de Campos              | Santa María (CC)                                                 | 16. Jh., gotisch, Chor aus Naturstein, Arkaden und Glockenhalter aus Backstein, Außenwände teilw. Lehmziegel                                              |
| Villalar de los Comuneros       | San Juan Bautista (CC)                                           | |
| Villalba de los Alcores         | Santiago (CC)                                                    | |
| Villalbarba                     | San Miguel Arcangel (CC)                                         | |
| Villanueva de los Caballeros    | San Pedro                                                        | |
| Villavaquerín                   | Santa Cecilia                                                    | |
| Villavicencio de los Caballeros | San Pedro (CC)                                                   | letztes Viertel 16. Jh. an älterem Turm, drei Schiffe zu je zwei Jochen, Mittelschiff Kreuzgratgewölbe, Seitenschiffe Kuppelgewölbe, Außenbau MUDÉJARSTIL |
| Zaratán                         | San Pedro                                                        | |

### Provinz Zamora

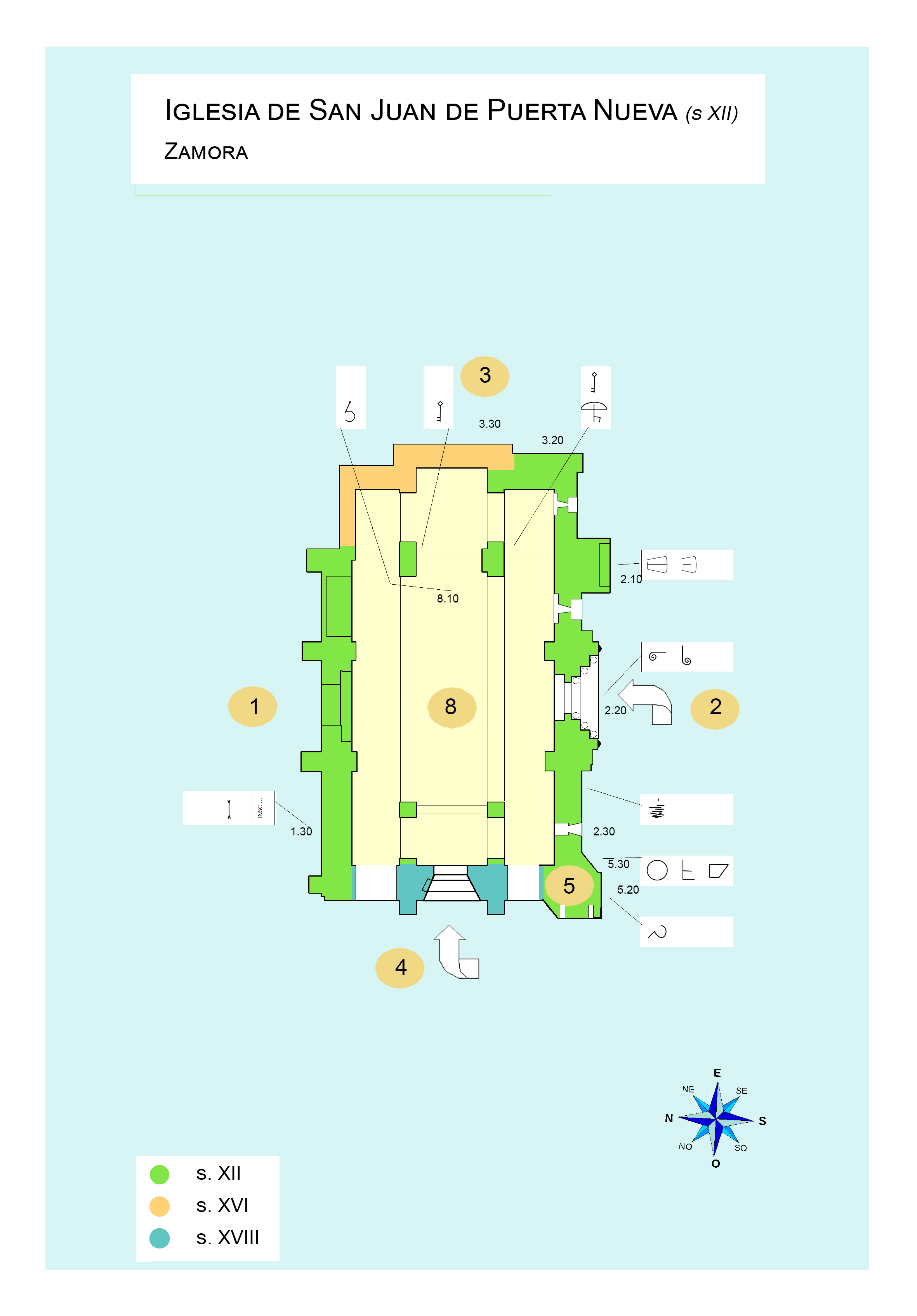
San Juan de Puerta Nueva, Zamora

Anzahl: 12
| Ort                     | Name/Patrozinium                   | Anmerkungen                                                                                           |
| ----------------------- | ---------------------------------- | --- |
| Arcenillas              | Iglesia de la Asunción (CC)        | |
| Casasecas de las Chanas | San Juan Bautista (CC)             | |
| Corrales del Vino       | Santa María Magdalena (CC)         | ab 12. Jh., breites Mittelschiff, schmale Seitenschiffe                                               |
| Fuentelapeña            | Santa María de los Caballeros (CC) | |
| Morales de Toro         | San Salvador                       | |
| Morehuela de Tabara     | San Miguel                         | |
| Otero de Sanabria       | Santo Tomás                        | |
| San Martin de Trevejo   | San Martin de Tours                | |
| Toro                    | San Julián de los Caballeros (CC)  | 1545–1577                                                                                             |
| Villamayor de Campos    | San Esteban                        | |
| Zamora                  | San Juan de Puerta Nueva (CC)      | Vierstützenhalle ungewöhnlicher Art: ein kurzes Joch, ein langes Joch, ein pseudobasilikales Chorjoch |
| Zamora                  | San Juan del Rebollar              | |

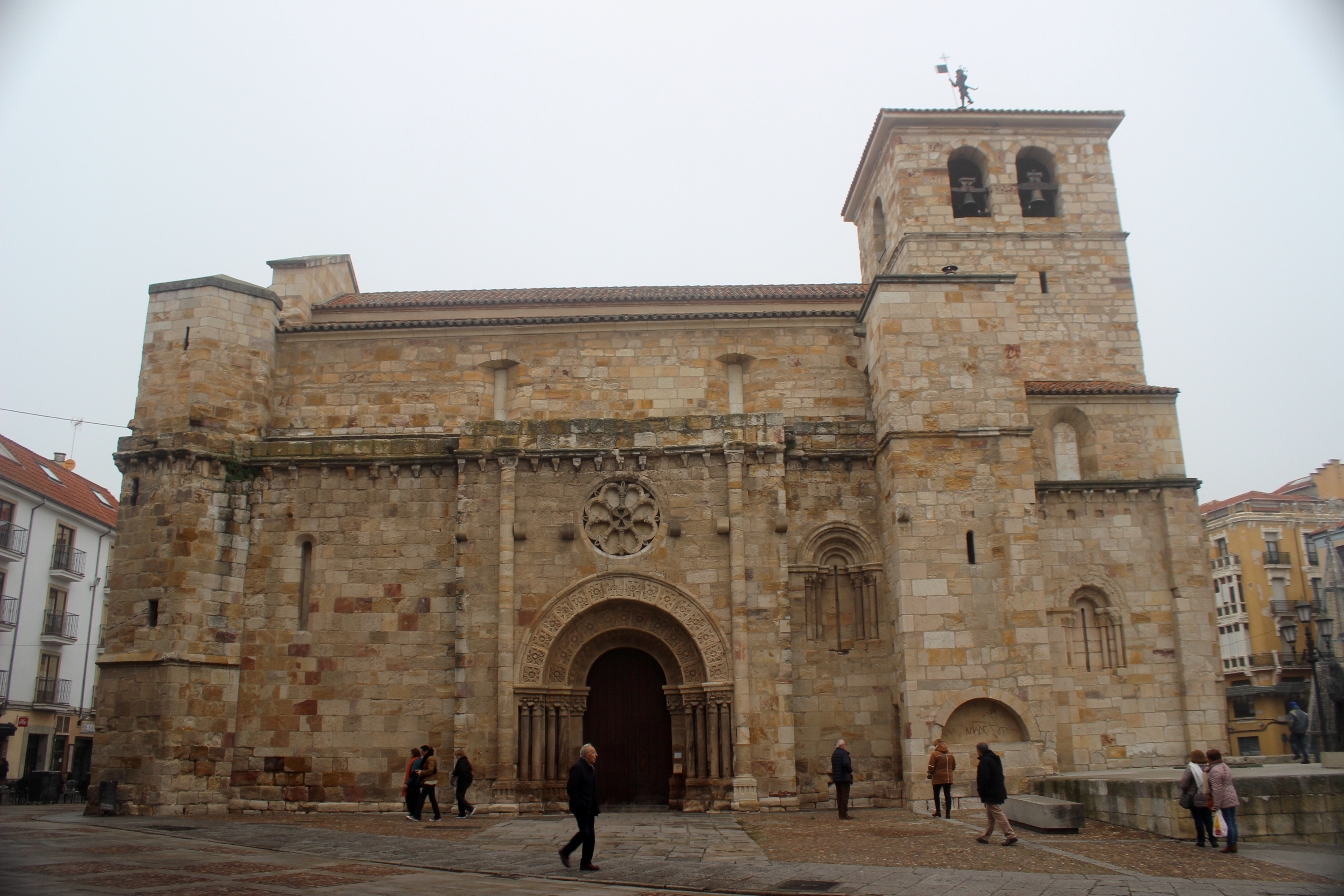
San Juan de Puerta Nueva, Zamora
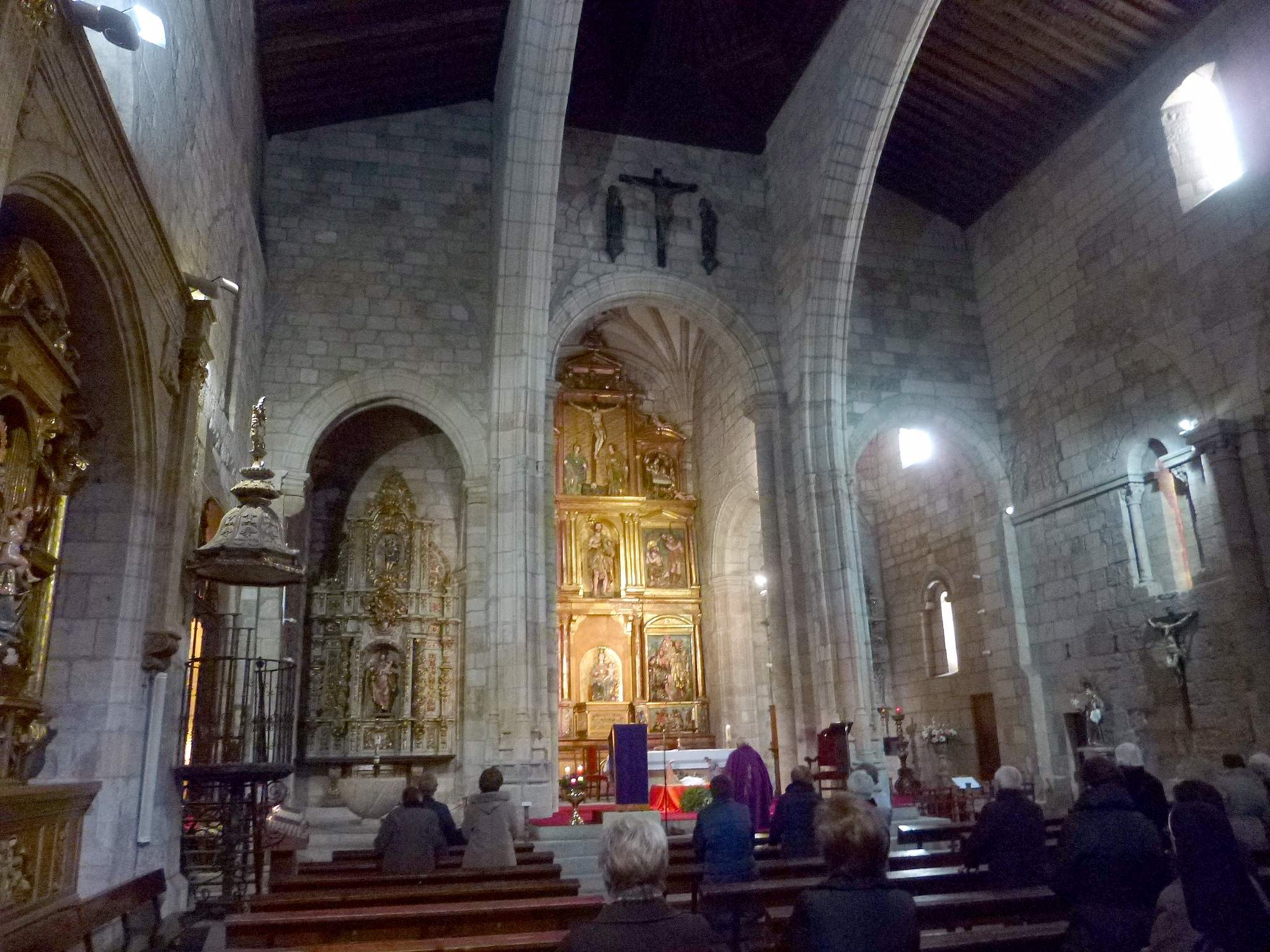
San Juan de Puerta Nueva, Zamora

## Autonome Gemeinschaft Madrid

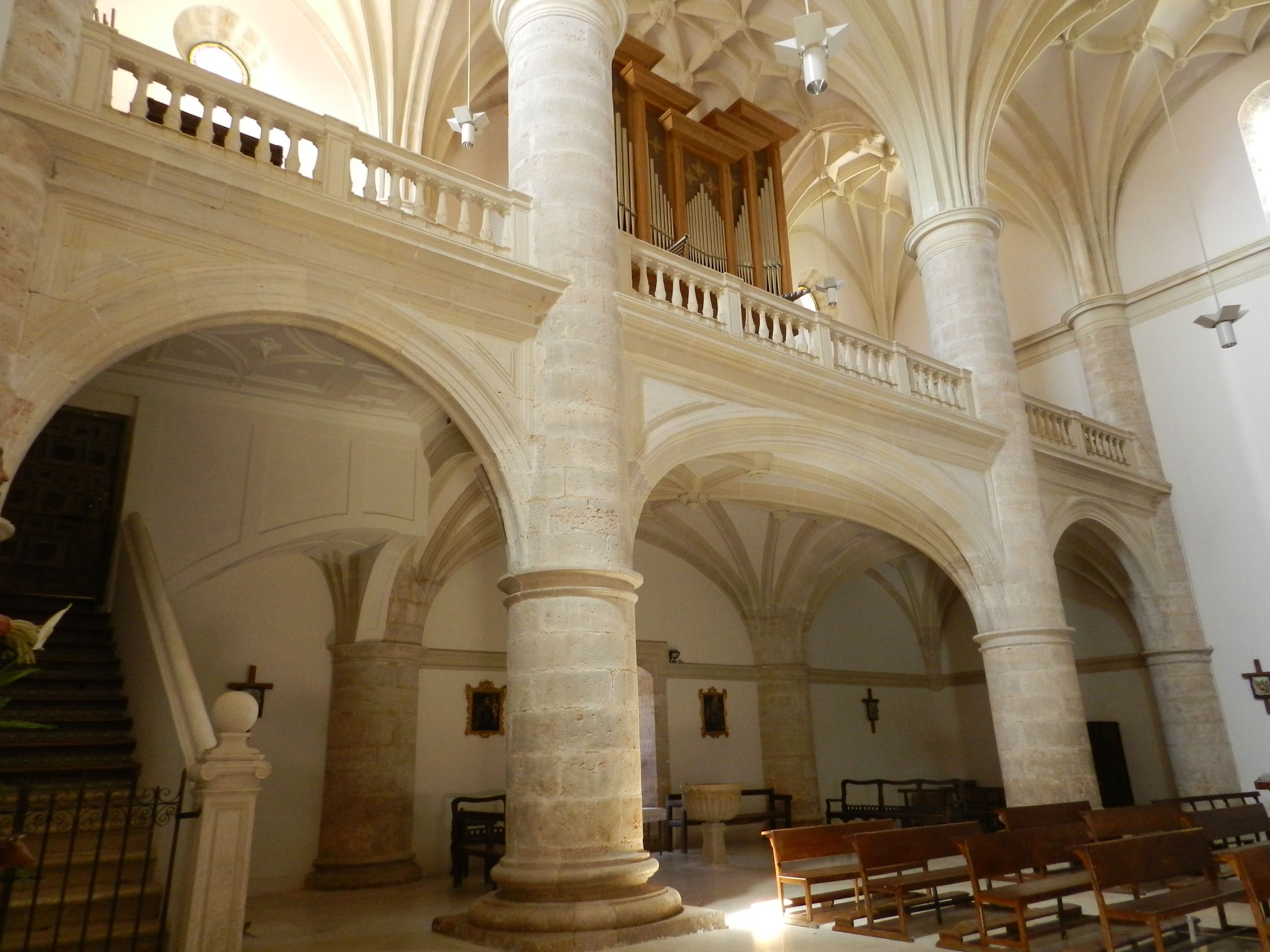
Meco, Asuncion Kirche

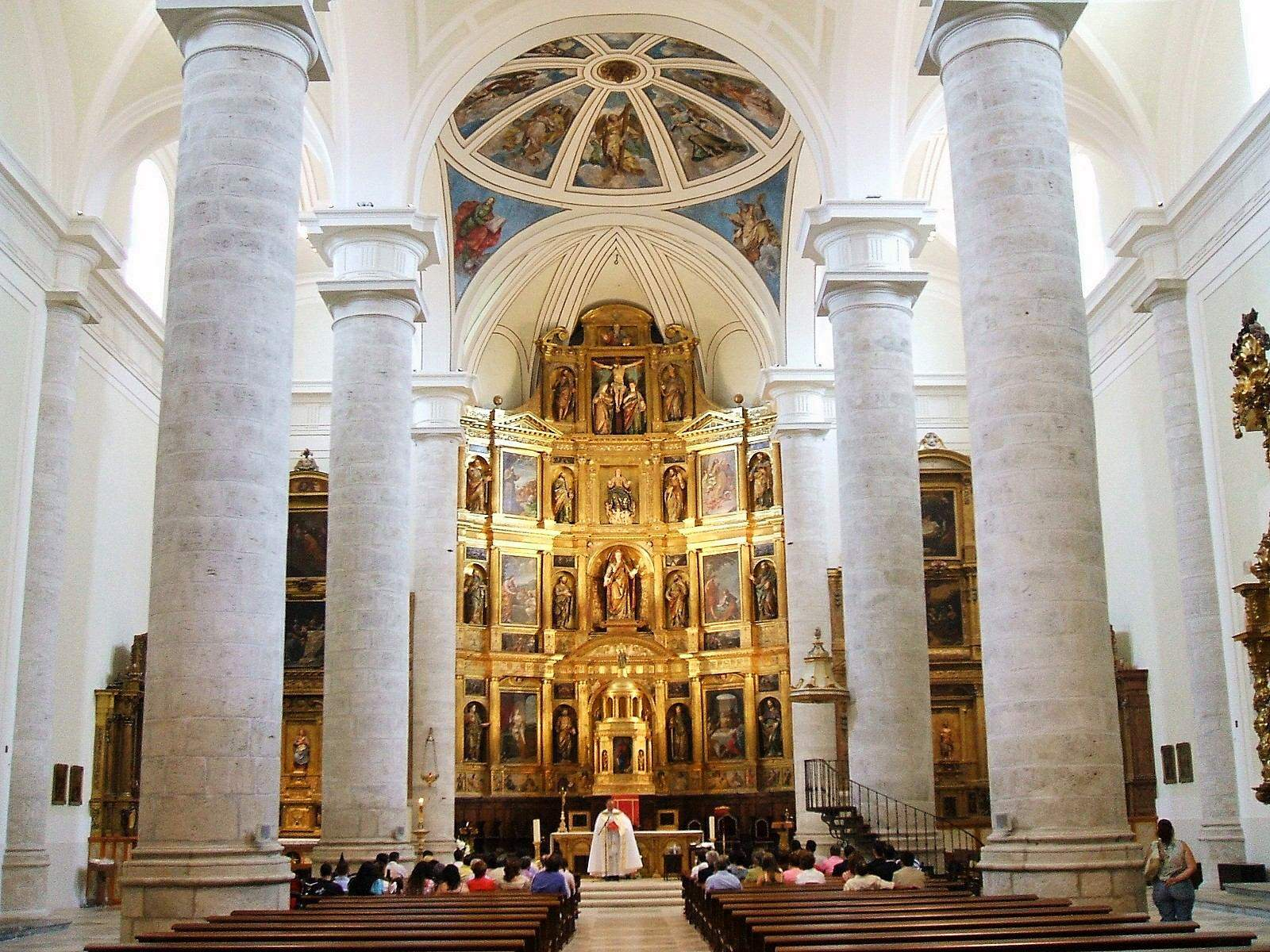
Kathedrale von Getafe

Anzahl: 17
| Ort                    | Name/Patrozinium                   | Anmerkungen |
| ---------------------- | ---------------------------------- | ----------- |
| Ajalvir                | Purisima Concepción                |             |
| Algete                 | Ntra Sra, de la Asuncion           |             |
| Braojos                | San Vicente Mártir                 |             |
| Camarma de Esteruelas  | San Pedro Apóstol                  |             |
| Carabaña               | Nuestra Señora de la Asunción      |             |
| Cobeña                 | San Cipriano INNEN                 |             |
| Colmenar de Oreja      | Santa Maria la Mayor               |             |
| Colmenar Viejo         | Asuncion de Nuestra Señora (CC)    |             |
| Getafe                 | Kathedrale (CC)                    |             |
| Loeches                | Iglesia de la Asuncion             |             |
| Meco                   | Nuestra Señora de la Asunción (CC) |             |
| Pezuelas de las Torres | Nuestra Señora de la Asunción      |             |
| Pinto                  | Santo Domingo de Silos (CC)        |             |
| Pozuelo del Rey        | Santo Domingo de Silos             |             |
| (Las) Rozas de Madrid  | San Miguel                         |             |
| Talamanca del Jarama   | San Juan Bautista                  |             |
| Villalbilla            | Nuestra Señora de la Asunción LINK |             |

## Kastilien-La Mancha
– Siehe auch Pseudobasiliken in Kastilien-La Mancha (8, aber wahrsch. mehr) –
Anzahl: 83
Hintergrundinformationen:
- CM-PC = Castilla-La Mancha – Patrimonio Cultural

### Provinz Albacete

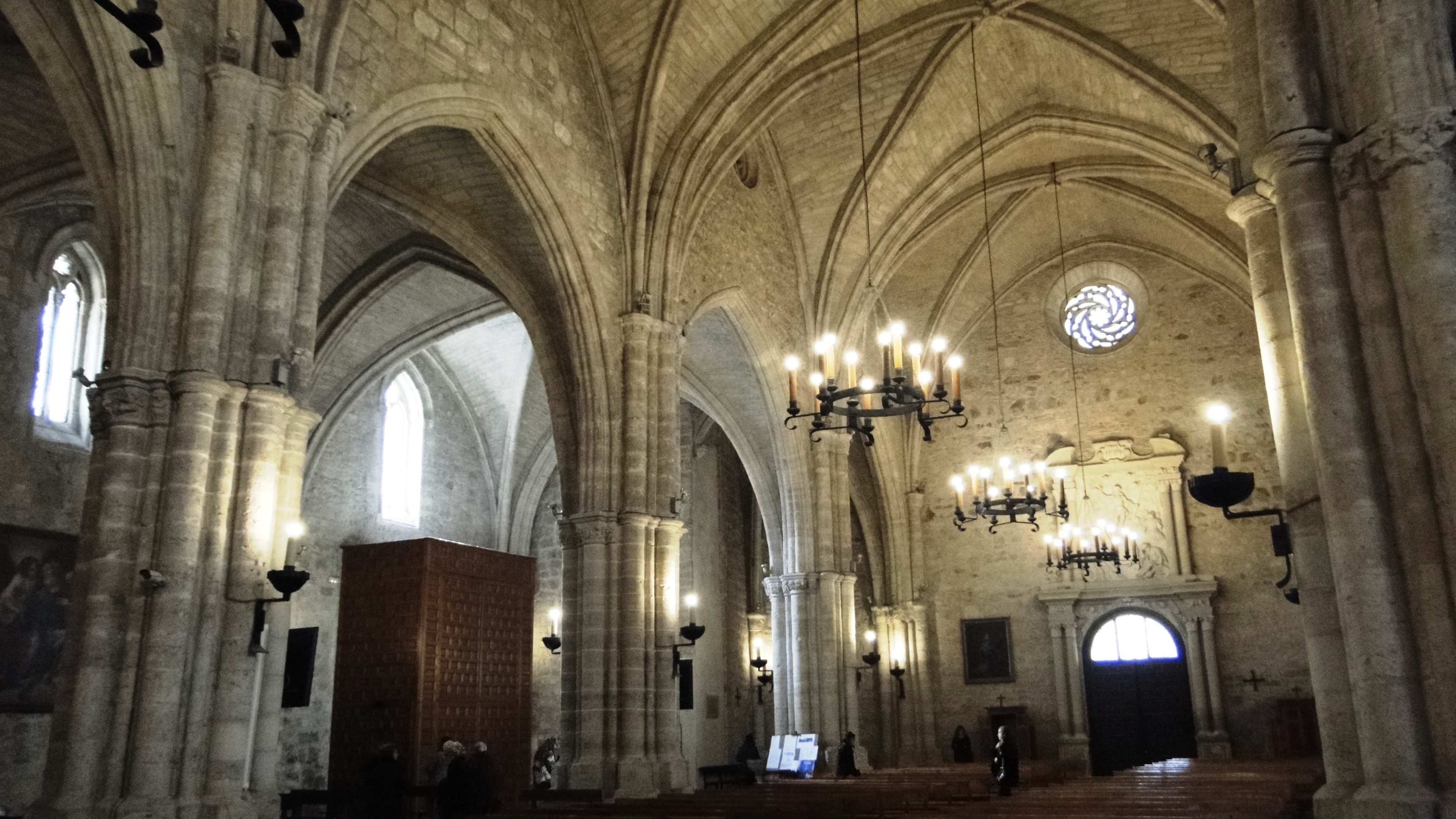
San Pedro, Ciudad Real

Anzahl: 6
| Ort                       | Name/Patrozinium                  | Anmerkungen                                                                                      | Fotos | Fotos                             |
| ------------------------- | --------------------------------- | ------------------------------------------------------------------------------------------------ | ----- | --------------------------------- |
| Albacete                  | Kathedrale San Juan Bautista (CC) | großenteils zw. 1538 und 1560, aber Einwölbung erst spätes 17. Jh.                               |       |                                   |
| El Bonillo                | Santa Catalina (CC)               | Renaissance bis Barock ((Stadtrecht 1538 durch Karl V.))                                         |       | Innen siehe                       |
| Chinchilla de Montearagon | Santa María del Salvador (CC)     |                                                                                                  |       |                                   |
| La Roda                   | Iglesia de El Salvador (CC)       | 1510–1515, dreischiffig, Steingewölbe                                                            |       |                                   |
| Tarazona de la Mancha     | San Bartolome (CC)                | Renaissancegewölbe der drei Schiffe in einer Höhe, Kuppel mit befenstertem Tambour vor der Apsis |       | Innenfotos: Alarmy, Laicismo (2×) |
| Villarobledo              | San Blás (CC)                     |                                                                                                  |       |                                   |

### Provinz Ciudad Real
– Siehe auch Pseudobasiliken in der Provinz Ciudad Real –

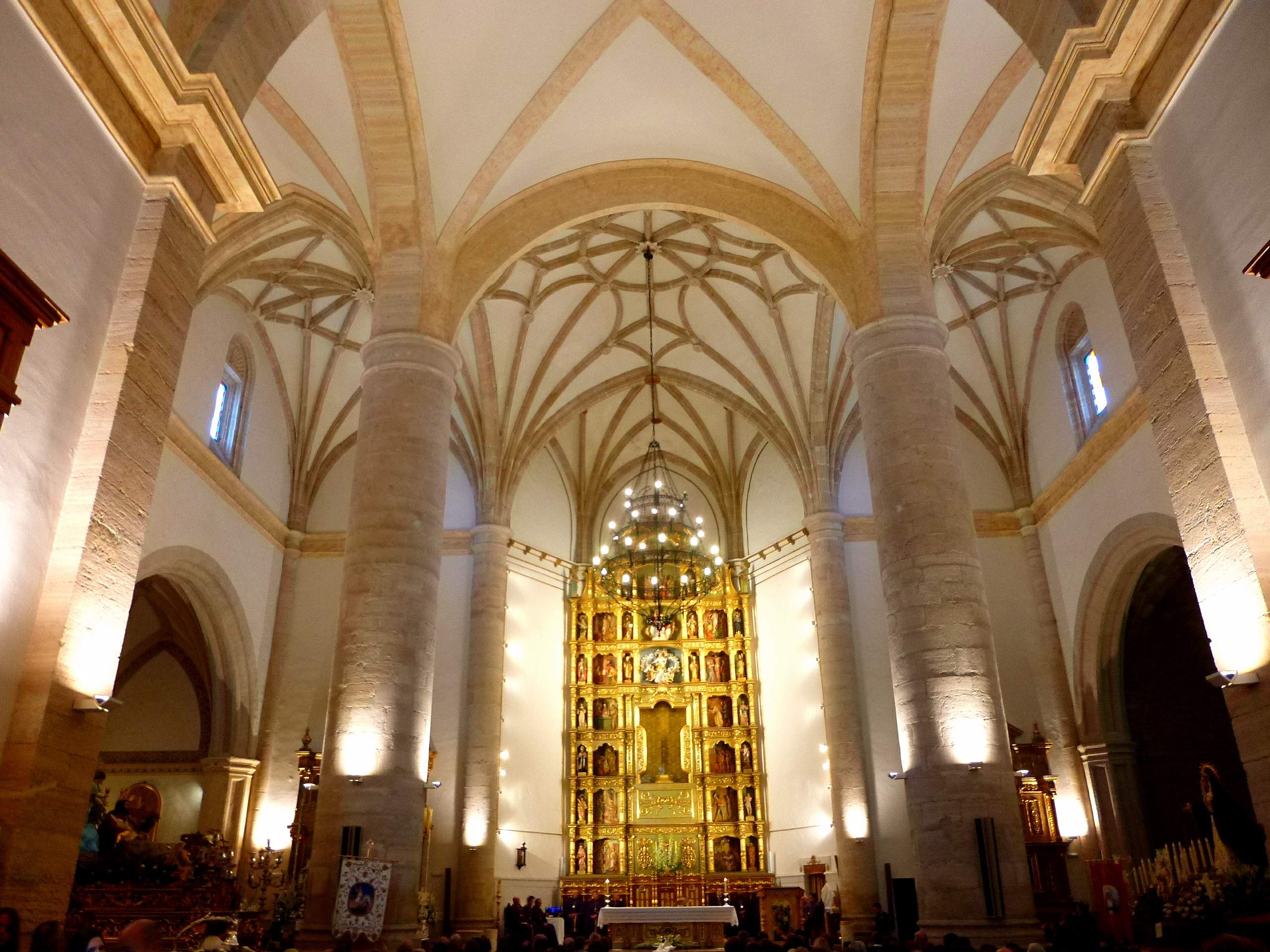
Ntra. Sra, de la Asuncion in Socuellamos

Anzahl: 8
| Ort                 | Name/Patrozinium                               | Anmerkungen |
| ------------------- | ---------------------------------------------- | --- |
| Almagro             | Iglesia de la Madre de Dios                    | |
| Argamasilla de Alba | San Juan Bautista                              | |
| Ciudad Real         | San Pedro (CC)                                 | Staffelhalle, steinerne Kreuzrippengewölbe                                                                                     |
| Ciudad Real         | Igl. de Santiago (CC)                          | offene Dachstühle, Grenzfall Pseudobasilika/Hallenkirche                                                                       |
| Puertollano         | Ermita de la Nuestra Señora de la Soledad (CC) | Dreischiffig, Rundbogenarkaden, offenes Dachwerk bis zum First, Grenzfall von Hallenkirche und Pseudobasilika; 14./15./17. Jh. |
| Socuéllamos         | Nuestra Señora de la Asuncion                  | |
| Valdepeñas          | Nuestra Señora de la Asunción (CC)             | |
| Villarobleda        | San Blas (CC)                                  | steinerne Kreuzrippengewölbe                                                                                                   |

### Provinz Cuenca

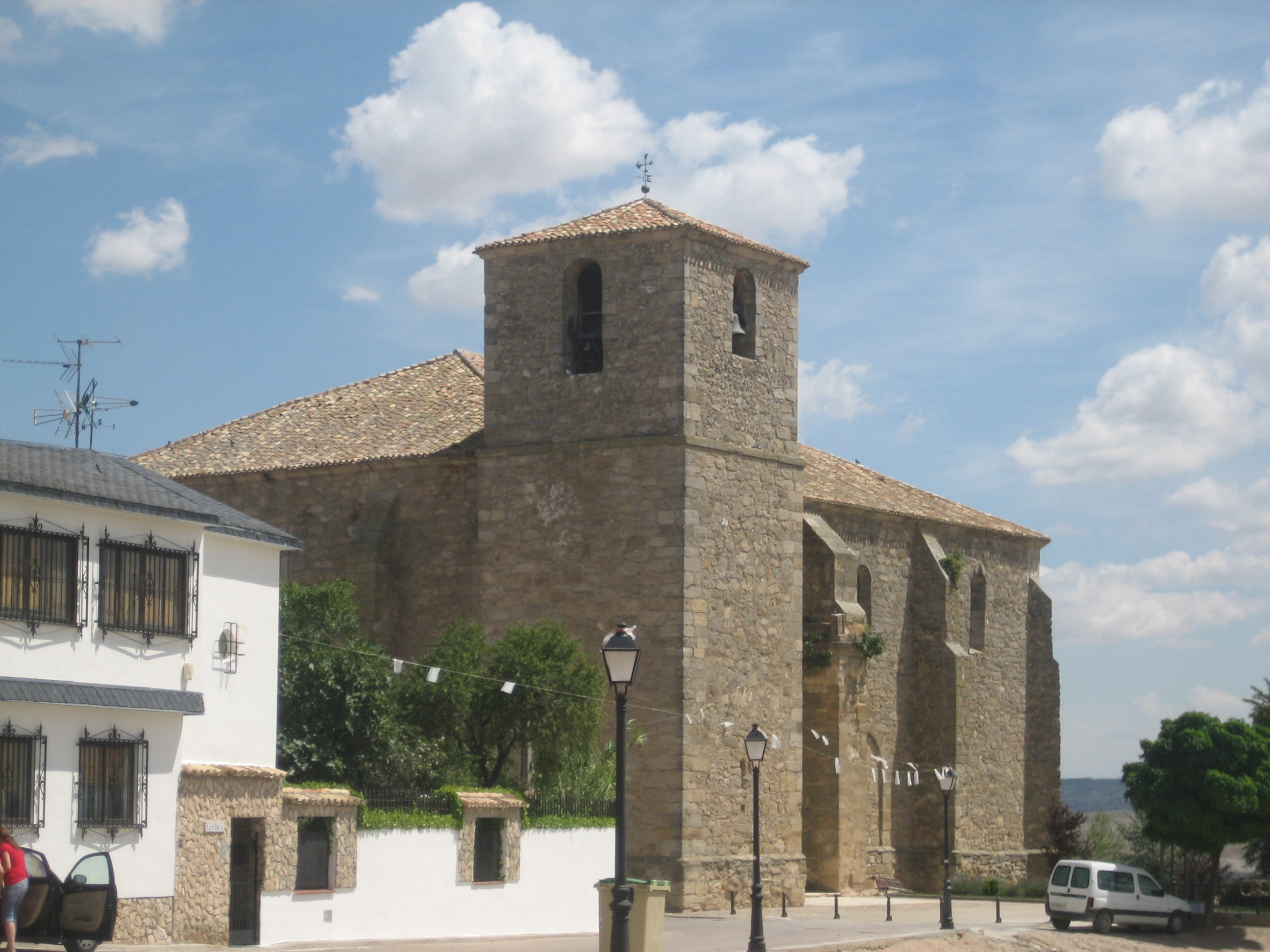
Belinchón, San Miguel Arcángel

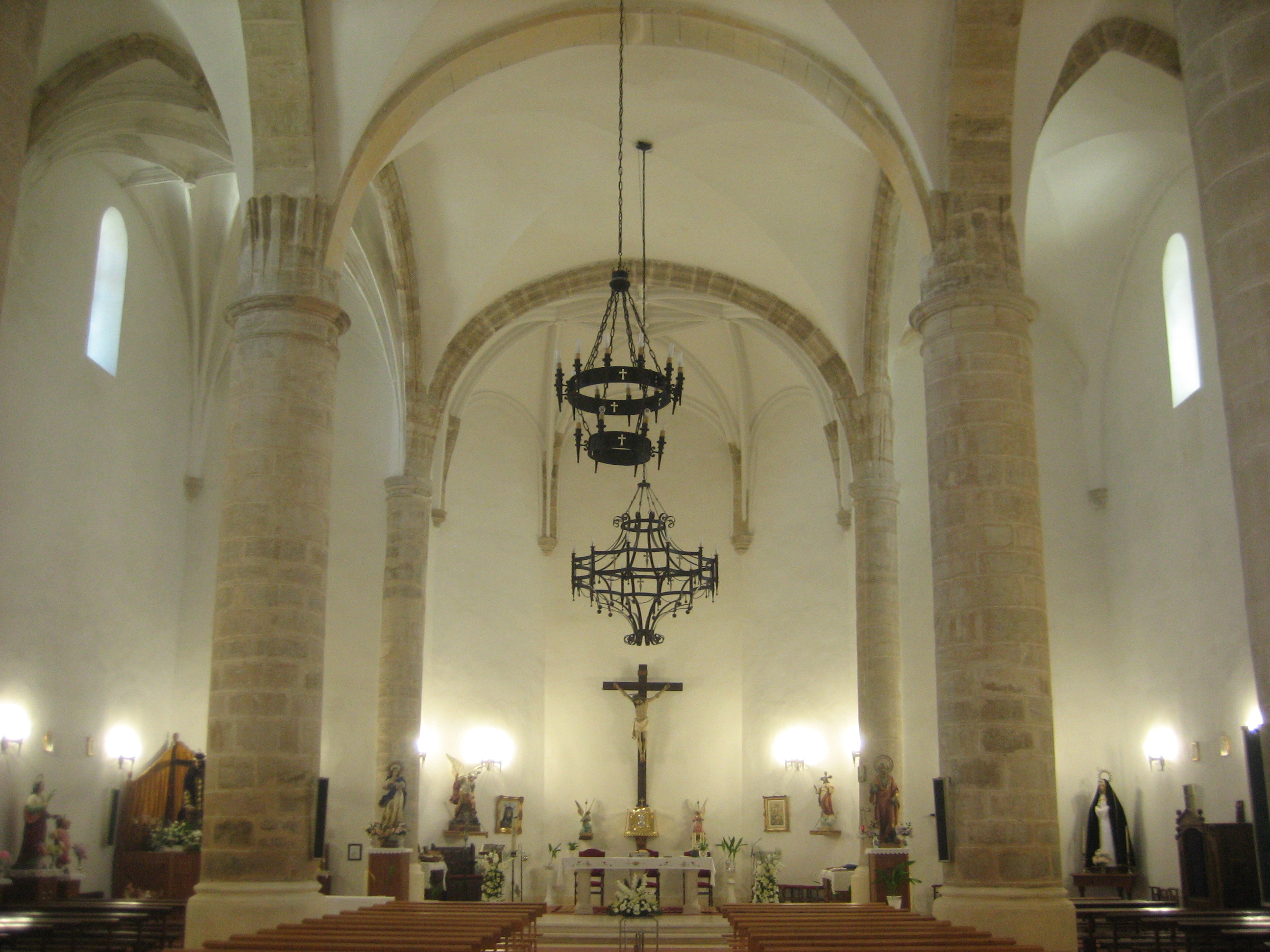
Belinchón, San Miguel Arcángel

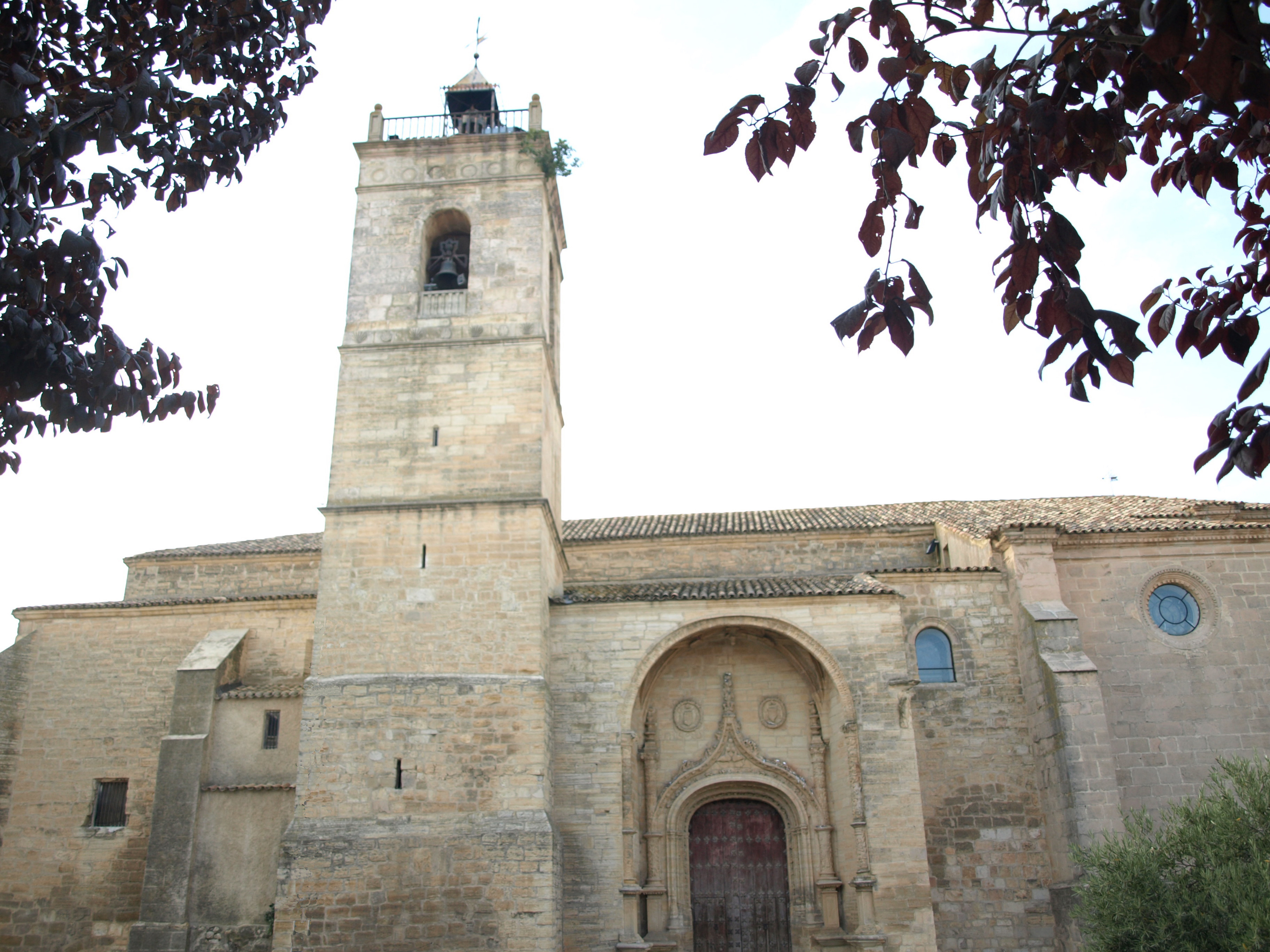
Carrascosa del Campo, Natividad de Nuestra Señora

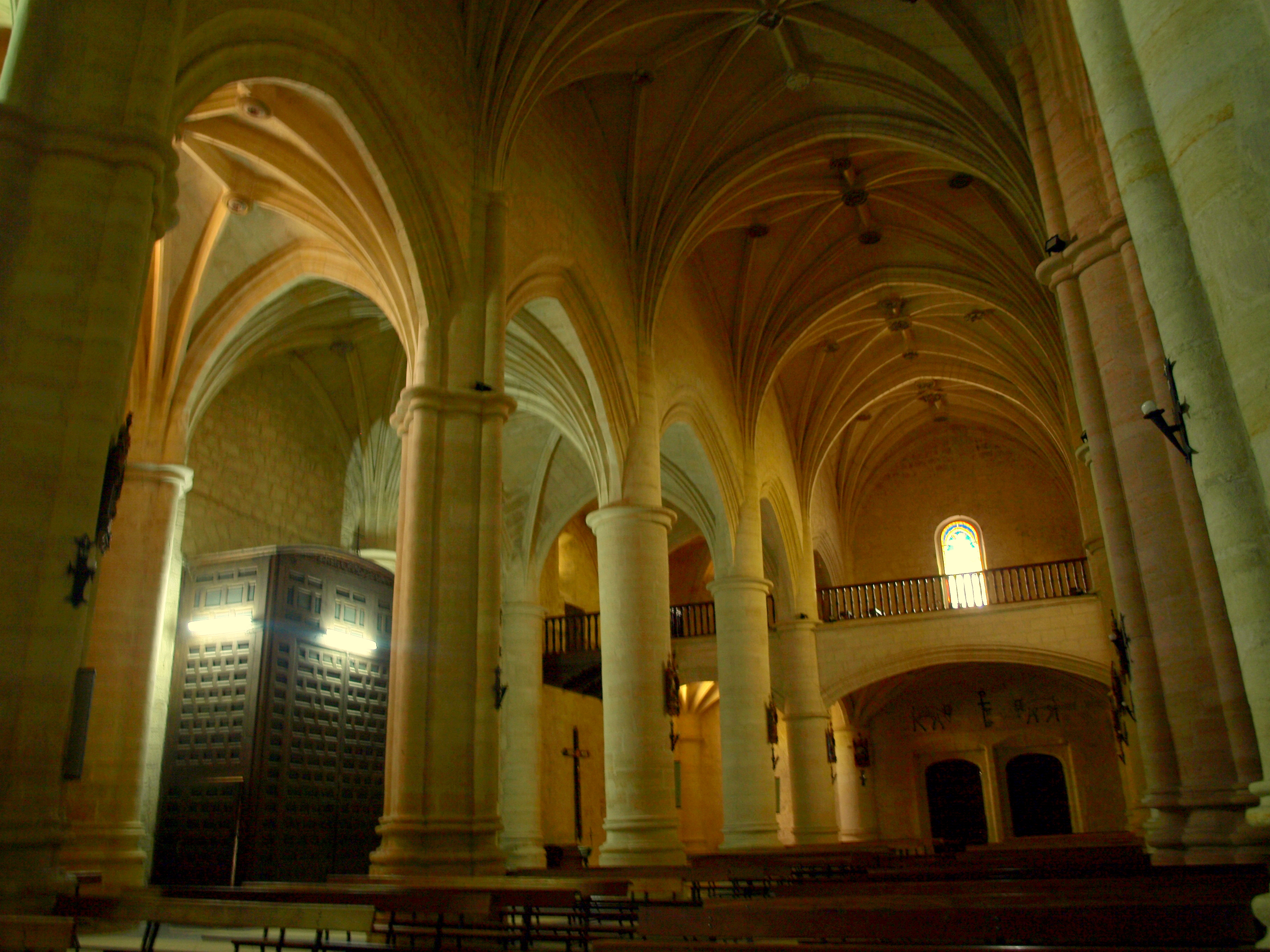
Carrascosa del Campo, Natividad de Nuestra Señora

Anzahl: 21
| Ort                    | Name/Patrozinium                         | Anmerkungen                                                                                |
| ---------------------- | ---------------------------------------- | ------------------------------------------------------------------------------------------ |
| Alarcón                | Santa María del Campo (CC)               |                                                                                            |
| Alcázar del Rey        | Santo Domingo de Silos (CC)              |                                                                                            |
| Atalaya del Cañavate   | De la Asunción (CC)                      |                                                                                            |
| Barajas de Melo        | San Juan Bautista (CC)                   |                                                                                            |
| Barchin del Hoyo       | Nuestra Señora de la Asuncion (CC) INNEN |                                                                                            |
| Belinchon              | San Miguel Arcangel (CC)                 |                                                                                            |

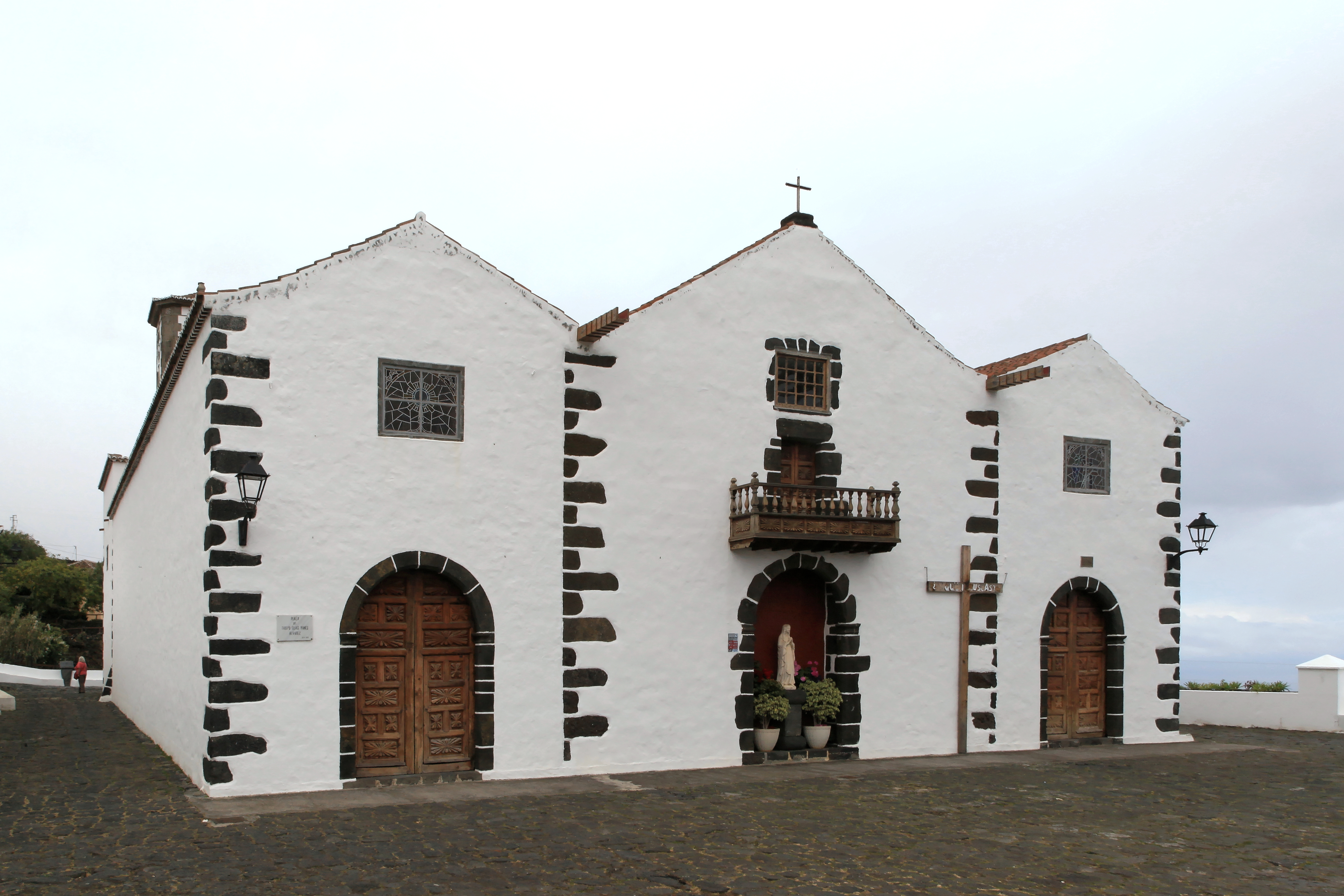
Villa de Mazo: San Blas

| Buendía                | Iglesia de Nuestra Señora de la Asunción |                                                                                            |
| Campillo de Altobuey   | San Andrés (CC)                          |                                                                                            |
| Cañaveras              | San Martin (CC)                          |                                                                                            |
| Cañete                 | Iglesia de Santiago (CC)                 | dreischiffig, urspr. gotisch, aber starke Veränderungen im 17. und 18. Jh.                 |
| Carrascosa del Campo   | Iglesia de la Natividad (CC)             |                                                                                            |
| Garcinarro             | Nuestra Señora del Sagrario (CC)         |                                                                                            |
| Mota del Cuervo        | San Miguel (CC) INNEN                    |                                                                                            |
| Motilla del Palancar   | San Gil Abad (CC)                        |                                                                                            |
| Osa de la Vega         | Iglesia de la Asunción (CC)              |                                                                                            |
| El Provencio           | Mariä-Himmelfahrts-Kirche (CC)           | 1560–1580, drei Schiffe zu je vier Jochen                                                  |
| San Clemente           | Iglesia de Santiago Apóstol (CC)         | dreischiffig, gotischeGewölbe, außen Renaissance                                           |
| Tresjuncos             | Santo Domingo de Silos (CC)              |                                                                                            |
| Villamayor de Santiago | Iglesia de la Asunción (CC) CM-PC        |                                                                                            |
| Villares del Saz       | Santa Eulalia de Mérida (CC)             | dreischiffig, Kreuzgratgewölbe                                                             |
| Villasescusa de Haro   | San Pedro (CC) CM-PC                     | dreischiffig, im 13. Jh. gotisch begonnen, im 16. Jh. starke Veränderungen zur Renaissance |

### Provinz Guadalajara

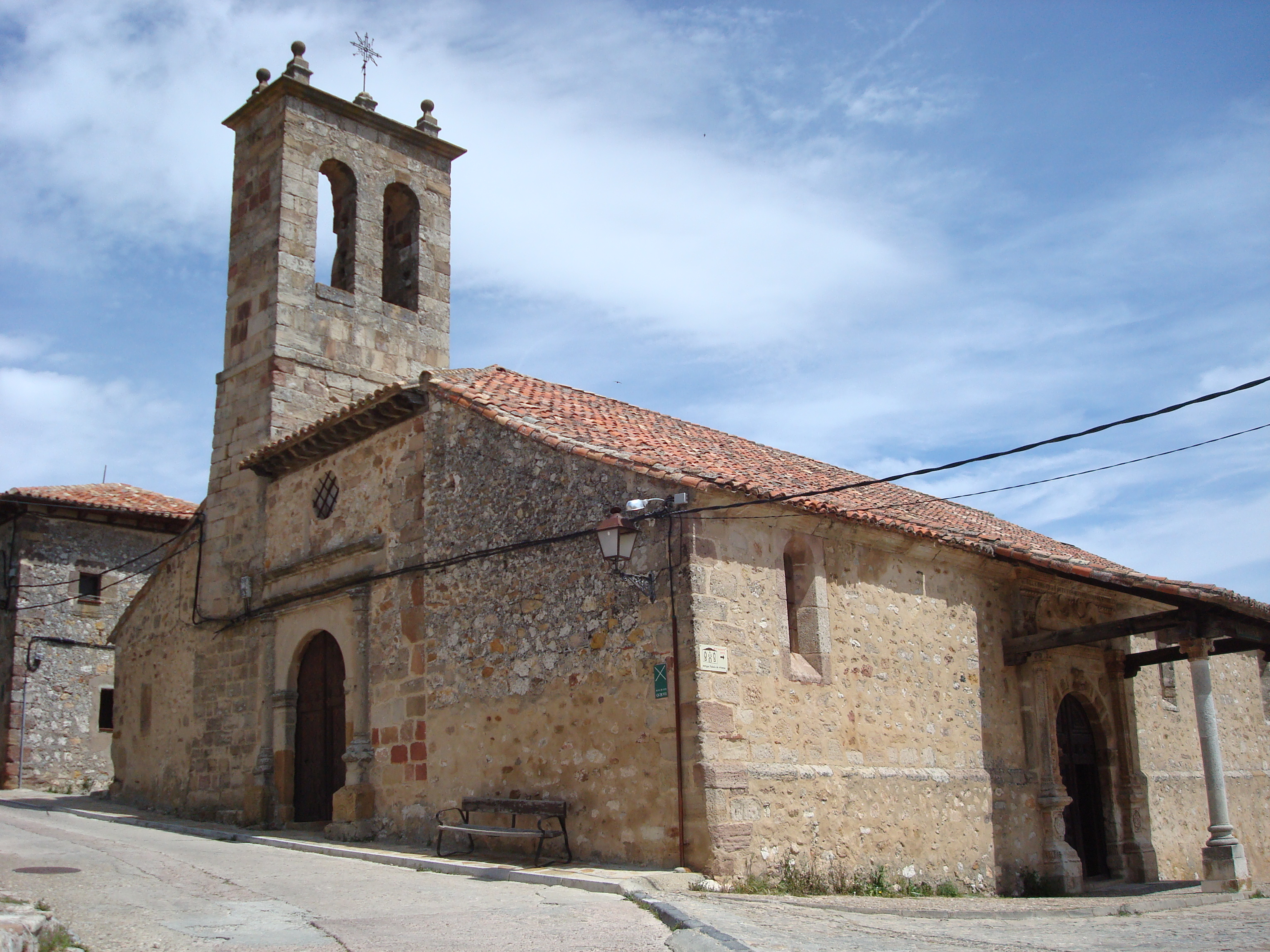
Atienza: San Gil

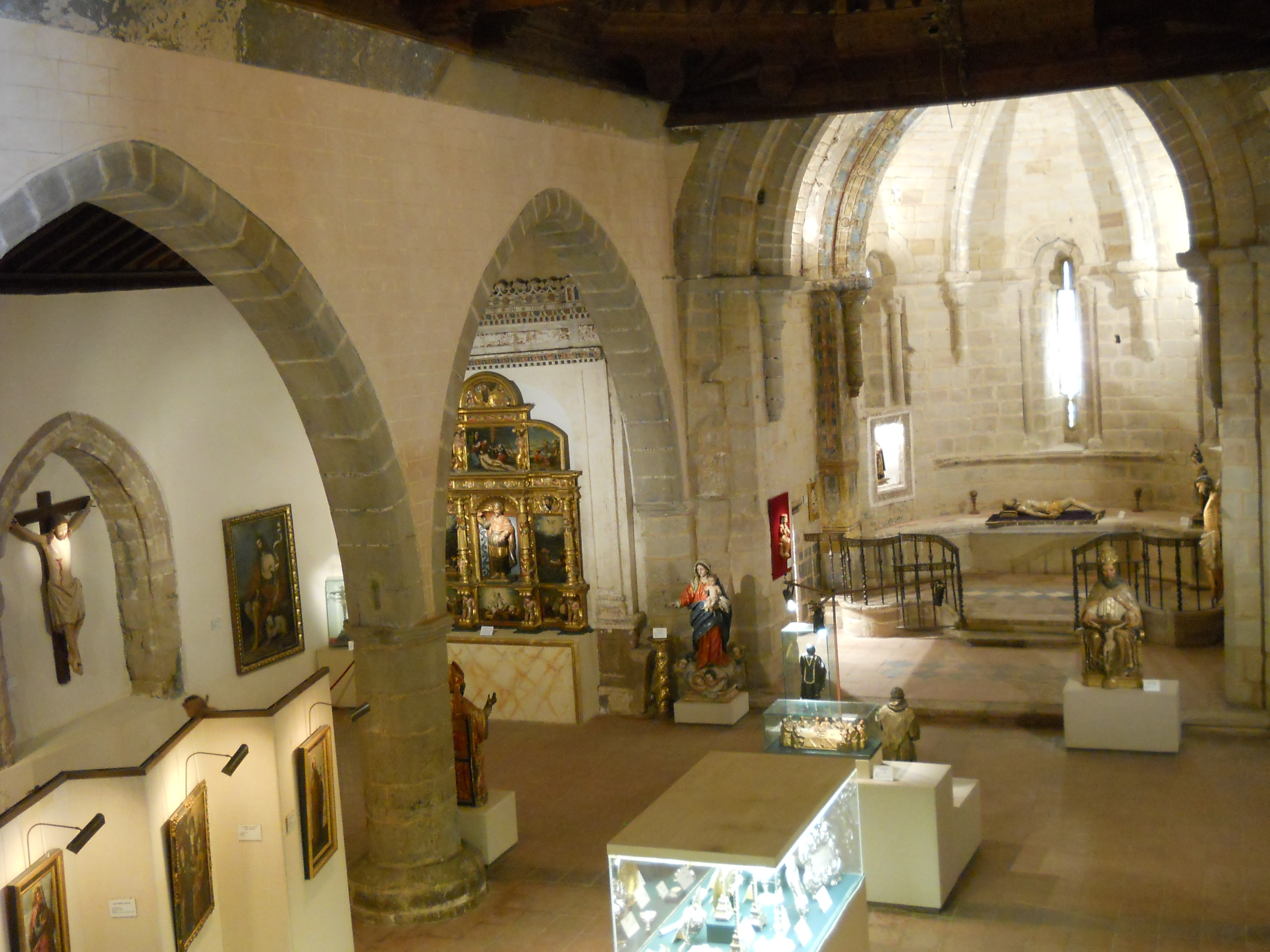
Atienza: San Gil

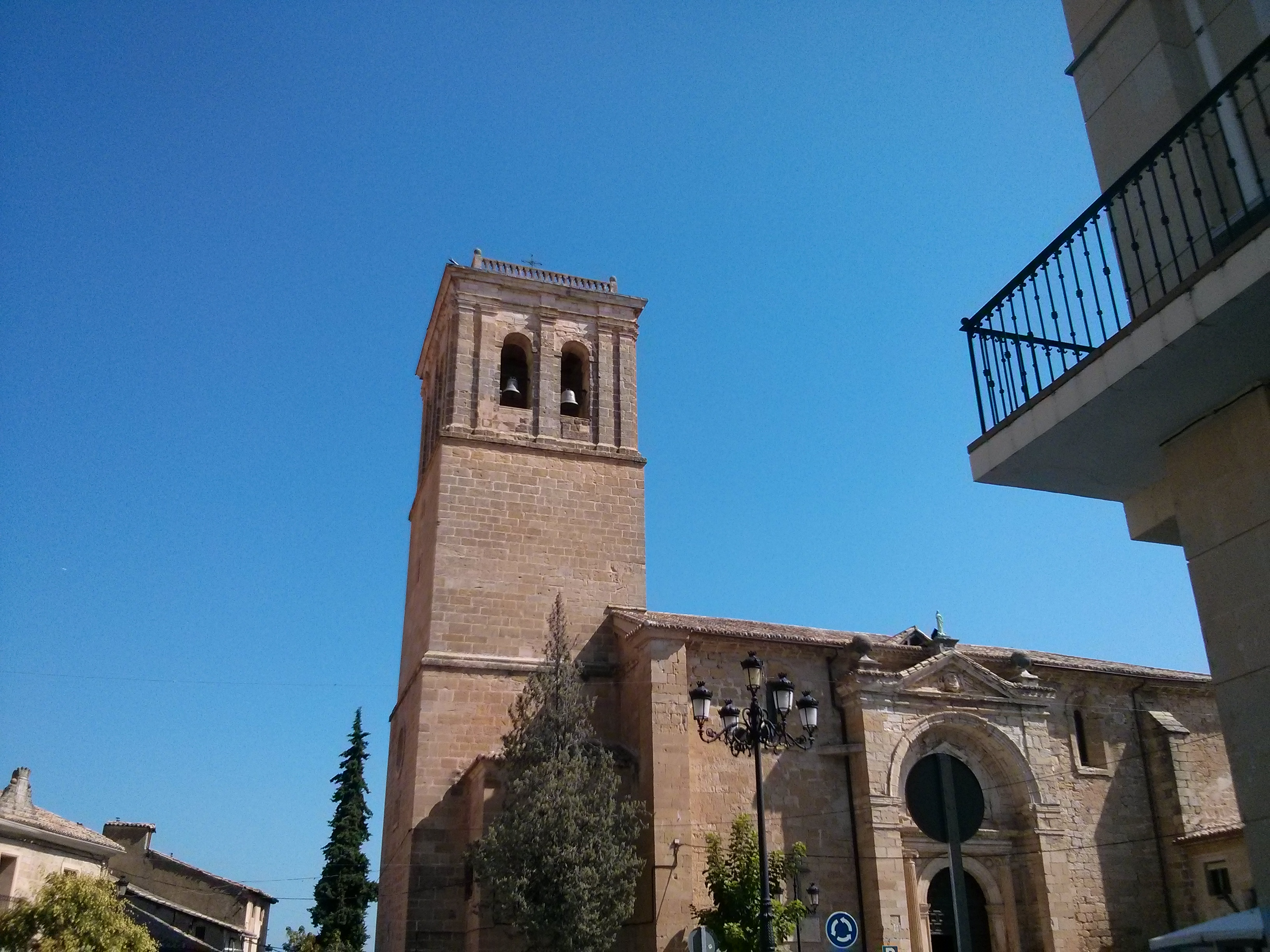
Sacedón: N. Señora de la Asunción

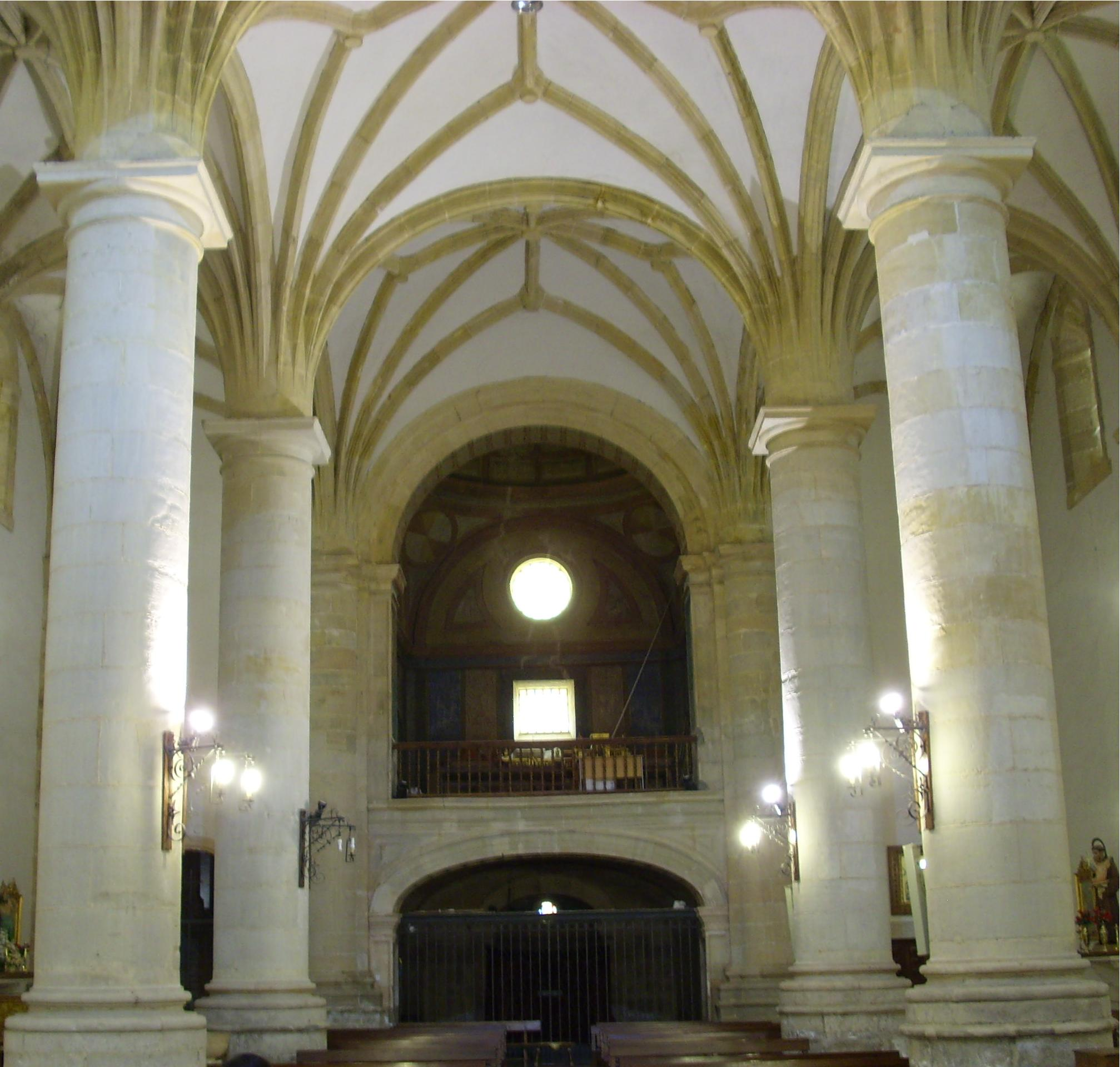
Sacedón: N. Señora de la Asunción

Anzahl: 28
Siehe Übersichtsquelle.
| Ort                 | Name/Patrozinium                    | Anmerkungen                                                                                                |
| ------------------- | ----------------------------------- | --- |
| Albalate de Zorita  | San Andrés (CC)                     | Ende 15.– 1. H. 16. Jh., dreischiffig, gewölbt, Kanten zwischen Mittelschiffsdach und Seitenschiffsdächern |
| Albares             | San Esteban                         | |
| Alcocer             | Nuestra Señora de la Asunción       | |
| Almadrones          | Nuestra Señora de la Asunción       | |
| Almonacid de Zorita | Santo Domingo de Silos              | |
| Alocén              | Iglesia de la Asunción              | |
| Arbancón            | San Benito Abad                     | |
| Atanzón             | Nuestra Señora de la Zarza in       | |
| Atienza             | San Gil (CC)                        | |
| Atienza             | San Juan del Mercado (CC)           | |
| Cercadillo          | Iglesia de la Natividad (CC)        | |
| Chiloeches          | Pfarrkirche                         | |
| Cogolludo           | Santa María (CC)                    | |
| El Cubillo de Uceda | Asuncion de Nuestra Señora          | |
| Durón               | Nuestra Señora de la Cuesta         | |
| Fuentelencina       | Asunción de Nuestra Señora          | |
| Horche              | Nuestra Señora de la Asunción INNEN | |
| Maranchón           | Nuestra Señora de la Asunción       | |
| Miralrío            | San Jorge                           | |
| Pareja              | Iglesia de la Asunción              | |
| Peñalver            | Santa Eulalia de Mérida             | Stufenhalle                                                                                                |
| Romancos            | Nuestra Señora de la Asuncion INNEN | |
| Sacedón             | Nuestra Señora de la Asunción (CC)  | |
| Tamajón             | Nuestra Señora de la Asunción       | |
| Tendilla            | Iglesia de La Asunción in           | |
| Tortuera            | San Pedro Apóstol                   | |
| Yebra               | Iglesia de San Andres INNEN in      | |
| Yunquera de Henares | San Pedro Apóstol (CC)              | |

### Provinz Toledo
– Siehe auch Pseudobasiliken in der Provinz Toledo (7) –

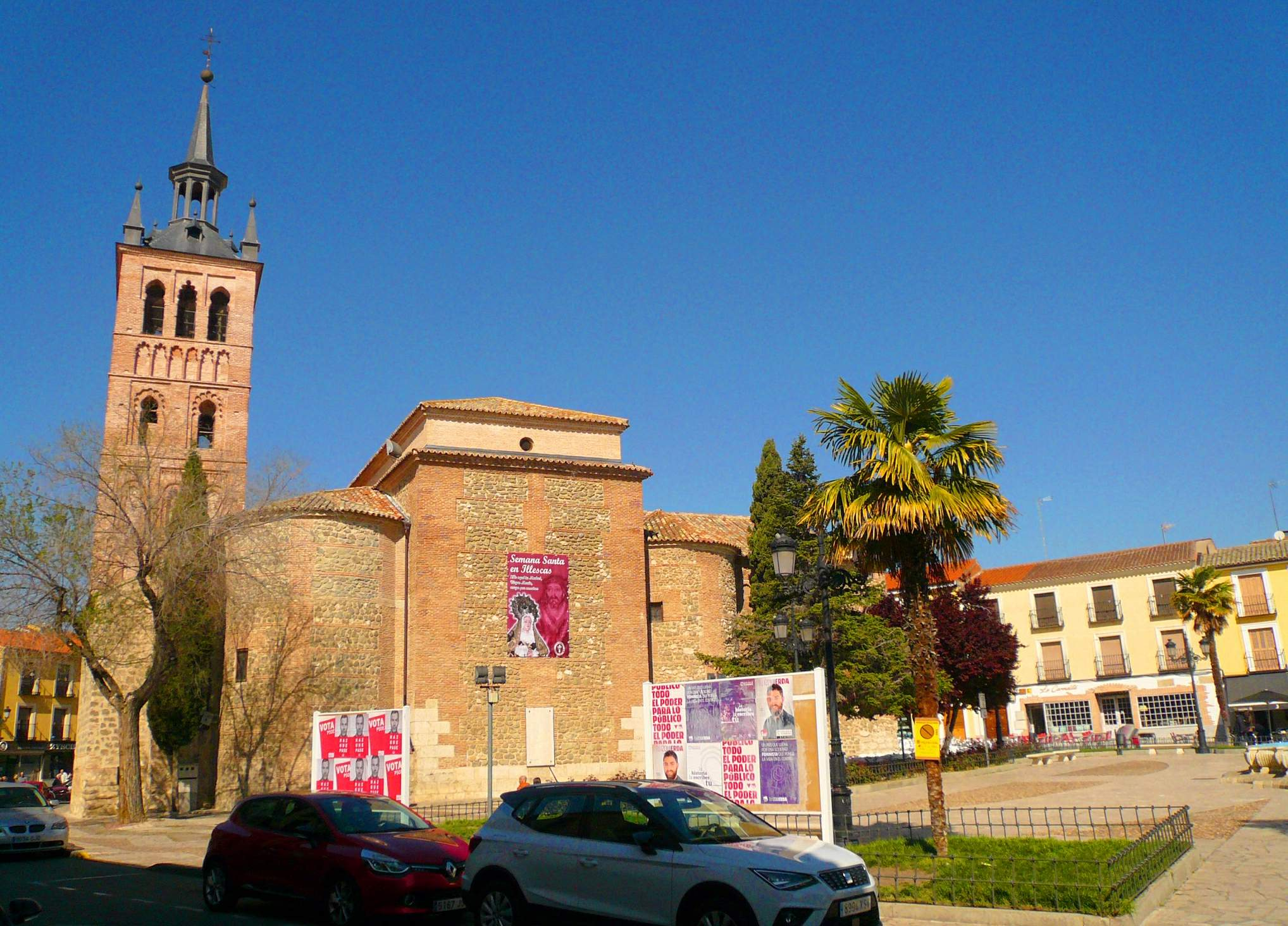
Illescas, Iglesia de Santa María

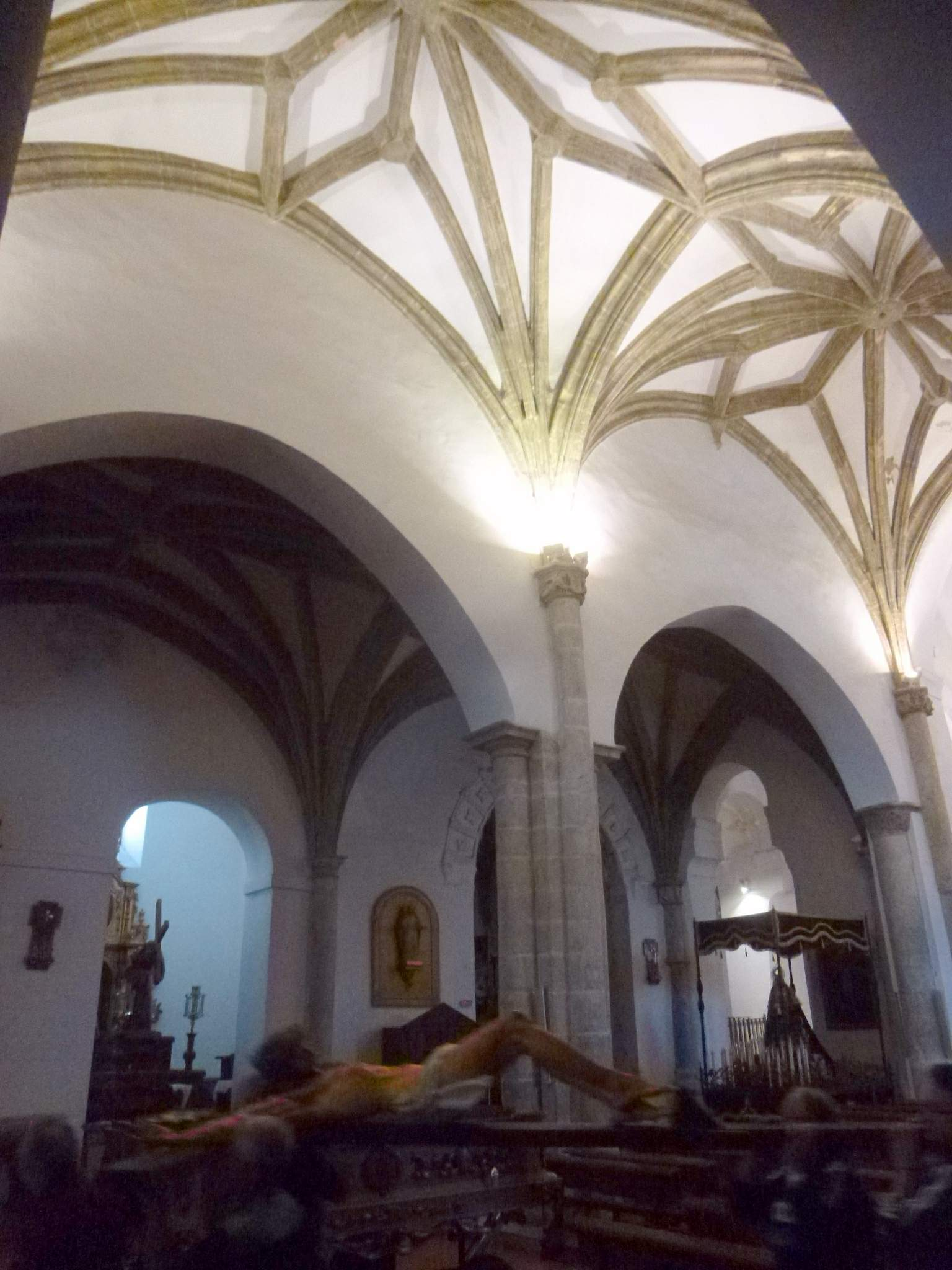
Illescas, Iglesia de Santa María

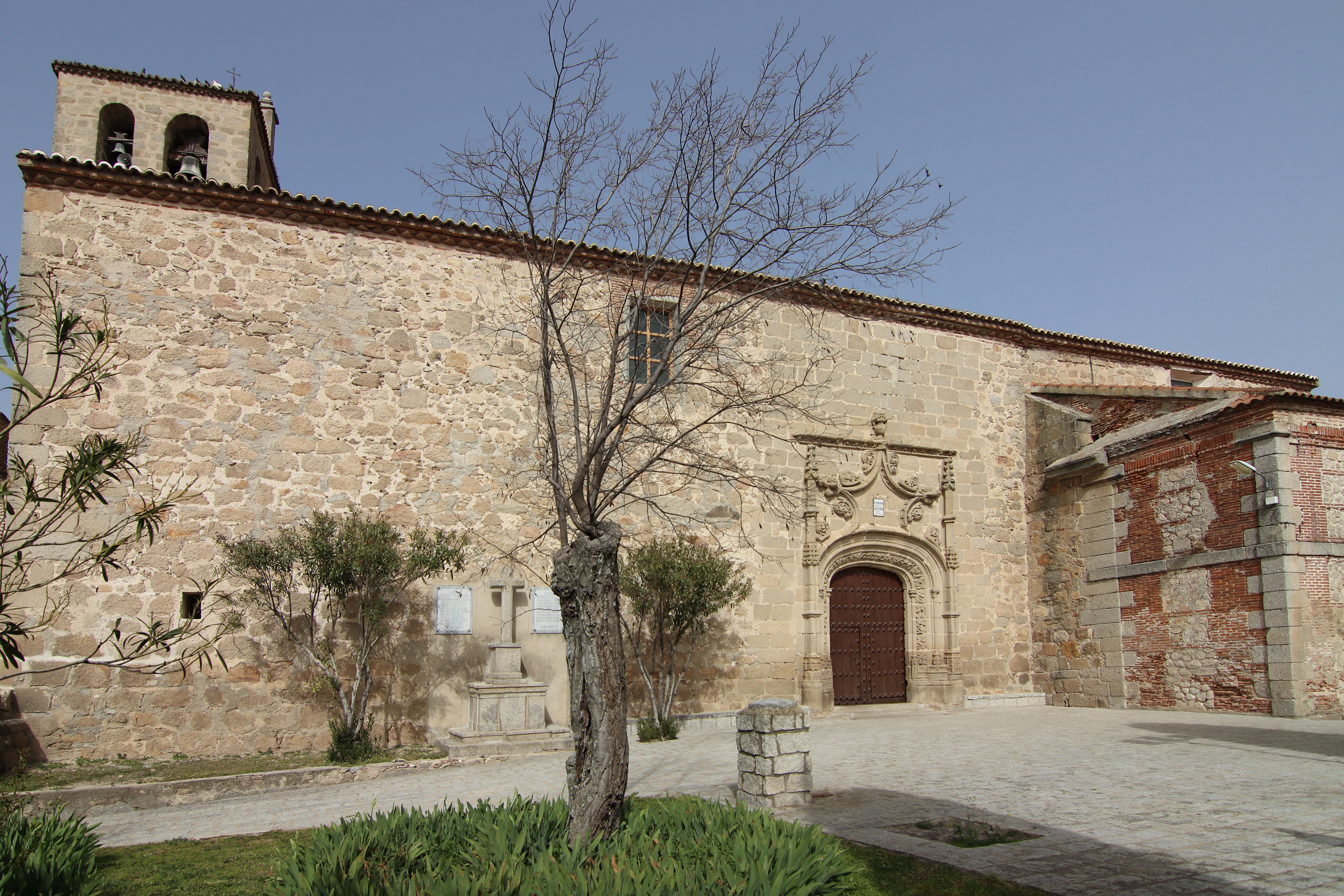
Nombela, Iglesia de la Asunción …

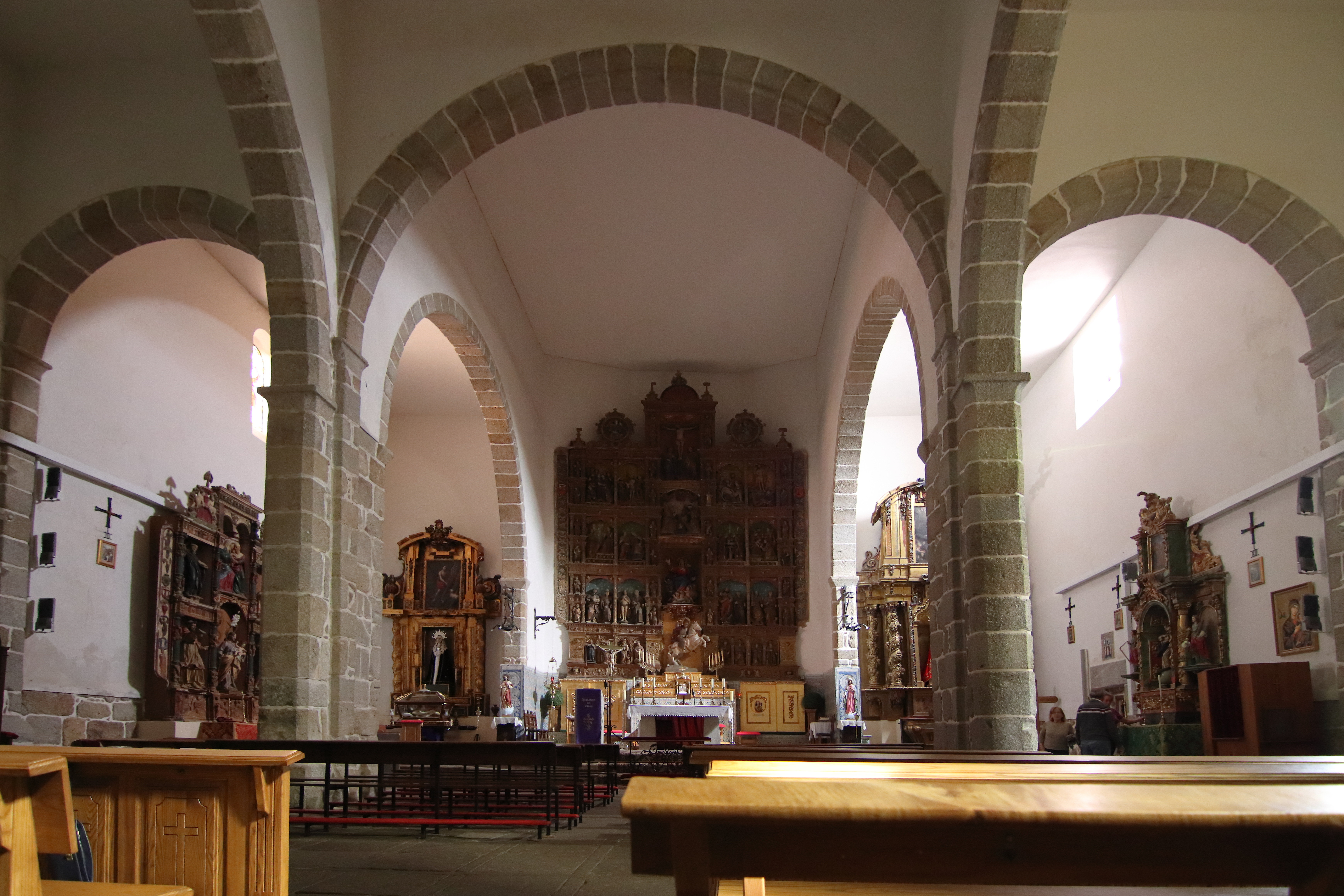
Nombela, Iglesia de la Asunción …

Anzahl: 20
| Ort                     | Name/Patrozinium                                           | Anmerkungen |
| ----------------------- | ---------------------------------------------------------- | --- |
| Cabañas de Yepes        | Nuestra Señora de la Asunción (CC)                         | |
| Calera y Chozas         | San Pedro Apóstol (CC)                                     | dreischiffig, Rundbogenarkaden, Mudéjar-Renaissance |
| Campillo de la Jara     | (CC)                                                       | Artesanado-Decke, dreischiffig mit Renaissance-Arkaden, Narstein und etwas Mudéjar-Backstein                                                                          |
| Domingo Pérez           | Inmaculada Concepción (CC)                                 | dreischiffig mit Chorapsis, nordöstliche Erweiterungen |
| El Toboso               | San Antonio Abad (CC)                                      | |
| Erustes                 | Nuestra Señora de la Asunción (CC)                         | |
| Escalonilla             | Santa Maria Magdalena (CC)                                 | 17. Jh., rundbogige Arkaden breites Mittelschiff mit Flachdecke, schmale Seitenschiffe mit leicht geneigten Pultdecken                                                |
| Espinoso del Rey        | Santiago Apóstol (CC)                                      | Mitte 16. Jh. nach kleinerem Vorgängerbau, breites Mittelschiff – schmale Seitenschiffe, Stufe zwischen Mittelschiffs- und Seitenschiffsdächern                       |
| Esquivias               | Nuestra Señora de la Asunción (CC)                         | |
| Illescas                | Santa María (CC)                                           | Backsteinbau der Mudéjar-Gotik, gerade noch Stufenhalle |
| Lagartera               | San Salvador (CC)                                          | |
| Lillo                   | San Martín Obispo (CC)                                     | |
| Menasalbas              | Santa María Magdalena (CC)                                 | dreischiffig, gotisches Gewölbe |
| Nombela                 | De La Asunción verpueblos.com: Foto: Nombela (Toledo) (CC) | |
| Quintanar de la Orden   | Santiago de la Espada (CC)                                 | 1498–1575, gotische Rippengewölbe, breites Mittelschiff, schmale Seitenschiffe, keine Stufen                                                                          |
| Sartajada               | Santiago Apostol                                           | |
| Toledo                  | San Roman (CC)                                             | |
| Villanueva de Alcardete | Santiago Apóstol (kurz:), (PDF:) (CC)                      | Kirchenraum fast so breit wie lang, gotische Sterngewölbe im 17. Jh., westliches Mittelschiffsjoch und je zwei Seitenschiffsjoche quadratisch, die übrigen rechteckig |
| Villatobas              | Asuncion de Nuestra Señora (CC)                            | |
| Yepes                   | San Benito Abad (CC)                                       | breites Mittelschiff, schmale Seitenschiffe, spätgotische Rippengewölbe; ehem. Kollegiatkirche                                                                        |

## Extremadura
– Siehe auch Pseudobasiliken in Extremadura (3) –
Anzahl: 27

### Provinz Badajoz

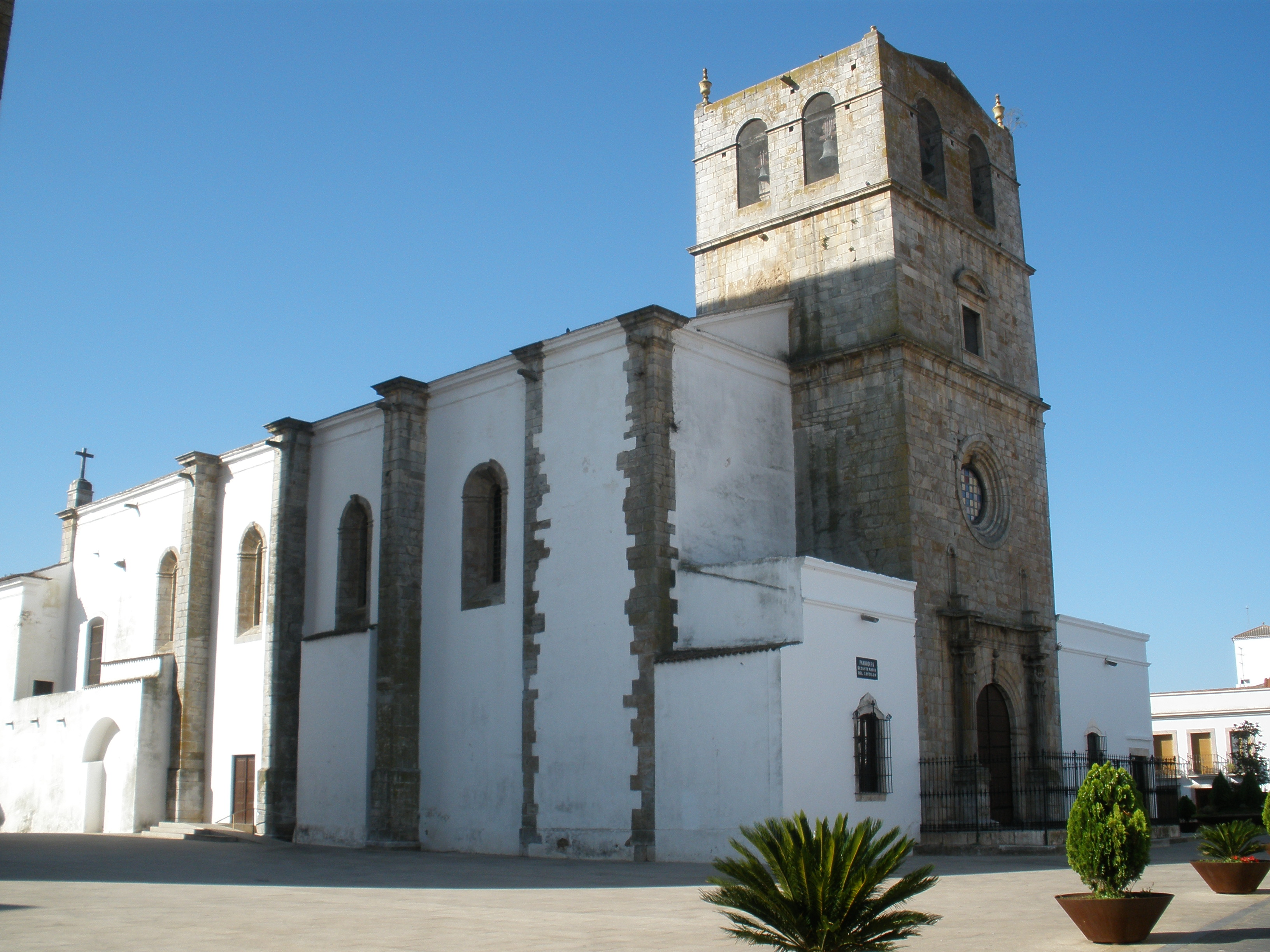
Santa-Maria, Olivenza

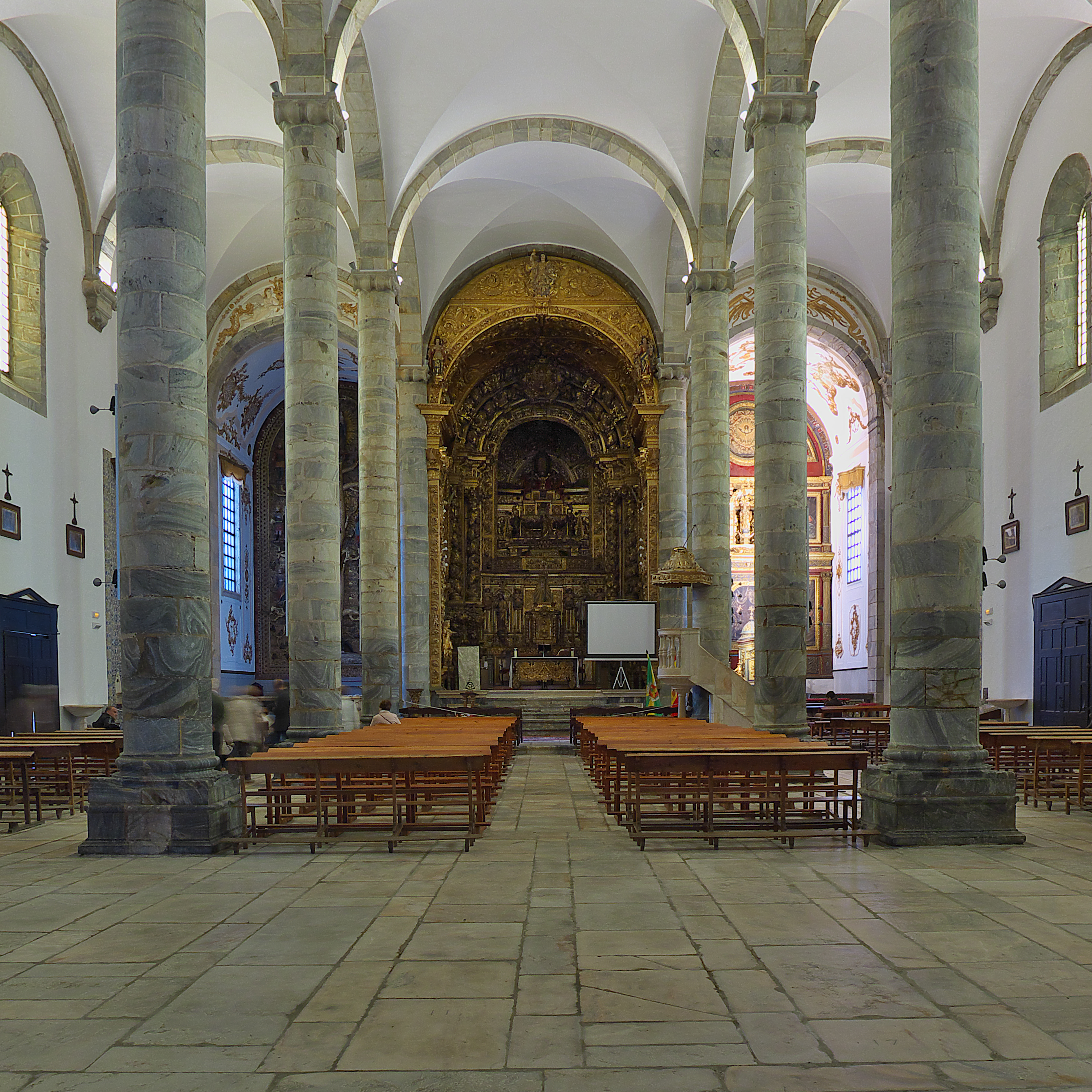
Santa-Maria, Olivenza

Anzahl: 13
| Ort                     | Name/Patrozinium                            | Anmerkungen                                                |
| ----------------------- | ------------------------------------------- | ---------------------------------------------------------- |
| Berlanga                | Nuestra Señora de Gracia (CC)               | dreischiffig, Backsteinarkaden, Artesanadodecken           |
| Burguillos del Cerro    | Santa Maria de la Encina (alte Kirche) (CC) | dreischiffig, gotische Arkaden, neuzeitliches flaches Dach |
| Hornachos               | Purisima Concepcion (CC)                    | MUDÉJAR-RENAISSANCE                                        |
| Jerez de los Caballeros | Santa María de la Encarnación (CC)          | Renaissance                                                |
| Llerena                 | Nuestra Señora de la Granada                |                                                            |
| Mérida                  | Santa Eulalia (CC)                          | 13. Jh., gotisch, dreischiffige Staffelhalle               |
| Mérida                  | Concatedral Santa María la Mayor (CC)       |                                                            |
| Olivenza                | Santa Maria del Castillo (CC)               | Renaissance, dreischiffig, rundbogige Kreuzgratgewölbe     |
| Olivenza                | Espirito Santo (CC)                         |                                                            |
| Los Santos de Maimona   | Nuestra Señora de los Ángeles (CC)          |                                                            |
| Talarrubias             | Santa Catalina                              |                                                            |
| Villanueva de la Serena | Nuestra Señora de la Asuncion               |                                                            |
| Zafra                   | Iglesia del Rosario                         |                                                            |

### Provinz Cáceres

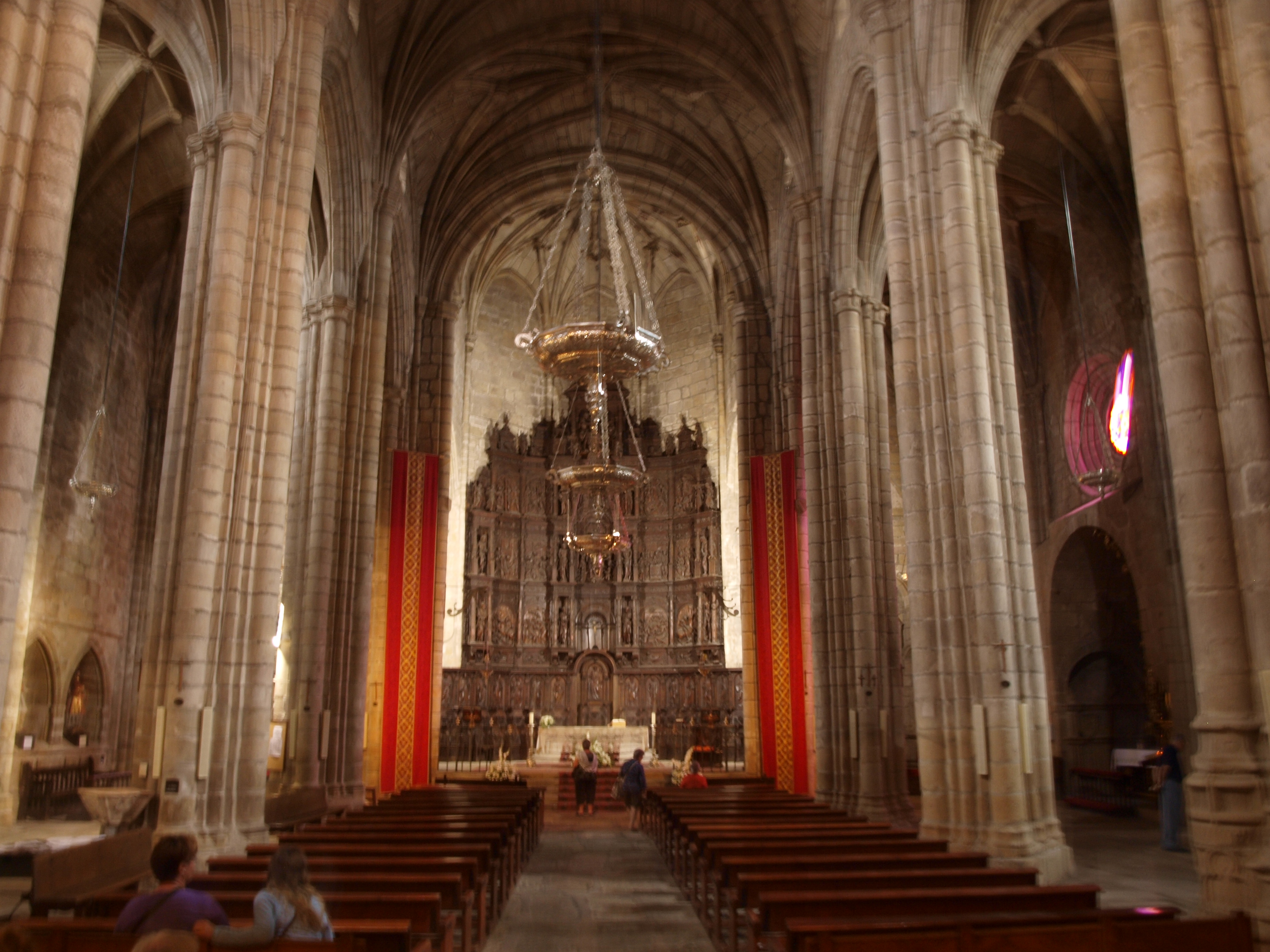
Cáceres – Concatedral Santa María

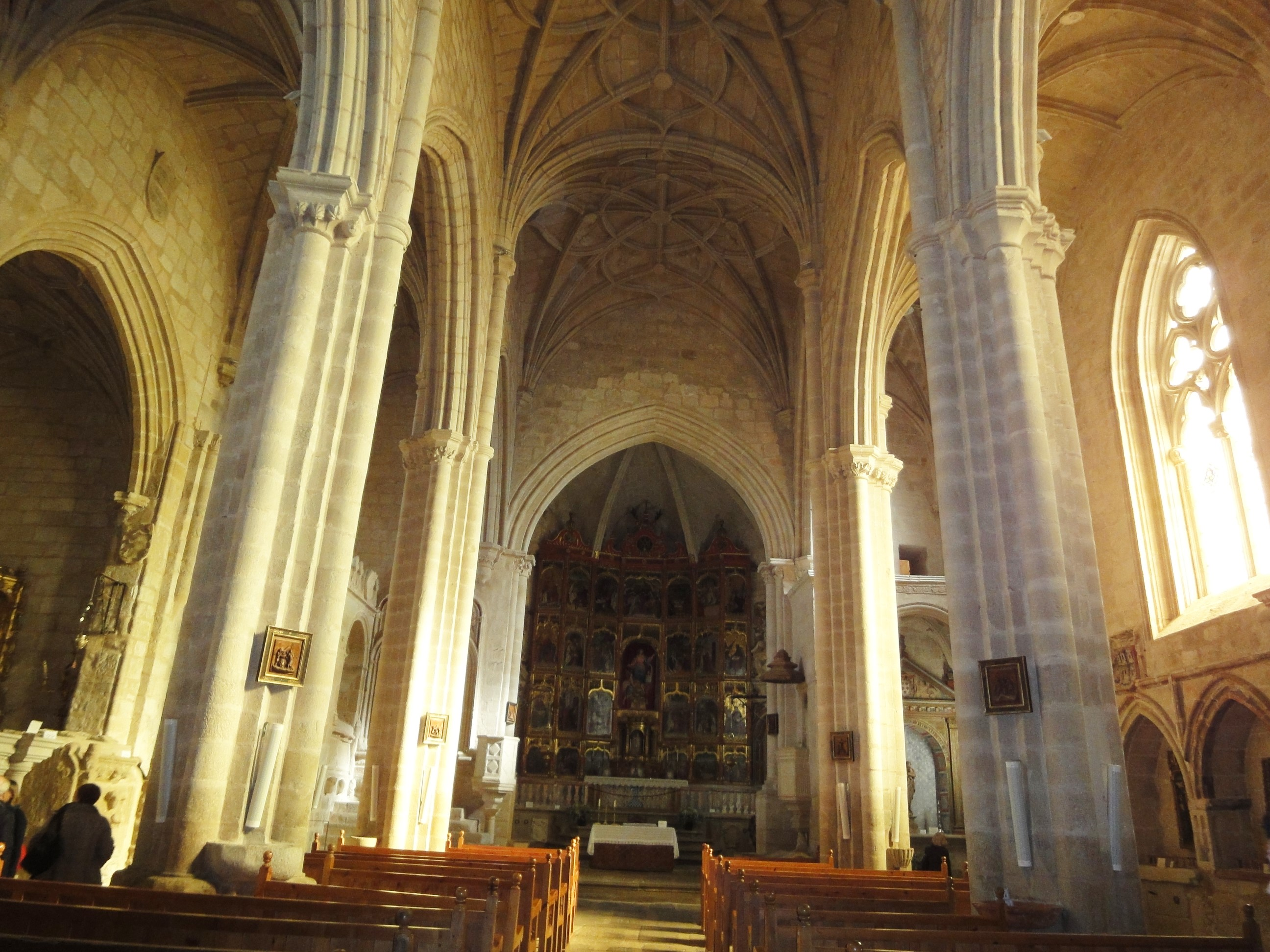
Trujillo – Santa María la Mayor

Anzahl: 14
| Ort                   | Name/Patrozinium                   | Anmerkungen                                                                                    |
| --------------------- | ---------------------------------- | ---------------------------------------------------------------------------------------------- |
| Alcántara             | Convento de San Benito (CC)        |                                                                                                |
| Berzocana             | San Juan Bautista (CC)             |                                                                                                |
| Brozas                | Santa María la Mayor (CC)          |                                                                                                |
| Cáceres               | Concatedral Santa María            | Mitte 16. Jh.                                                                                  |
| Cañamero              | Santo Domingo de Guzman            |                                                                                                |
| Losar de la Vera      | Santiago (CC)                      | 15. und 16. Jh., seit dem 20. Jh. neues Mittelschiffsgewölbe und Flachdecken der Seitenschiffe |
| Plasencia             | Neue Katredrale                    | unvollendet                                                                                    |
| Plasencia             | San Martin LINK                    |                                                                                                |
| San Martín de Trevejo | San Martín                         |                                                                                                |
| Trujillo              | Santa Maria la Mayor (CC)          | Staffelkirche                                                                                  |
| Valencia de Alcantara | Nuestra Señora de Rocamadour (CC)  |                                                                                                |
| Valverde de la Vera   | Santa María de Fuentes Claras (CC) | dreischiffig, gedrückt spitzbogige Arkaden, neuzeitliche Holzdecke                             |
| Villanueva de la Vera | Immaculada Concepción (CC)         | 16/17. Jh.                                                                                     |
| Villar del Pedroso    | San Pedro                          |                                                                                                |

## Andalusien
– Siehe auch Pseudobasiliken in Andalusien (20) –
Anzahl: 93, davon 1 auch als Pseudobasilika anzusehen

### Provinz Almeria

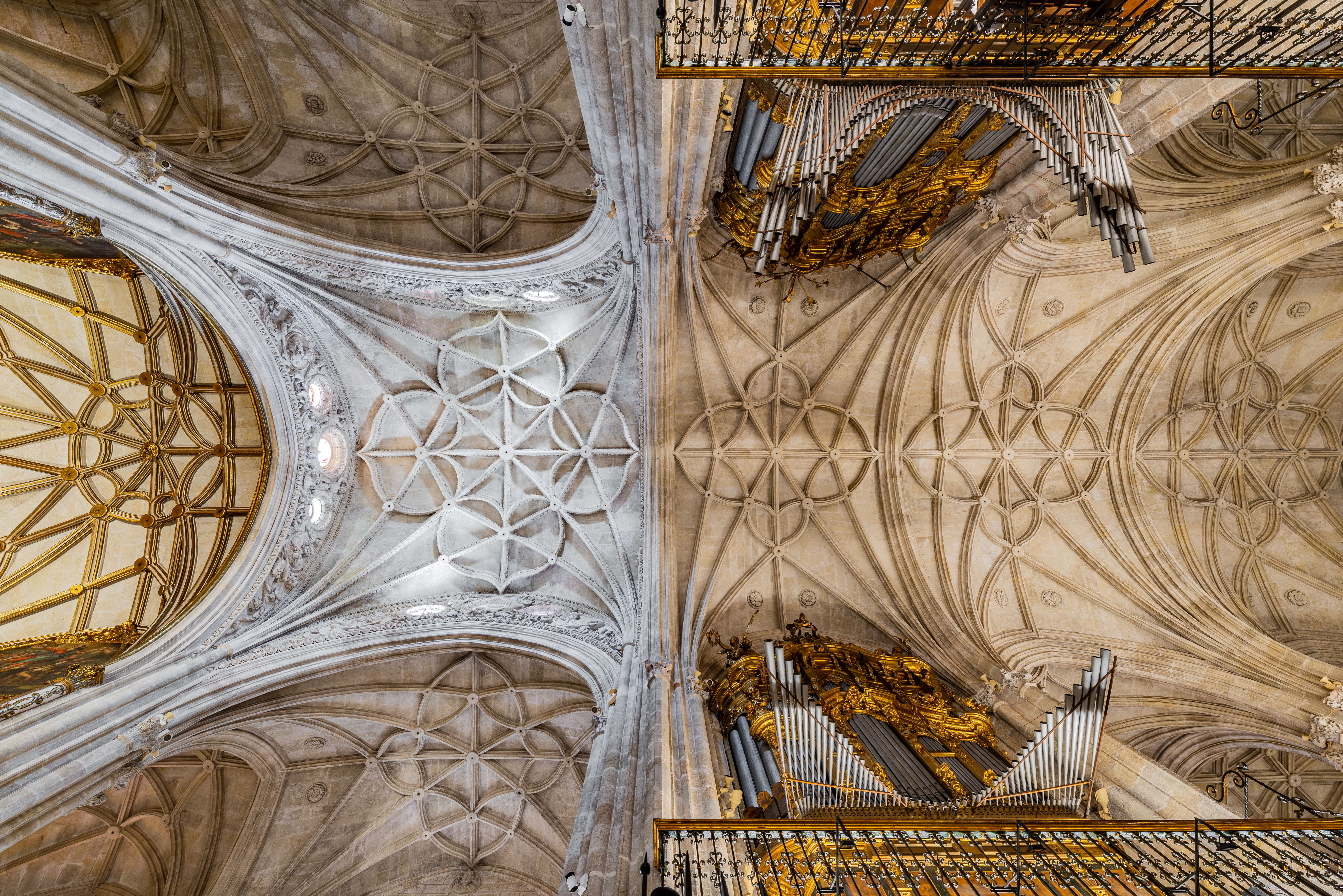
Kathedrale von Almería, gotische Gewölbe

| Ort     | Name/Patrozinium | Anmerkungen                      |
| ------- | ---------------- | -------------------------------- |
| Almeria | Kathedrale (CC)  | außen Renaissance, innen gotisch |

### Provinz Cadiz

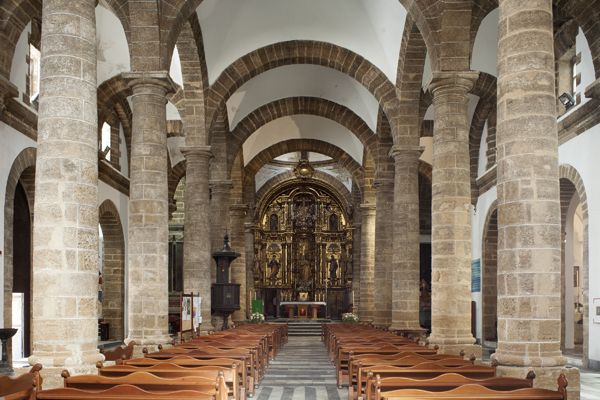
Cádiz, Santa Cruz

Anzahl: 6
| Ort                   | Name/Patrozinium                                    | Anmerkungen                                                                 |
| --------------------- | --------------------------------------------------- | --------------------------------------------------------------------------- |
| Arcos de la Frontera  | Santa María de la Asunción (CC)                     |                                                                             |
| Bornos                | Santo Domingo de Guzman (CC)                        | 16. Jh., Renaissance, westlich der breiten Vierung drei gleich hohe Schiffe |
| Cádiz                 | Santa Cruz Cadizpedía (CC)                          | 1605 nach Zerstörung des gotischen Vorgängerbaus                            |
| Chipiona              | Nuestra Señora de la O (der schwangeren Maria) (CC) |                                                                             |
| Jerez de la Frontera  | San Dionisio (CC)                                   | MUDÉJARSTIL                                                                 |
| Sanlúcar de Barrameda | Nuestra Señora de la O (CC)                         | MUDÉJARSTIL                                                                 |

### Provinz Cordoba

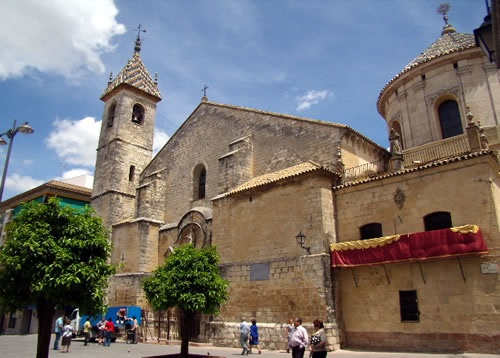
Lucena: San Mateo

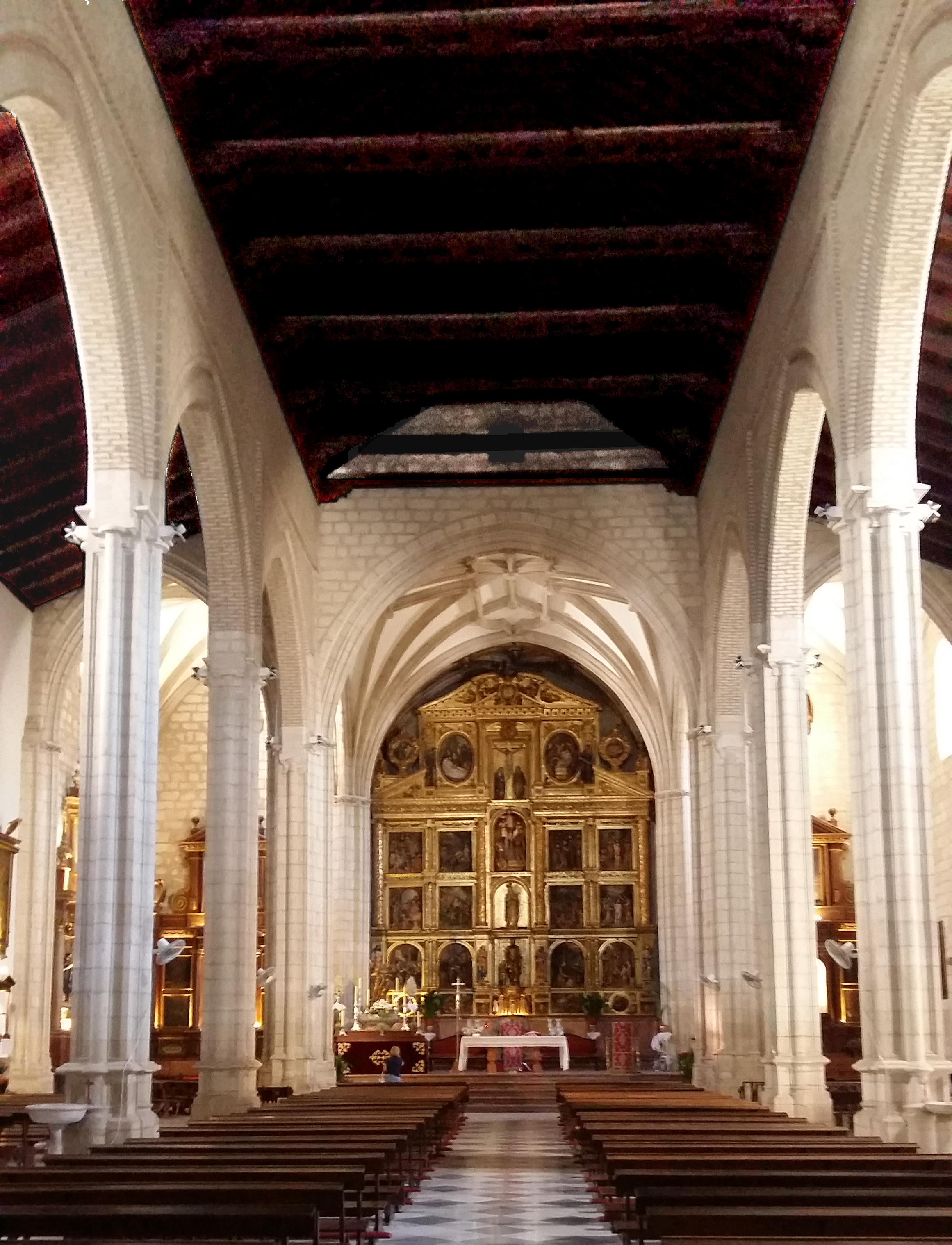
Lucena: San Mateo

Anzahl: 6
| Ort                   | Name/Patrozinium                   | Anmerkungen |
| --------------------- | ---------------------------------- | --- |
| Lucena                | San Mateo (CC)                     | 16. Jh., innen MUDÉJARGOTIK, außen Renaissance, Spitzbogenarkaden, Schiff(e) bis unter die Dachschrägen, Chor mit Rippengewölbe                                                               |
| Luque                 | Nuestra Señora de la Asunción (CC) | schlanke Spitzbogenarkaden, aber Dachneigung über 30° → Grenzfall zur Pseudobasilika |
| Pedroche              | San Salvador (CC)                  | 14./15. Jh., Mudéjargotik, Schiff bis an die gleichmäßig gering geneigten Dachschrägen, Spitzbogenarkaden mit etwas Hochschiffswand, zwei Spitzbogenportale, das nördliche mit Backsteinbogen |
| Priego de Cordoba     | Iglesia de la Asuncion (CC)        | Barock |
| Torrecampo            | San Sebastian (CC)                 | dreischiffig, Arkenden mit polygonalen Stützen, Artesanado-Decke über dem Mittelschiff |
| Villanueva de Córdoba | Iglesia de San Miguel (CC)         | |

### Provinz Granada

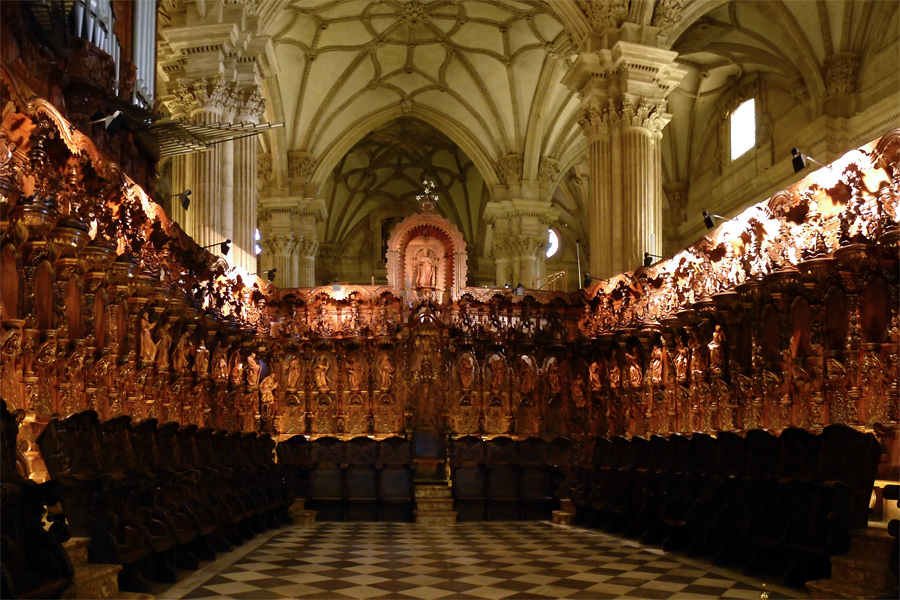
Kathedrale von Guadix: Chorgestühl und Gewölbe

Anzahl: 7
| Ort                    | Name/Patrozinium                       | Anmerkungen |
| ---------------------- | -------------------------------------- | --- |
| Baza                   | Nuestra Señora de la Encarnación (CC)  | 1520–1549, gotische Rippengewölbe, Mittelschiff etwas breiter als Seitenschiffe, alle Gewölbebasen auf gleicher Höhe        |
| Guadahortuna           | Santa Maria la Mayor (CC)              | |
| Guadix                 | Kathedrale (CC)                        | 1549–1731, innen gotische Rippengewölbe auf Renaissance-Pfeilern, Fassaden barock                                           |
| Huéscar                | Santa María la Mayor (CC)              | |
| Huéscar                | Santiago (CC)                          | Ende des 15. Jahrhunderts; dreischiffig unter Krüppelwalm                                                                   |
| Iznalloz               | Nuestra Señora de los Remedios (CC)    | 17. Jh., Walmdach mit etwas flacheren Seitenbereichen                                                                       |
| Puebla de Don Fadrique | Santa María de la Quinta Angustia (CC) | 16. Jh., Renaissance mit gotischem Chor, drei Schiffe gleicher Höhe, Arkaden mit Kapitellen nach altgriechischen Vorbildern |

### Provinz Huelva

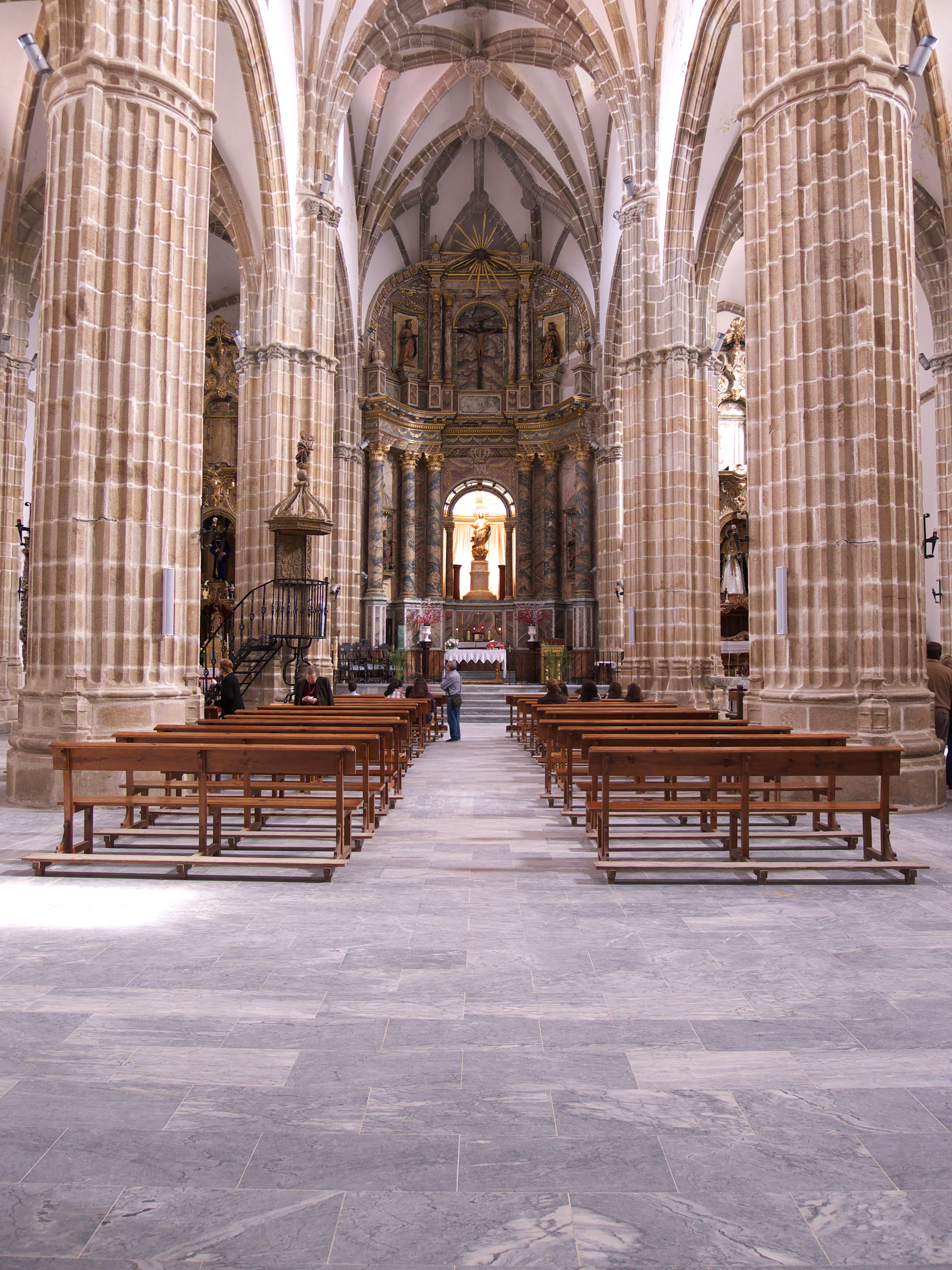
Aroche: N. Señora de la Asuncion, Staffelhalle

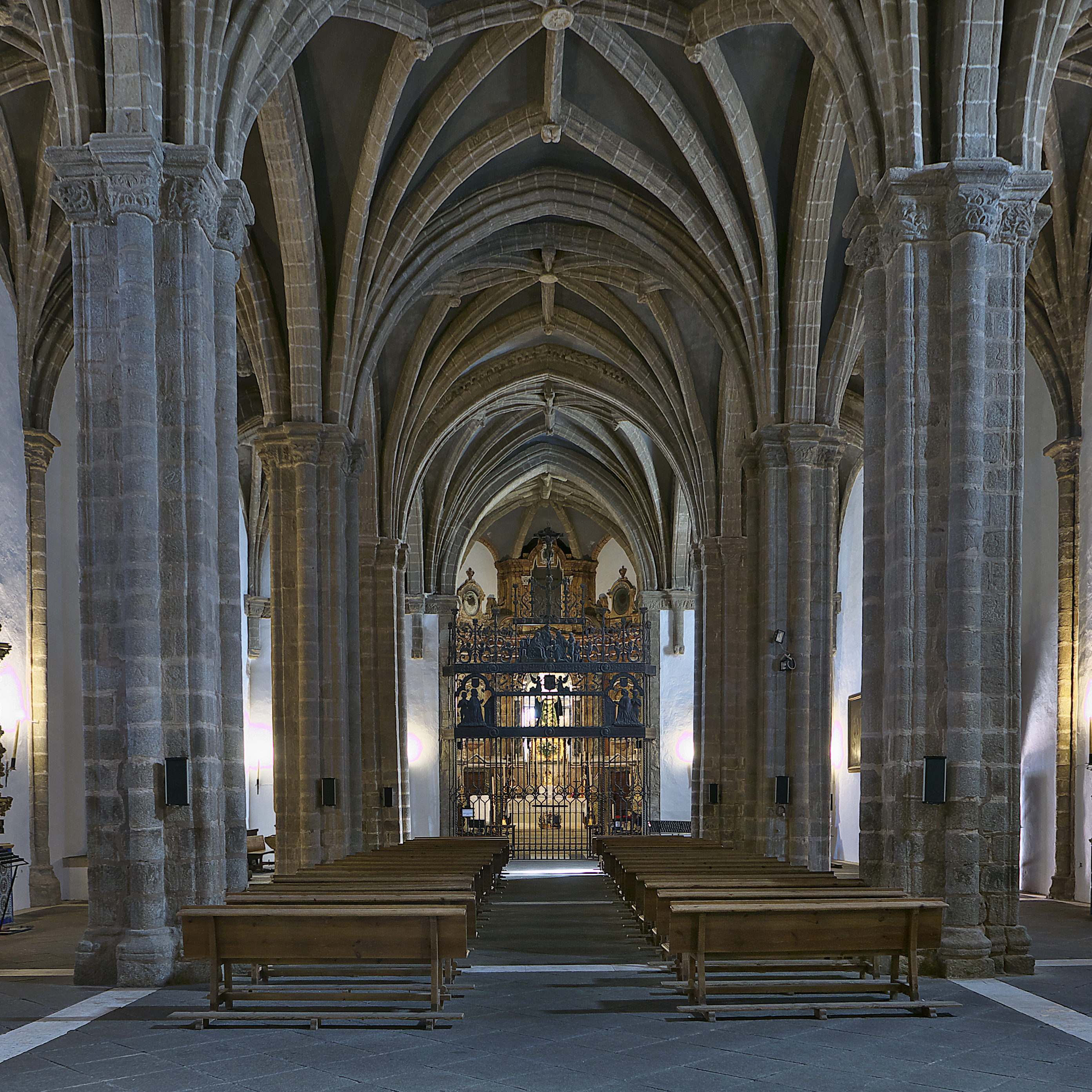
Aracena: N. Señora del Mayor Dolor

Anzahl: 11
| Ort                 | Name/Patrozinium                                   | Anmerkungen |
| ------------------- | -------------------------------------------------- | --- |
| Almonte             | De la Asunción                                     | MUDÉJARSTIL |
| Aracena             | Nuestra Señora de los Dolores (CC)                 | |
| Aracena             | Nuestra Señora de la Asuncion (CC)                 | |
| Aracena             | Convento Santa Catalina Mártir (CC)                | MUDÉJARSTIL |
| Aracena             | Convento Nuestra Señora del Carmen (CC)            | MUDÉJARSTIL |
| Aroche              | Nuestra Señora de la Asuncion                      | |
| Aroche              | Ermita San Mamés urspr. San Pedro de la Zarza (CC) | MUDÉJARSTIL, seit dem 13. Jh. Wiedernutzung von Teilen einer romanischen Basilika als Hallenkirche |
| Cartaya             | San Pedro                                          | |
| Cortegana           | Divino Salvador (CC)                               | |
| San Juan del Puerto | San Juan Bautista (CC)                             | kleine Mudéjarkirche 1783–1785 erweitert; Mittelschiff mit gemauertem spitzbogigem Kreuzgratgewölbe, Seitenschiffe mit hölzernen Pultdecken, die weit in die Gewölbeetage reichen; daher Hallenkirche, obwohl in der spanischen Beschreibung „planta basilical“ |
| Zalamea la Real     | Nuestra Señora de la Asunción (CC)                 | Renaissance |

### Provinz Jaén

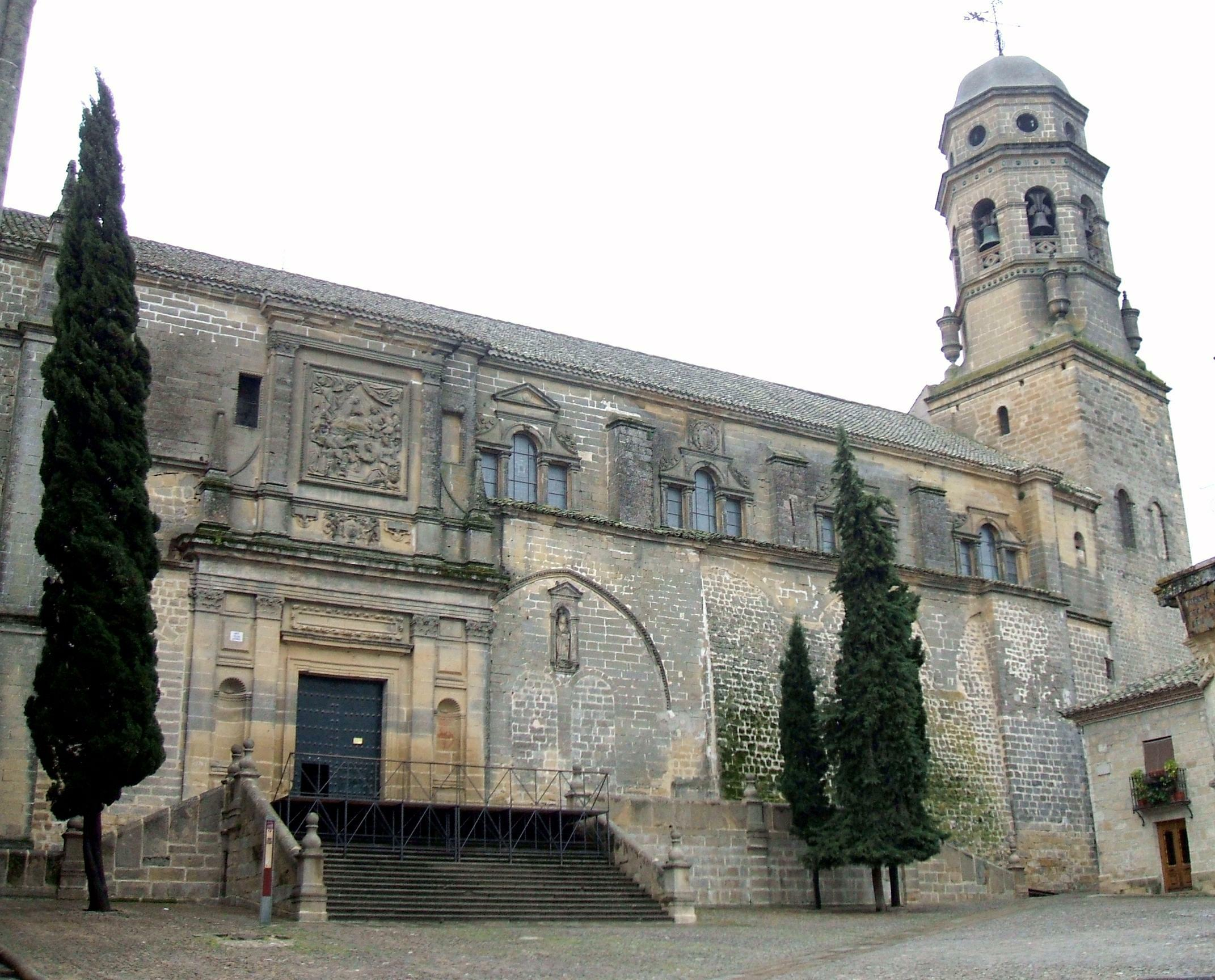
Baeza: Kathedrale

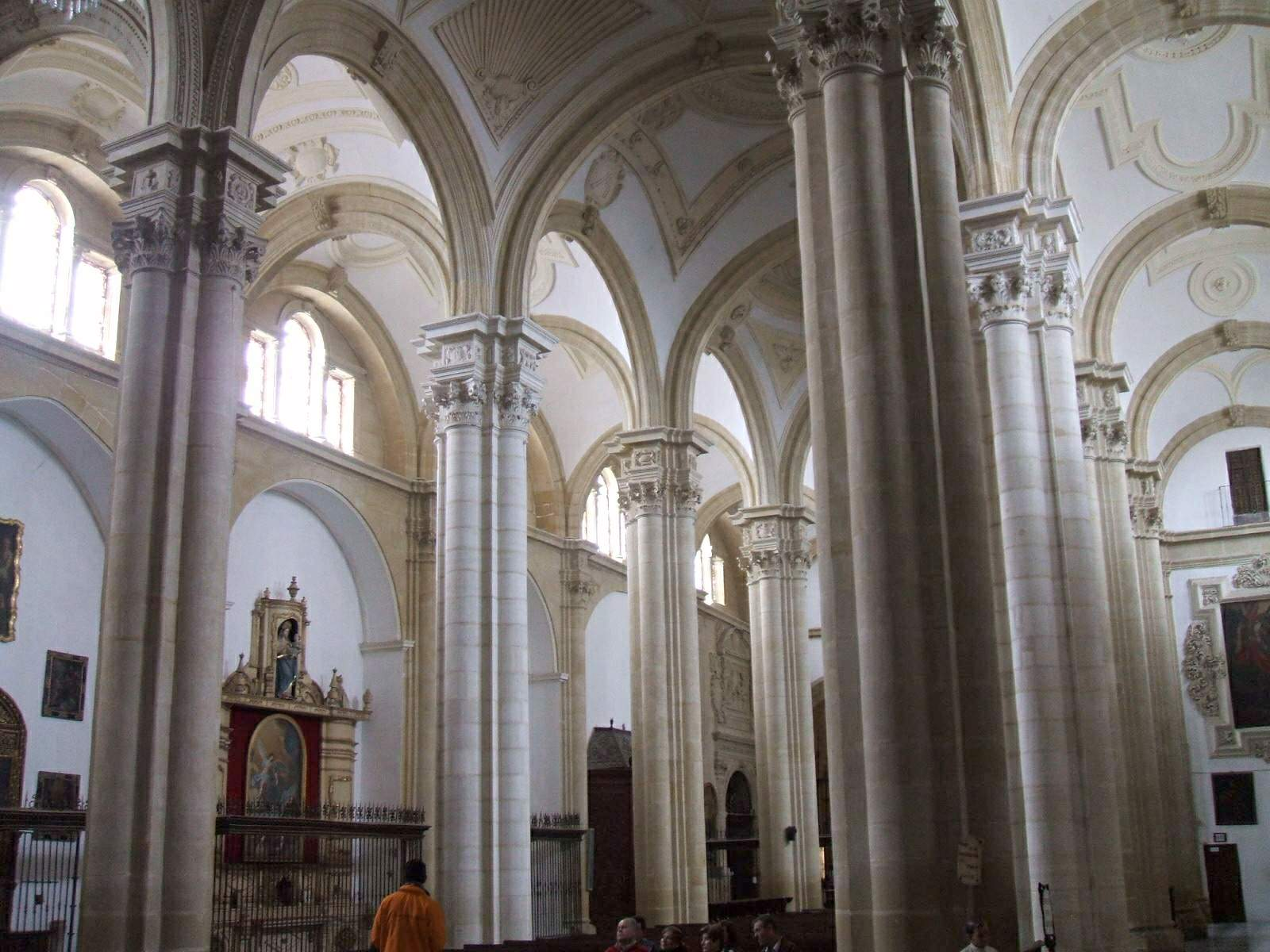
Baeza: Kathedrale, Renaissance

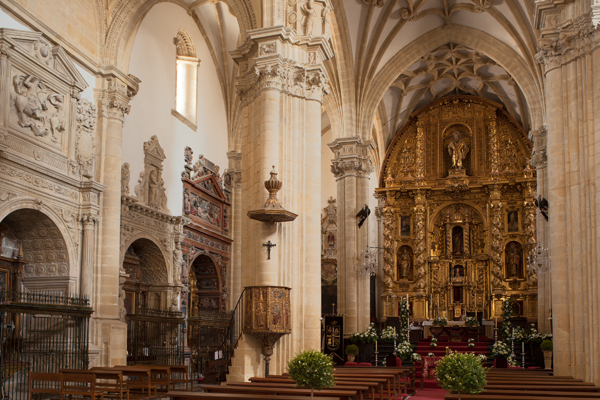
Baeza: Kathedrale, gotische Ostjoche

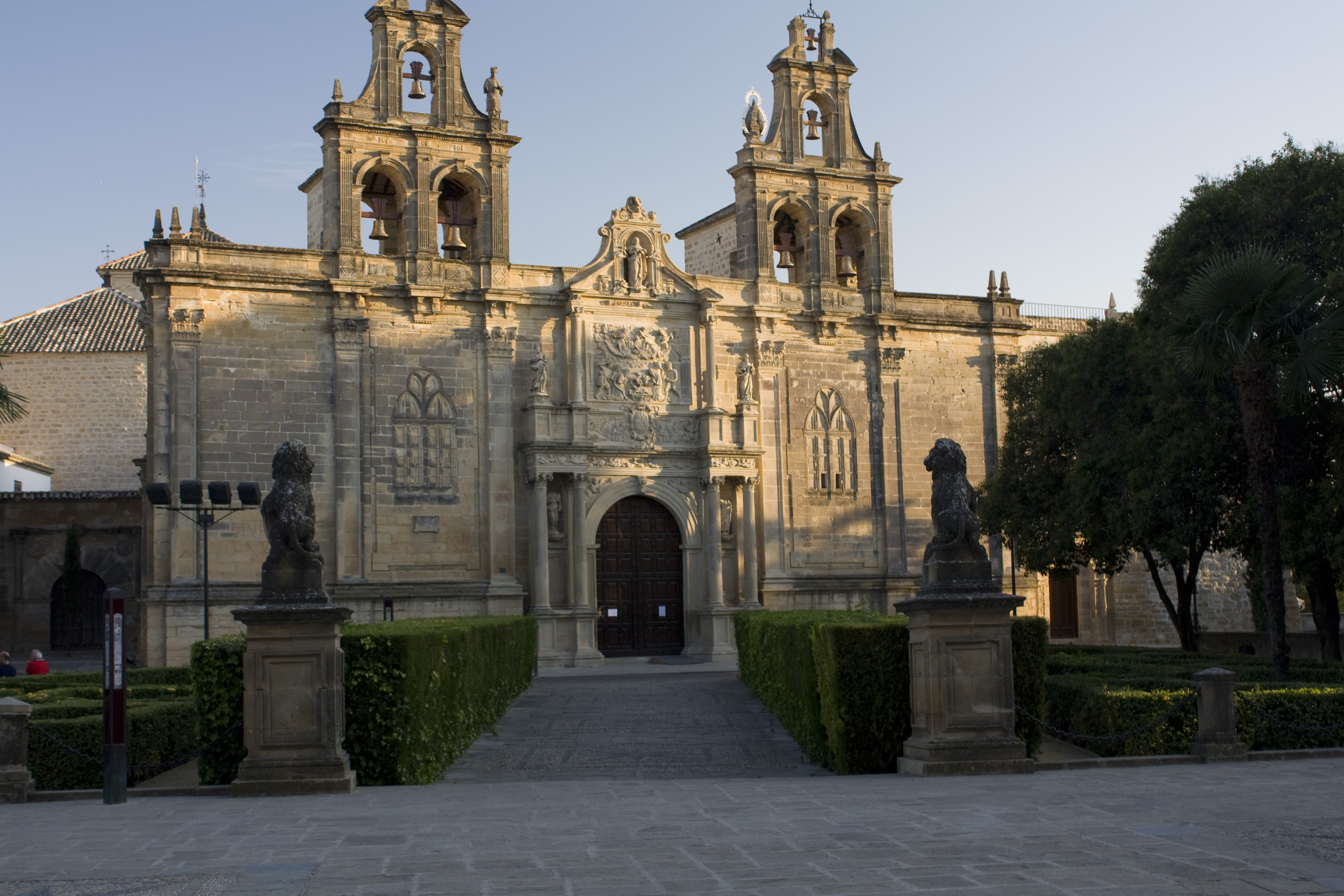
Úbeda: Santa Maria

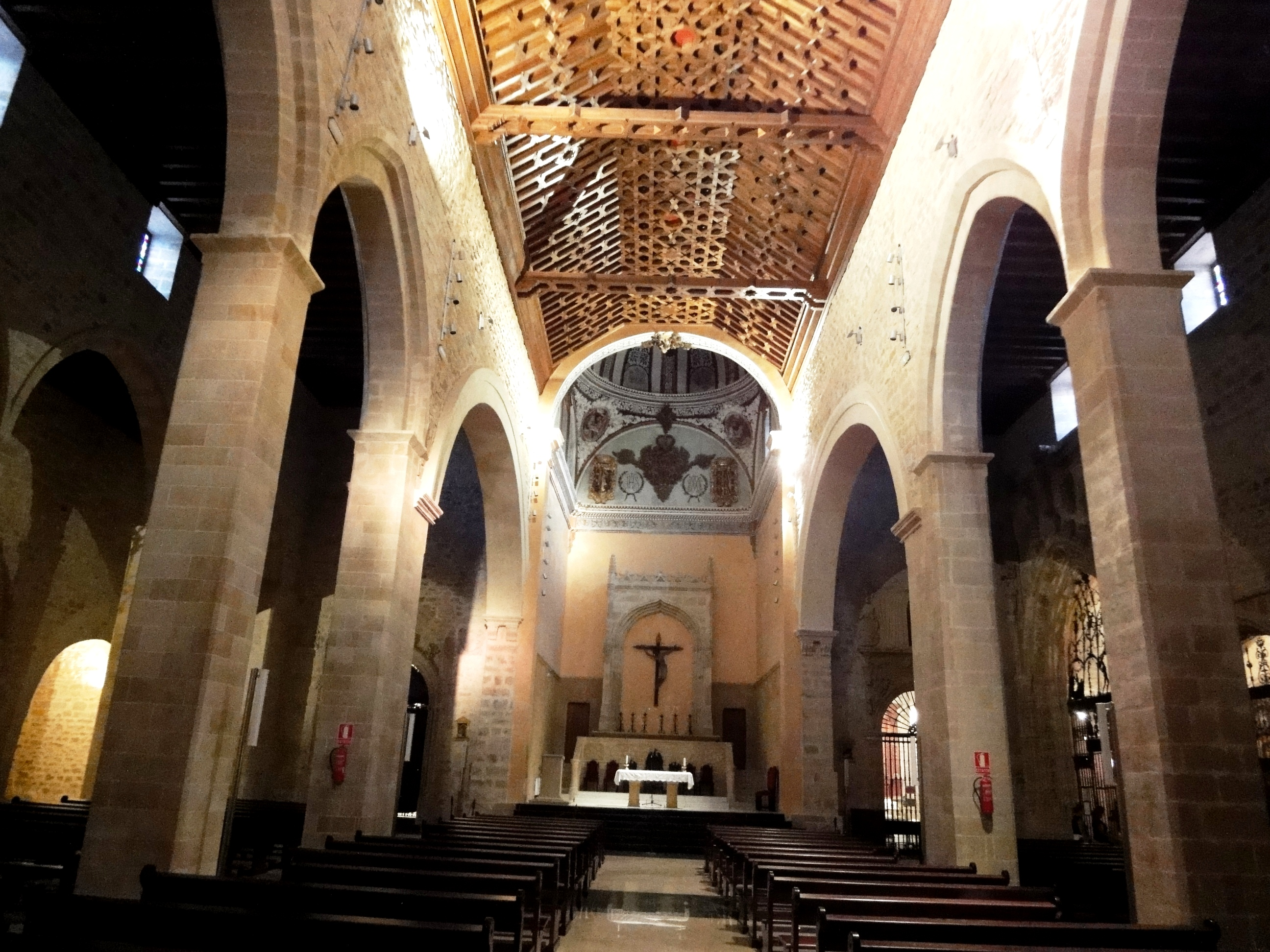
Úbeda: Santa Maria

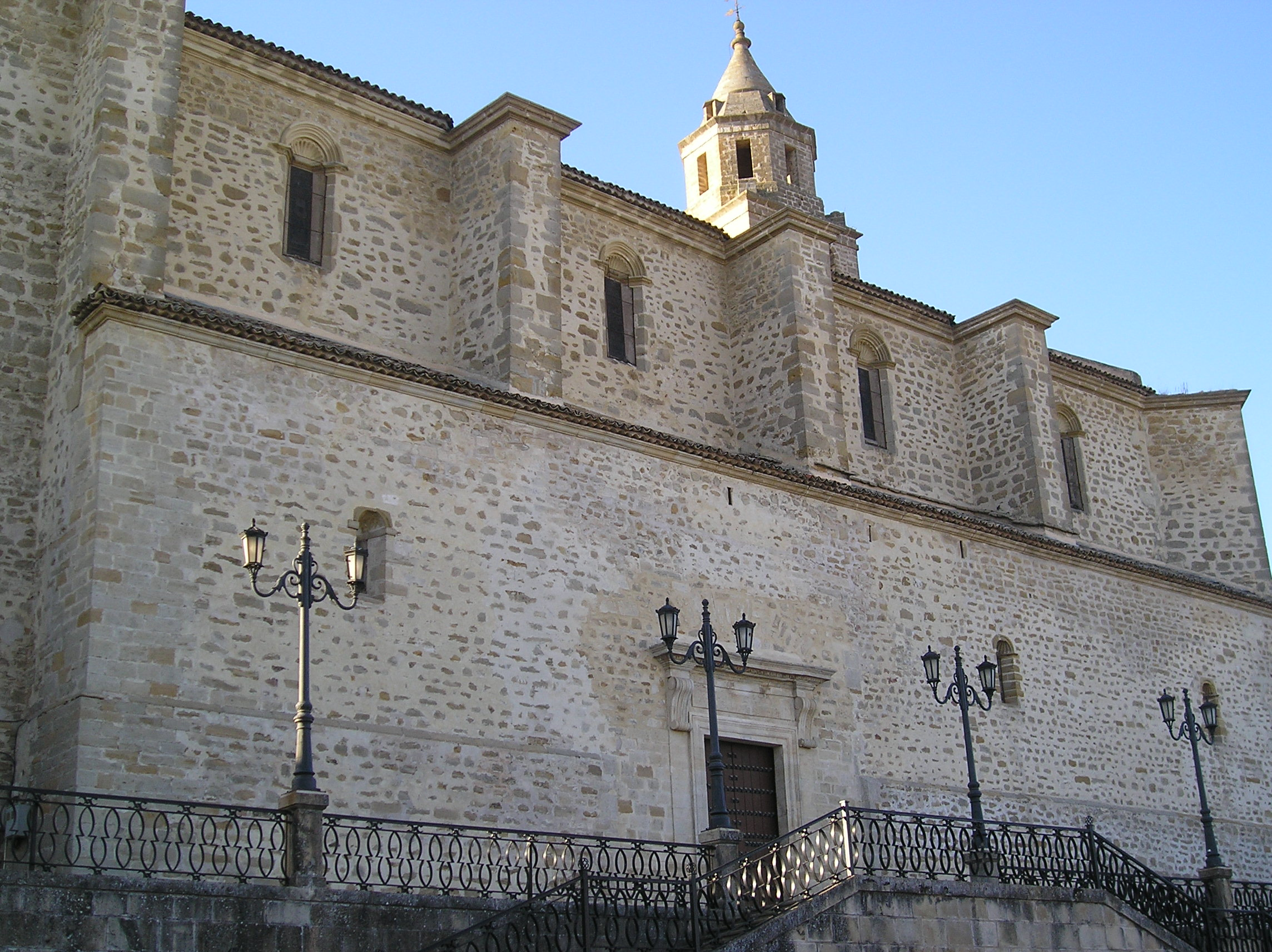
Villacarrillo: Iglesia de la Asunción

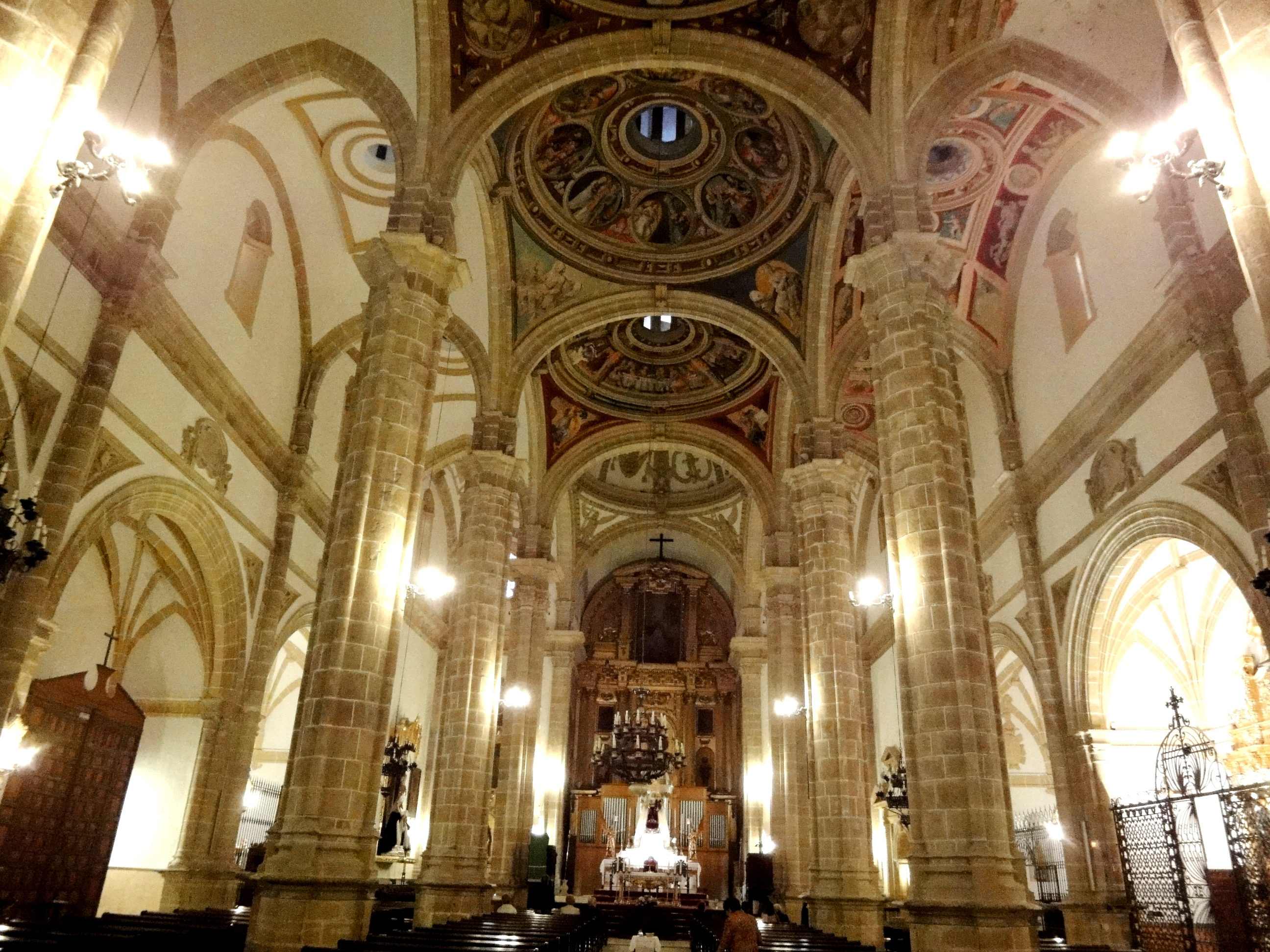
Villacarrillo: Iglesia de la Asunción

Anzahl: 43
| Ort                      | Name/Patrozinium                                      | Anmerkungen |
| ------------------------ | ----------------------------------------------------- | --- |
| Albanchez de Mágina      | Nu. Señora de la Asunción (CC) 2022-08 ohne Bilder    | dreischiffig, Kirchenraum bis zur Dachschräge, schlanke gemauerte Rundbogenarkaden |
| Alcalá la Real           | Iglesia Mayor Abacial de la Mota (CC)                 | |
| Alcaudete                | Santa María la Mayor(CC)                              | |
| Alcaudete                | San Pedro                                             | 1540er und -50er Jahre, dreischiffig, überw. Kuppelgewölbe der Renaissance |
| Andújar                  | Santa Maria la Mayor (CC)                             | |
| Andújar                  | San Bartolomé                                         | |
| Andújar                  | San Miguel (CC)                                       | |
| Arjonilla                | Igl. de la Encarnación                                | |
| Baeza                    | Kathedrale (CC)                                       | |
| Baeza                    | San Salvador, INNEN                                   | |
| Baeza                    | Santa Cruz                                            | |
| Baeza                    | San Pablo (CC)                                        | |
| Bailén                   | Iglesia de la Encarnacion                             | |
| Bedmar                   | Nuestra Señora de la Asunción                         | |
| Canena                   | Inmaculada Asunción                                   | |
| Carchelejo               | Nuestra Señora de los Angeles                         | |
| Castellar                | Iglesia de la Encarnacion                             | |
| Cazorla                  | Kirchenruine Santa Maria                              | |
| Higuera de Calatrava     | Inmaculada Concepcion                                 | |
| Huelma                   | Iglesia de la Inmaculada Concepcion (CC)              | |
| Iznatoraf                | N. Señora de la Asunción (CC)                         | 1591–1602, Renaissance, Kuppel- und Kreuzgratgewölbe |
| Jaén                     | Kathedrale (CC)                                       | Renaissance |
| Jaén                     | Basílica de San Ildefonso (CC)                        | |
| Jaén                     | Santa María Magdalena (CC)                            | |
| Jaén                     | San Andrés (CC)                                       | Spitzbogenarkaden, hölzerne Dachschrägen |
| Jaén                     | San Bartolomé (CC)                                    | Spitzbogenarkaden, hölzerne Dachschrägen |
| Jimena                   | Santiago el Mayor                                     | |
| Lopera                   | Inmaculada Concepcion                                 | |
| Mancha Real              | San Juan Evangelista (CC)                             | Barock |
| Martos                   | Santa Marta                                           | |
| Mengíbar                 | San Pedro Apostol                                     | |
| Rus                      | Nuestra Señora de la Asuncion (CC)                    | |
| Sabiote                  | San Pedro (CC)                                        | Renaissance mit gotischen Reminiszenzen |
| Santisteban del Puerto   | Santa Maria del Collado (CC) 2022-08 ohne Architektur | |
| Torredelcampo            | San Bartolomé                                         | |
| Torredonjimeno           | Kirche San Pedro (CC)                                 | |
| Ubeda                    | Santa María de los Reales Alcázares (CC)              | |
| Ubeda                    | San Nicolas (CC)                                      | ab Mitte 14. Jh., Staffelkirche |
| Ubeda                    | Klosterkirche Santa Clara (CC)                        | gotische Rippengewölbe an der Grenze zur Renaissance |
| Valdepeñas de Jaén       | Santiago Apóstol (CC)                                 | |
| Villacarrillo            | Iglesia de la Asuncion (CC)                           | Stufenhalle, Mittelschiff mit Kuppelgewölben, jedes einzelne Joch (auch der Seitenschiffe) mit einer Laterne mit Licht aus dem Dachraum; an beiden Längsseiten niedrige Kapellenzeilen |
| Villanueva de la Reina   | Iglesia de la Natividad (CC)                          | |
| Villanueva del Arzobispo | Virgen de la Fuensanta (CC) 2022-08 ohne Architektur  | |

### Provinz Málaga
Anzahl: 5

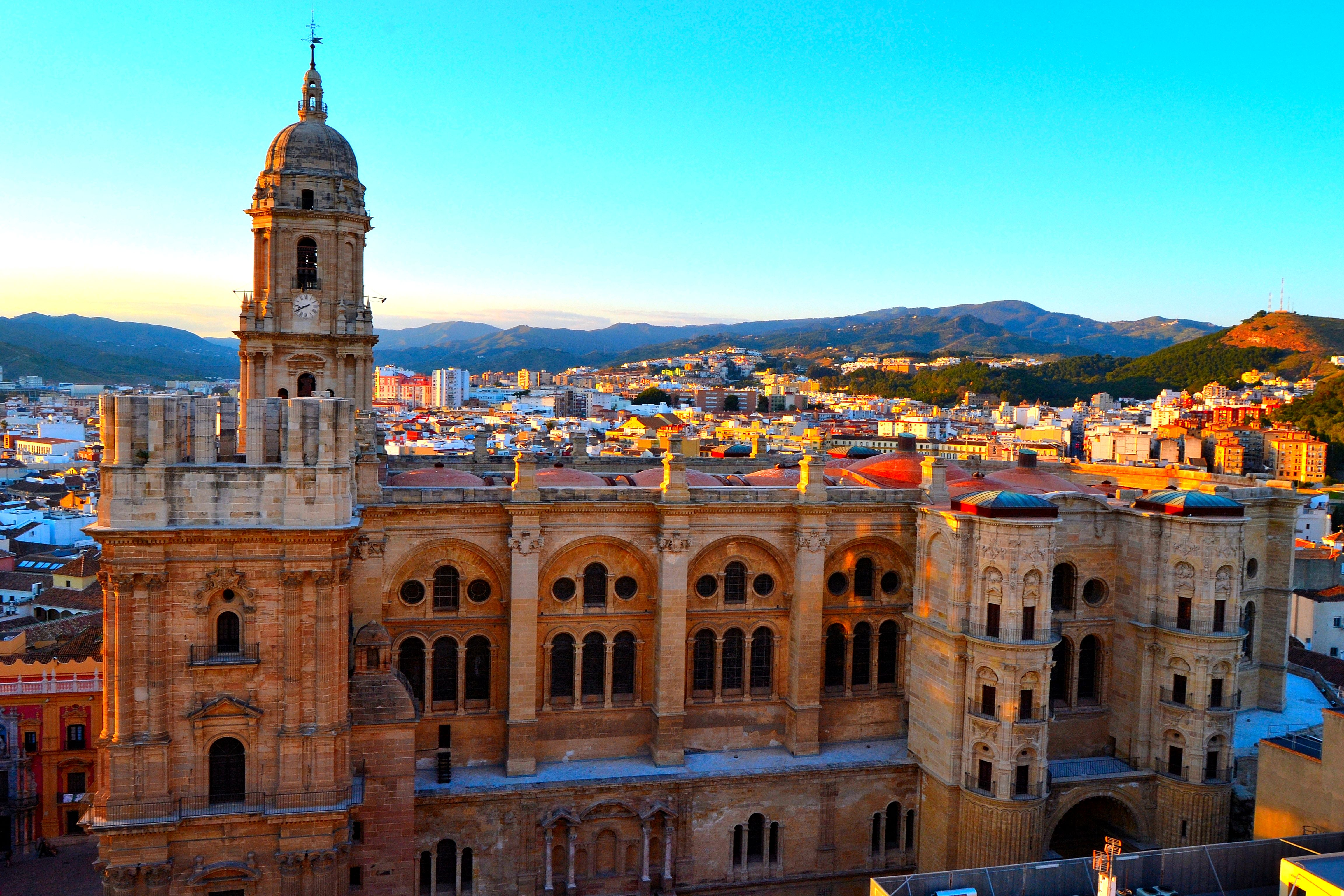
Kathedrale von Málaga, Gewölbekuppen unter freiem Himmel
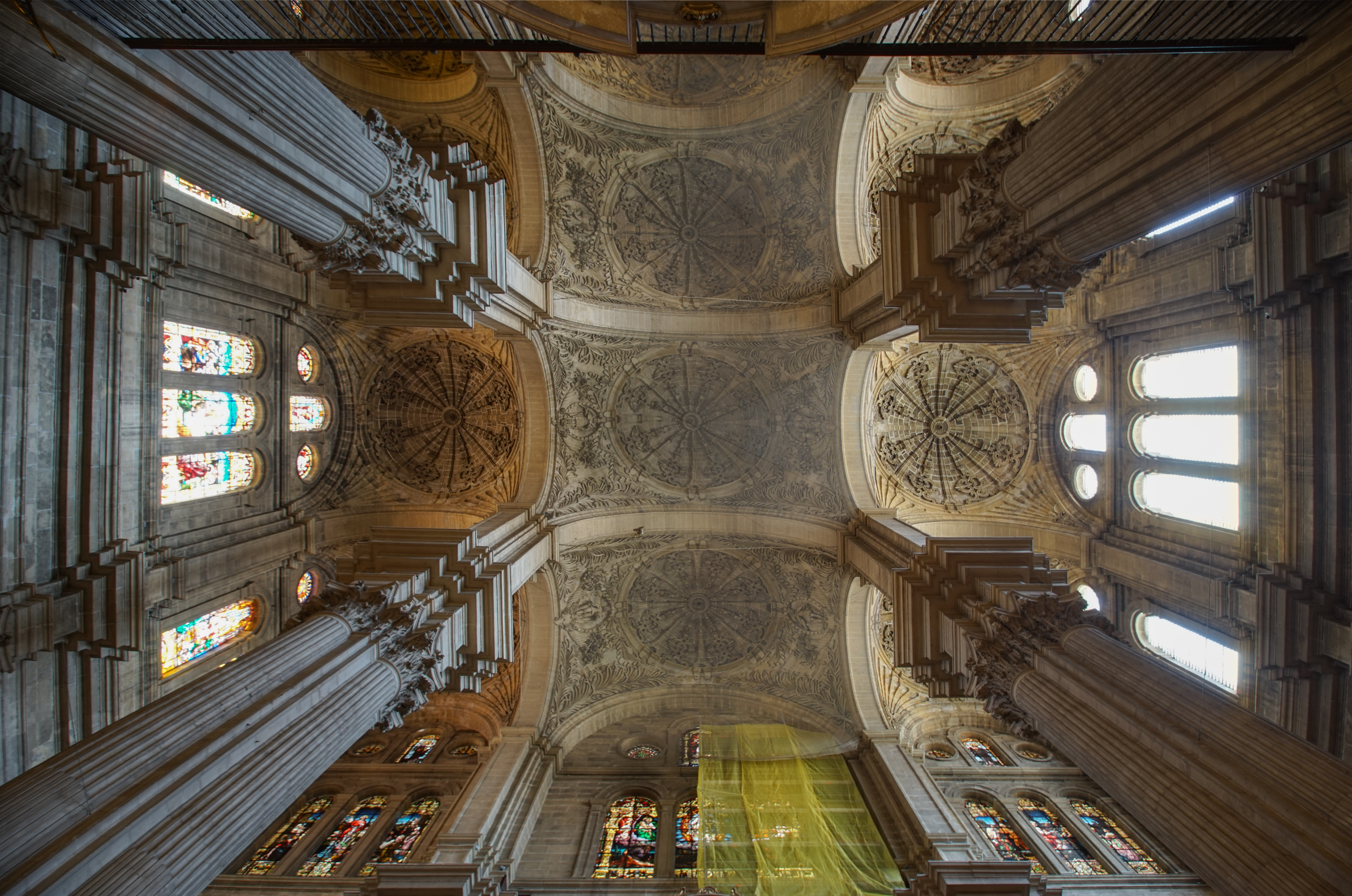
Kathedrale von Málaga, echtes Renaissancegewölbe
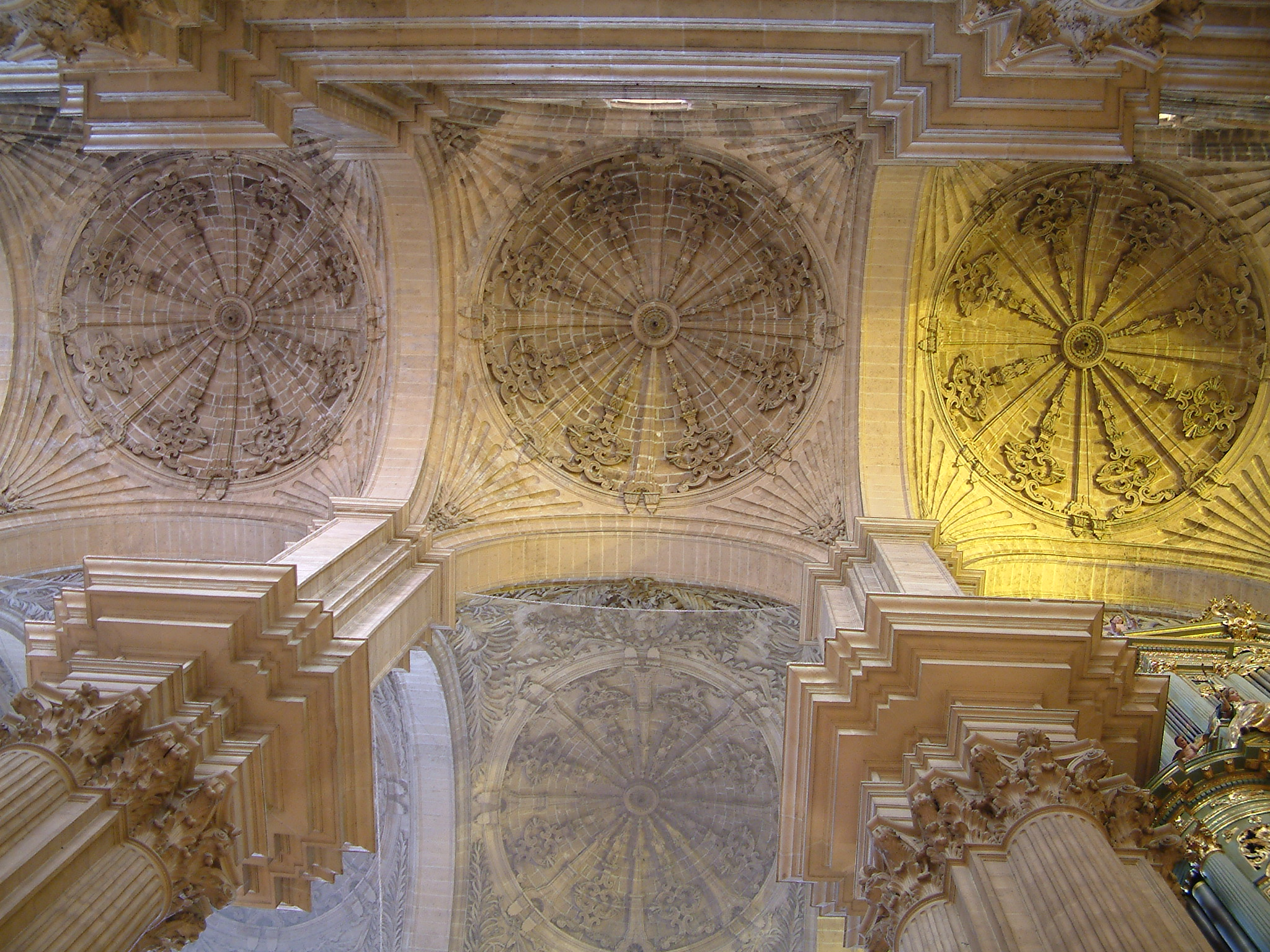
Kathedrale von Málaga, echtes Renaissancegewölbe

| Ort       | Name/Patrozinium                           | Anmerkungen |
| --------- | ------------------------------------------ | --- |
| Antequera | San Juan Bautista (CC) 2022-08 ohne Bilder | |
| Coín      | San Juan Bautista (CC)                     | um 1600 Gótico-Mudéjar und wahrsch. Pseudobasilika, im 18. Jh. barockisiert mit gedrückt rundbogigen Tonnengewölben in ähnlichen Höhen |
| Málaga    | Kathedrale                                 | Renaissance |
| Mijas     | Inmaculada Concepcion (CC)                 | MUDÉJARSTIL |
| Ronda     | Santa Maria la Mayor (CC)                  | |

### Provinz Sevilla

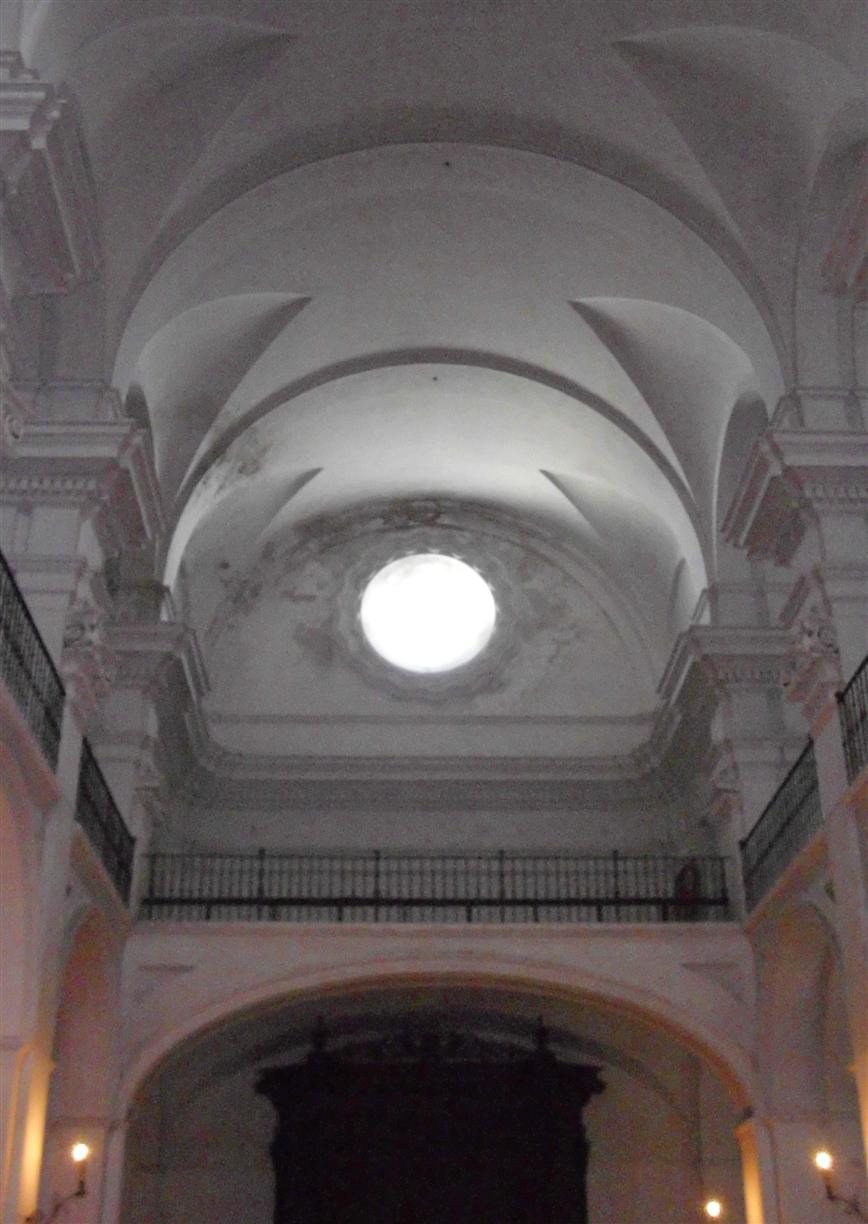
Carmona: Divino Salvador – Stichkappentonne

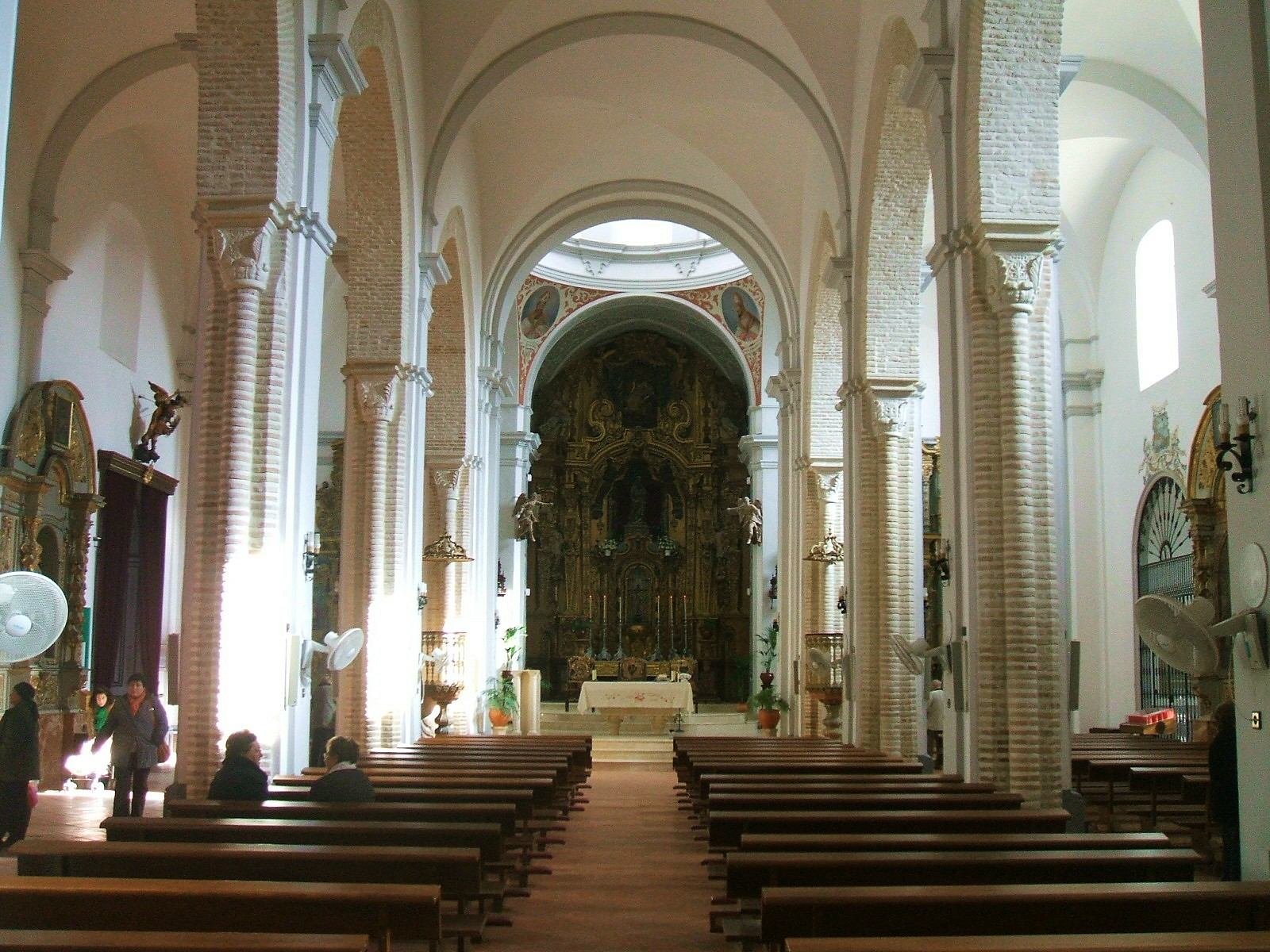
Écija: San Gil, Arkaden aus Backstein, Mudéjar-Renaissance

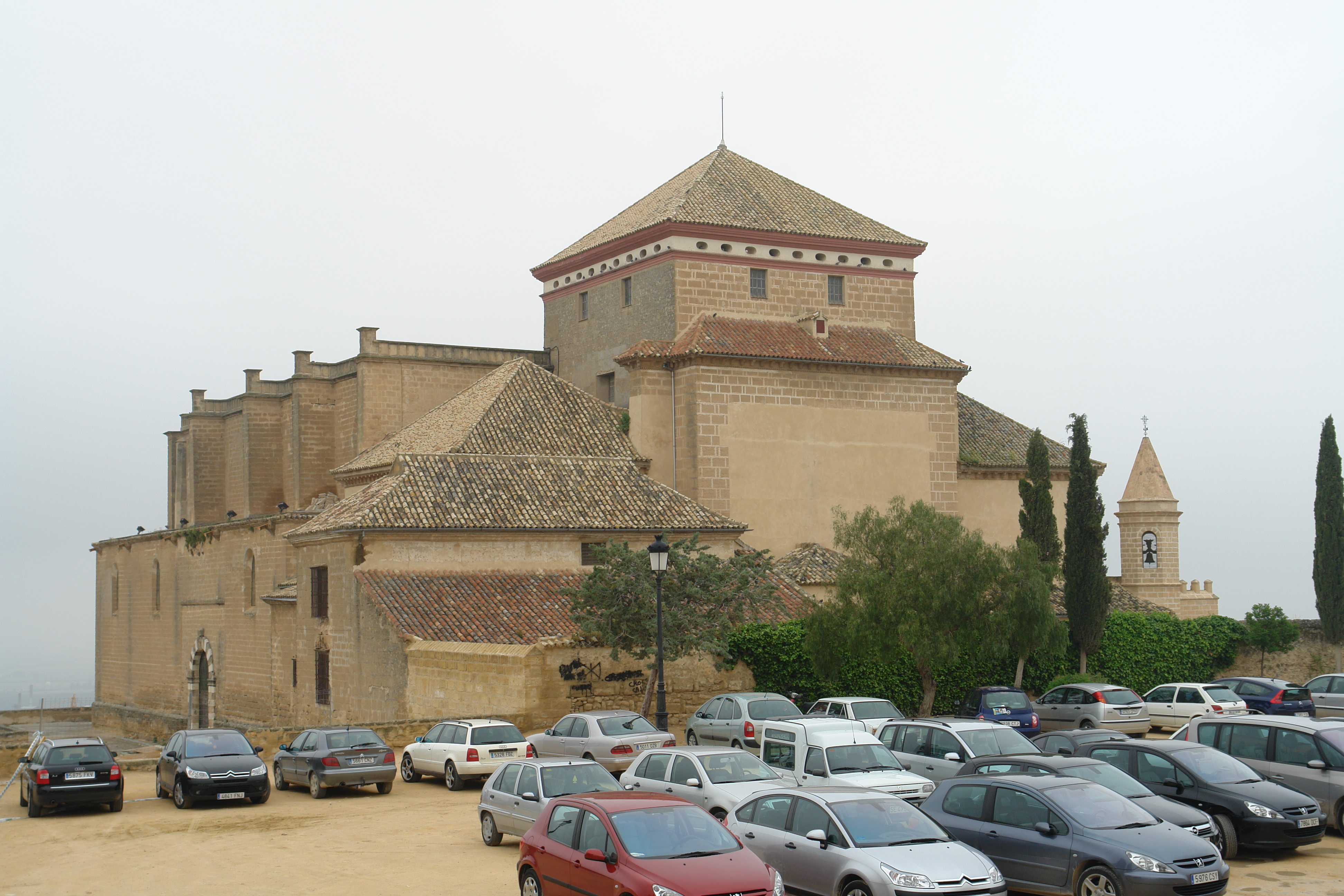
Osuna: Santa Maria

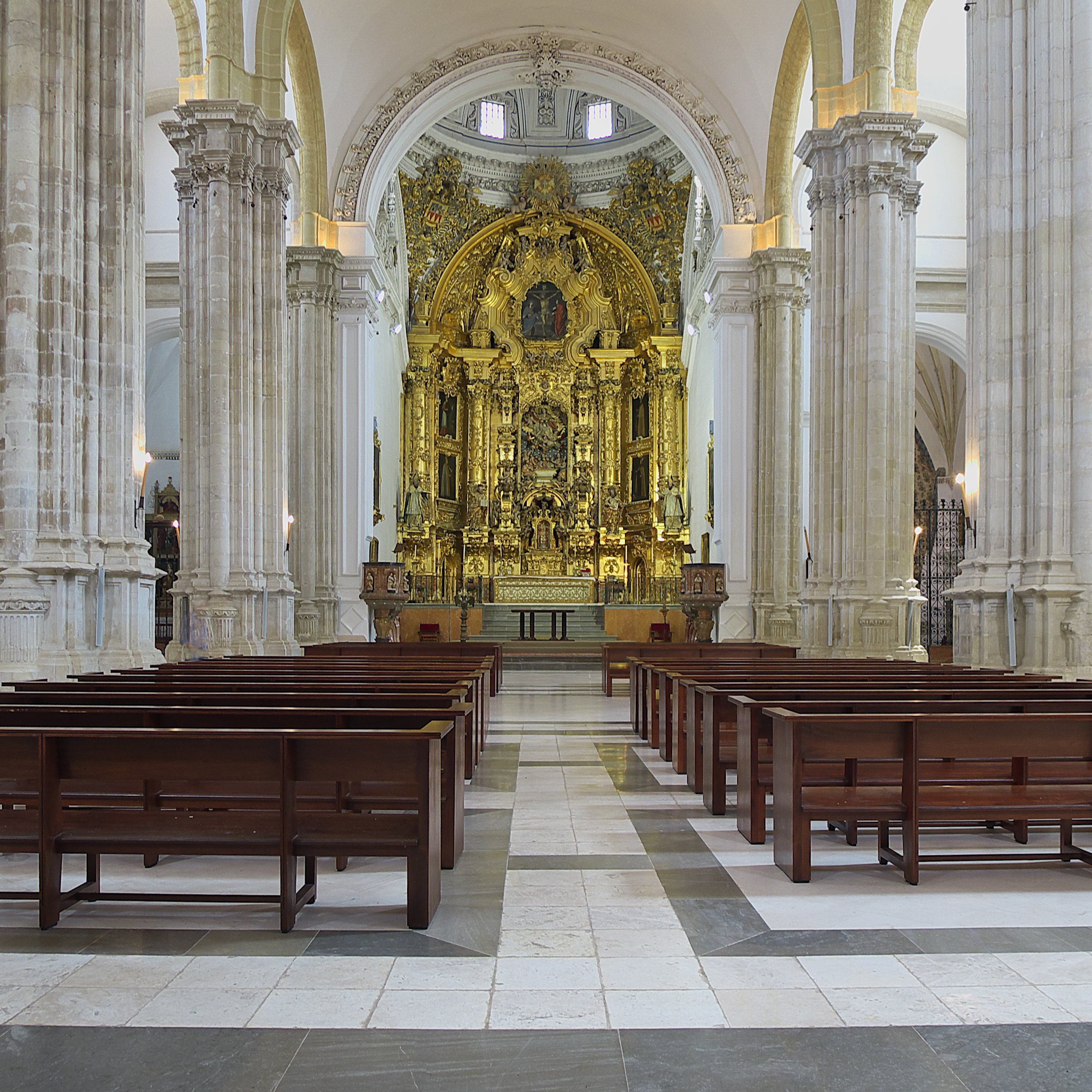
Osuna: Santa Maria

Anzahl: 14
| Ort                  | Name/Patrozinium                   | Anmerkungen |
| -------------------- | ---------------------------------- | --- |
| Carmona              | San Bartolomé (CC)                 | 15. Jh., MUDÉJARSTIL |
| Carmona              | Divino Salvador                    | 18. Jahrhundert, Barockstil, ausladende Vierungskuppel, Mittelschiff mit Stichkappentonne, Kämpfer aller Schiffe auf gleicher Höhe |
| Cazalla de la Sierra | Nuestra Señora de Consolacion (CC) | |
| Écija                | San Gil (CC)                       | MUDÉJARSTIL |
| Estepa               | San Sebastian (CC)                 | |
| Marchena             | San Juan                           | |
| Osuna                | Colegiata de Santa Maria (CC)      | Renaissance, Rundbogenarkaden, Kuppelgewölbe                                                                                       |
| Sevilla              | Santa Ana (CC)                     | |
| Sevilla              | San Andres (CC)                    | Schiff Grenzfall zur Pseudobasilika, Chor mit einem einzigen hoch gelegenen Fenster                                                |
| Sevilla              | San Esteban                        | MUDÉJARSTIL |
| Sevilla              | San Juan de la Palma (CC)          | innen angedeutete Hochschiffswände, aber alle drei Schiffe bis zu gemeinsamer gering geneigter Dachschräge                         |
| Sevilla              | San Lorenzo (CC)                   | fünfschiffig, Mittelschiff der Grenze zu pseudobasilikal                                                                           |
| Sevilla              | Nuestra Señora de la O… (CC)       | Tonnengewölbe über allen drei Schiffen                                                                                             |
| Utrera               | Iglesia de Santiago INNEN (CC)     | GOTIK und Renaissance |

## Murcia
Anzahl: 6
| Ort                 | Name/Patrozinium                                                     | Anmerkungen                                                                             |
| ------------------- | -------------------------------------------------------------------- | --------------------------------------------------------------------------------------- |
| Caravaca de la Cruz | Iglesia el Salvador (Erlöserkirche) (CC), 08/22 ohne innen           |                                                                                         |
| Caravaca de la Cruz | Iglesia de la Soledad (Kirche der Einsamkeit) (CC), 08/22 ohne innen |                                                                                         |
| Cehegín             | Inmaculada Concepción (CC), 08/22 ohne innen                         | 1535–1556, zeitweise Hospital, dann Theater, 1937 zerstört, modernisierter Wiederaufban |
| Cehegín             | Santa Maria Magdalena (CC), 08/22 kaum innen                         | Staffelhalle                                                                            |
| Totana              | Santiago Apóstol (CC), 08/22 ohne Bilder                             | 1549–1567                                                                               |
| Moratalla           | Iglesia de la Asunción (CC), 08/22 ohne innen                        |                                                                                         |

## Land Valencia
Anzahl: 12

### Provinz Alicante
| Ort               | Name/Patrozinium                  | Anmerkungen |
| ----------------- | --------------------------------- | ----------- |
| Callosa de Segura | San Martín (CC) (ohne Innenfotos) |             |

### Provinz Castellón

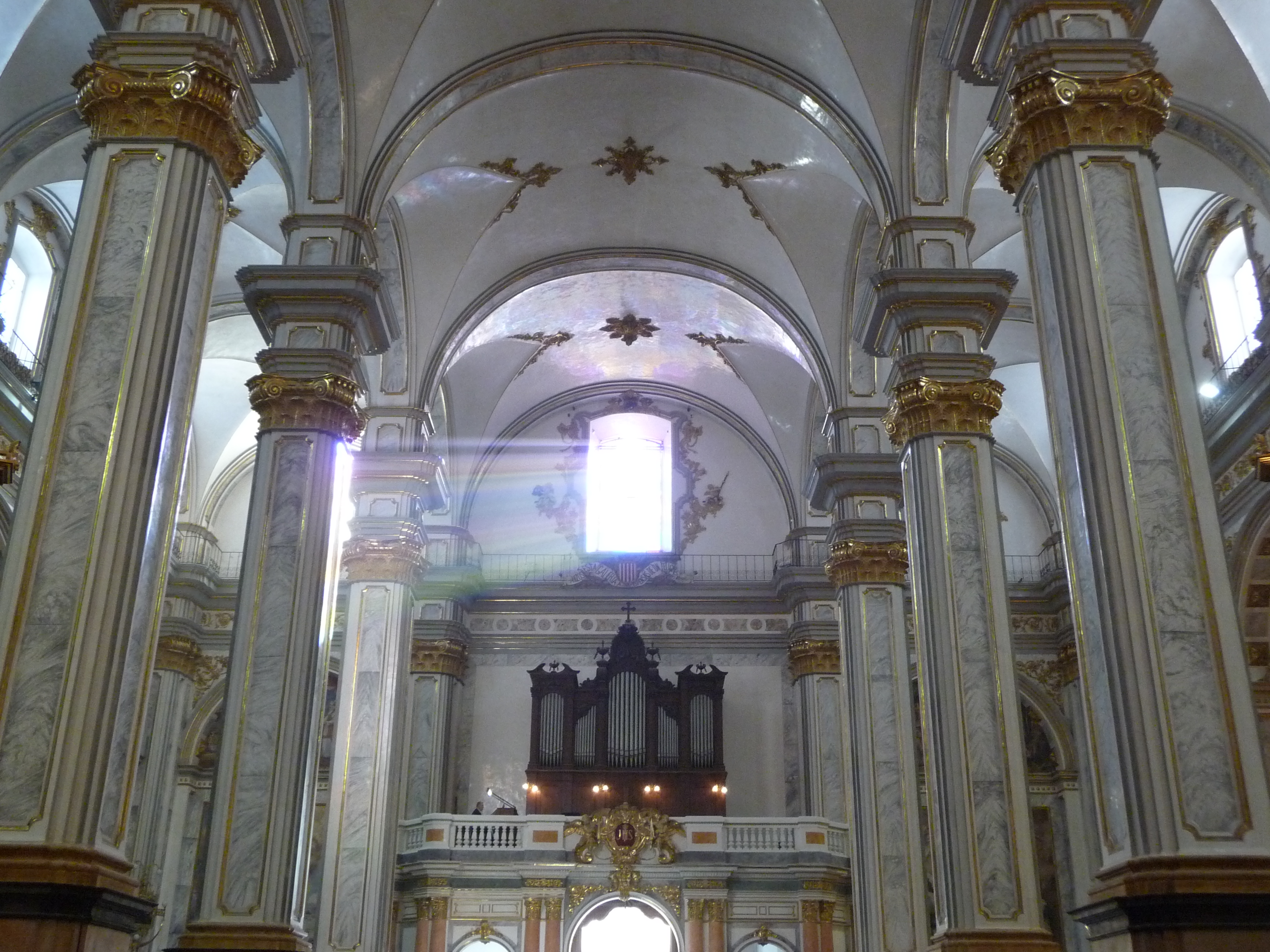
Vila-real: Sant Jaume

| Ort              | Name/Patrozinium                                  | Anmerkungen                                |
| ---------------- | ------------------------------------------------- | ------------------------------------------ |
| Ayodar           | San Vicente Ferrer (CC)                           | barocke Stufenhalle, schmale Seitenschiffe |
| Calig            | Ermita virgen del Socorro                         |                                            |
| Castel de Cabres | San Lorenzo                                       |                                            |
| Cinqtorres       | San Pedro Apóstol                                 |                                            |
| Coves de Vinromà | Església de l'Assumpció (CC) 2022 ohne Innenfotos |                                            |
| Ribesalbes       | San Cristobal                                     |                                            |
| Sueras           | Església de l'Assumpció (CC)                      | barocke Stufenhalle, schmale Seitenschiffe |
| Villar de Canes  | Purificación de la Virgen                         |                                            |
| Villarreal       | Iglesia Arciprestal San Jaime (CC)                | barocke Stufenhalle, schmale Seitenschiffe |
| Vallat           | San Juan Bautista                                 |                                            |
| Vinaros          | Ermita de S. Gregorio                             |                                            |

## Katalonien
– Siehe auch Pseudobasiliken in Katalonien (bisher 2 erfasst) –
Anzahl: 18

### Provinz Barcelona
| Ort                   | Name/Patrozinium                             | Anmerkungen                     |
| --------------------- | -------------------------------------------- | ------------------------------- |
| Comarca Osona; am Ter | Klosterkirche Sant Pere de Casserres (INNEN) | LOMBARDISCH ROMANISCH           |
| Barcelona             | Sant Miquel del Port                         |                                 |
| Vic                   | Kathedrale (CC)                              | 1781–1803, barocke Emporenhalle |

Der Saló Sant Jordi des Palastes der Generalitat de Catalunya, Renaissance, entspricht der Bauform einer Hallenkirche mit drei gleich hohen Schiffen, Seitenschiffe schmäler, ist aber kein Kirchenraum. Die Capella de Sant Jordi im selben Gebäude ist ein Zentralbau mit Kuppel.

### Provinz Lleida

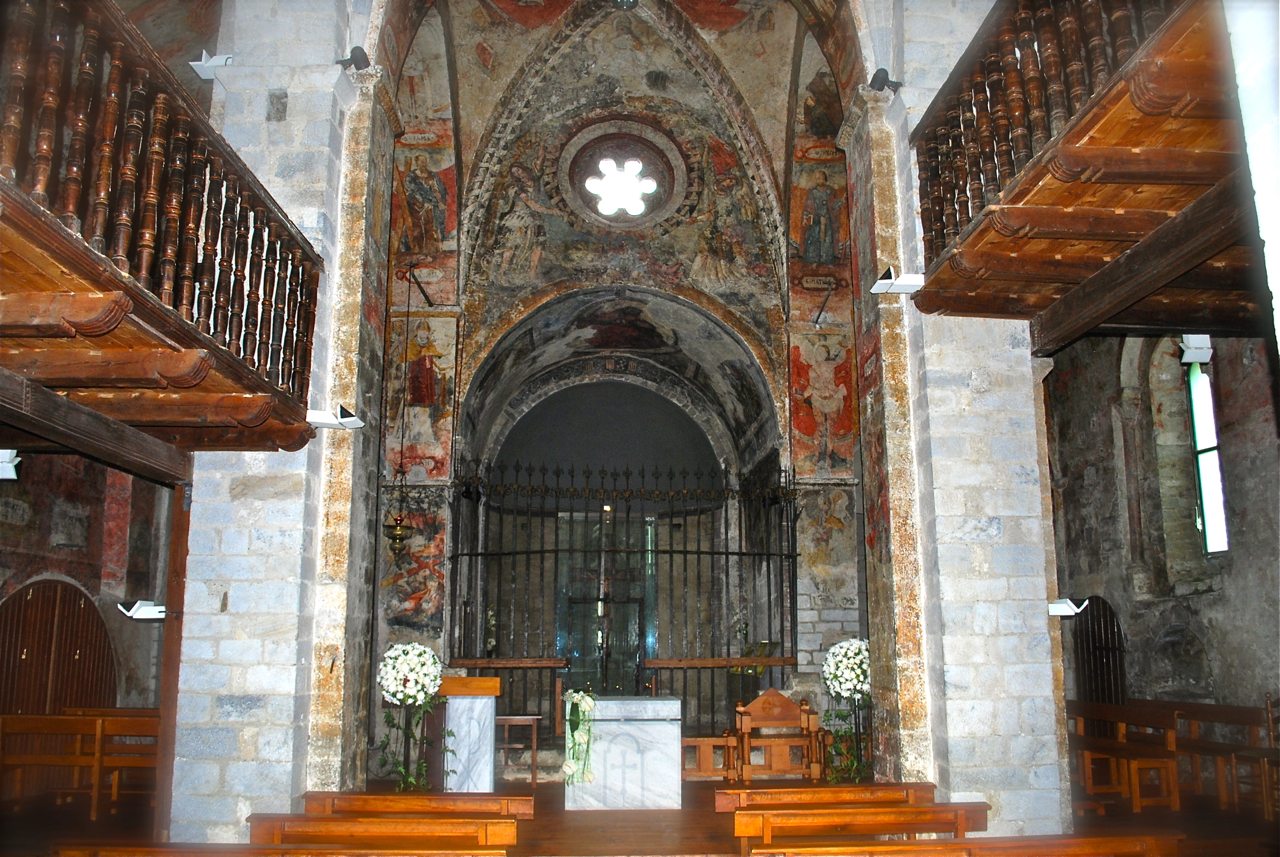
Salardú: Sant Andreu

Anzahl: 9

Taüll
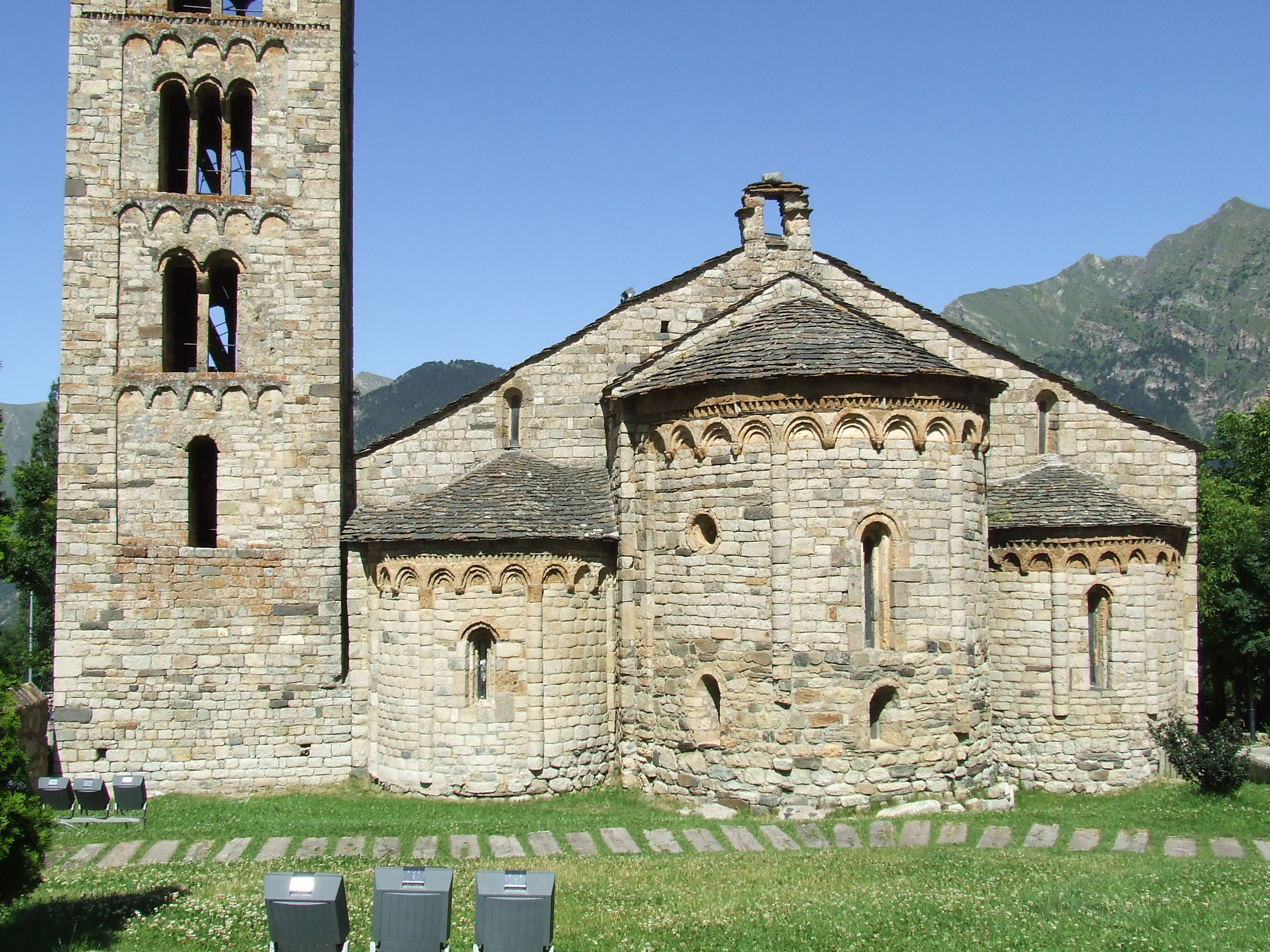
Sant Climent
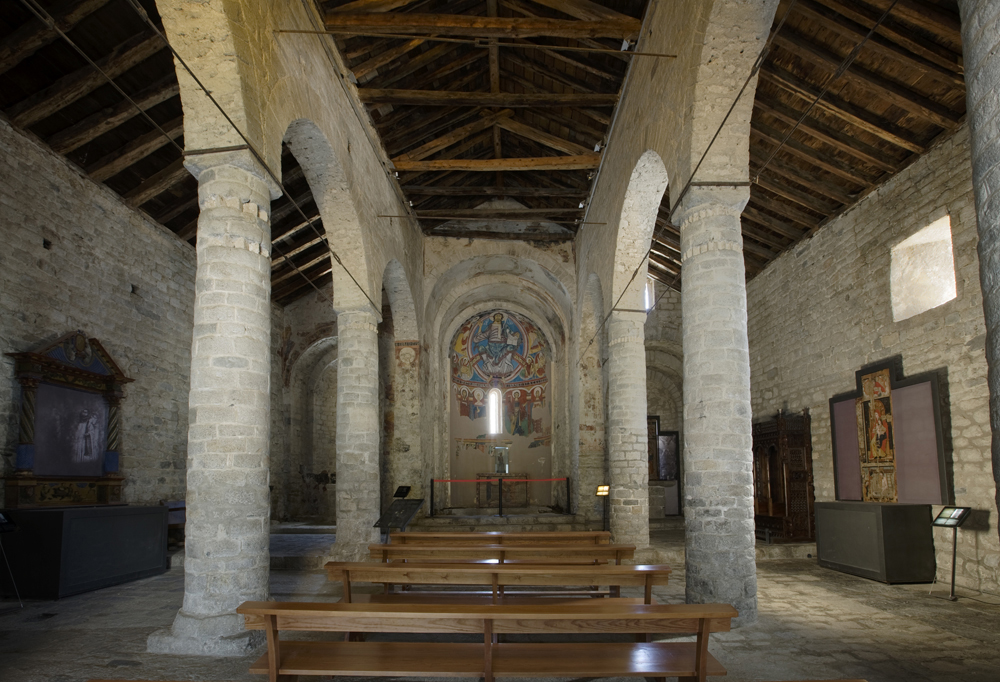
Sant Climent
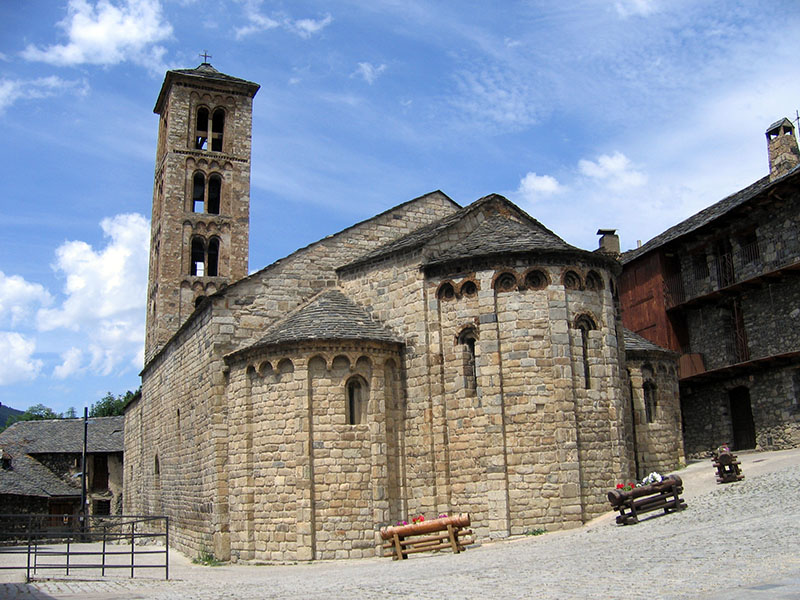
Santa Maria
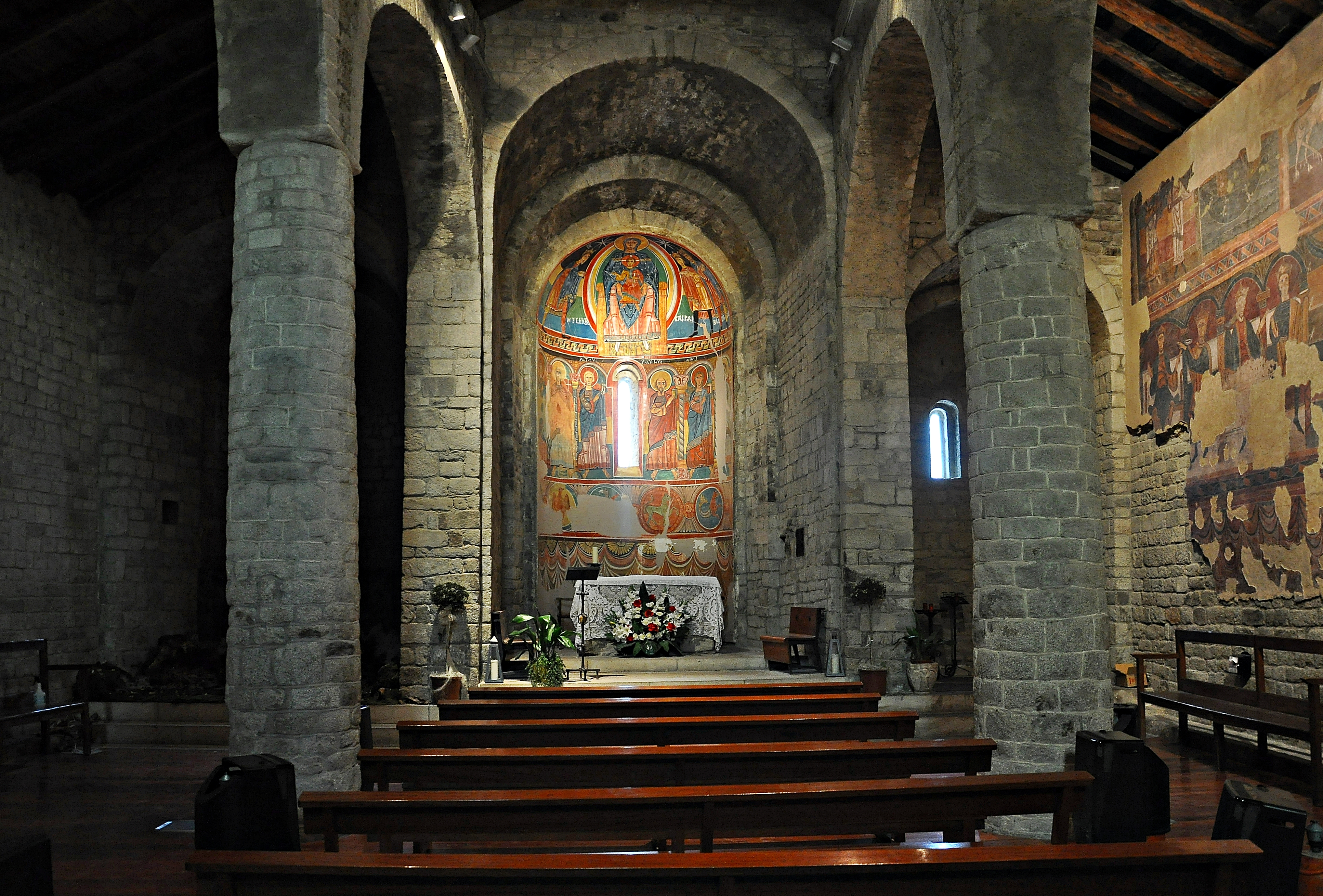
Santa Maria

| Ort                   | Name/Patrozinium                    | Anmerkungen                                                              |
| --------------------- | ----------------------------------- | ------------------------------------------------------------------------ |
| All, Isòvol, Cerdanya | Santa Maria d’All                   | einschiffige Kirche des 12. Jh. im 13. Jh. um Nordseitenschiff erweitert |
| Granyena de Segarra   | Santa Maria (CC)                    | Renaissance                                                              |
| Guissona              | Santa Maria (CC), Seite des Bistums | Ende 18. Jh., klassizistisch                                             |
| Lleida                | Alte Kathedrale                     | Renaissance                                                              |
| Salardú               | Sant Andreu (CC)                    | Romanik, Gotik, Renaissance                                              |
| Taüll                 | Sant Climent                        | romanisch, Arkaden aber keine Gewölbe                                    |
| Taüll                 | Santa Maria (CC)                    | romanisch                                                                |
| Tredos, Val d’Aran    | Santa Maria (CC)                    | romanisch, Grenze zur Pseudobasilika                                     |
| Unha, Val d’Aran      | Santa Eulária (CC)                  | romanisch                                                                |

### Provinz Tarragona
| Ort                   | Name/Patrozinium                 | Anmerkungen |
| --------------------- | -------------------------------- | ----------- |
| Arnes                 | Santa Magdalena                  |             |
| Batea                 | Sant Miquel (CC)                 | Renaissance |
| Corbera d’Ebre        | Sant Pere                        |             |
| Gandesa               | de la Mare de Déu de l'Assumpció |             |
| El Pla de Santa Maria | de l'Assumpció                   |             |
| Riba roja d’Ebre      | Sant Bartomeu                    |             |

## Aragonien/Aragón

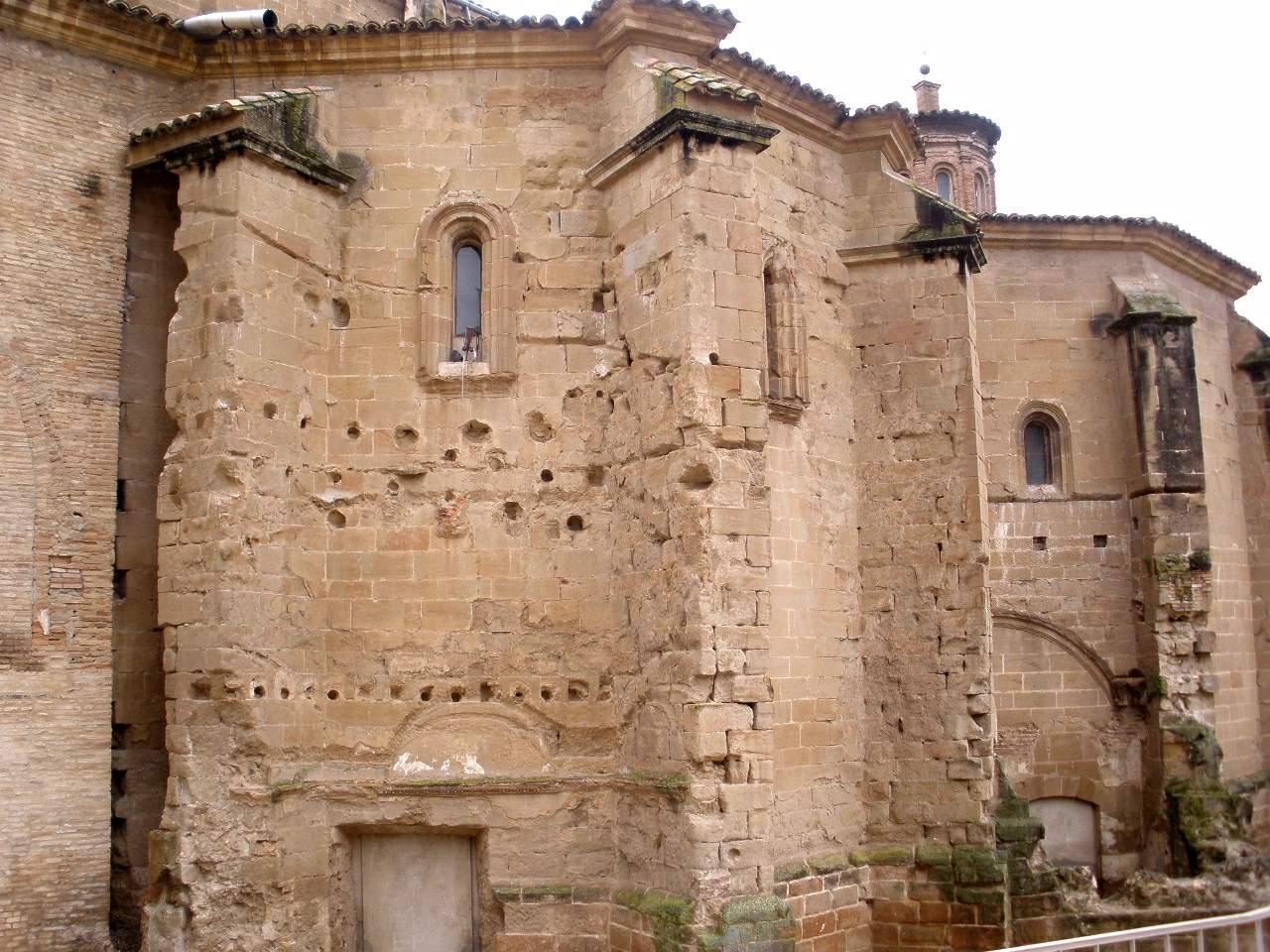
Barbastro: Kathedrale

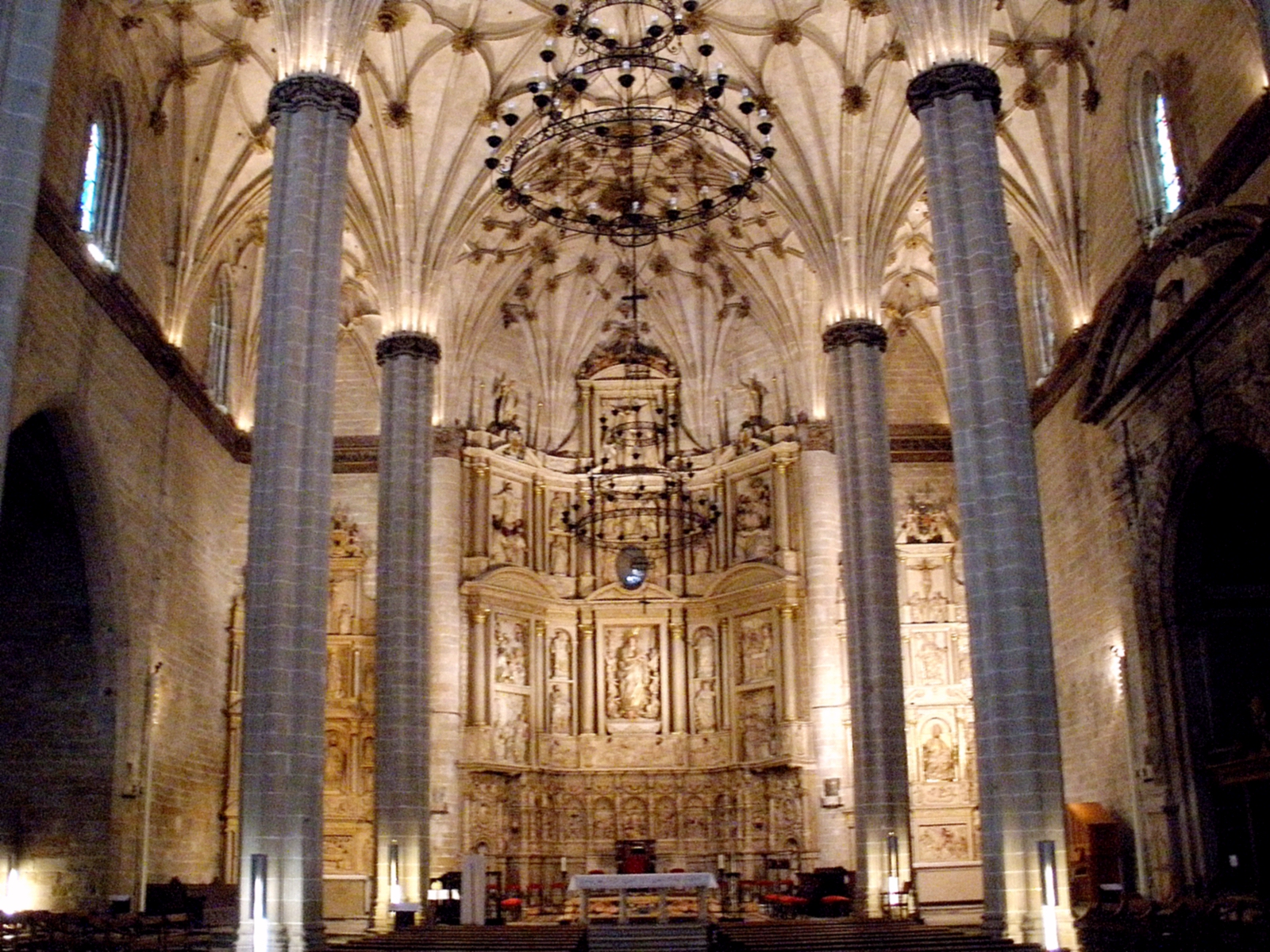
Barbastro: Kathedrale

Anzahl: 99

### Provinz Huesca
Anzahl: 12
| Ort               | Name/Patrozinium                | Anmerkungen                    |
| ----------------- | ------------------------------- | ------------------------------ |
| Alcolea de Cinca  | San Juan Bautista               |                                |
| Almudévar         | Ig. de la Asunción              | Barock                         |
| Barbastro         | Kathedrale (CC)                 |                                |
| Berdún            | Santa Eulalia                   |                                |
| Bolea             | Santa María la Mayor (CC)       |                                |
| Huesca            | San Lorenzo                     |                                |
| Jaca              | de Santiago                     |                                |
| Lanaja            | iglesia de la Asunción          |                                |
| Panticosa         | Asunción de Nuestra Señora (CC) |                                |
| Peralta de la Sal | Santa María                     |                                |
| Roda de Isábena   | Ex-Kathedral                    |                                |
| Yebra de Basa     | San Lorenzo Mártir (CC)         | 16. Jh., gotische Sterngewölbe |

### Provinz Zaragoza

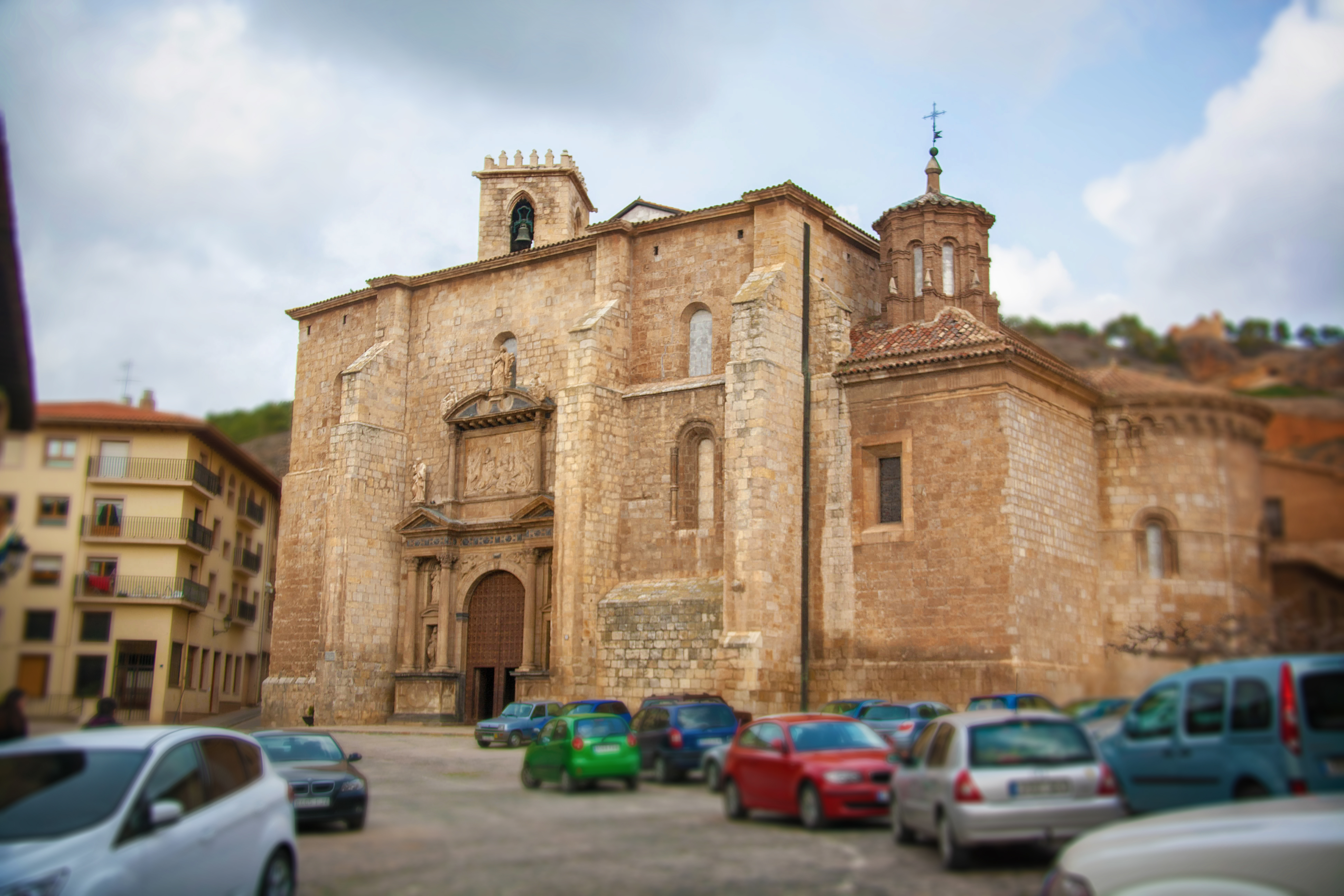
Daroca: Santa Maria Mayor

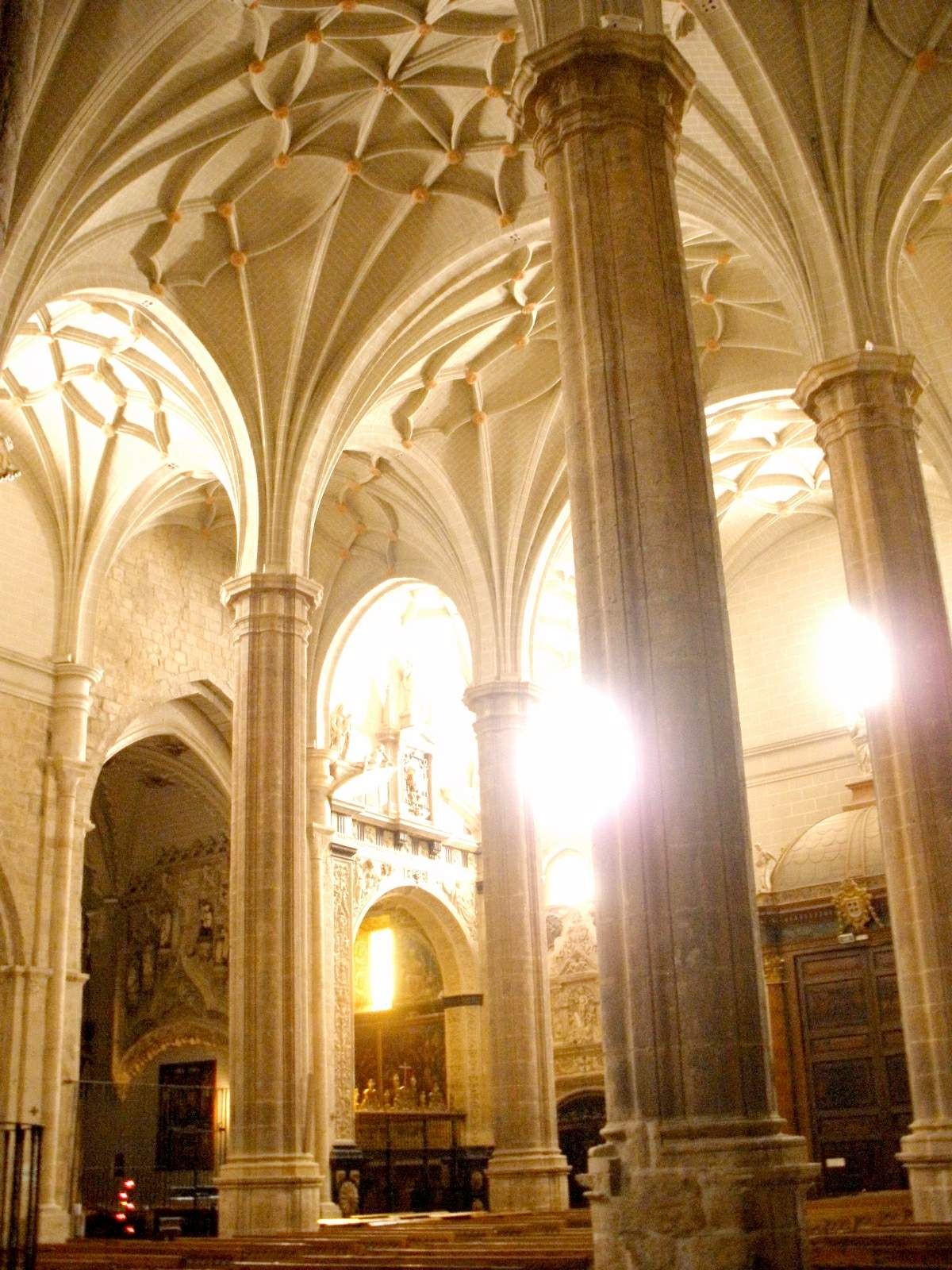
Daroca: Santa Maria Mayor

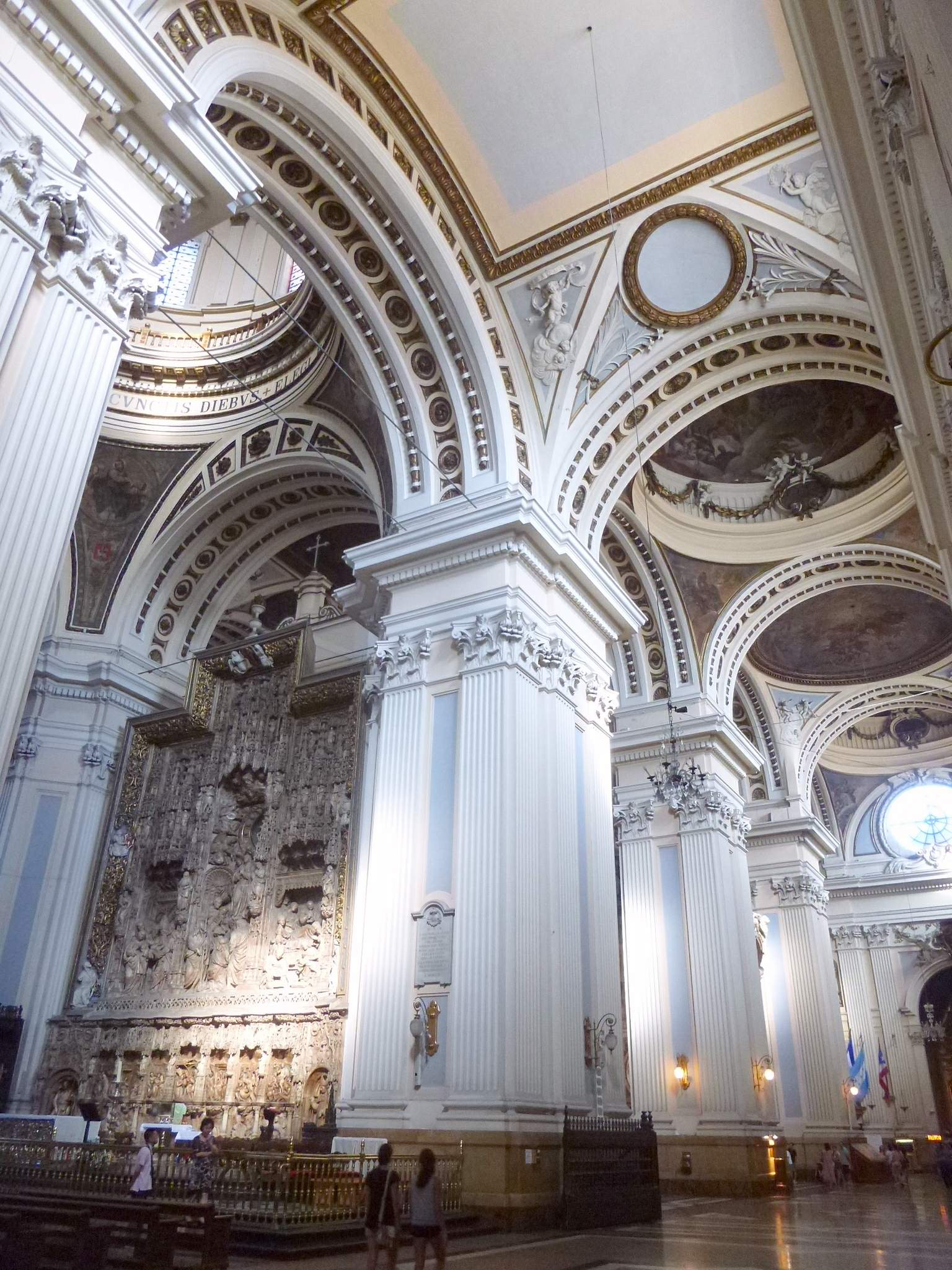
Zaragoza: Catedral-Basílica del Pilar

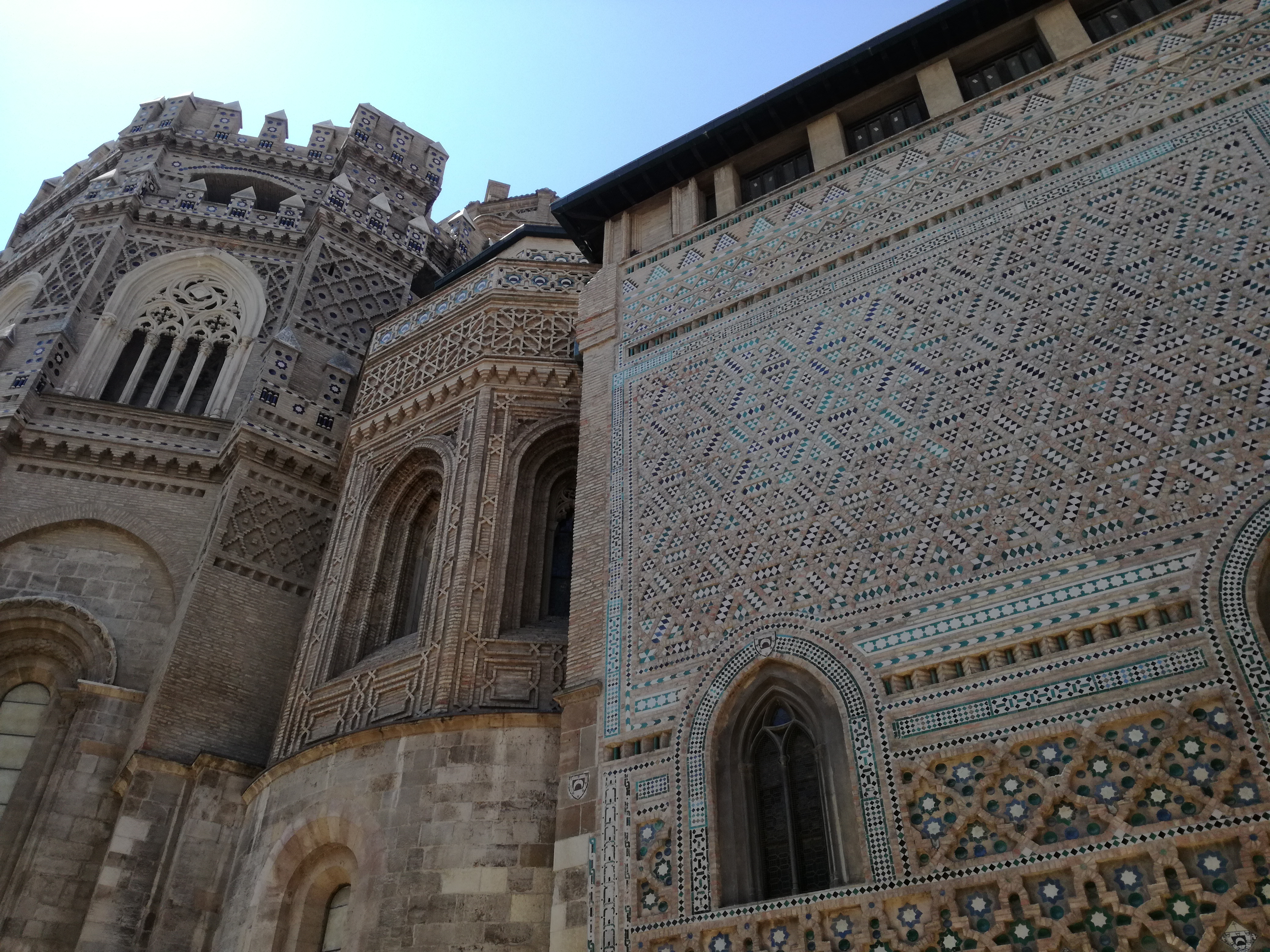
Zaragoza: Alte Kathedrale

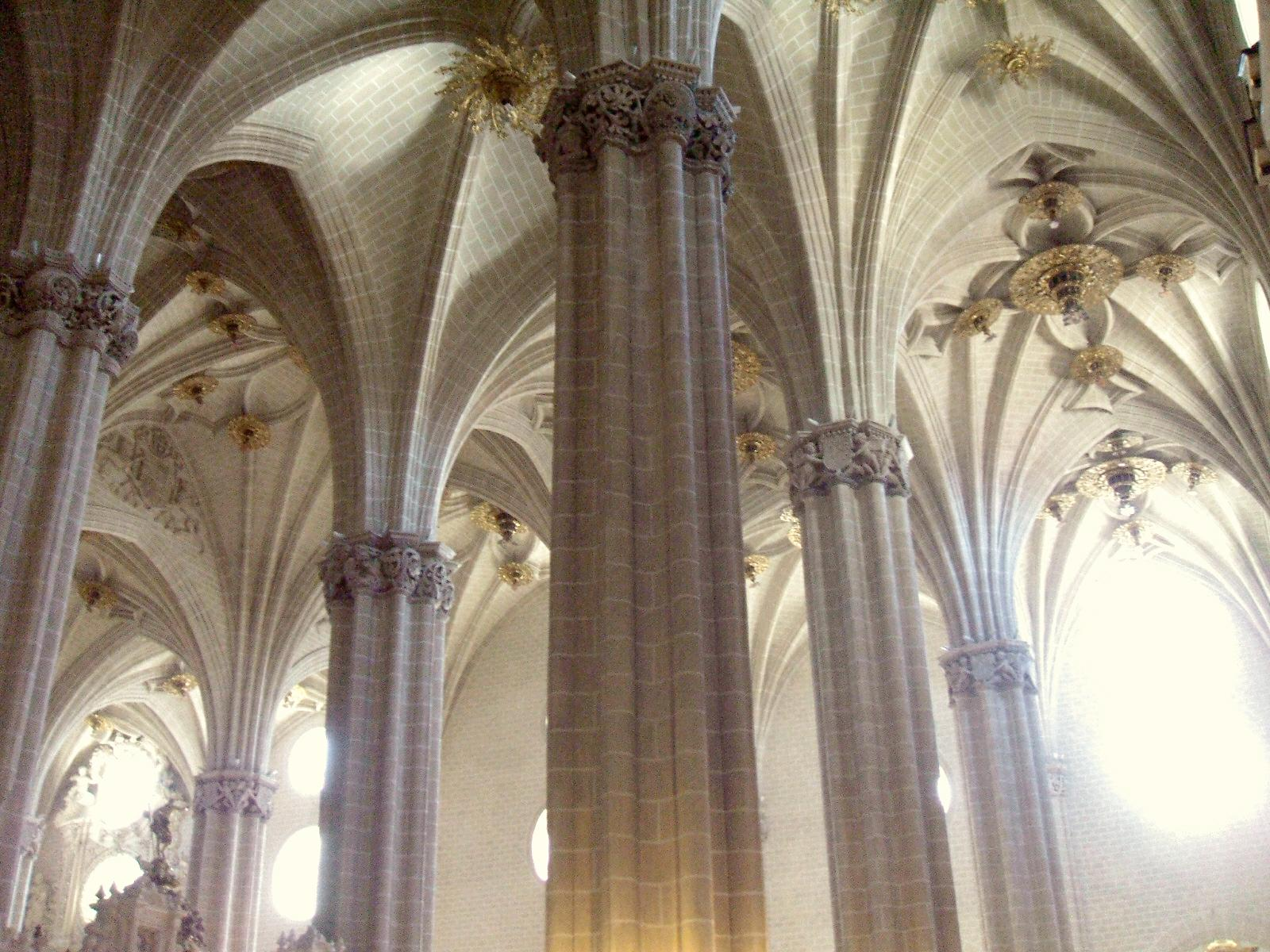
Zaragoza: Alte Kathedrale, fünfschiffig

Anzahl: 32
| Ort                  | Name/Patrozinium                                            | Anmerkungen |
| -------------------- | ----------------------------------------------------------- | --- |
| Aguarón              | San Miguel Arcángel (CC)                                    | Barock |
| Ariza                | Asunción de Nuestra Señora (CC)                             | |
| Bordalba             | Purísima Concepción (CC)                                    | 14. Jh., halb Stufenhalle, halb Basilika: Querschnitt Stufenhalle mit einheitlicher Kämpferhöhe, Schildwände der Nordseite fensterlos, Südseite mit kleinen Fenstern |
| Calatayud            | San Pedro de los Francos (CC)                               | Gotico-mudéjar |
| Calatayud            | Santa Maria la Mayor (CC), 2022–2024 ohne Kirchenraum SIPCA | Anfang 17. Jahrhundert, Renaissance (Stuck, aber in streng geometrischen Formen); Innenfoto                                                                          |
| Calcena              | N. Señora de los Reyes (CC), 2022 ohne Kirchenraum          | |
| Cubel                | N. Señora de la Asunción                                    | |
| Daroca               | Sta. María la Mayor de los Sagrados Corporales (CC)         | dreischiffige Halle mit einem Kuppelturm, Obergaden über Kranz niedriger Kapellen, Renaissance                                                                       |
| Daroca               | Santo Domingo de Silos (CC)                                 | Barock |
| Épila                | Santa María la Mayor                                        | Barock |
| Fombuena             | N. Señora de la Asunción (CC)                               | Barock |
| Fuentes de Jiloca    | Asunción de Nuestra Señora (CC)                             | rundbogige Rippengewölbe |
| Ibdes                | San Miguel Arcángel (CC)                                    | 1526–1556 |
| Langa del Castillo   | San Pedro Apóstol                                           | Ende 17. Jh., Barock |
| Lechón               | San Lorenzo (CC)                                            | Barock |
| Leciñena             | Nuestra Señora de la Asuncion (CC)                          | |
| Longares             | Iglesia de la Asuncion (CC)                                 | Renaissance |
| Luna                 | Santiago y San Miguel (CC)                                  | mittl. Drittel 18. Jh., Barock |
| Maella               | San Esteban (CC)                                            | Renaissance |
| Maella               | Santa María (CC) SIPCA                                      | |
| Magallón             | San Lorenzo (CC) SIPCA                                      | 1533–1609, rundbogige Rippengewölbe; Turmobergeschosse (eines Renaissance) und gotische Außenmauern des Polygonalchors (14. Jh.) aus Backstein                       |
| Miedes               | San Pedro Apostol (CC)                                      | Barock |
| Muel                 | San Cristóbal AM                                            | Barock (nur Turm noch RENAISSANCE-MUDÉJAR) |
| Novallas             | N. Señora de la Asunción                                    | |
| Novillas             | Nuestra Señora de la Esperanza                              | |
| Torrellas            | San Martín de Tours                                         | |
| Velilla de Ebro      | Ermita de San Nicolas de Bari SIPCA                         | Barock |
| Villanueva de Jiloca | San Gil (CC)                                                | Barock |
| Zaragoza             | La Seo (Alte Kathedrale) (CC)                               | |
| Zaragoza             | Catedral-Basílica del Pilar                                 | 1681–1754, Barock, überwiegend Kuppelgewölbe |
| Zaragoza             | N. Señora del Portillo (CC)                                 | 1701–1731 Umbau zum Barock |
| Zaragoza             | Sta. Isabel de Portugal (auch San Cayetano) (CC)            | ab 1682, Barock |

### Provinz Teruel

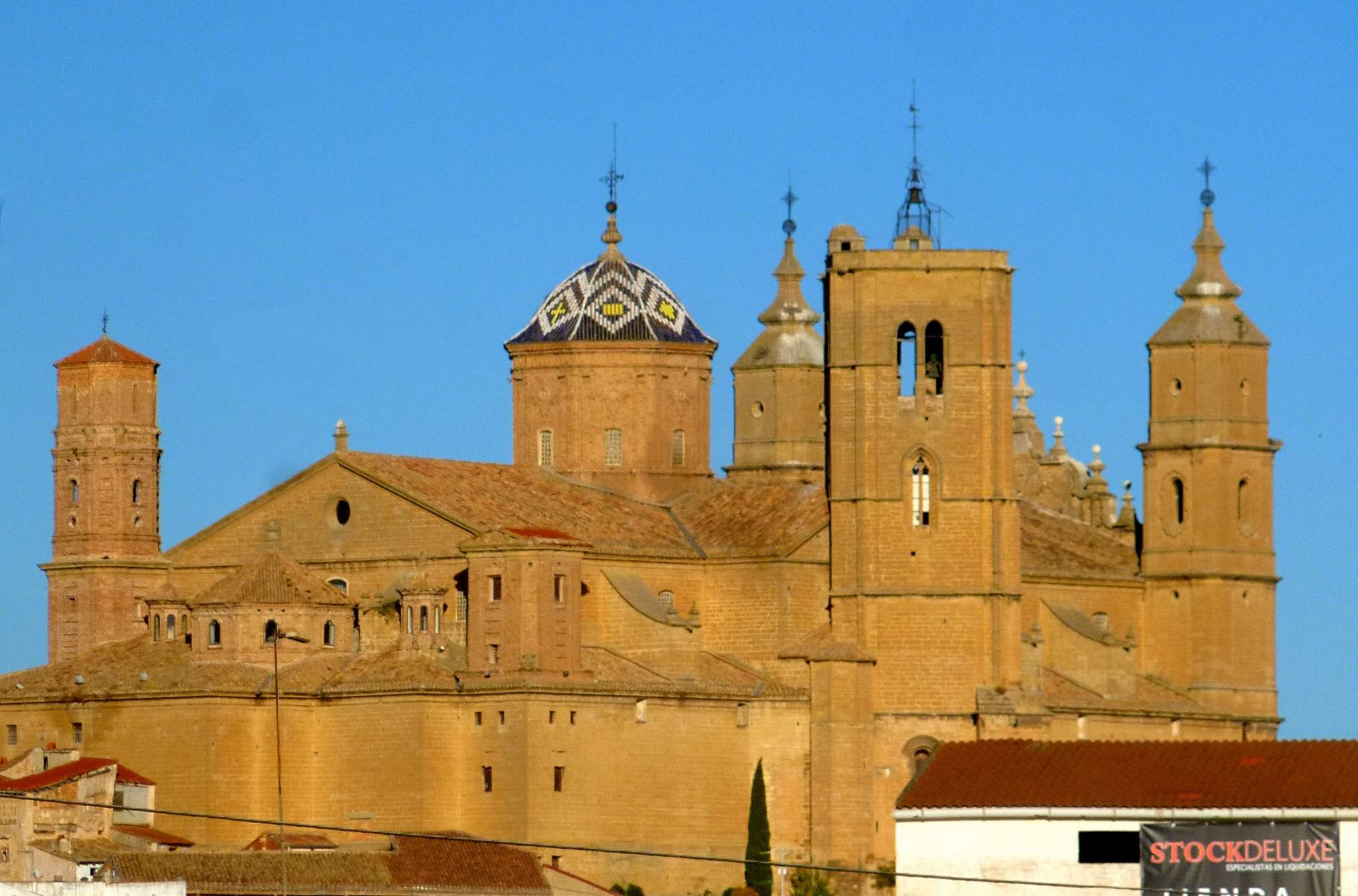
Alcañiz: Santa María Mayor

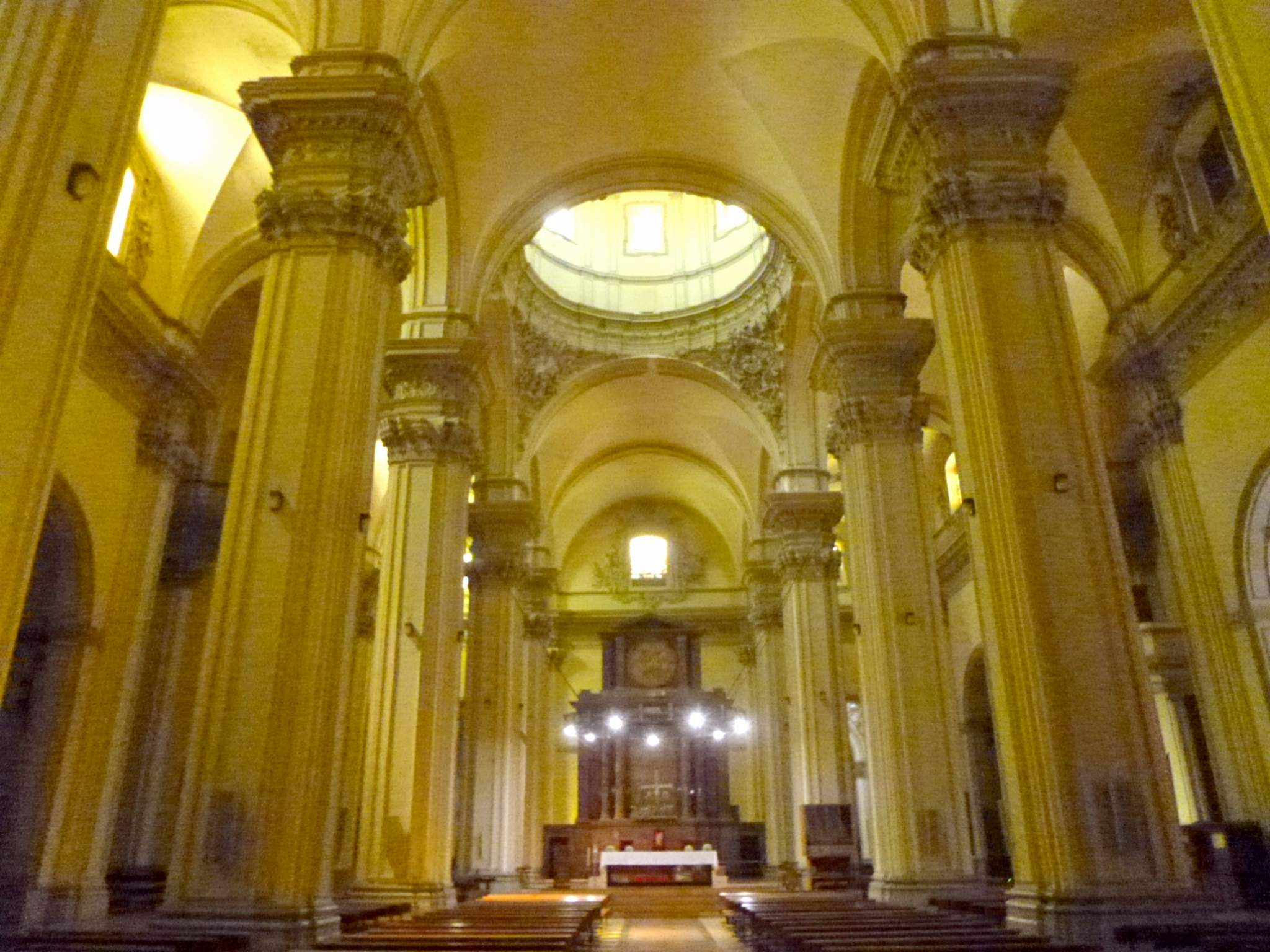
Alcañiz: Santa María Mayor

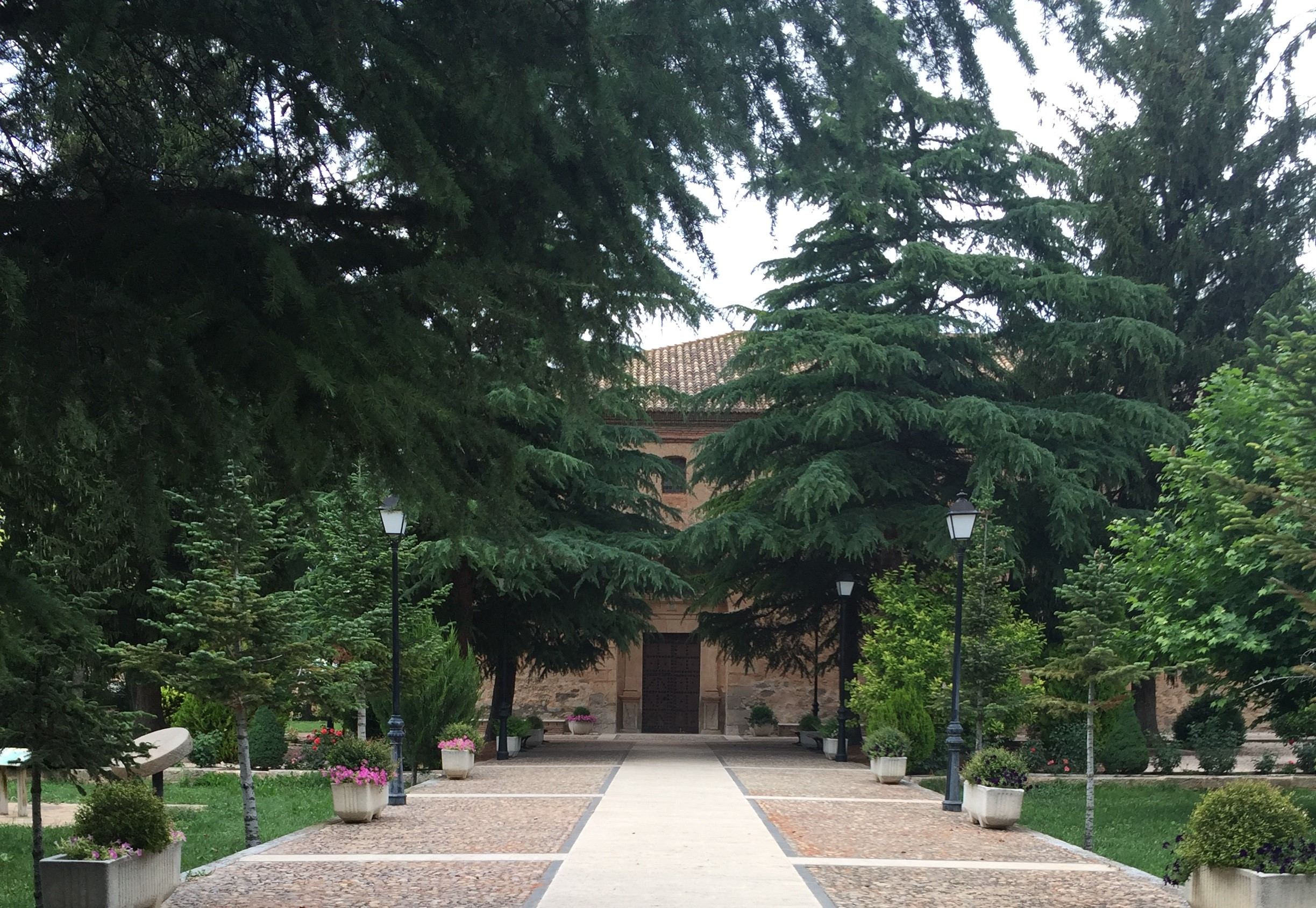
Santa Eulalia del Campo: Virgen del Molino

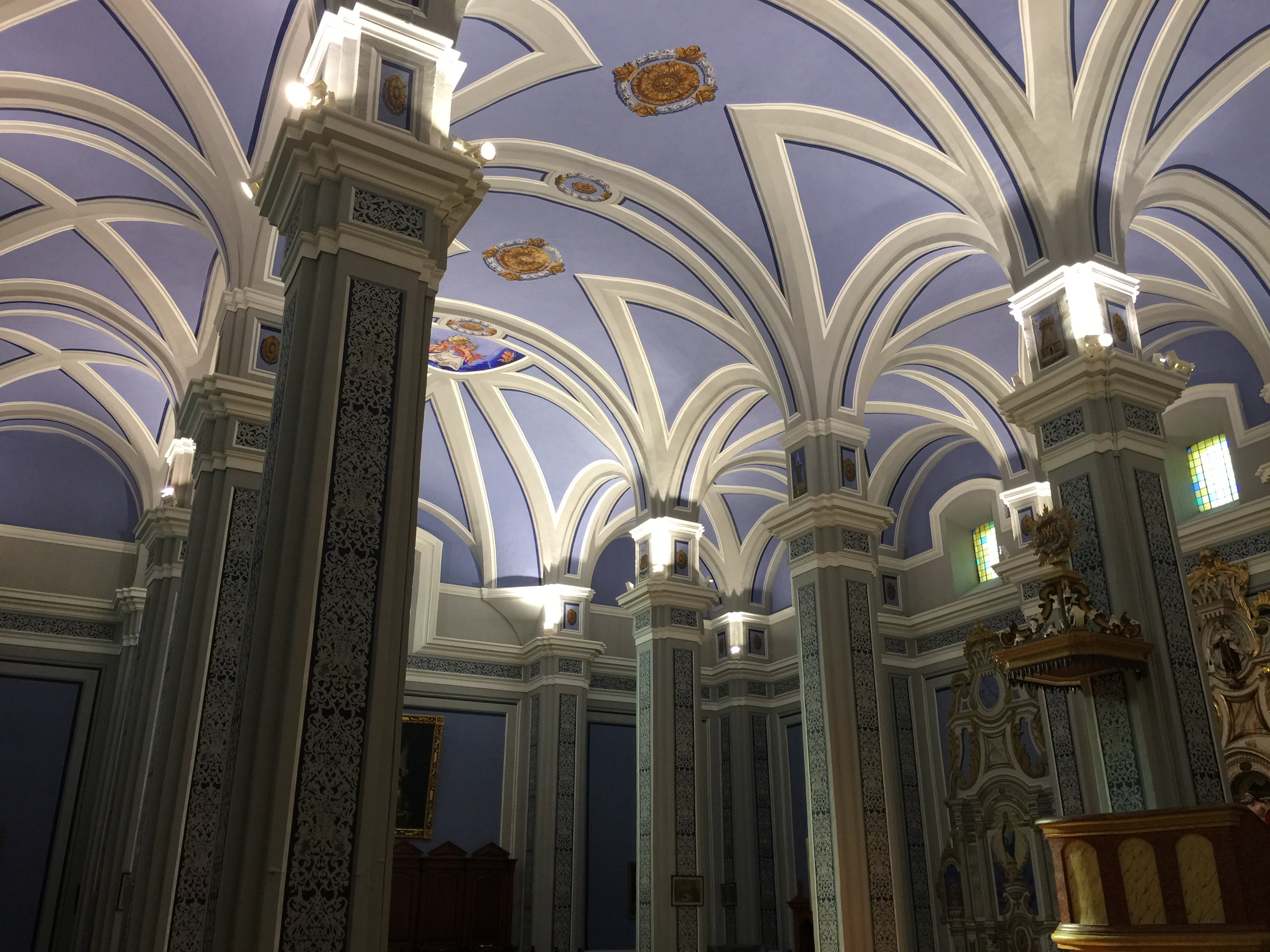
Santa Eulalia del Campo: Virgen del Molino

Anzahl: 55
| Ort                        | Name/Patrozinium                                   | Anmerkungen                                                                                         |
| -------------------------- | -------------------------------------------------- | --------------------------------------------------------------------------------------------------- |
| Alacón                     | de la Asunción                                     | Barock                                                                                              |
| Albalate del Arzobispo     | Santuario de la Virgen de la Fuente                | Barock                                                                                              |
| Alcañiz                    | San Francisco (CC)                                 | Barock                                                                                              |
| Alcañiz                    | Santa María la Mayor (CC)                          | Barock                                                                                              |
| Allepuz                    | Iglesia de la Purificación (CC) 2022-08 ohne Fotos | 1771, Barock, Mittelschiffsjoche Kuppelgewölbe mit Laternen, Seitenschiffe kuppige Kreuzgratgewölbe |
| Almohaja                   | Nuestra Señora del Rosario                         | Barock                                                                                              |
| Báguena                    | Iglesia de la Asunción (CC) A-M                    | 2. Hälfte 17. Jh., Barock bis KLASSIZISTISCH; Backsteinturm                                         |
| Bea                        | San Bartolomé (CC)                                 | Barock                                                                                              |
| Belchite                   | Santuario de la Virgen del Pueyo                   | Barock                                                                                              |
| Belmonte de San José       | San Salvador (Erlöserkirche) (CC)                  | Barock                                                                                              |
| Berge, Aragon              | San Pedro Mártir (CC)                              | |
| Burbáguena                 | N. Señora de los Angeles (CC) A-M                  | 18. Jh., Barock                                                                                     |
| Calaceite                  | N. Señora de la Asunción (CC)                      | Ende 17. Jh., Barock                                                                                |
| Calamocha                  | N. Señora de la Asunción                           | Barock                                                                                              |
| Calomarde                  | San Pedro                                          | Barock                                                                                              |
| Cantavieja                 | Ig. de la Asunción (CC)                            | Barock                                                                                              |
| Castelserás                | Ig. de la Natividad (Geburtskirche) (CC)           | Barock                                                                                              |
| Cuevas de Almudén          | Santa Cruz                                         | Barock                                                                                              |
| Cuevas de Cañart           | San Pedro                                          | Barock                                                                                              |
| Cuevas de Portalrubio      | San Miguel                                         | Barock                                                                                              |
| Cutanga                    | Asunción de N. Señora                              | Barock                                                                                              |
| La Cerollera               | N. Señora de los Remedios (Mariahilf…) (CC)        | Barock                                                                                              |
| Crivillén                  | San Martin (CC)                                    | |
| La Cuba                    | San Miguel Arcángel (CC)                           | Barock                                                                                              |
| La Fresneda                | N. Señora de la Asunción (CC)                      | Barock                                                                                              |
| Huesa del Comun            | Ermita Santa Quiteria                              | Barock                                                                                              |
| Lagueruela                 | San Pedro                                          | Barock                                                                                              |
| Manzanera                  | San Salvador(CC)                                   | Barock                                                                                              |
| Mas de las Matas           | San Juan Bautista (CC)                             | Barock                                                                                              |
| Moscardón                  | San Pedro (CC)                                     | Barock                                                                                              |
| Muniesa                    | Iglesia de la Asunción (CC) AM                     | Renaissance                                                                                         |
| Noguera de Albarracín      | San Miguel (CC)                                    | Barock                                                                                              |
| Nueros                     | Nuestra Señora de las Nieves                       | Barock                                                                                              |
| Obón, Cuencas Mineras      | Asuncion de Nuestra Señora (CC) AM                 | gotisches Hallenschiff aus dem 15. Jh. im 18. Jh. den barocken Ostteilen angeglichen                |
| Oliete                     | N. Señora de la Asuncion (CC)                      | Barock                                                                                              |
| Orihuela del Tremedal      | San Millán de la Cogolla (CC)                      | Barock                                                                                              |
| Peñaroya de Tastavins      | Santa Maria la Mayor (CC)                          | 18. Jh., verspätete Renaissance                                                                     |
| Peracense                  | San Pedro                                          | Barock                                                                                              |
| Plou                       | Santa Cruz (CC)                                    | Barock                                                                                              |
| La Puebla de Híjar         | N. Señora de la Natividad (CC)                     | Barock                                                                                              |
| Puertomingalvo             | Asunción y San Blas (CC)                           | 17. Jh., Barock                                                                                     |
| Puertomingalvo             | Ermita Santa Barbara                               | |
| Rillo                      | Santo Domingo de Silos (CC)                        | Mitte 18. Jh.,Barock                                                                                |
| Riodeva                    | Ermita de la Purísima Concepción (CC)              | Mitte 19. Jh.,KLASSIZISTISCH                                                                        |
| Samper de Calanda          | Salvador (CC)                                      | 18. Jh., Barock                                                                                     |
| Santa Eulalia del Campo    | Ermita de la Virgen del Molino (CC)                | Barock, 1772 anstelle eines Vorgängerbaus                                                           |
| Seno                       | Santa Elena (CC)                                   | Barock                                                                                              |
| Segura de los Baños        | Virgen de Aliaga (CC)                              | Barock                                                                                              |
| Tormón                     | Natividad de la N. Señora (CC)                     | Mitte 17. Jh., noch Renaissance                                                                     |
| Torres de Albarracín       | San Miguel                                         | Barock                                                                                              |
| Torrijo del Campo          | San Pedro (CC)                                     | Barock; mit Backsteinturm                                                                           |
| Valdelinares               | N. Señora de las Nieves (CC)                       | 1751, Barock                                                                                        |
| Valjunquera (Valljunquera) | San Miguel                                         | 1737–1747, Barock                                                                                   |
| Villafranca del Campo      | San Juan Bautista (CC)                             | Barock                                                                                              |
| Villel                     | N. Señora de las Nieves (CC)                       | 18. Jh., Barock, Kuppelgewölbe                                                                      |

## Städte an der afrikanischen Küste
– Siehe auch Pseudobasiliken in den spanischen Städten an der afrikanischen Küste (2) –
| Ort   | Name/Patrozinium           | Anmerkungen                                                                         |
| ----- | -------------------------- | ----------------------------------------------------------------------------------- |
| Ceuta | Santa María de África (CC) | Mittelschiff rundbogige Stichkappentonne, Seitenschiffe rundbogige Kreuzgratgewölbe |

## Kanarische Inseln

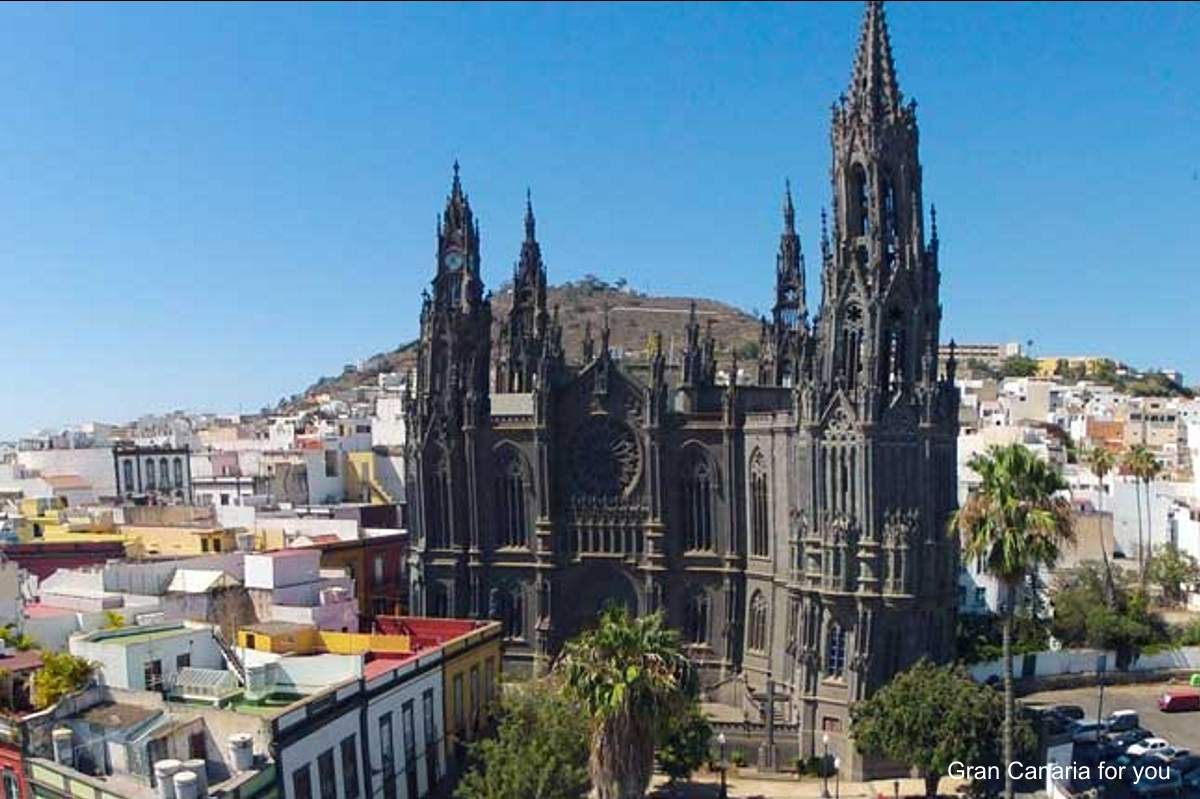
Arucas: San Bautista

– Siehe auch Pseudobasiliken auf den Kanarischen Inseln (3) –
Anzahl: 57, davon 3 auch aus Pseudobasilika anzusehen

### Provinz Las Palmas

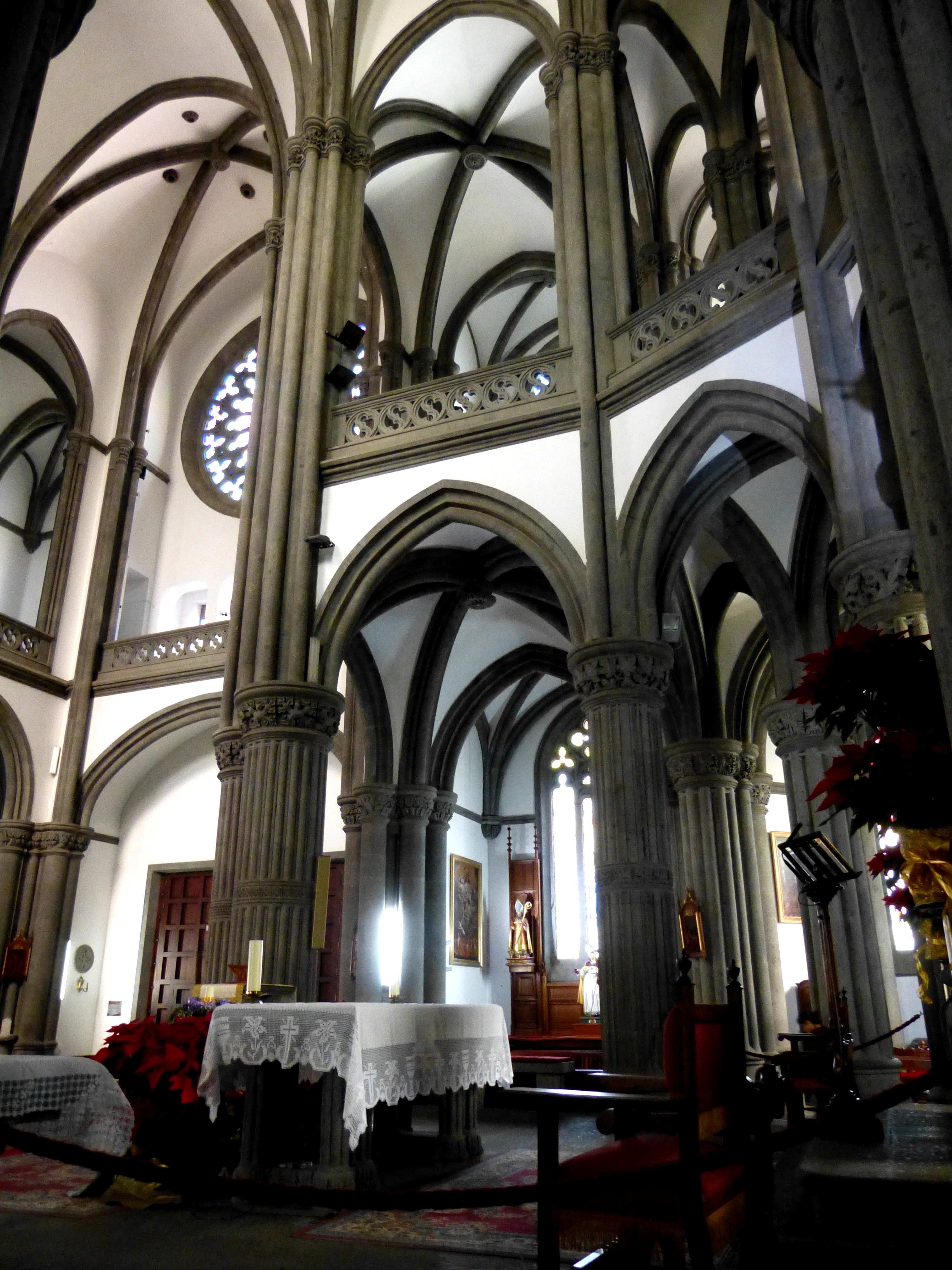
Arucas: San Bautista

Anzahl: 25, davon 3 auch aus Pseudobasilika anzusehen

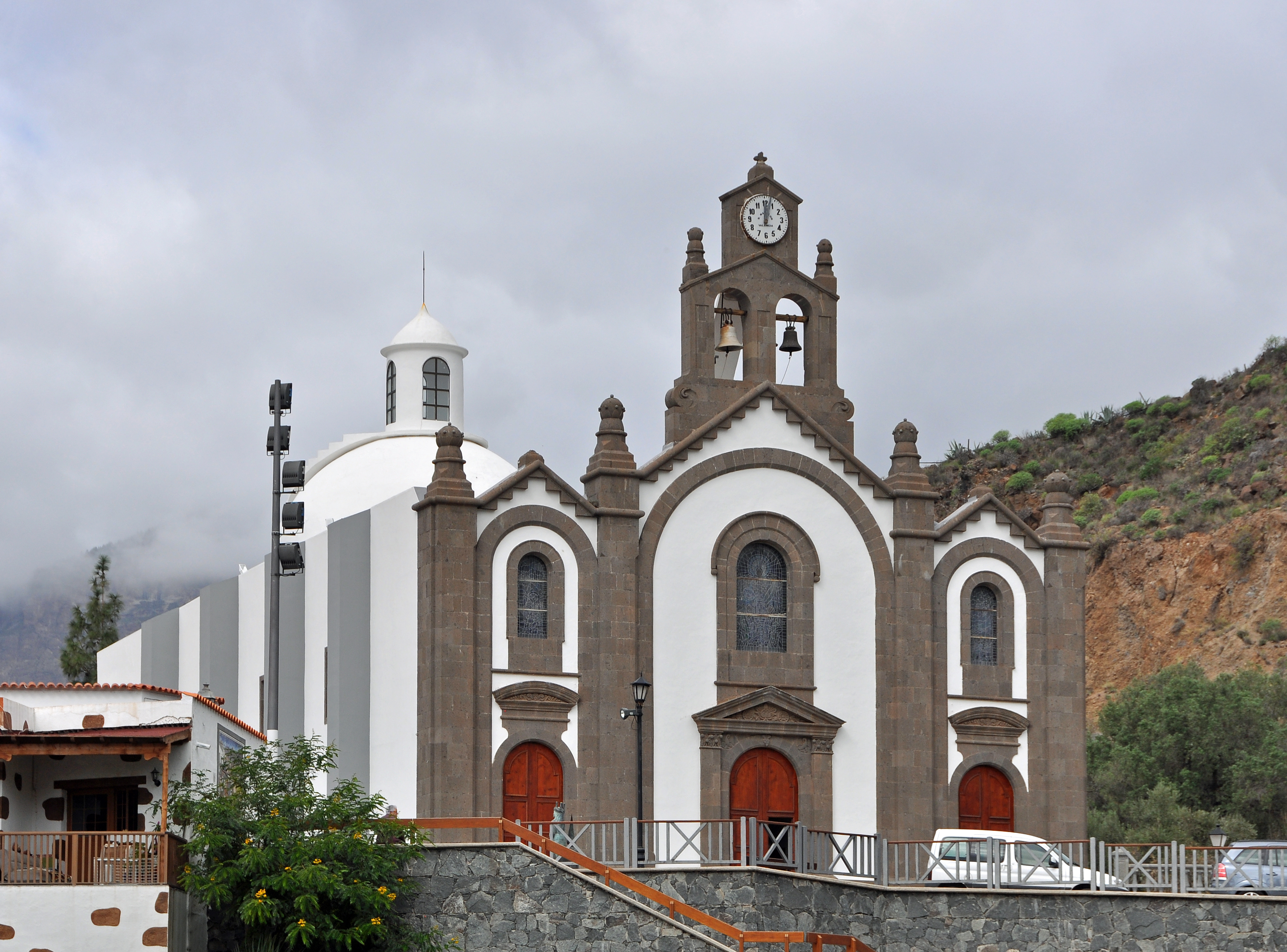
Tirajana: Santa Lucia

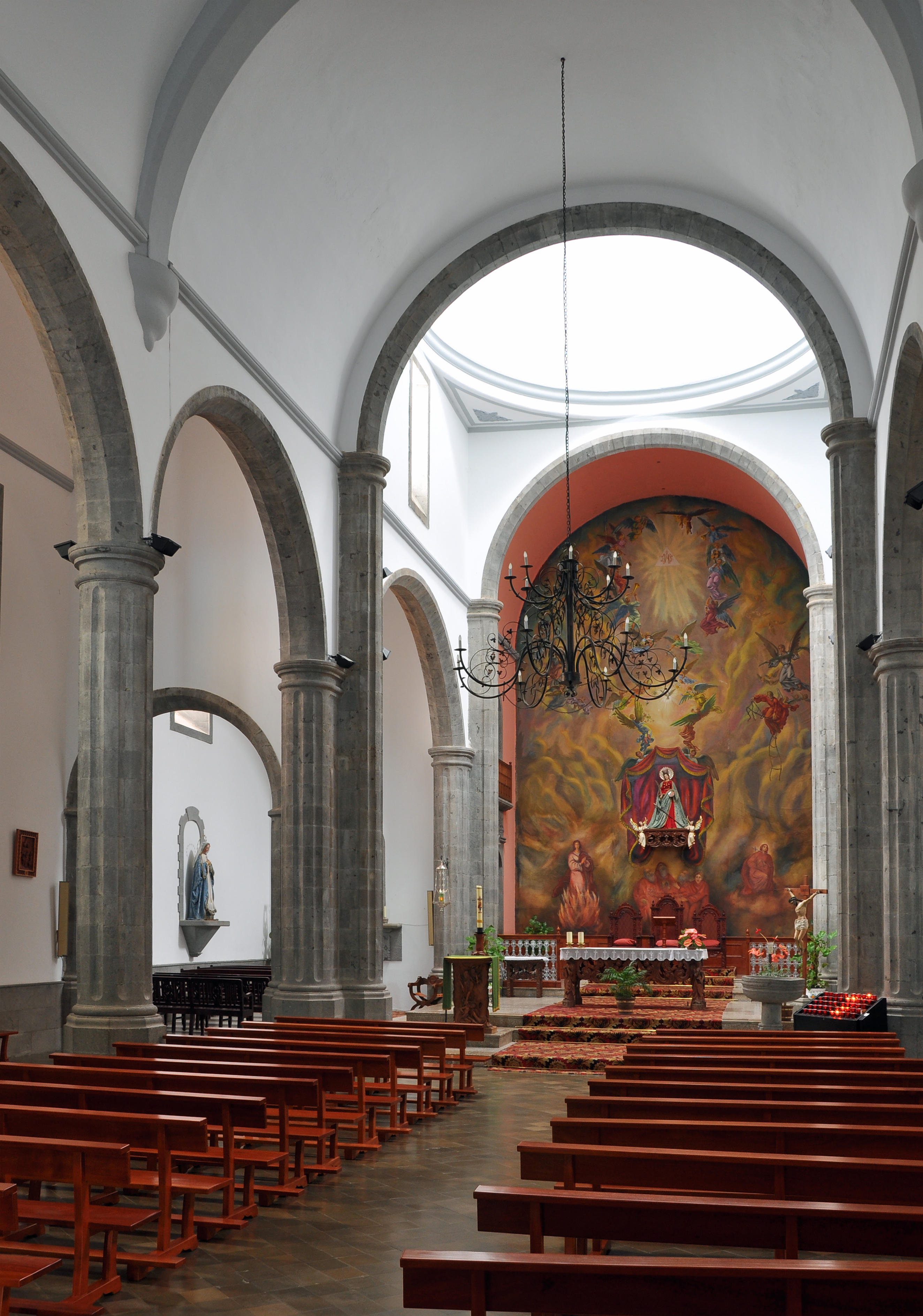
Tirajana: Santa Lucia

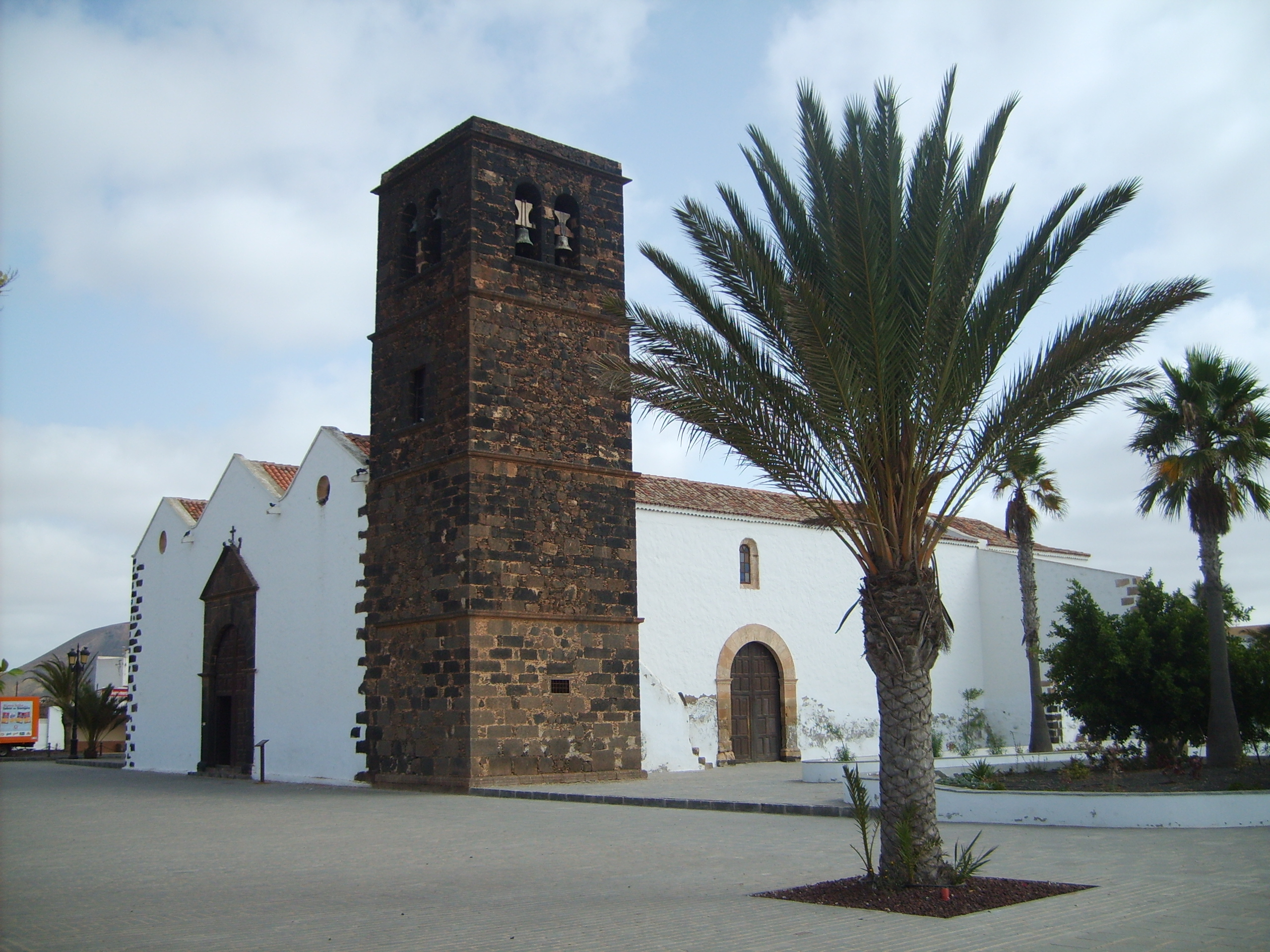
La Oliva: N. Señora de la Candelaria

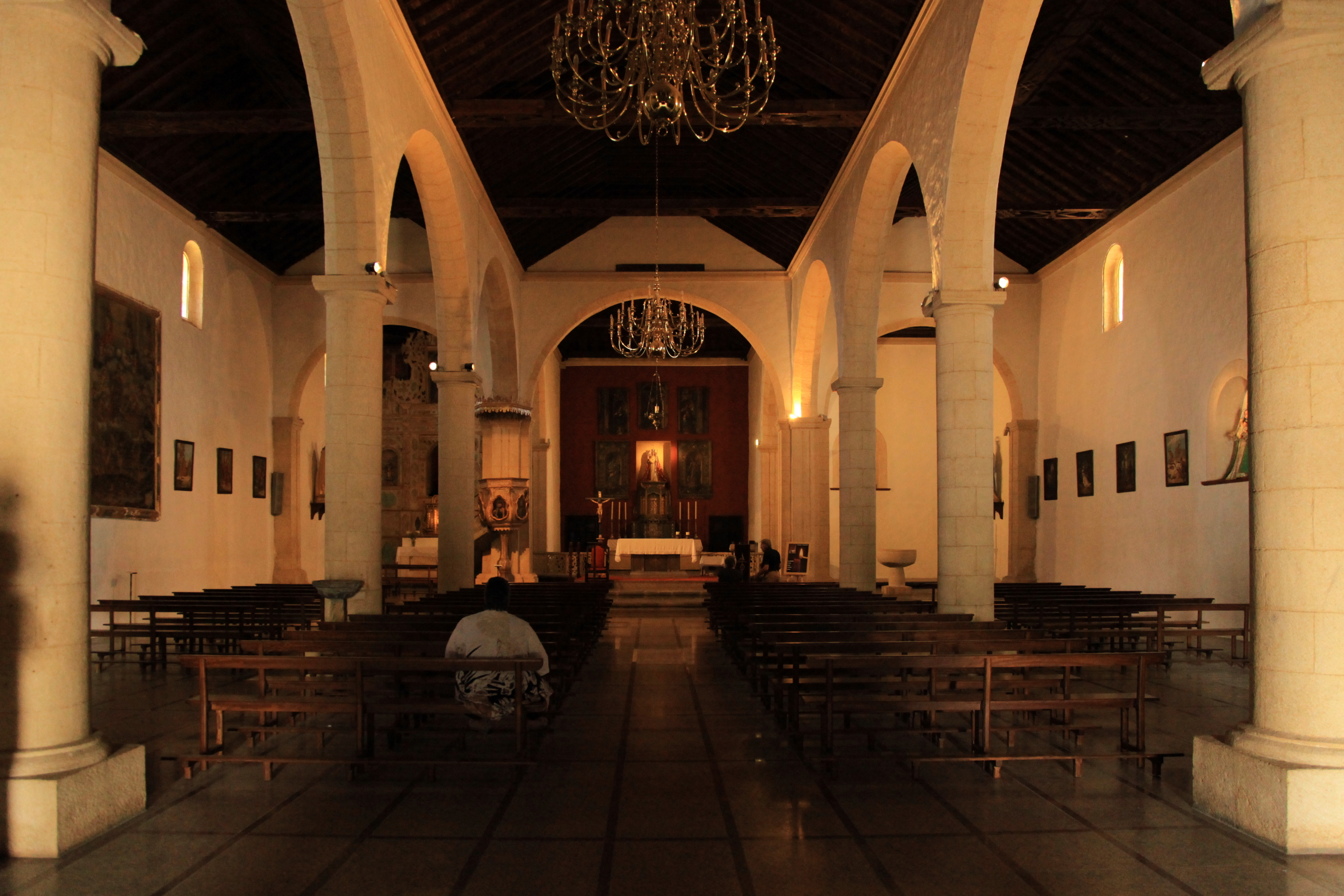
La Oliva: N. Señora de la Candelaria

Gran Canaria:
| Ort                       | Name/Patrozinium                     | Anmerkungen |
| ------------------------- | ------------------------------------ | --- |
| Agaete                    | Nuestra Señora de la Concepción (CC) | Längstonnen auf Rundbogenarkaden |
| Agüimes                   | San Sebastian (CC)                   | Rundbogenarkaden, Paralleldächer |
| Arucas                    | San Juan Bautista (CC)               | NEUGOTIK, 1909–1977 |
| Firgas                    | San Roque (CC)                       | |
| Gáldar                    | Santiago de los Caballeros (CC)      | |
| Ingenio                   | Iglesia de la Candelaria (CC)        | breites Mittelschiff, schmale Seitenschiffe, gemauerte Tonnengewölbe                                                                                           |
| Las Palmas, Gran Canaria  | Kathedrale Santa Ana (CC)            | |
| Las Palmas, Gran Canaria  | San Francisco de Asís (CC)           | Paralleldächer |
| Las Palmas, Gran Canaria  | San Lorenzo (CC)                     | |
| Las Palmas, Gran Canaria  | Santo Domingo de Guzman              | dreischiffig mit schmalen Seitenschiffen, hölzerne Segmenttonnen, nach den geringen Höhenunterschieden Stufenhalle, mangels Höhenüberschneidung Pseudobasilika |
| San Bartolome de Tirajana | San Bartolome (CC)                   | Arkaden mit Hochschiffswänden unter gering geneigtem Dach, knapp vor Pseudobasilika                                                                            |
| Santa María de Guía       | Iglesia Matriz (CC)                  | Struktur der Holzdecken wie Pseudobasilika, aber Höhenunterschiede gering, 18. Jh., Barock                                                                     |
| Telde                     | San Juan (CC)                        | dreischiffig, Renaissance, Rundbogenarkaden, Tonnengewölbe |
| Tirajana                  | San Bartolomé (CC)                   | dreischiffig, Rundbogenarkaden, offenes Dachwerk |
| Tirajana                  | Santa Lucía (CC)                     | dreischiffig, Rundbogenarkaden, Tonnengewölbe |
| Valleseco                 | San Vicente Ferrer                   | 1898, KLASSIZISTISCH, alle Joche der gleich hohen Schiffe mit Kuppelgewölben                                                                                   |

Fuerteventura:
| Ort        | Name/Patrozinium                     | Anmerkungen                                                                |
| ---------- | ------------------------------------ | -------------------------------------------------------------------------- |
| Betancuria | Santa Maria (CC)                     | 15.–17. Jahrhundert, Stufenhalle mit Rundbogenarkaden und offenem Dachwerk |
| Betancuria | San Francisco                        | 1416, 17. Jahrhundert, in Ruinen                                           |
| La Oliva   | Nuestra Señora de la Candelaria (CC) | dreischiffig, Paralleldächer mit offenen Dachwerken, Rundbogenarkaden      |
| Pájara     | Virgen de Regla (CC)                 | zweischiffig, Paralleldächer mit offenen Dachwerken, Spitzbogenarkaden     |
| Tuineje    | San Miguel (CC)                      | zweischiffig, Paralleldächer mit offenen Dachwerken, Spitzbogenarkaden     |

Lanzarote:
| Ort      | Name/Patrozinium                    | Anmerkungen |
| -------- | ----------------------------------- | --- |
| Arrecife | San Ginés Obispo (CC)               | 17. Jh., verspätete MUDÉJAR-RENAISSANCE, schlanke Rundbogenarkaden, Kirchenraum bis unter die annähernd gleich hohen Paralleldächer          |
| Teguise  | Nuestra Señora de Guadalupe (CC)    | Anfänge 15. Jh., Erweiterungen und veränderte Wiederaufbauten bis frühes 20. Jh., Stufenhalle mit parallelen Längstonnen                     |
| Tías     | Ermita de San Antonio               | als Profanbau errichtet, 1907–1972 als Kirche genutzt, zweischiffig, Paralleldächer; nicht die erst 1872 errichtete gleichnamige Pfarrkirche |
| Yaiza    | Nuestra Señora de los Remedios (CC) | Langhaus zwei-, Chorpartie dreischiffig, Struktur mit flachen Seitenschiffsdecken wie Pseudobasilika, aber Höhenunterschiede gering          |

### Provinz Santa Cruz de Tenerife

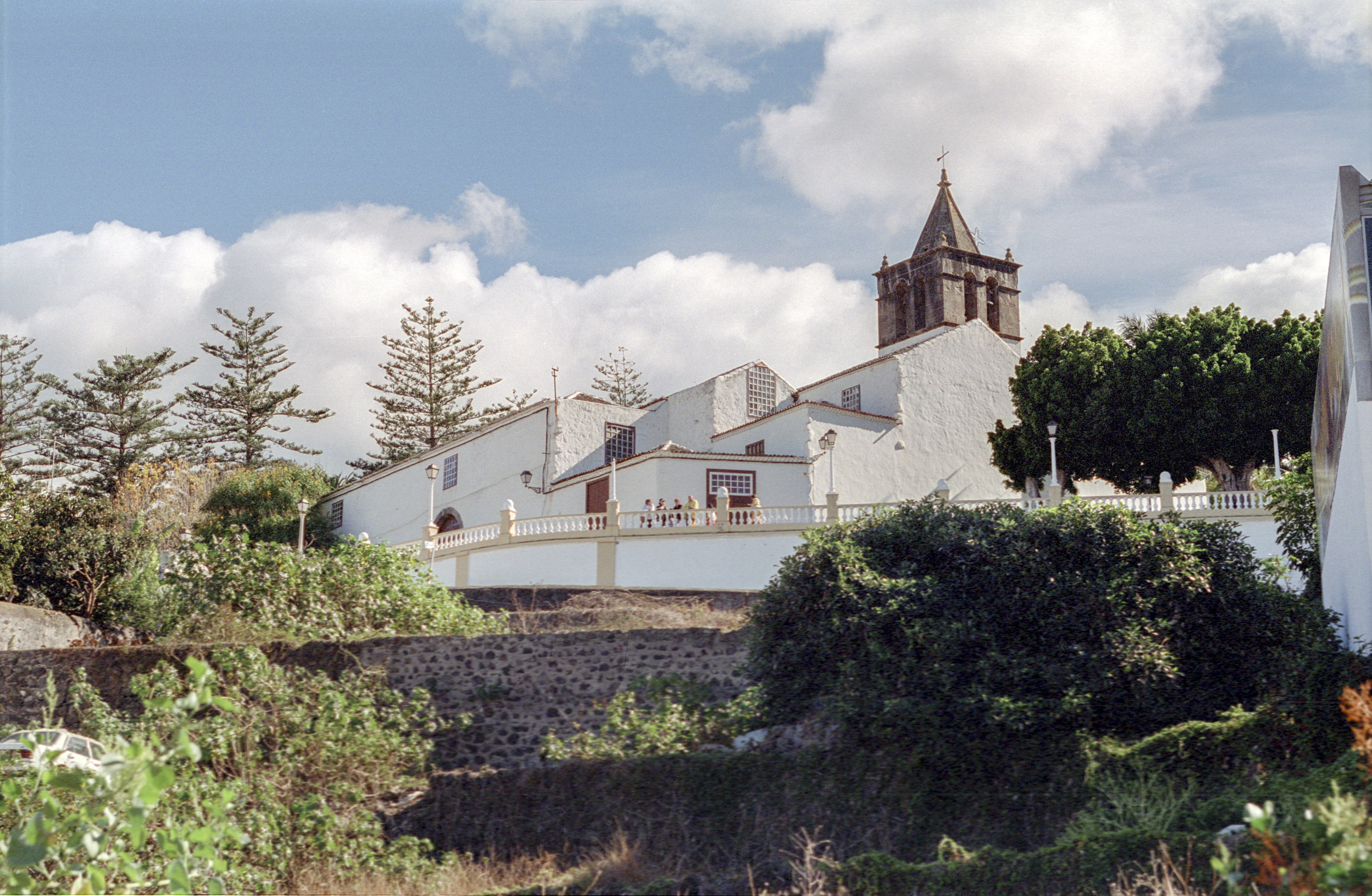
Icod de los Vinos: San Marcos

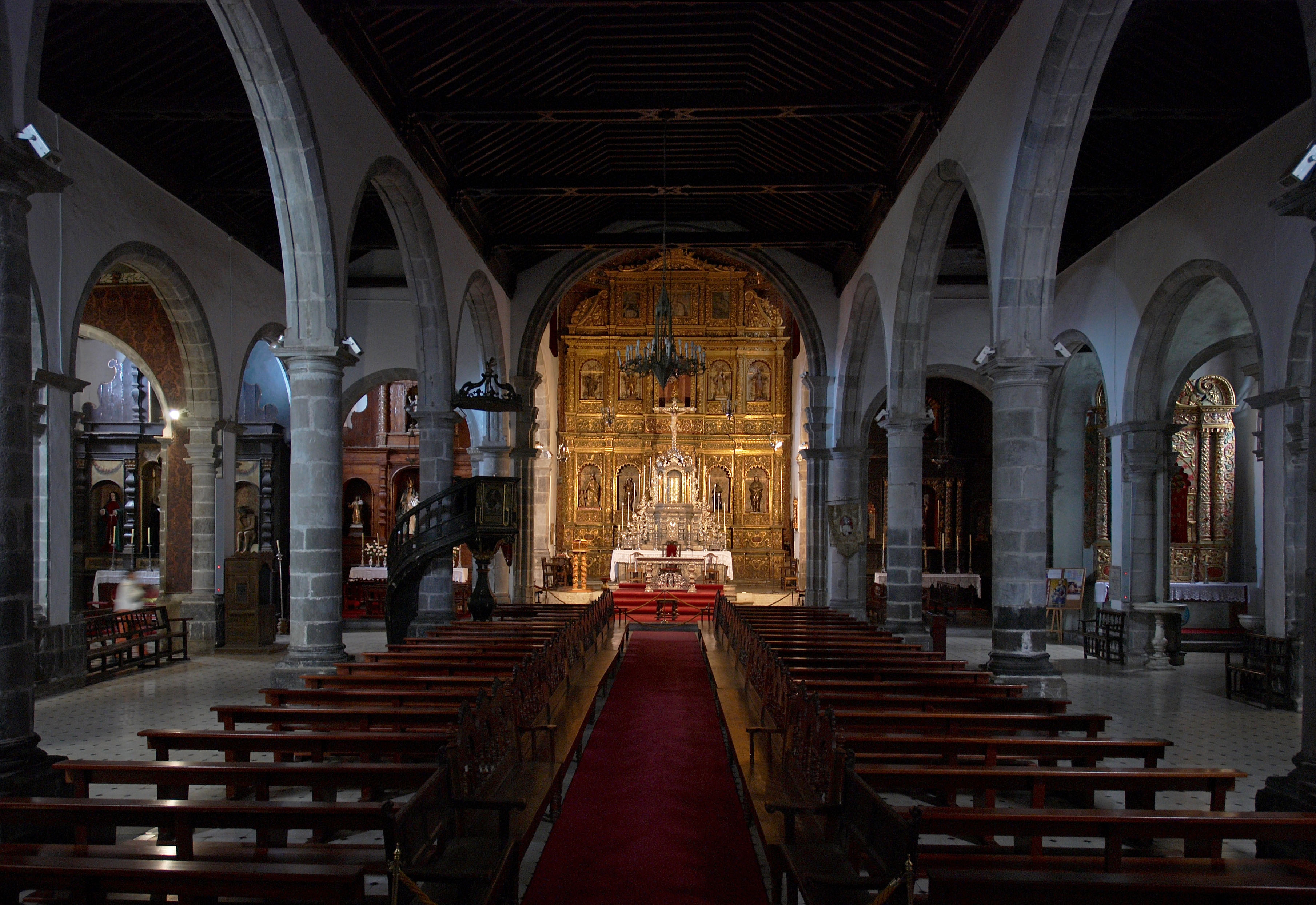
Icod de los Vinos: San Marcos

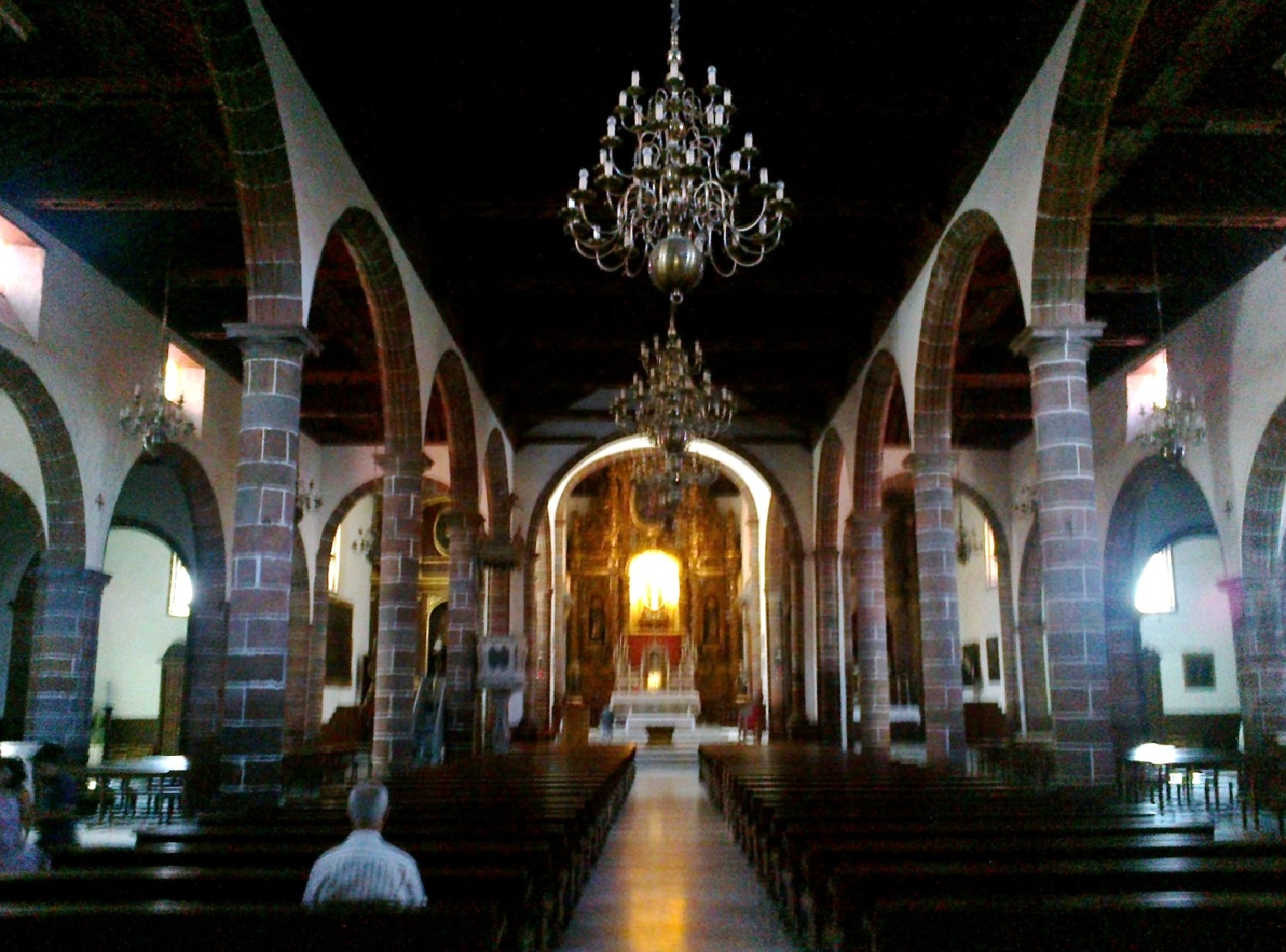
Santa Cruz de Tenerife: N. Señora de la Concepción

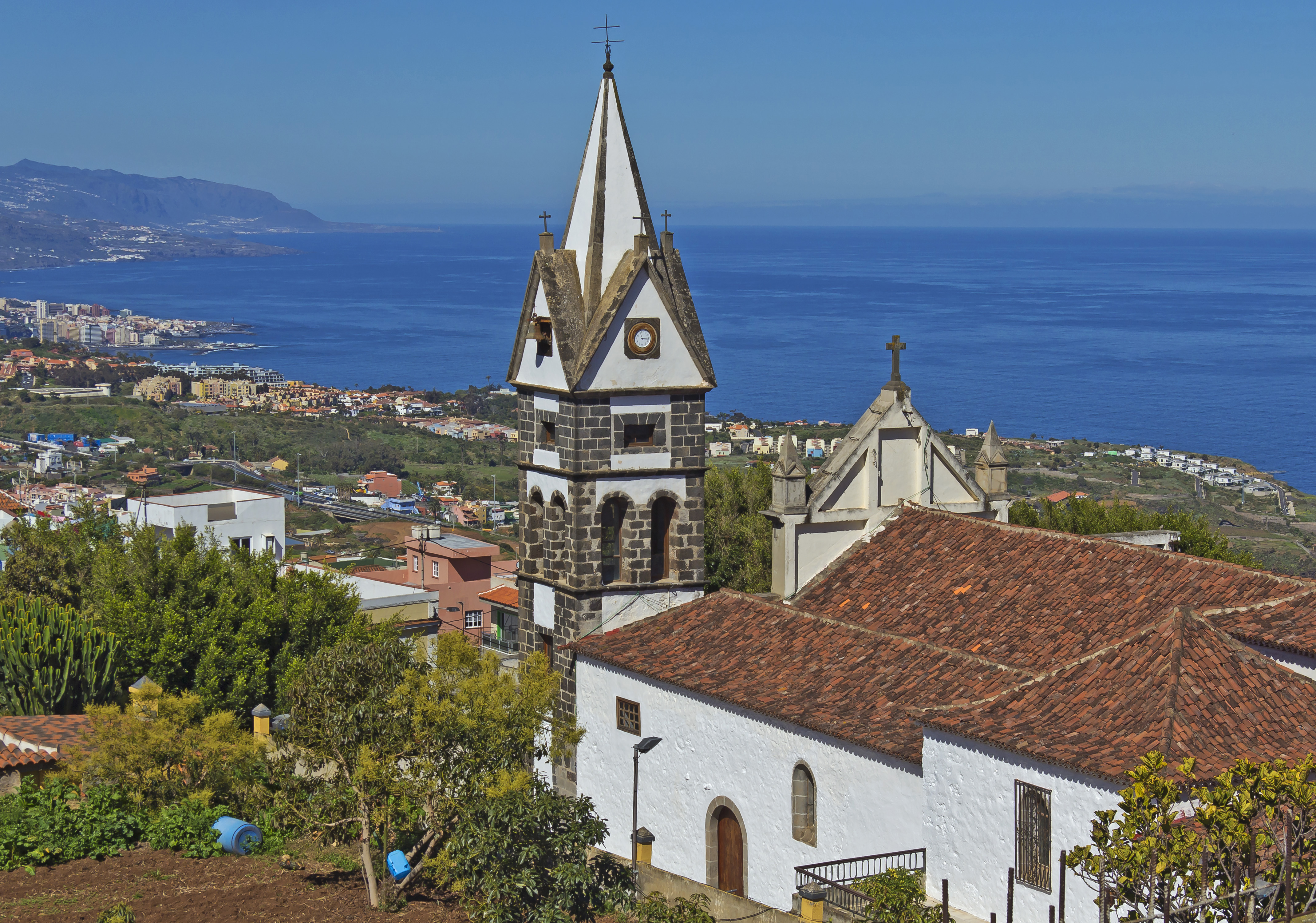
La Victoria de Acentejo: Iglesia de la Señora

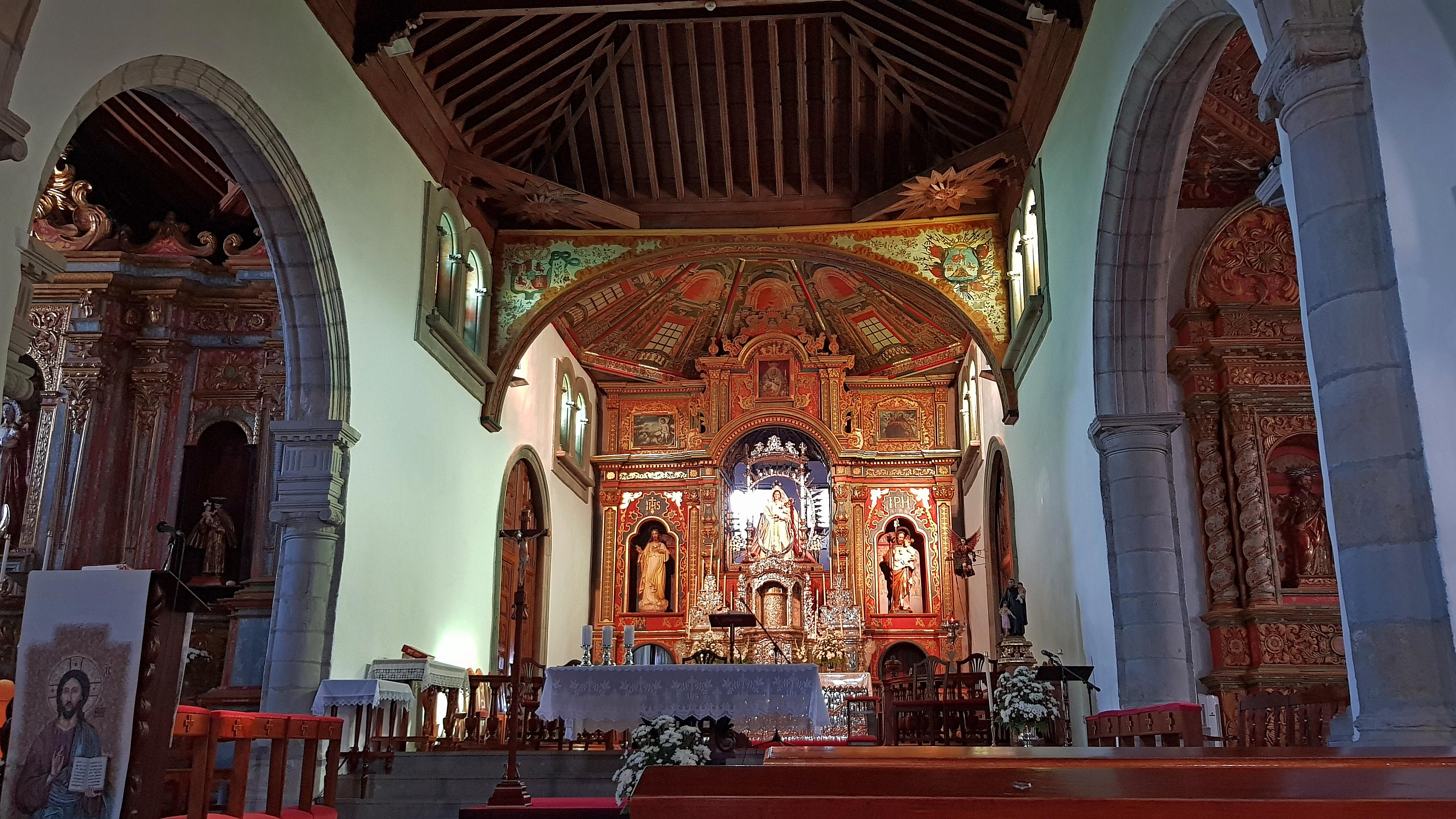
La Victoria de Acentejo: Iglesia de la Señora

Anzahl: 32
Teneriffa:
| Ort                                   | Name/Patrozinium                                          | Anmerkungen |
| ------------------------------------- | --------------------------------------------------------- | --- |
| Adeje                                 | Santa Úrsula                                              | zweischiffig |
| Garachico, Teneriffa                  | Santa Ana (CC)                                            | 1520, Renaissance |
| Güímar                                | San Pedro (CC)                                            | verschiedene Bauphasen im 18. Jh., Barock, drei Paralleldächer mit verbindendem Querhaus                                                                     |
| Icod de los Vinos                     | San Marcos (CC)                                           | holzgedeckte Stufenhalle |
| La Guancha                            | Dulce Nombre de Jesus (CC)                                | Kern 1570; zweischiffig |
| La Orotava                            | San Agustin (CC)                                          | |
| La Orotava                            | Nuestra Señora de la Concepción (CC)                      | |
| La Orotava                            | Santo Domingo (CC)                                        | |
| Los Realejos                          | Apóstol Santiago (CC)                                     | |
| Los Realejos                          | N. Señora de la Concepción (CC)                           | |
| Puerto de la Cruz, Teneriffa          | Ntra. Sra. de la Peña de Francia (CC)                     | |
| San Cristóbal de La Laguna, Teneriffa | Immaculada Concepción (CC)                                | |
| San Cristóbal de La Laguna, Teneriffa | Santo Domingo de Guzmán (CC)                              | |
| San Cristóbal de La Laguna, Teneriffa | Kathedrale (CC)                                           | 1915, später KLASSIZISMUS |
| San Cristóbal de La Laguna, Teneriffa | San Agustín (CC)                                          | schlanke Rundbogenarkaden; heute Ruine |
| San Juan de la Rambla                 | San Juan Bautista (CC)                                    | Kern 1. Hälfte 16. Jh., zweites Schiff 17. Jh. |
| Santa Cruz de Tenerife                | N. Señora de la Concepción (CC)                           | dreischiffige holzgedeckte Staffelhalle mit basilikal angehängten Kapellenzeilen, Kern Ende 15. Jh., erstes Seitenschiff 1640, Erweiterungen bis ins 18. Jh. |
| Santa Cruz de Tenerife                | San Francisco de Asís (CC)                                | 17. Jh., Barock, Rundbogenarkaden, Holzdecken |
| Tacoronte                             | Santa Catalina (CC)                                       | |
| Tacoronte                             | Santuario Cristo de los Dolores (CC)                      | Mitte 17. Jh., Renaissance mit klassizistischen Zügen |
| Taganana                              | N. Señora de las Nieves (CC)                              | Renaissance, Capilla Mayor 18. Jh. |
| La Victoria de Acentejo               | Nuestra Señora – „de la Victoria“ od. „de la Encarnación“ | Ort eines spanischen Sieges 1495 über die Guanchen; erbaut 1537 und nach 1589, schlanke Rundbogenarkaden; Artesanado-Decke über dem Altar                    |

La Palma:
| Ort                     | Name/Patrozinium               | Anmerkungen                                          |
| ----------------------- | ------------------------------ | ---------------------------------------------------- |
| Breña Alta              | San Pedro Apóstol              | im 20. Jh. um zwei Schiffe erweitert, Paralleldächer |
| Garafía                 | Nuestra Señora de la Luz (CC)  | Zweischiffig                                         |
| Los Llanos de Aridane   | N. Señora de los Remedios (CC) |                                                      |
| Santa Cruz de La Palma, | El Salvador (CC)               | ab 1500, Renaissance und MANIERISMUS                 |
| Villa de Mazo           | San Blas (CC)                  | dreischiffig, Paralleldächer unverhüllt im Giebel    |

El Hierro:

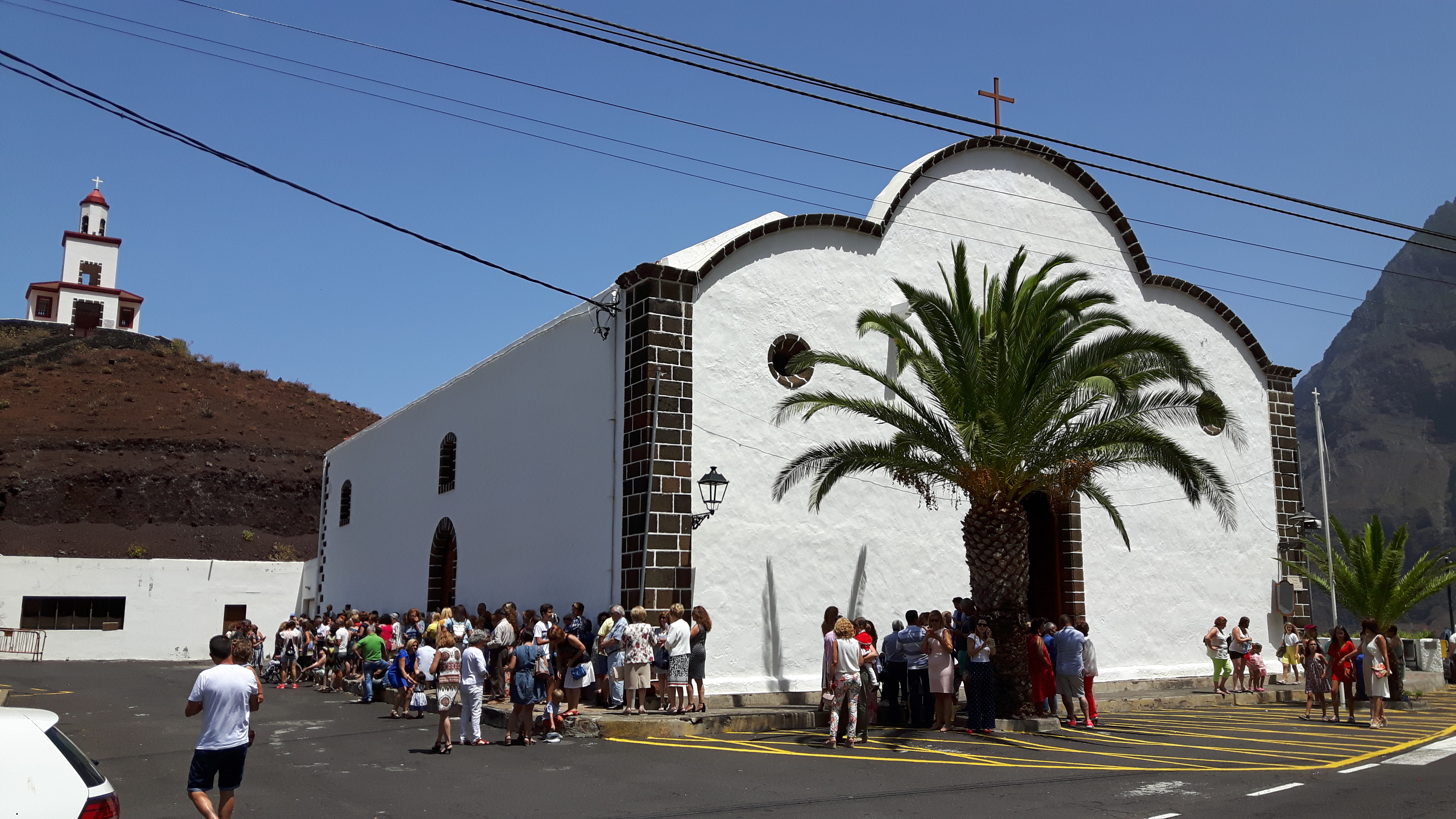
La Frontera (El Hierro): westlichste Pfarrkirche Spaniens
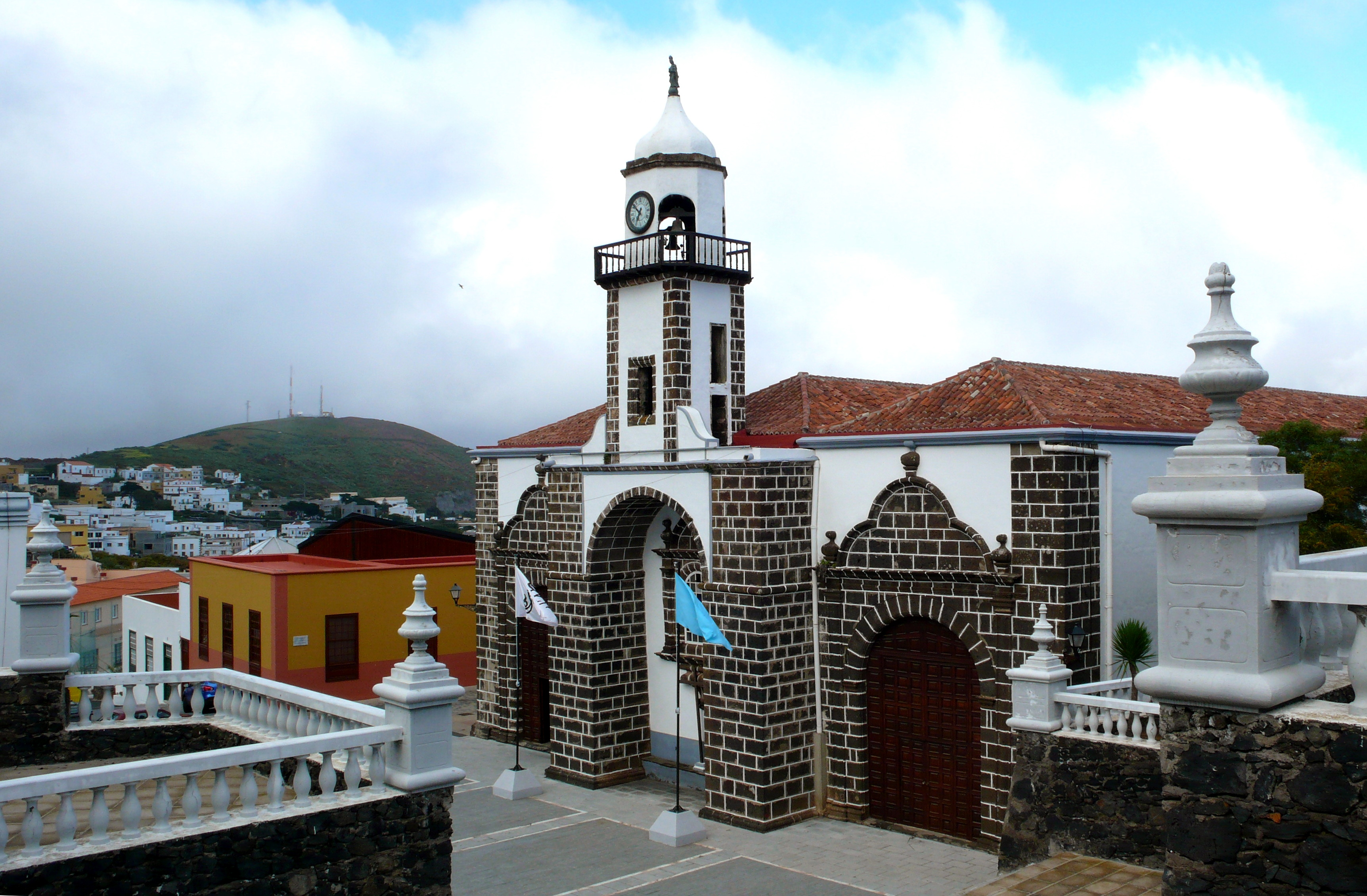
Valverde: N. Señora de la Concepción

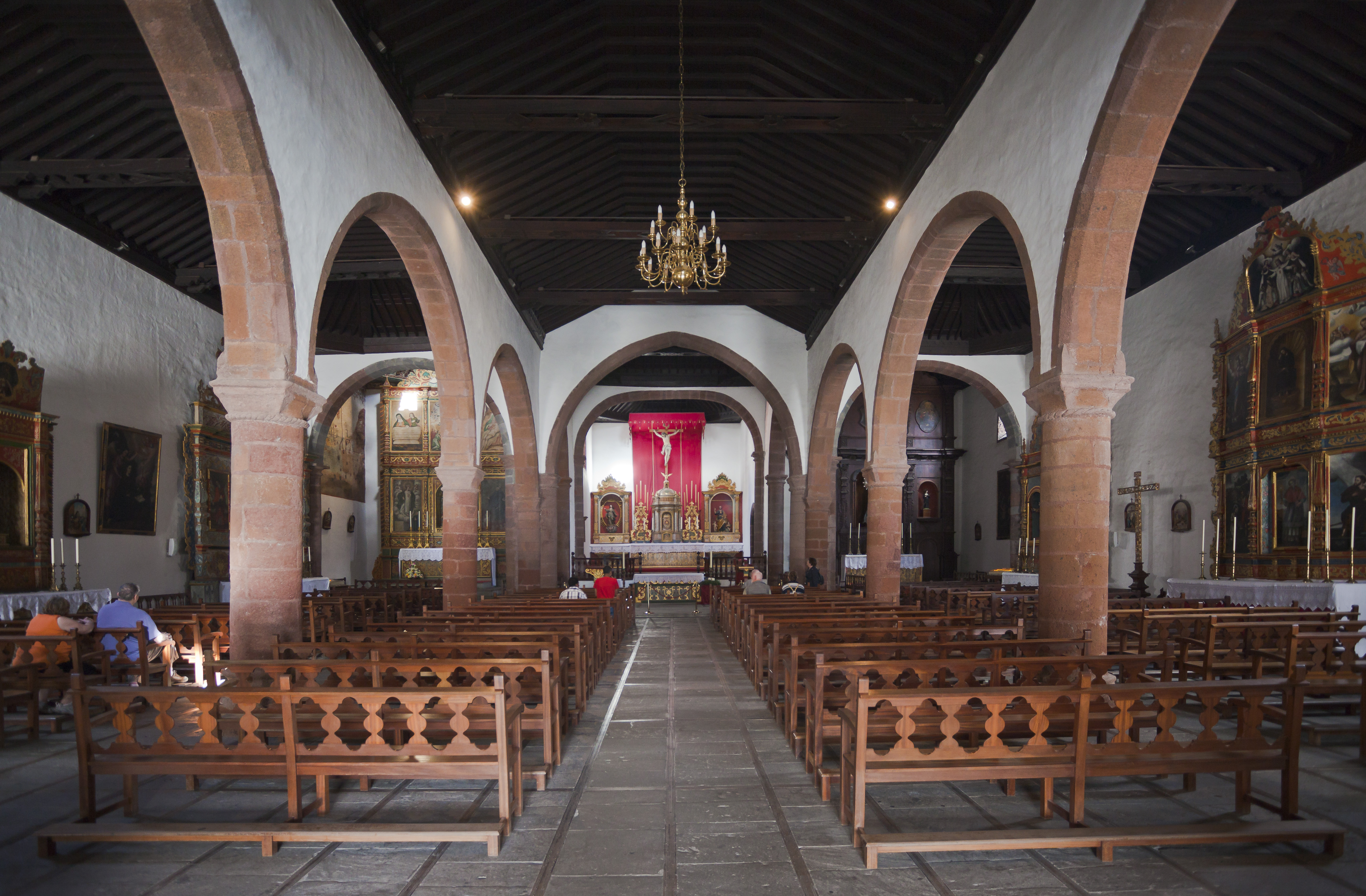
San Sebastián: La Asunción

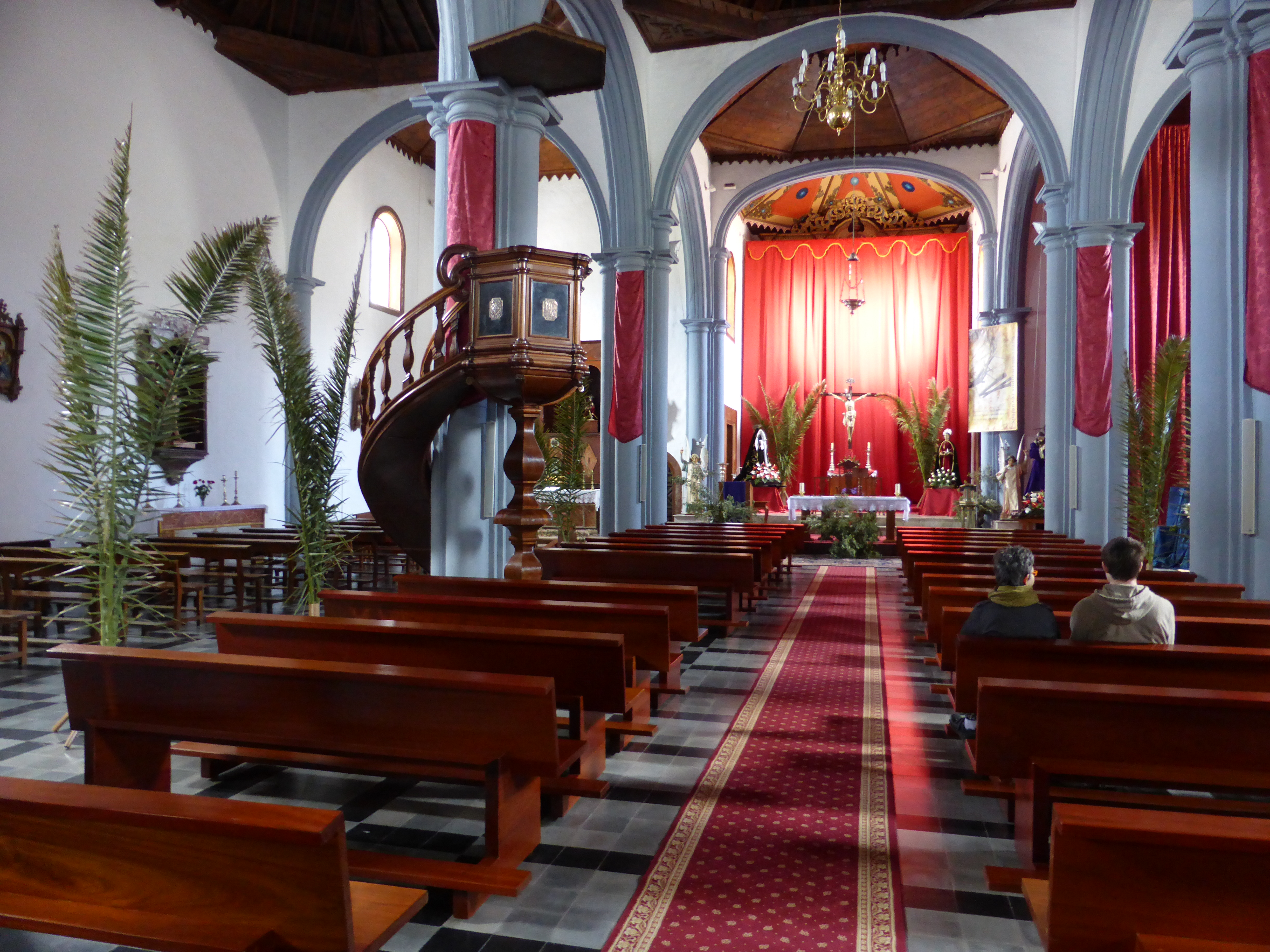
Valverde: N. Señora de la Concepción

| Ort                    | Name/Patrozinium                     | Anmerkungen                                                                                              |
| ---------------------- | ------------------------------------ | --- |
| La Frontera, El Hierro | Nuestra Señora de la Candelaria (CC) | westlichste Pfarrkirche Spaniens, dreischiffig, Rundbogenarkaden, offenes Dachwerk unter Paralleldächern |
| Valverde, El Hierro    | Nuestra Señora de la Concepción (CC) | |

La Gomera.
| Ort                   | Name/Patrozinium                       | Anmerkungen                                          |
| --------------------- | -------------------------------------- | ---------------------------------------------------- |
| Hermigua              | Nuestra Señora de la Encarnación (CC)  | Langhaus dreischiffige Halle unter Paralleldächern   |
| San Sebastián         | Iglesia de La Asunción (CC)            | 18. Jh., dreischiffig, Rundbogenarkaden, Holzdeckung |
| Chipude, Vallehermoso | Ermita N. Señora de la Candelaria (CC) | Zweischiffig                                         |